# Mésopotamie
Pour les articles homonymes, voir Mésopotamie (homonymie).

Carte de la Mésopotamie avec les frontières des États modernes, l'ancien tracé du littoral du golfe Persique et les sites des grandes cités antiques.

La Mésopotamie (du grec Μεσοποταμία / Mesopotamía, de μέσος / mésos, « entre, au milieu de », et ποταμός / potamós, « fleuves », littéralement le pays « entre les fleuves ») est une région historique du Moyen-Orient située entre le Tigre et l'Euphrate. Elle correspond pour sa plus grande part à l'Irak et la Syrie actuels. Elle comprend deux régions topographiques distinctes :
- d'une part au nord (nord de la Syrie et de l'Irak actuels, et sud-est de la Turquie), une région de plateaux, zone de cultures pluviales ;
- d'autre part au sud (est de l'Irak actuel, ouest de l'Iran et nord du Koweït), une région de plaines où se pratique une agriculture reposant exclusivement sur l'irrigation.

Aujourd’hui, le terme « Mésopotamie » est généralement utilisé en référence à l'histoire antique de cette région, pour la civilisation ayant occupé cet espace jusqu'aux premiers siècles de notre ère. Faisant partie des civilisations du Proche-Orient ancien, la civilisation mésopotamienne y occupe une place centrale, considérée comme une des matrices des civilisations historiques du Moyen-Orient et de l'Europe, aux côtés de la civilisation de l'Égypte antique. En effet, elle participe à plusieurs évolutions fondamentales dans l'histoire humaine : s'y trouvent les « origines » de l’État, de la ville, des institutions et de l'administration, de l'impérialisme. Les historiens et archéologues contemporains s'accordent à dire que les Mésopotamiens sont à l'origine du premier système d'écriture créé entre 3400 et 3200 av. J.-C. Celui-ci évolua pour donner naissance à l'écriture « cunéiforme » (du latin cuneus, le « coin »). L'abondante documentation cunéiforme exhumée sur les sites mésopotamiens, combinée à l'étude des autres découvertes archéologiques, permet de connaître de nombreux aspects de la société et de l'économie, la religion et la pensée, les rites, les activités intellectuelles, etc. des différents royaumes mésopotamiens.

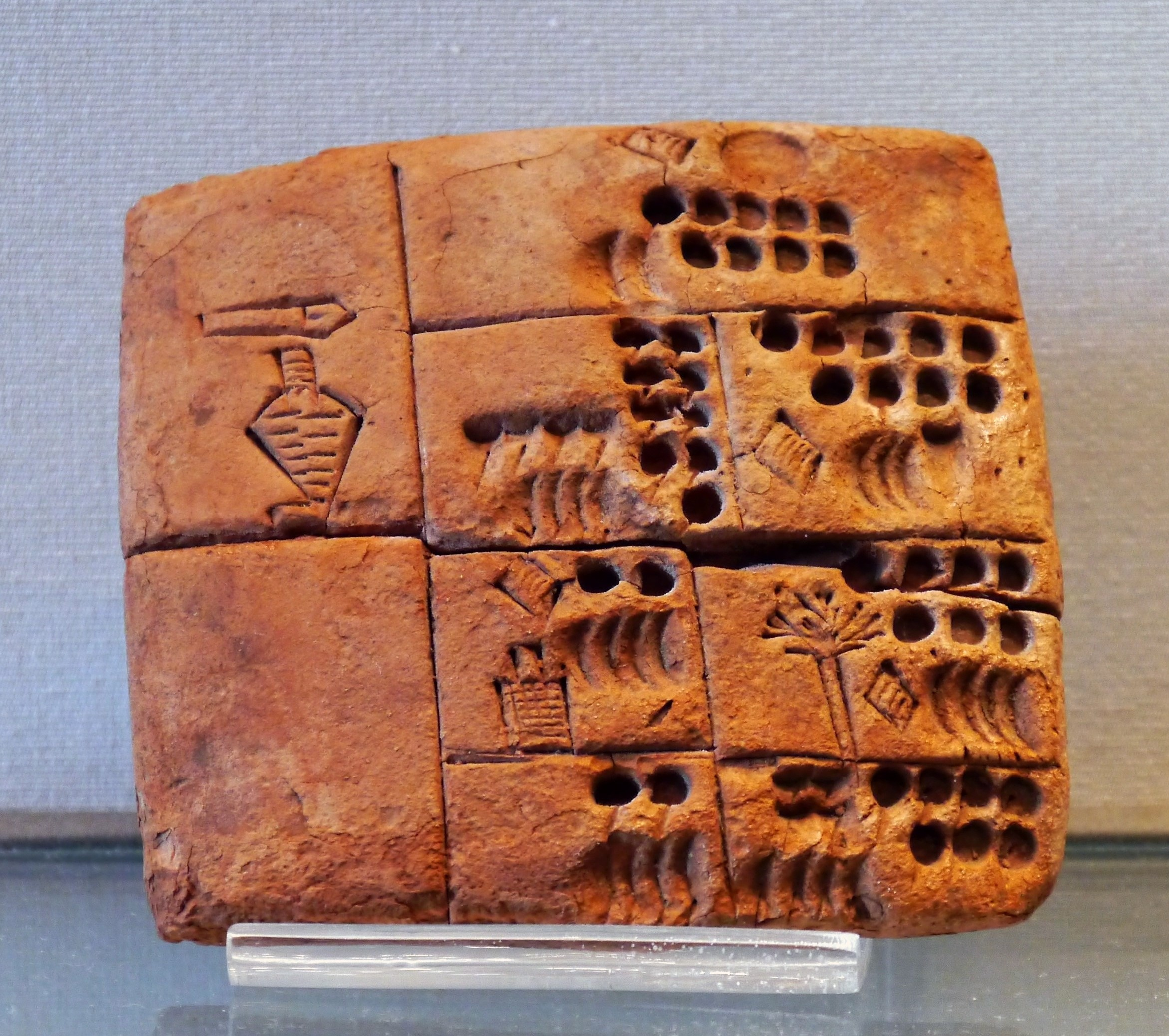
Tablette de comptabilité de la fin du, faisant partie des plus anciens documents écrits connus. Musée du Louvre.

La civilisation mésopotamienne prend ses racines dans les évolutions amorcées au Néolithique à partir du Xe millénaire av. J.-C. au Levant, en Anatolie et dans le Zagros, qui voient les débuts de l'agriculture, de l'élevage et l'expansion des villages sédentaires. Les premiers villages de Mésopotamie sont peu attestés, la région semblant amorcer son développement agricole plus tard que ses voisines. Mais à compter de la fin du Néolithique, à partir de 7000-6000 av. J.-C., elle connaît un développement rapide, que ce soit dans la démographie, les institutions, l'agriculture, les techniques ou les échanges. Au IVe millénaire av. J.-C. (période d'Uruk) le changement est plus marqué, avec l'apparition des premiers États et des premières villes et celui d'un « système-monde » qui voit rayonner l'influence mésopotamienne sur le Moyen-Orient. L'écriture apparaît à la fin de cette période, qui a donc vu la mise en place des traits caractéristiques de la civilisation mésopotamienne.

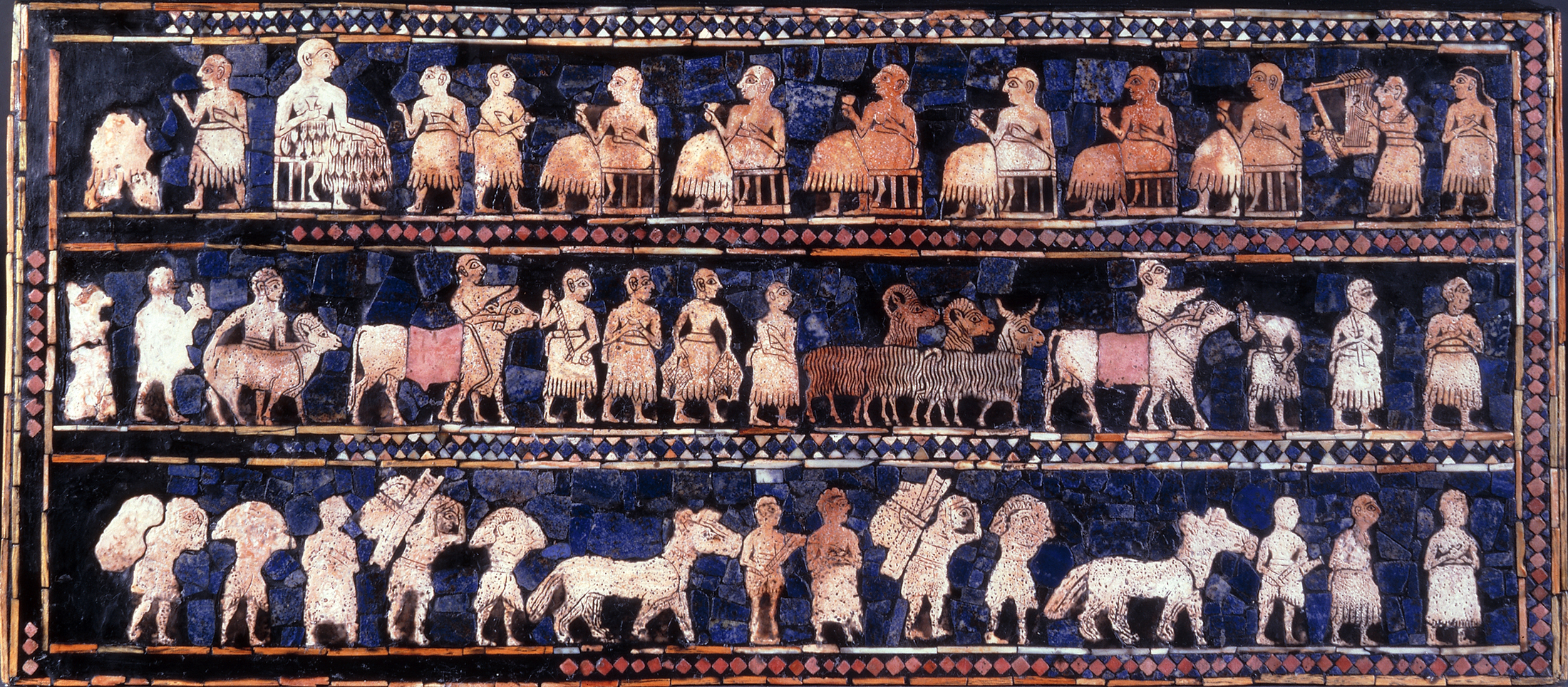
La « face de la Paix » de l'étendard d'Ur, v. 2500 av. J.-C. British Museum.

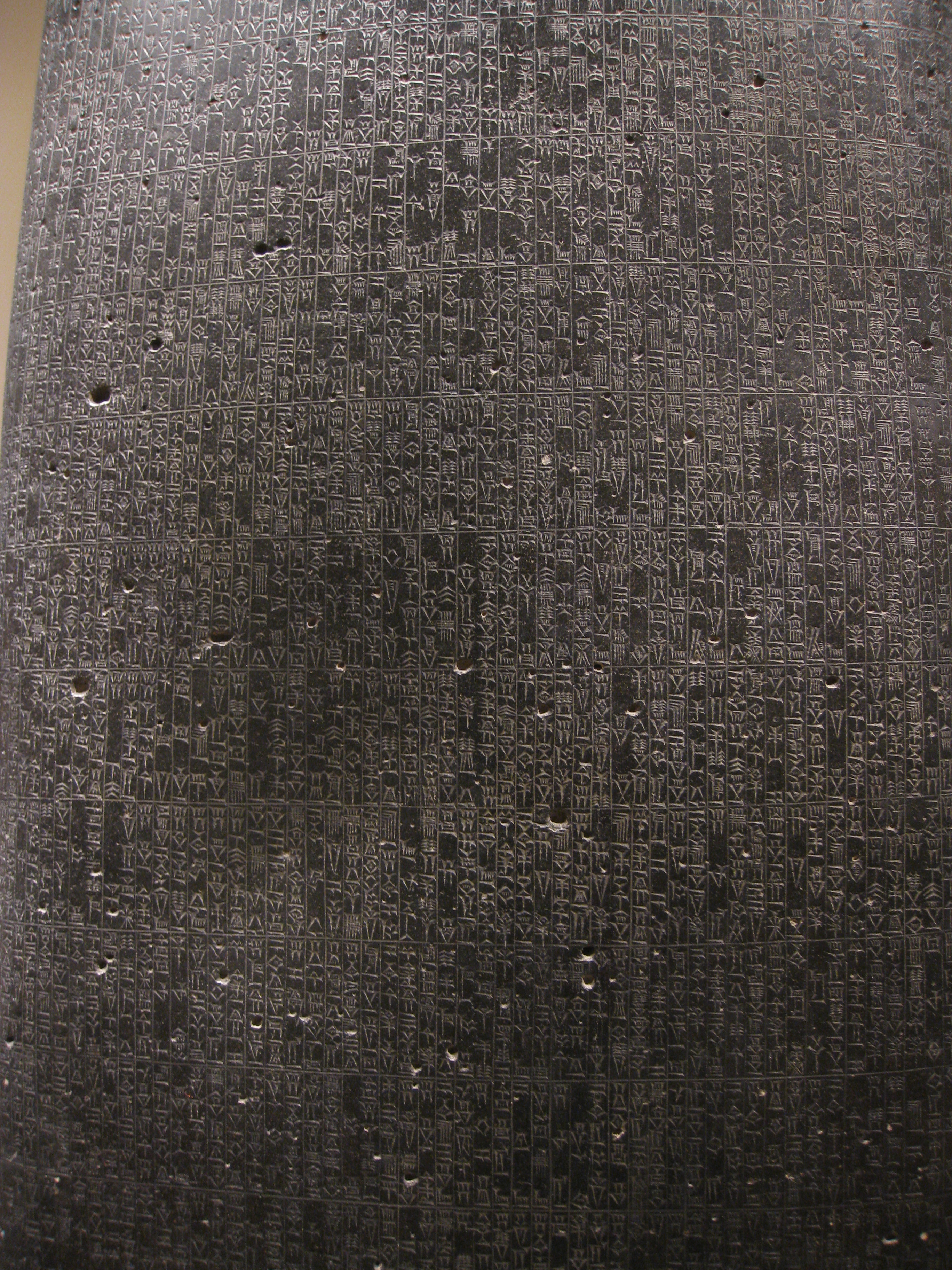
Détail de « lois » inscrites sur la stèle du Code de Hammurabi, v. 1750 av. J.-C. Musée du Louvre.

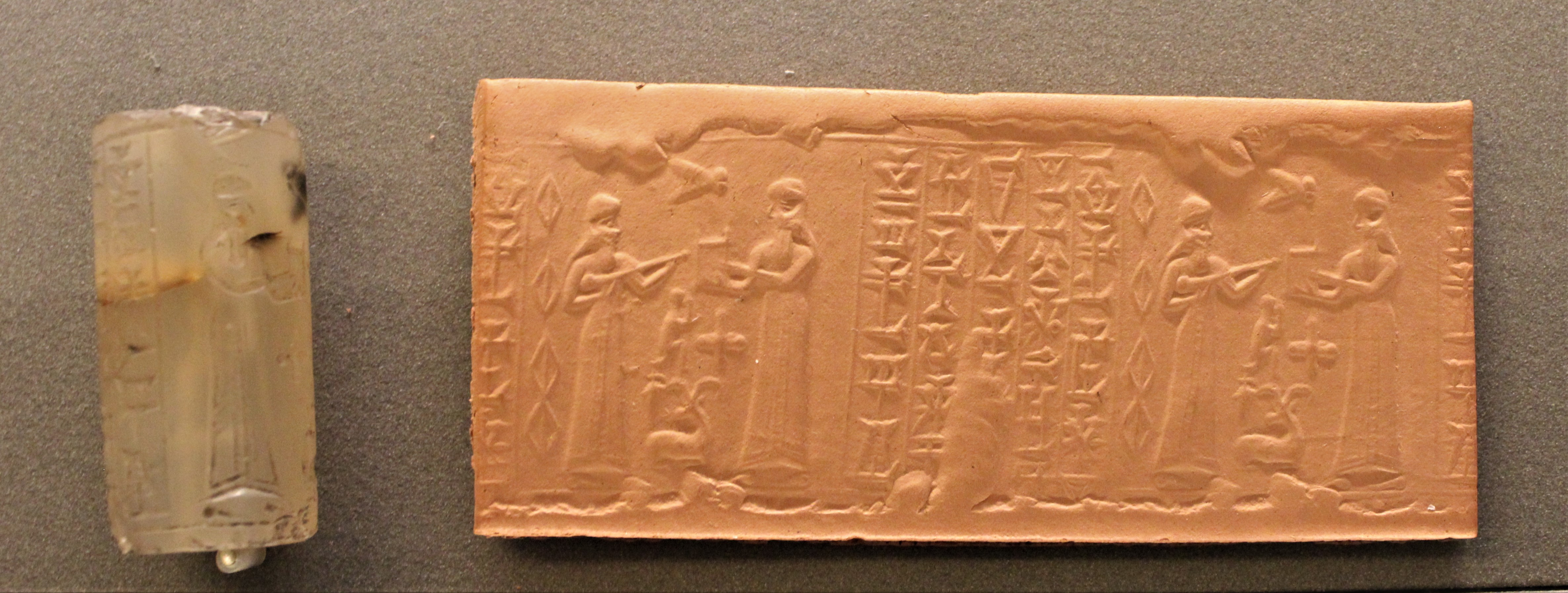
Sceau-cylindre en calcédoine d'un fonctionnaire babylonien, du règne de Kurigalzu II (1330-1308 av. J.-C.). Musée du Louvre.

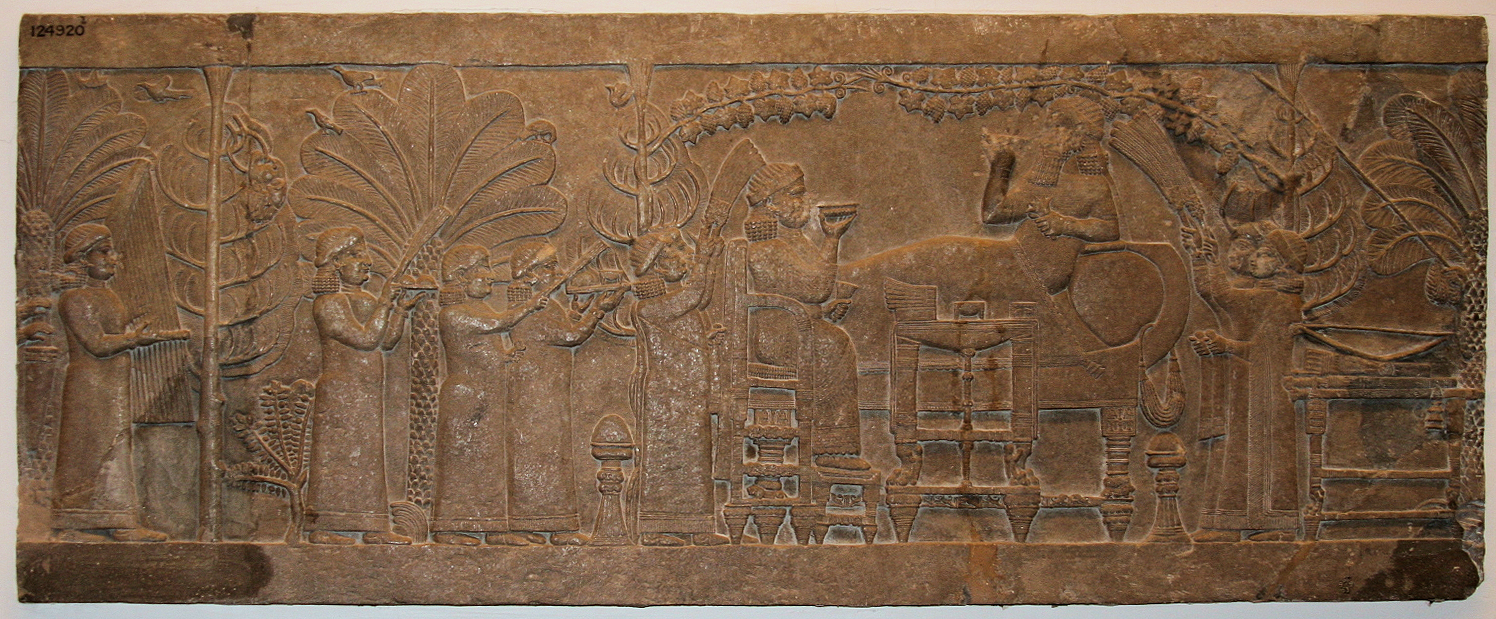
Le roi assyrien Assurbanipal et son épouse Libbali-sharrat banquettant. Bas-relief de Ninive, British Museum.

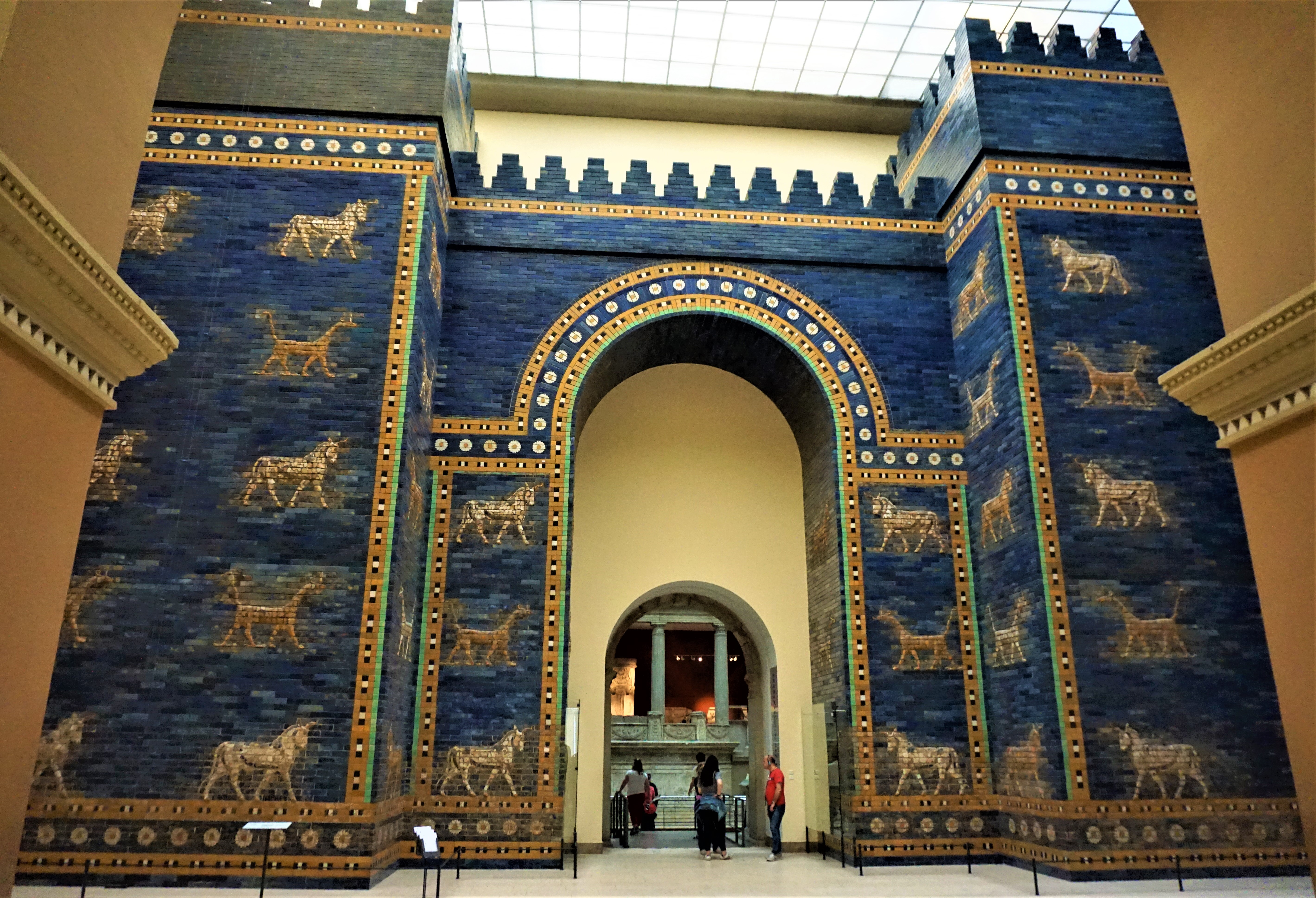
La Porte d'Ishtar de Babylone,, partie reconstituée au Pergamon Museum.

Au IIIe millénaire av. J.-C., durant la période des dynasties archaïques, la Mésopotamie est occupée par un ensemble de petits royaumes, peuplés par des populations parlant une langue isolée, le sumérien, dans la partie méridionale (le pays de Sumer), et d'autres parlant des langues sémitiques, dont l'akkadien. Cet aspect dual devait marquer la suite de l'histoire mésopotamienne, car si le sumérien n'est plus parlé aux alentours de 2000 av. J.-C., il reste une langue prestigieuse dans les milieux religieux et savants. La fin du IIIe millénaire av. J.-C. est marquée par deux brèves phases d'unification de la majorité de la Mésopotamie (empires d'Akkad et d'Ur), donc le développement de l'impérialisme, puis au millénaire suivant s'affirment plusieurs dynasties aux origines diverses, amorrites dans les premiers siècles (Isin, Larsa, Mari, Babylone, etc.), hourrite, kassite (à Babylone) et assyrienne dans la seconde moitié. La culture mésopotamienne exerce une grande influence dans le reste du Moyen-Orient, indiquée notamment par la diffusion de l'écriture cunéiforme, couramment utilisée en Iran, en Anatolie et au Levant. La région voit ensuite l'expansion depuis la Syrie d'une nouvelle population sémitique, les Araméens, qui prennent une grande importance démographique et culturelle. Les premiers siècles du Ier millénaire av. J.-C. sont marqués par la constitution de l'empire assyrien, premier empire à couvrir la majeure partie du Moyen-Orient (à son apogée au VIIe siècle av. J.-C., de l’Égypte jusqu'à l'Iran), auquel succède l'empire babylonien, dernier grand royaume mésopotamien antique. En 539 av. J.-C. la Mésopotamie passe sous la coupe des Perses de la dynastie des Achéménides, qui constituent à leur tour un empire multinational, mais dont le centre est désormais situé hors de Mésopotamie. La domination des dynasties grecques (hellénistiques) et parthes accompagne la fin de la culture mésopotamienne antique, illustrée par la disparition de l'écriture cunéiforme dans les premiers siècles de notre ère.

## Qu'est-ce que la Mésopotamie?

### Étymologie
La notion de « Mésopotamie » a été forgée et définie de l'extérieur, dans l'Antiquité classique puis à l'époque contemporaine. Elle est absente des textes cunéiformes mésopotamiens.
Le terme Mésopotamie vient du grec Μεσοποταμία / Mesopotamía, de μέσος / mésos, « entre, au milieu de », et ποταμός / potamós, « fleuves », littéralement le pays « entre les fleuves ». Ce mot se retrouve d'abord chez Polybe au IIe siècle av. J.-C. puis Strabon au siècle suivant, mais il est employé par Arrien (qui écrit au IIe siècle) pour désigner une province de l'époque d'Alexandre (seconde moitié du IVe siècle av. J.-C.), et pourrait donc remonter à cette époque. Il désigne dans l'Antiquité un espace plus restreint que celui pour lequel il est employé à l'époque moderne, puisque son emploi est limité à désigner l'espace situé entre le Tigre et l'Euphrate au nord de Babylone et jusqu'aux contreforts du Taurus, excluant donc la Babylonie. Cela correspond grosso modo à la Djezireh des géographes arabes médiévaux et dans la terminologie actuelle à la Haute Mésopotamie. Le mot grec semble repris d'expressions similaires attestées en araméen antique. Il a pu être proposé que cette expression dérive elle-même d'expressions isolées plus anciennes en akkadien, comme Berît nâri « entre le fleuve » et Mât birîti « pays du milieu », qui désignent des régions situées en Haute Mésopotamie, mais cela est douteux.
Les historiens modernes ont longtemps hésité sur la manière de désigner les civilisations qu'ils redécouvraient. Ce fut d'abord l'Assyrie au milieu du XIXe siècle, puis la Babylonie (ou Chaldée) dans les décennies suivantes, ce qui explique que la désignation d'une civilisation « assyro-babylonienne » a été courante. Puis le pays de Sumer fut à son tour redécouvert à la fin du XIXe siècle. Avec la découverte d'autres sites de Syrie orientale (Mari avant tout) ayant une culture similaire, mais ne rentrant pas dans les terminologies en usage, l'expression « civilisation mésopotamienne » s'est progressivement imposée afin d'englober ces différentes composantes.

### Géographie
La Mésopotamie est structurée autour des deux fleuves à qui elle doit son nom, l'Euphrate à l'ouest, et le Tigre à l'est. Ils naissent tous les deux dans les hauts plateaux de l'est anatolien, puis le premier parcourt au sortir des monts du Taurus les espaces arides syro-mésopotamiens en connaissant un important changement de direction et recevant peu d'affluents, tandis que le second a un tracé plus court et direct vers le Golfe et reçoit plusieurs affluents venus du Zagros à l'est (Grand Zab, Petit Zab, Diyala), qui font que son débit est plus rapide. La Haute Mésopotamie, ou Djézireh, est une région de plateaux de 200 à 500 mètres d'altitude, où les deux fleuves coulent donc dans des vallées encaissées, située dans l'espace où leurs cours sont les plus éloignés. Elle se divise entre une Haute Djézireh, au nord nord-est, plus arrosée, et une Basse Djézireh au sud sud-ouest, plus aride. La Basse Mésopotamie est formée là où les deux cours des fleuves se sont rapprochés. C'est une plaine extrêmement plane, formée par l'accumulation des alluvions charriés par les deux fleuves, où se forment de nombreux bras de fleuve et espaces marécageux formant un vaste delta à son extrême-sud. De nos jours les deux fleuves fusionnent pour former le Chatt-el-Arab qui se jette dans le Golfe, mais durant l'Antiquité le littoral était situé plus au nord et a progressé vers le sud avec l'accumulation des dépôts d'alluvions. C'est une région très aride, aux précipitations annuelles inférieures à 200 mm, rendant l'irrigation impérative pour l'agriculture. Le climat antique de la Mésopotamie était grossièrement similaire à celui observé au XXe siècle.

### Contours généraux
Sur le plan chronologique, si le début des périodes historiques est placé par convention durant la période d'Uruk finale, quand apparaît l'écriture (v. 3400-3300 av. J.-C.), on peut faire remonter l'étude de la Mésopotamie antique au moins jusqu'au début du Néolithique, après 10000 av. J.-C., et parfois plus haut jusqu'aux premières attestations de présence humaine lors du Paléolithique moyen. Où situer la limite finale à l'histoire mésopotamienne ne fait pas l'objet de consensus : certains s'arrêtent à la conquête de l'empire néo-babylonien par le roi perse Cyrus II en 539 av. J.-C., d'autres par la conquête de l'empire perse par Alexandre le Grand (331-323 av. J.-C.), d'autres intègrent la période hellénistique qui suit (jusqu'aux débuts de notre ère environ, durant la période de l'empire parthe), d'autres encore vont jusqu'au début de l'époque islamique (VIIe siècle de note ère).
Sur le plan géographique, dans le vocabulaire des historiens actuels, le terme Mésopotamie est employé pour désigner la région antique correspondant à la majeure partie de l'Irak actuel, avec en plus la frange nord-est de la Syrie, située à l'est de l'Euphrate, et aussi une partie du Sud-est de la Turquie située entre Euphrate et Tigre.
Comme souvent, ces contours ne suffisent pas à rendre compte des différents aspects des civilisations étudiées, aussi les archéologues et historiens ont tendance tantôt à prendre un cadre géographique plus restreint, tantôt un cadre plus large.
Plus restreint, parce qu'on reconnaît généralement une césure entre le Nord et le Sud de la Mésopotamie, deux ensembles présentant des caractéristiques géographiques bien distinctes (voir plus bas), qui se retrouvent sur le plan culturel, et que l'ampleur chronologique du sujet implique également de déterminer des grands ensembles chronologiques successifs. On oppose ainsi une Haute Mésopotamie à une Basse Mésopotamie, la séparation géographique se faisant en gros au nord de Bagdad (la ligne de séparation irait de Hit à Samarra). La Haute Mésopotamie, la Djézireh des géographes arabes, est constituée en bonne partie par l'Assyrie historique qui occupe sa partie orientale autour du Tigre, mais elle comprend aussi les terres situées à l'ouest jusqu'à l'Euphrate, qui présentent un profil culturel souvent similaire à celui des civilisations de Syrie et sont souvent étudiées avec celles-ci. On peut donc diviser cet espace en deux ensembles, oriental et occidental. La Basse Mésopotamie correspond géographiquement à la plaine alluviale et au delta du Tigre et de l'Euphrate. C'est la Babylonie des IIe millénaire av. J.-C. et Ier millénaire av. J.-C., la Chaldée des Grecs anciens, aussi connue dans la Mésopotamie antique comme le « pays de Sumer et d'Akkad ». Aux époques archaïques, Sumer correspond à la région la plus méridionale, reconnue comme la plus importante aux époques formatives des civilisations en Mésopotamie (IVe millénaire av. J.-C. et aussi IIIe millénaire av. J.-C.), et Akkad à la partie nord, mais elles partagent une même civilisation (parfois désignée chez les historiens modernes comme « suméro-akkadienne »). Les études archéologiques et historiques adoptant des vues d'ensemble font donc régulièrement le choix de prendre pour cadre le Nord ou le Sud mésopotamiens, ou bien un des sous-ensembles chronologiques et géographiques mésopotamiens (surtout Sumer, l'Assyrie et Babylone), plutôt que la Mésopotamie dans son ensemble. Ce sont du reste ces entités (Sumer, Akkad, Assur, Babylone) qui servaient de référence aux anciens Mésopotamiens, qui ne se sont jamais définis eux-mêmes comme des gens de Mésopotamie. De ce fait la question de savoir s'il ne fallait pas plutôt parler de civilisations ou cultures mésopotamiennes a parfois pu être posée, même si la dénomination de civilisation mésopotamienne est généralement conservée en raison de traits culturels communs (croyances et pratiques religieuses, écriture cunéiforme et activités savantes).
Plus large, parce que les civilisations de la Mésopotamie ont toujours été liées à celles des régions voisines, qui partagent des évolutions similaires et de nombreux traits communs, raison pour laquelle les historiens ont développé le concept de « Proche-Orient ancien ». C'est un ensemble géographique et culturel qui peut s'entendre comme « la culture suméro‐akkadienne et son réseau d'interactions avec les cultures voisines » (G. Bunnens), donc centré sur la Mésopotamie et sa sphère d'influence. En effet, la place de la Mésopotamie (et en particulier de la Basse Mésopotamie) a souvent été vue comme majeure dans cet ensemble pour les époques de la Haute Antiquité, car elle y a eu à compter du IVe millénaire av. J.-C. une influence que n'égalaient pas les autres, en particulier parce que les régions du Proche-Orient ancien ont souvent adopté à un moment ou à un autre de leur histoire l'écriture cunéiforme originaire de Basse Mésopotamie (c'est le cas de l'Élam, des royaumes de Syrie, des Hittites, de l'Urartu ; on parle parfois à ce sujet de « culture cunéiforme »), et que les premiers empires à avoir étendu leur emprise sur de vastes territoires ont une origine mésopotamienne (et méridionale à l'exception non négligeable de l'Assyrie). Les études récentes ont tendance à proposer une approche plus équilibrée et à relativiser le « mésopotamo-centrisme » des études antérieures. Les limites de cet ensemble varient selon les époques, en fonction de l'importance des interactions entre les régions : il peut comprendre l'espace syrien et levantin, de l'Anatolie, du Caucase, du plateau Iranien, et aussi des rives du golfe Persique et de la péninsule arabique, certains y incluent aussi l’Égypte ou encore une partie de l'Asie centrale. D'autres ensembles culturels ou géo-historiques incluant mais dépassant la Mésopotamie peuvent être mis en avant en fonction des époques. Ainsi, au moins pour les derniers siècles du IIIe millénaire av. J.-C. et la première moitié du IIe millénaire av. J.-C., les régions de Syrie occidentale (situées à l'est de l'Euphrate, notamment autour d'Alep et d'Ebla) sont culturellement très proches de celles de Mésopotamie, ce qui fait qu'on a pu proposer de parler d'ensemble « syro-mésopotamien » (voire de « grande Mésopotamie »), en étendant cet ensemble plus loin en Syrie,.

## La redécouverte de la Mésopotamie

### Fouilles et déchiffrements

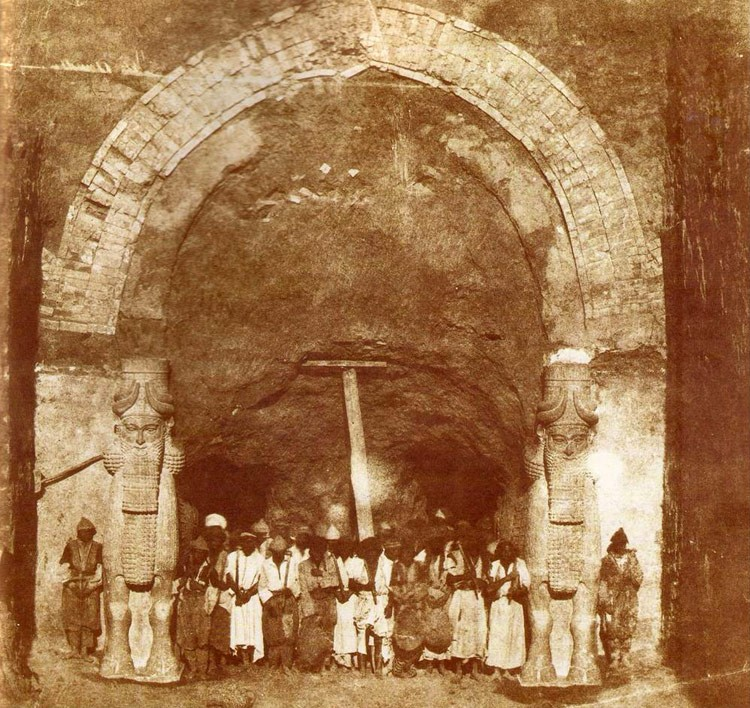
Photographie des fouilles de Khorsabad (l'ancienne ville assyrienne de Dur-Sharrukin) par Gabriel Tranchand : dégagement d'une des portes du palais (1853).

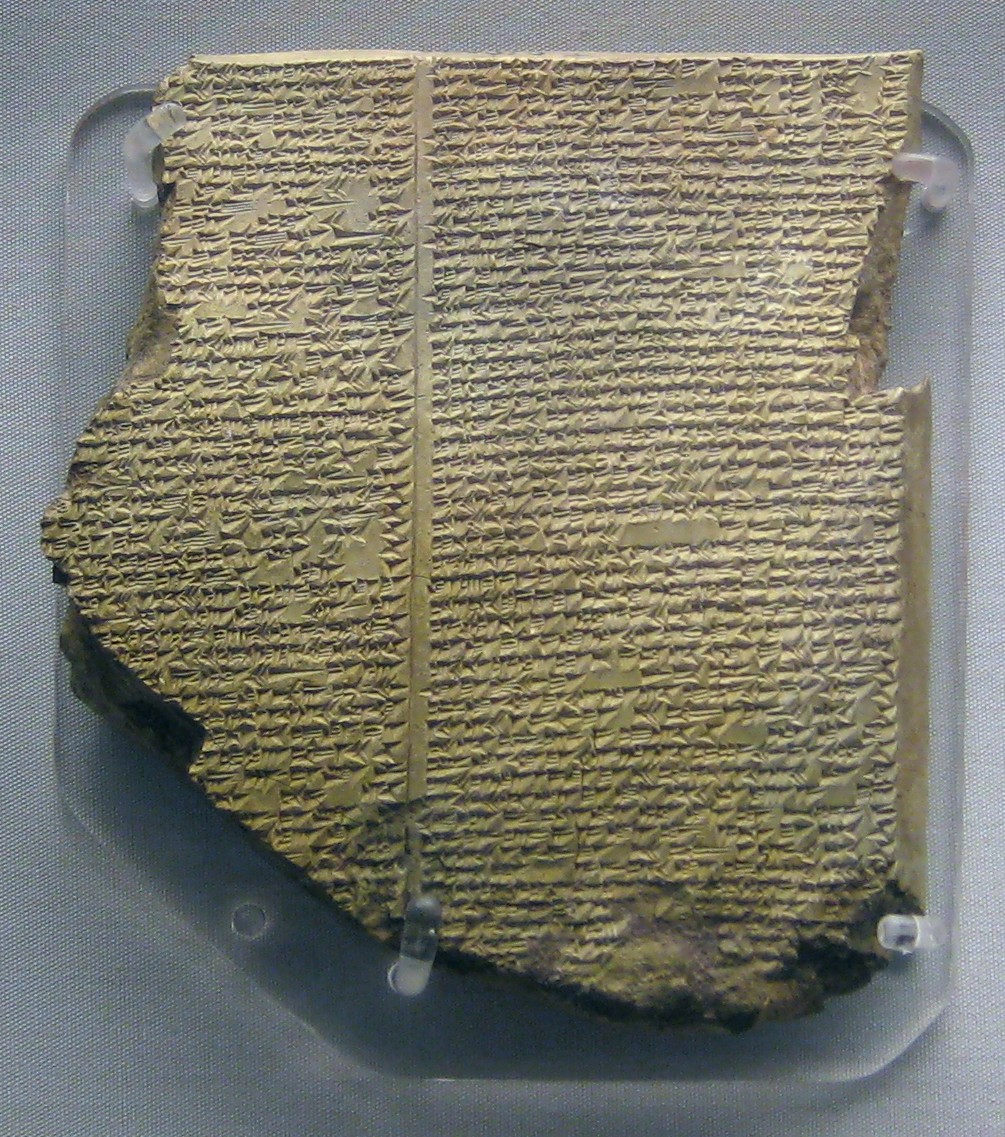
La de l’Épopée de Gilgamesh, relatant le Déluge, British Museum. Mise au jour à Ninive, sa traduction en 1874 par George Smith est un des moments marquants des débuts de la redécouverte de la Mésopotamie antique, en établissant des liens incontestables avec la Bible.

La civilisation mésopotamienne antique est largement oubliée après sa disparition. Les géographes arabes et persans de l'époque médiévale savent néanmoins localiser ses principales villes, Ninive et Babylone, et préservent une partie de sa mémoire. En Europe, des textes grecs antiques, surtout ceux d'Hérodote, ainsi que la Bible hébraïque (l'Ancien Testament des Chrétiens), fournissent également des informations permettant de préserver le souvenir de la Mésopotamie antique, tandis que des voyageurs médiévaux se rendent sur certains sites antiques du Moyen-Orient. Mais il s'agit pour l'essentiel d'une vision mythifiée. À partir du XVIIIe siècle des objets mésopotamiens parviennent en Europe et sont intégrés dans l'histoire de l'art antique et l'archéologie qui se forment alors, avec le statut d'antécédents des arts grec et romain. L'essor de l'orientalisme participe aussi de l'intérêt nouveau que suscitent les civilisations antiques du Moyen-Orient en Europe, et l'émergence des impérialismes fournit une base matérielle pour les premières explorations des sites de cette partie du monde, avec pour but essentiel de ramener des objets pour les grands musées des capitales européennes (le British Museum et le Musée du Louvre avant tout).
Les territoires de l'antique Mésopotamie font alors partie de l'Empire Ottoman, qui autorise les explorations menées au nom des gouvernements britannique et français, tout en s'intéressant lui-même à ses découvertes, dont une partie vient garnir les collections du musée impérial ottoman. Les premiers fouilleurs qui ouvrent les chantiers dans les années 1840 n'ont pas de mal à repérer les principales ruines des capitales assyriennes (dans le nord de l'actuel Irak) qui sont bien connues des populations locales, même si leur identification plus précise prend du temps (les sites de Nimroud et Khorsabad sont ainsi pris pour les ruines de Ninive, qui sont en fait situées à Kuyunjik près de Mossoul). Ils en extraient les sculptures de taureaux androcéphales ailés et les bas-reliefs commémorant les hauts faits des rois assyriens qui suscitent un grand intérêt lorsqu'ils sont présentés pour la première fois à Londres et à Paris. Par la suite l'exploration se porte vers le sud de la Mésopotamie, avec à la fin du XIXe siècle l'arrivée des premières équipes d'archéologues allemands (à Babylone) et américains (à Nippur),.
Les explorations de sites et les fouilles archéologiques ont également permis la découverte de rochers, de stèles, de milliers de tablettes d'argile et autres objets inscrits en écriture cunéiforme, essentiellement en langue akkadienne, dont le déchiffrement dans les années 1840-1850 permet de donner une vision de la Mésopotamie antique dégagée des aspects légendaires transmis par les traditions grecque et biblique. Sont ainsi redécouvertes les civilisations de l'Assyrie, qui donne son nom à la discipline historique consacrée à la Mésopotamie antique, l'assyriologie, puis celle de Babylone, et enfin celles de Sumer et d'Akkad, dont le souvenir avait complètement disparu et qui ne sont révélées au monde moderne qu'à partir des découvertes de sites du IIIe millénaire av. J.-C. dans le sud de l'Irak (Girsu, Nippur) et la découverte d'une nouvelle langue disparue, le sumérien, qui s'est révélée être la plus ancienne à avoir été écrite. Dès lors, l'essentiel des études sur des textes relatifs à la Mésopotamie antique porte sur la documentation cunéiforme, exhumée et constamment enrichie par les découvertes archéologiques (à partir de fouilles régulières ou clandestines). Les fouilles archéologiques en Irak ont été très limitées depuis les années 1990 en raison des troubles frappant ce pays, qui ont en revanche laissé la place à des fouilles clandestines. L'apaisement de la situation dans certaines régions dans les années 2010 a permis la réouverture de chantiers de fouilles.

### Sources

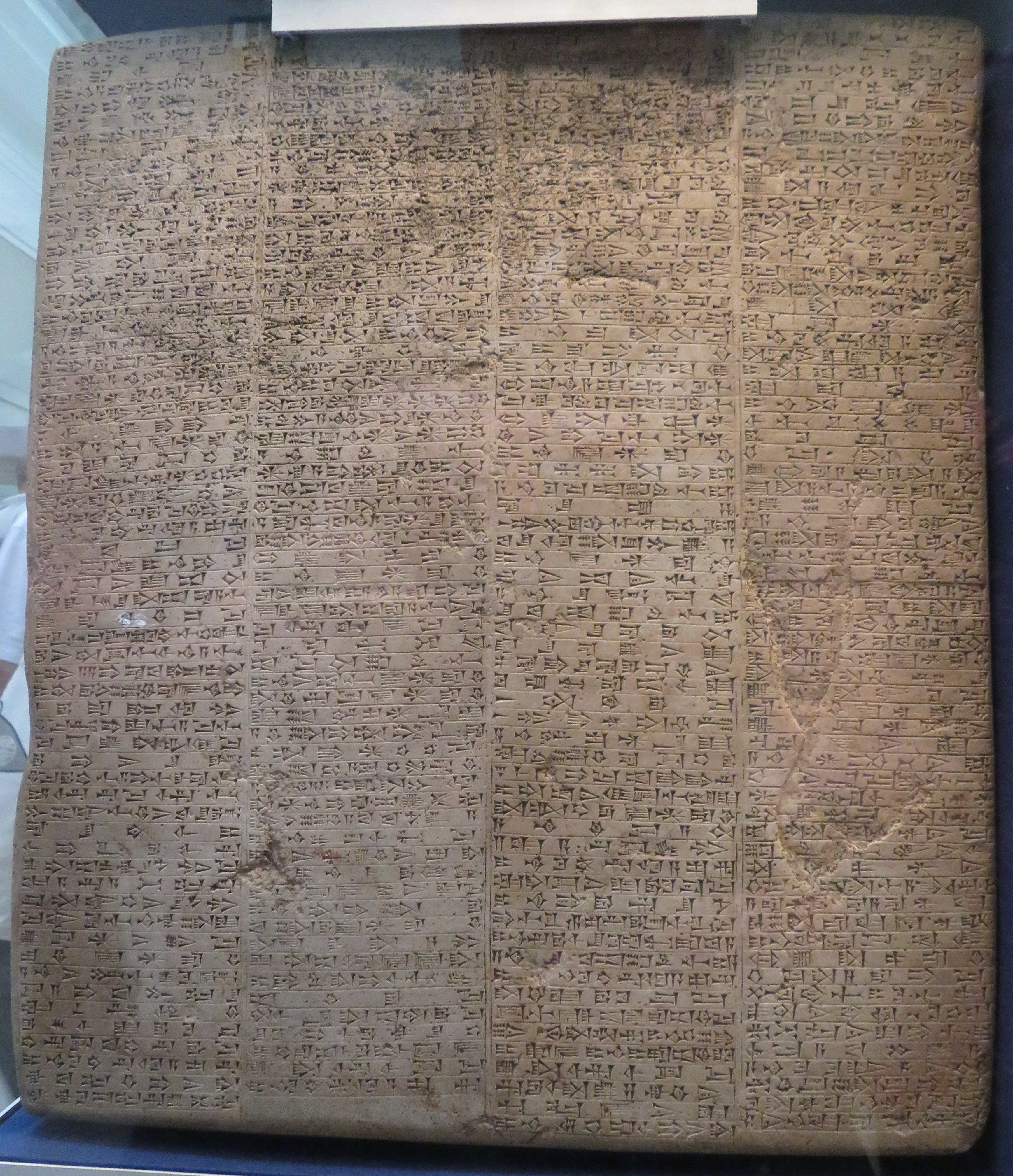
Inscription commémorative du roi Nabuchodonosor II de Babylone (605-562 av. J.-C.), surnommée « East India House Inscription ». Découverte en 1803. British Museum.

Localisation des principaux sites du Proche-Orient ancien ayant livré des tablettes cunéiformes (en particulier ceux en capitales) et de sites périphériques où des textes en cunéiforme ont été mis au jour.

La principale documentation pour reconstituer l'histoire de la Mésopotamie antique sont les textes en écriture cunéiforme, dans leur grande majorité inscrits sur des tablettes d'argiles, retrouvés lors de fouilles régulières ou illicites. Cette documentation primaire est la principale spécificité de l'étude de la civilisation mésopotamienne antique (et de celles du Proche-Orient ancien). Elle se distingue en cela de l'Antiquité gréco-romaine, dont la base de la documentation consiste en des écrits d'auteurs antiques préservés jusqu'à nos jours.

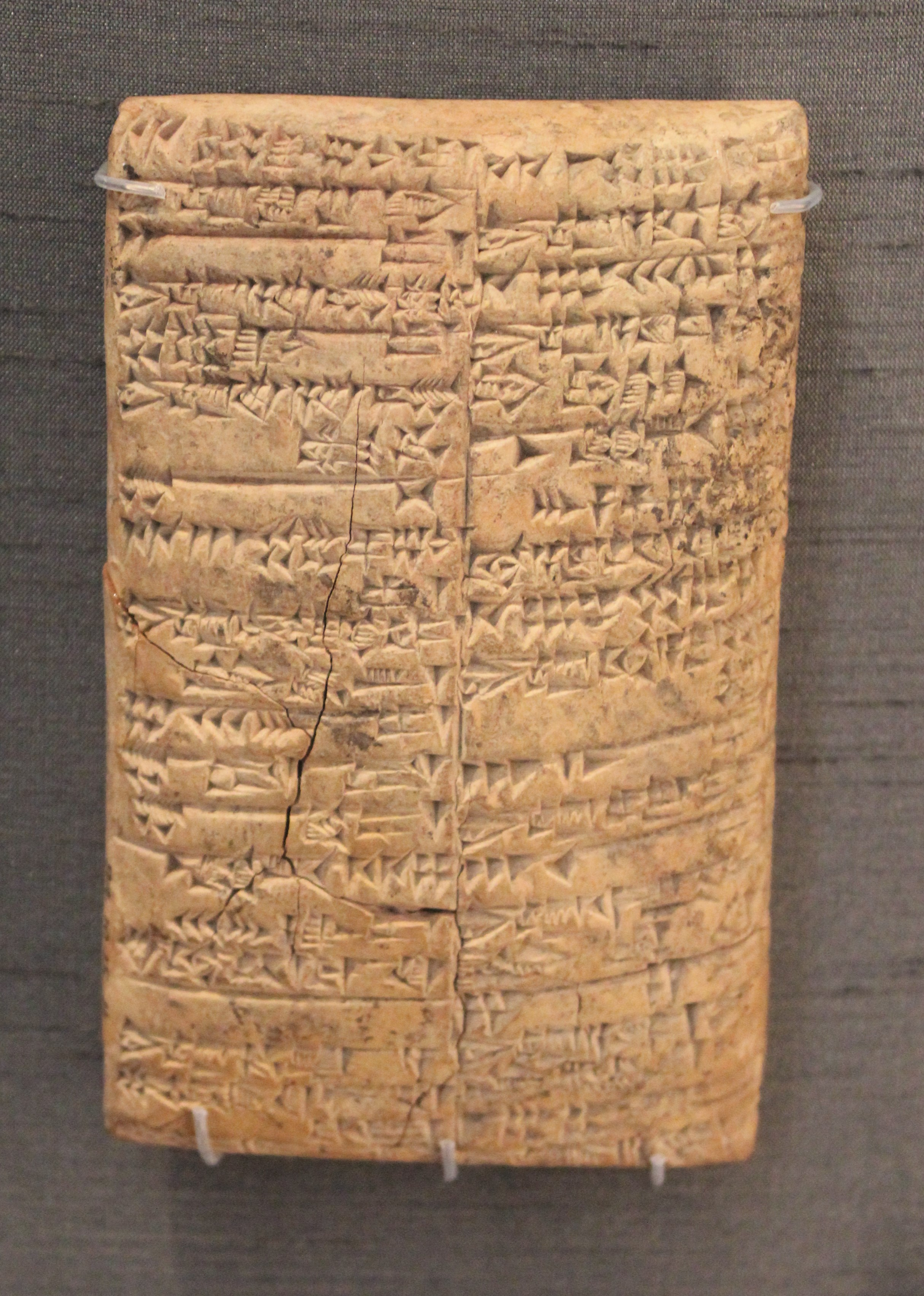
Un texte d'archives administratives : inventaire dépôts d'orge, période de la troisième dynastie d'Ur, règne de Shulgi (2047 av. J.-C.). British Museum.

Ces documents écrits couvrent une période très vaste : depuis les débuts de l'écriture au XXIVe siècle av. J.-C. jusqu'à la seconde moitié du Ier siècle de notre ère. Elle consiste en plusieurs centaines de milliers de documents, et augmente grâce à de nouvelles découvertes. Selon D. Charpin, « aucun domaine de l'Antiquité ne bénéficie de sources écrites aussi nombreuses et variées, en constant accroissement. » Ce corpus n'est pas distribué de manière homogène dans l'espace et dans le temps, puisqu'il est dominé par plusieurs découvertes majeures de lors comprenant parfois plusieurs milliers de tablettes, retrouvées dans des états plus ou moins fragmentaires. Les débuts de l'écriture sont surtout documentés à Uruk, les périodes archaïques à Girsu (royaume de Lagash) et aussi à Ebla en Syrie. La période du XXIe siècle av. J.-C., correspondant à la troisième dynastie d'Ur, a ainsi livré environ cent mille tablettes. Pour la première moitié du IIe millénaire av. J.-C., la période paléo-babylonienne, des dizaines de milliers de tablettes proviennent de nombreux sites, les plus importants corpus étant ceux de Mari (Syrie), Kanesh (le site de Kültepe en Turquie) et Sippar (Irak du sud). La documentation cunéiforme provient en effet aussi d'autres régions que la Mésopotamie, mais peut servir à documenter son histoire et sa culture, comme dans la seconde moitié du IIe millénaire av. J.-C. avec les textes d'Ugarit (Syrie), de Hattusa (Turquie) et la correspondance diplomatique d'el Amarna (Égypte). Pour le premier millénaire, d'importants lots de textes ont été mis au jour dans les capitales assyriennes, surtout Ninive, et en Babylonie, notamment dans les sanctuaires d'Uruk et de Sippar.
Les documents cunéiformes peuvent être regroupés en trois catégories principales :
- des documents d'archive, la grande majorité des textes, concernant l'administration et la gestion des palais et des temples, mais aussi de familles de particuliers, qui sont de nature économique et juridique ;
- des inscriptions commémoratives rédigées sur ordre des rois, afin de célébrer leurs grandes réalisations (construction ou restauration de sanctuaires, de palais, de murailles, de canaux, des victoires militaires), souvent dans des matériaux résistants (pierre, métal) ;
- des ouvrages de référence et documents d'apprentissage servant à former les scribes (beaucoup sont des copies d'élèves faites dans un exercice d'école) et aidant les spécialistes de professions intellectuelles à exercer leur fonction (recueils servant d'encyclopédies, traités médicaux, divinatoires, juridiques et autres, textes rituels, aussi des œuvres littéraires).

Les fouilles archéologiques, en dégageant une grande quantité de vestiges matériels et les rendant disponibles pour une vaste gamme d'études, offre une grande quantité d'informations sur les sociétés antiques. Elles concernent principalement les villes et leurs monuments, aussi des résidences urbaines et des nécropoles, moins les espaces ruraux malgré la pratique des prospections au sol. Les progrès des analyses anthropologiques, politiques, sociologiques et environnementales les rendent indispensables pour analyser l'histoire de la région. L'usage des images satellites et des prospections géomagnétiques a considérablement fait progresser la connaissance des espaces urbains comme ruraux. Le contexte archéologique de découverte des tablettes est aussi essentiel pour comprendre leur origine. Tout cela rend l'apport de l'archéologie indispensable au travail des assyriologues spécialisés dans l'analyse des textes. 
L'iconographie, l'étude des images, est un autre champ important des sciences de l'Antiquité, dépendant en principe de l'histoire de l'art. L'analyse des images fournit de nombreuses informations sur la manière de penser durant les périodes antiques, notamment dans les domaines de la politique et de la religion. Le croisement de ces sources avec les données archéologiques et textuelles a là encore permis de faire progresser leur connaissance et la compréhension du rôle des images et de l'« art » en général dans les sociétés mésopotamiennes.

## Histoire

### Chronologie générale
La période historique commence en Mésopotamie quand l'écriture est mise au point (vers 3400 av. J.-C. - 3200 av. J.-C.). Elle est divisée en plusieurs périodes successives :
- Période d'Uruk récent (3400 av. J.-C. - 2900 av. J.-C.) : l'écriture se développe, mais les textes écrits à cette époque sont encore difficiles à interpréter, et il s'agit de documents administratifs et de listes lexicales, qui ne nous apprennent rien sur l'histoire évènementielle.
- Période des Dynasties archaïques (2900 av. J.-C. - 2340 av. J.-C.) : elle est divisée en trois sous-périodes. C'est à partir du milieu du IIIe millénaire av. J.-C. qu'on est informé sur les évènements, avant tout grâce aux archives retrouvées à Lagash. C'est la période des cités-États de Basse Mésopotamie.
- Période d'Akkad (2340 av. J.-C. - 2180 av. J.-C.) : Sargon d'Akkad met fin à la période des cités-États en les incluant dans le premier état territorial, qui se mue vite en véritable empire, notamment grâce à l'action de son petit-fils Naram-Sin.
- Période néo-sumérienne (2180 av. J.-C. - 2004 av. J.-C.) : l'Empire d'Akkad s'effondre à cause de révoltes et d'attaques de peuples « barbares ». Les cités-États sumériennes reprennent leur indépendance, avant d'être unifiées par les rois fondateurs de la Troisième dynastie d'Ur, Ur-Namma et son fils Shulgi, qui établissent un nouvel empire dominant la Mésopotamie.
- Période paléo-babylonienne (ou amorrite) (2004 av. J.-C. - 1595 av. J.-C.) : le royaume d'Ur s'effondre vers 2000 av. J.-C. sous les coups des Élamites et des Amorrites. Ces derniers prennent la tête de différents royaumes qui se partagent la Mésopotamie : Isin, Larsa, Eshnunna, Mari, puis Babylone, qui finit par dominer toute la région sous le règne de Hammurabi, avant de décliner lentement jusqu’à la prise de la ville par les Hittites vers 1595 av. J.-C.
- Période médio-babylonienne (1595 av. J.-C. - c. 1080 av. J.-C.) et période médio-assyrienne (v. 1400 - 1000 av. J.-C.) : les Kassites fondent une nouvelle dynastie qui domine Babylone pendant plus de quatre siècles. Au nord, le Mittani exerce sa domination avant de se faire supplanter par le royaume médio-assyrien. La rivalité entre les deux entités occupant le nord et le sud de la Mésopotamie apparaît alors. Cette période se termine avec une crise grave, provoquée notamment par les invasions des Araméens.
- Période néo-assyrienne (934 av. J.-C. - 609 av. J.-C.) : les Assyriens rétablissent leur puissance dans le courant du IXe siècle av. J.-C., et établissent un empire dominant tout le Proche-Orient, qui connaît sa période d'apogée sous les Sargonides, avant de s'effondrer à la fin du VIIe siècle av. J.-C. sous les coups des Babyloniens et des Mèdes. En 609 av. J.-C., Ninive est abattue par Babylone qui reprend la mainmise sur le pays entier.
- Période néo-babylonienne (625 av. J.-C. - 539 av. J.-C.) : les Babyloniens reprennent à leur profit une partie de l'empire néo-assyrien, notamment grâce à l'action de Nabuchodonosor II. Ce royaume connaît cependant un déclin rapide, et il passe en 539 av. J.-C. sous le contrôle du roi perse Cyrus II. L'araméen, alphabétisé, commence à reléguer l'akkadien toujours cunéiformisé, à l'état de langue littéraire et savante.
- Période achéménide (539 av. J.-C. - 331 av. J.-C.) : Babylone succombe à son tour (539 av. J.-C.) sous les coups de Cyrus qui incorpore la Mésopotamie à son Empire. Elle tombe sous la domination des Perses, mais cela ne l'empêche pas de connaître une période de grande prospérité.
- Période séleucide (331 av. J.-C. - 140 av. J.-C.) : l'empire perse achéménide tombe sous les coups d'Alexandre le Grand, et après la mort de ce dernier et les luttes qui s'ensuivent, la Mésopotamie est dominée par les Séleucides. La culture mésopotamienne entre dans l'orbite culturelle hellénistique et connaît à cette période un déclin qui s'accélère au IIe siècle av. J.-C.
- Période parthe (140 av. J.-C. - 224 apr. J.-C.) : les Parthes chassent finalement les Séleucides de Mésopotamie dans le courant du IIe siècle av. J.-C. C'est sous leur règne que disparaît définitivement l'antique culture mésopotamienne, qui subsistait jusqu'alors dans le milieu des temples de Babylonie.

À noter un intermède romain avec les conquêtes de Trajan (116 apr. J.-C.) qui prit la capitale parthe Ctésiphon et descendit jusqu'au Golfe Persique, avec l'ambition de reconquérir l'empire d'Alexandre. Son successeur, Hadrien, abandonne ces territoires dès son avènement (117 apr. J.-C.).
Plus tard, l'empereur Septime Sévère arrachera définitivement la Mésopotamie du Nord aux Parthes lors de ses campagnes de 195 apr. J.-C. à 198 apr. J.-C.

### Préhistoire

Localisation des principaux ensembles géographiques et de sites représentatifs du Néolithique du Proche-Orient.

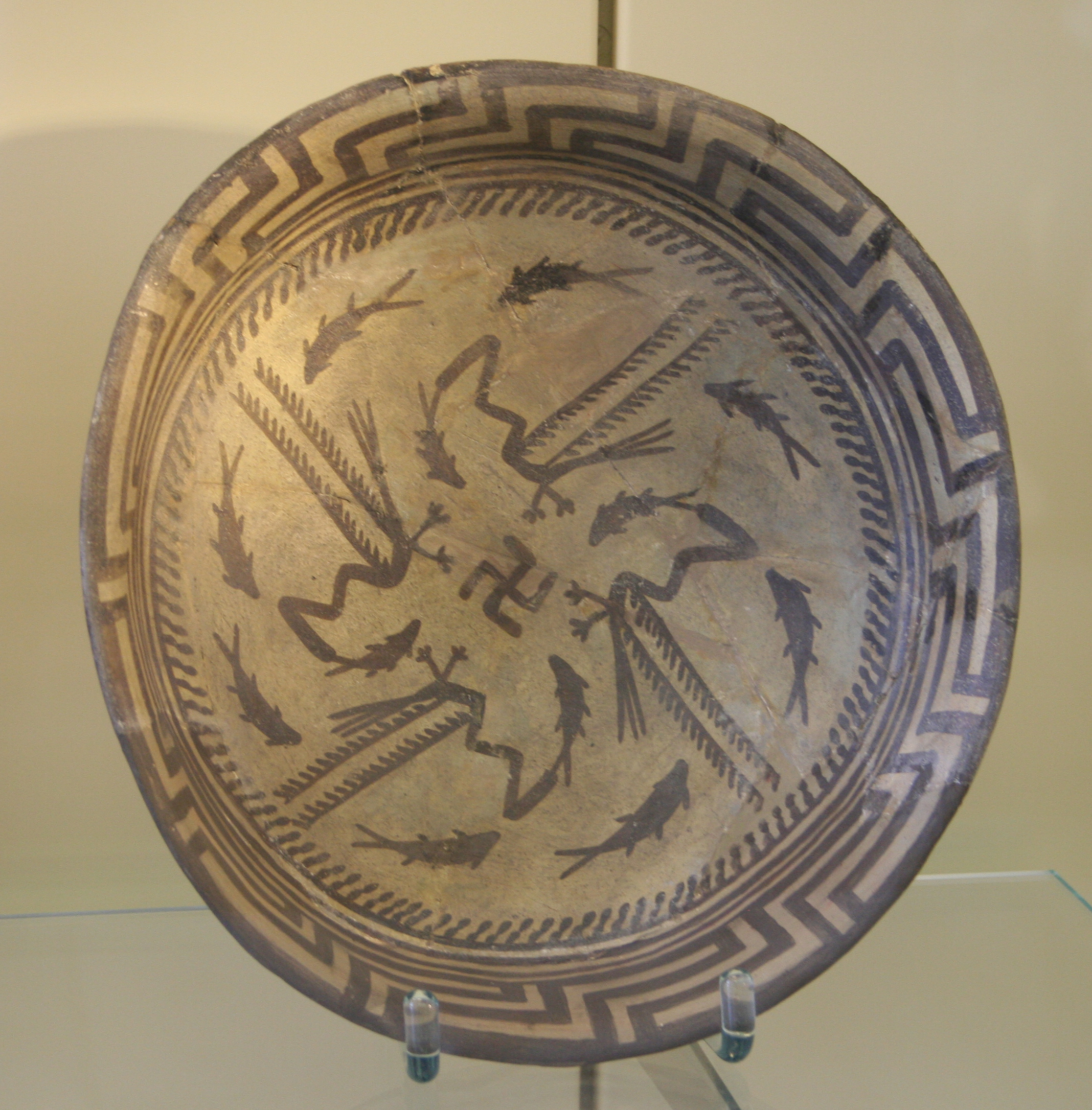
Céramique fine de la période de Samarra. Pergamon Museum de Berlin.

La présence humaine est attestée en Mésopotamie du Nord à partir du Paléolithique moyen, sur le site de la grotte de Shanidar, dans l'actuel Kurdistan, où ont été exhumées des sépultures de Néandertaliens (époque moustérienne). La présence de l'Homme moderne est par la suite attestée au Paléolithique supérieur (Baradostien, variante locale de l'Aurignacien) dans ces mêmes régions septentrionales, d'altitude moyenne et haute, et se font plus courantes pour la phase finale du Paléolithique, ou Épipaléolithique, qui correspond au début du réchauffement du climat marquant la fin de la dernière période glaciaire. Cette phase est appelée Zarzien en Mésopotamie du Nord-est et dans le Zagros occidental (v. 18000-10000 av. J.-C.). Les sites fouillés sont des campements saisonniers de chasseurs-cueilleurs taillant des silex fins (microlithes) dans des formes triangulaires et trapézoïdales,.
C'est dans ces mêmes régions que sont attestés les débuts du Néolithique, le Néolithique précéramique, pour l'espace mésopotamien, dans l'horizon culturel des sites néolithiques du Zagros, tandis que des sites relevant du foyer néolithique levantin et anatolien se trouvent sur les marges occidentales de l'espace mésopotamien, dans la boucle de l'Euphrate (Mureybet, Abu Hureyra, Jerf el Ahmar). Ces communautés sédentarisées expérimentent l'agriculture et l'élevage durant la période qui s'étend environ de 10000 à 7000 av. J.-C. C'est la période des premiers villages du Nord mésopotamien (Qermez Dere, Nemrik, M'lefaat),. La céramique apparaît durant la phase suivante, représentée en particulier par le site de Jarmo dans les contreforts du Zagros, et Umm Dabaghiyah dans les régions basses,. En l'état actuel des choses ces premières phases néolithiques ne sont pas reconnues en Basse Mésopotamie. Les sols préhistoriques de cette région sont en général enfouis sous le limon charrié par les fleuves, où ont été noyés lors de la remontée des eaux consécutive à la fin de la glaciation, ce qui rend difficile l'identification des premiers villages méridionaux.
Les habitats deviennent plus importants durant les phases suivantes, d'abord la période de Hassuna (v. 6500-6000 av. J.-C.) puis celle de la Samarra (v. 6200-5700 av. J.-C.), qui voient l'apparition d'habitats communautaires, la céramique peinte, et également les premières traces d'une agriculture irriguée en Mésopotamie centrale (Choga Mami),. La période de Halaf (v. 6100-5200 av. J.-C.), commune au Nord mésopotamien et à la Syrie du Nord, marque une extension des ensembles culturels préhistoriques,. Le plus ancien village mis au jour dans le Sud mésopotamien, Tell el-Oueili, est contemporain,. Il marque le début de la longue culture d'Obeid (v. 6500-3900), première période archéologique déterminée pour la moitié méridionale de la Mésopotamie, qui voit l'émergence d'une architecture monumentale, dont l'exemple le plus marquant est la séquence d'édifices, sans doute des temples, mis au jour à Eridu. Cette culture s'étend en direction du Nord durant les derniers siècles du VIe millénaire av. J.-C., période durant laquelle on relève par ailleurs l'apparition des premiers objets en cuivre, indiquant les débuts de la métallurgie.

### L'émergence de l'État et des villes

L'« expansion urukéenne ».

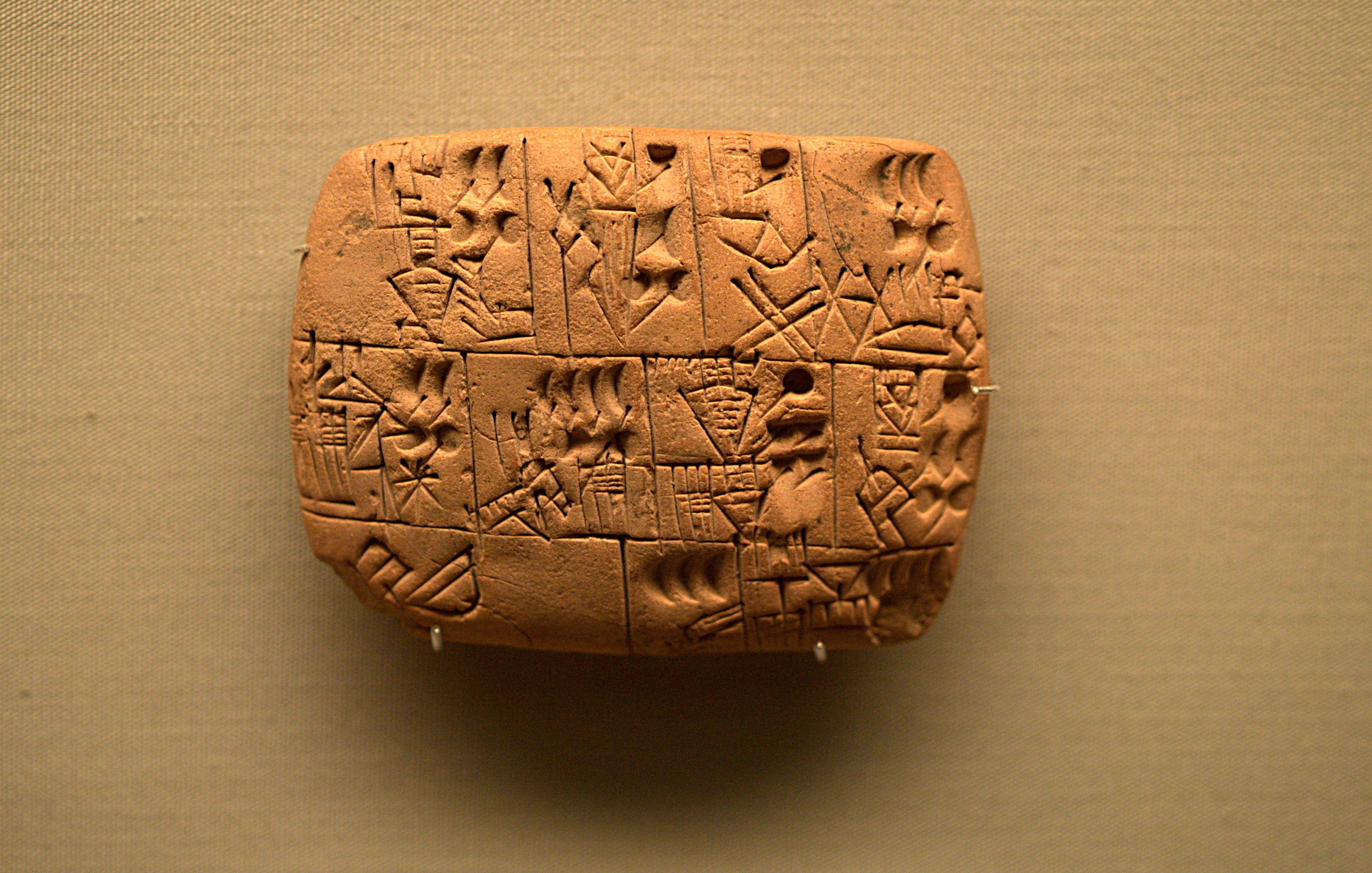
Tablette provenant d'Uruk et datée de la période d'Uruk III (c. 3200-3000 av. J.-C.) enregistrant des distributions de bière depuis les magasins d'une institution. British Museum.

La phase finale d'Obeid et les premiers siècles de la période d'Uruk (v. 3900-3400) témoignent d'une augmentation des inégalités sociales et d'une division du travail accrue dans l'artisanat, indices de l'émergence d'agglomérations plus importantes, dites « proto-urbaines », et d'entités politiques intégrant de plus grandes communautés, que l'on désigne comme des « chefferies ». Cela est en particulier visible dans l'architecture monumentale du site de Tepe Gawra, dans le Nord, et un ensemble de sites proto-urbains de la Djézireh (Tell Brak, Hamoukar), caractéristiques moins identifiées pour les sites méridionaux en dehors d'Eridu,. Pourtant les évolutions décisives qui devaient aboutir à l'apparition de l'État et des villes, la « révolution urbaine » de Gordon Childe, ressortent de la manière la plus éloquente dans les groupes monumentaux du site méridional d'Uruk, couramment considérée comme la « première ville », en tout cas de loin le site le plus vaste identifié pour la période d'Uruk final (v. 3400-3100). C'est durant cette époque qu'est mise au point l'écriture, également attestée en premier sur ce site, ce qui témoigne de l'essor des institutions étatiques puisqu'elle est manifestement inventée pour leurs besoins comptables et administratifs. Cet ensemble de changements corrélés marque donc le basculement entre la Préhistoire et l'Histoire. La culture de la Basse Mésopotamie rayonne alors sur tout le Moyen-Orient, ce qui a été désigné comme l'« expansion urukéenne », caractérisée notamment par l'implantation de sites sur le Moyen-Euphrate identifiés comme des colonies du Sud (Habuba Kabira, Djebel Aruda) ; mais il n'y a pas de preuves solides permettant d'envisager dès cette époque une expansion politique. C'est durant cette période qu'achèvent de se constituer les traits caractéristiques de la civilisation de la Mésopotamie antique, et aussi les éléments qui devaient être ses apports majeurs aux autres civilisations (institutions étatiques et instruments de gestion, urbanisation, écriture et culture littéraire),,,,.

### L'époque des États archaïques
La période d'Uruk s'achève au tournant du IIIe millénaire av. J.-C. par une phase de régionalisation culturelle, marquée par le recul de l'influence méridionale (période de Djemdet-Nasr dans le Sud, Ninive V dans le Nord, culture de la « céramique écarlate », Scarlet Ware, dans la Diyala).

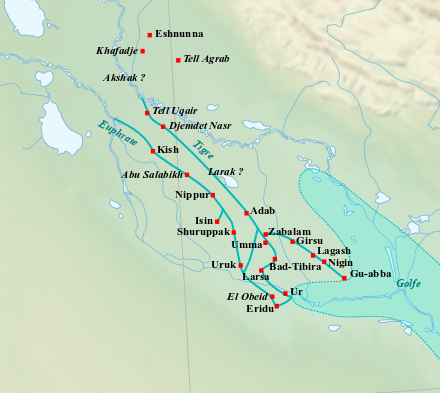
Les sites principaux de Basse Mésopotamie à la période des dynasties archaïques.

La période des dynasties archaïques du Sud mésopotamien et de la Diyala (v. 2900-2350 av. J.-C.), divisée classiquement en trois phases, est relativement mal connue pour sa première partie, en gros jusqu'au milieu du IIIe millénaire av. J.-C. Les quelques ensembles de textes de la période laissent deviner la coexistence de deux groupes ethniques dominants en Basse Mésopotamie, un occupant majoritairement les régions les plus méridionales, le pays appelé durant les époques suivantes Sumer et parlant une langue sans parenté connue, le sumérien, et un autre occupant surtout la partie septentrionale, le pays désigné aux époques suivantes Akkad et parlant une langue sémitique, l'akkadien. Les textes permettent également de reconnaître l'existence de plusieurs micro-États, désignés comme des « cités-États », indépendants, parfois rivaux, qui semble aussi s'intégrer dans des alliances, peut-être sous l'influence de puissances hégémoniques ; la tradition mésopotamienne postérieure a surtout reconnu l'importance de Kish, en pays sémitique, et d'Uruk, en pays sumérien, ville du souverain légendaire Gilgamesh. Les fouilles archéologiques ont permis de reconnaître quelques palais de cette période, manifestement occupés par les figures monarchiques qui commencent à apparaître dans les textes, et de nombreux temples. La période finale des dynasties archaïques est mieux documentée, en premier lieu grâce aux textes et objets d'art exhumés sur le site de Tello, l'antique Girsu, ville appartenant au royaume de Lagash. Ils permettent de mieux connaître la situation économique et sociale du pays sumérien où elle se trouve, dominée par de grands domaines gérés par des temples sous le contrôle de la famille royale, et sa situation politique, celui d'un royaume couramment engagé dans des conflits frontaliers avec son voisin, l'État d'Umma-Gisha, et parfois d'autres royaumes de Basse Mésopotamie voire au-delà (notamment en direction du Sud-ouest iranien, le pays appelé Élam). Cette période est caractérisée par l'affirmation de souverains parvenant à occuper temporairement une position hégémonique sur le Sud,.
En revanche la situation politique du Nord est moins bien connue, même si elle est éclairée par les archives de la cité syrienne d'Ebla, datées elles aussi de la fin de la période : les deux grandes puissances de la Haute Mésopotamie occidentale sont alors Nagar (Tell Brak) dans le triangle du Khabur et Mari sur le Moyen Euphrate, cité fondée au début de la période. À l'est, la cité d'Assur semble également prospère mais rien n'est connu sur les événements politiques.
Ces différents royaumes sont impliqués dans des réseaux d'échanges matériels et immatériels à longue distance couvrant tout le Moyen-Orient et même au-delà (ils incluent la civilisation de l'Indus et l'Ancien empire égyptien), comme l'indique l'import de métaux et pierres précieuses (lapis-lazuli, cornaline, etc.) qui se retrouvent notamment dans l'impressionnant matériel funéraire des tombes royales d'Ur (v. 2500 av. J.-C.),, et l'adoption de l'écriture originaire du Sud mésopotamien dans l'espace syrien, à Ebla et Tell Beydar.

### Les premiers empires mésopotamiens
|                                                            |  |  |
| Extensions approximatives des empires d'Akkad et d'Ur III. |  |  |

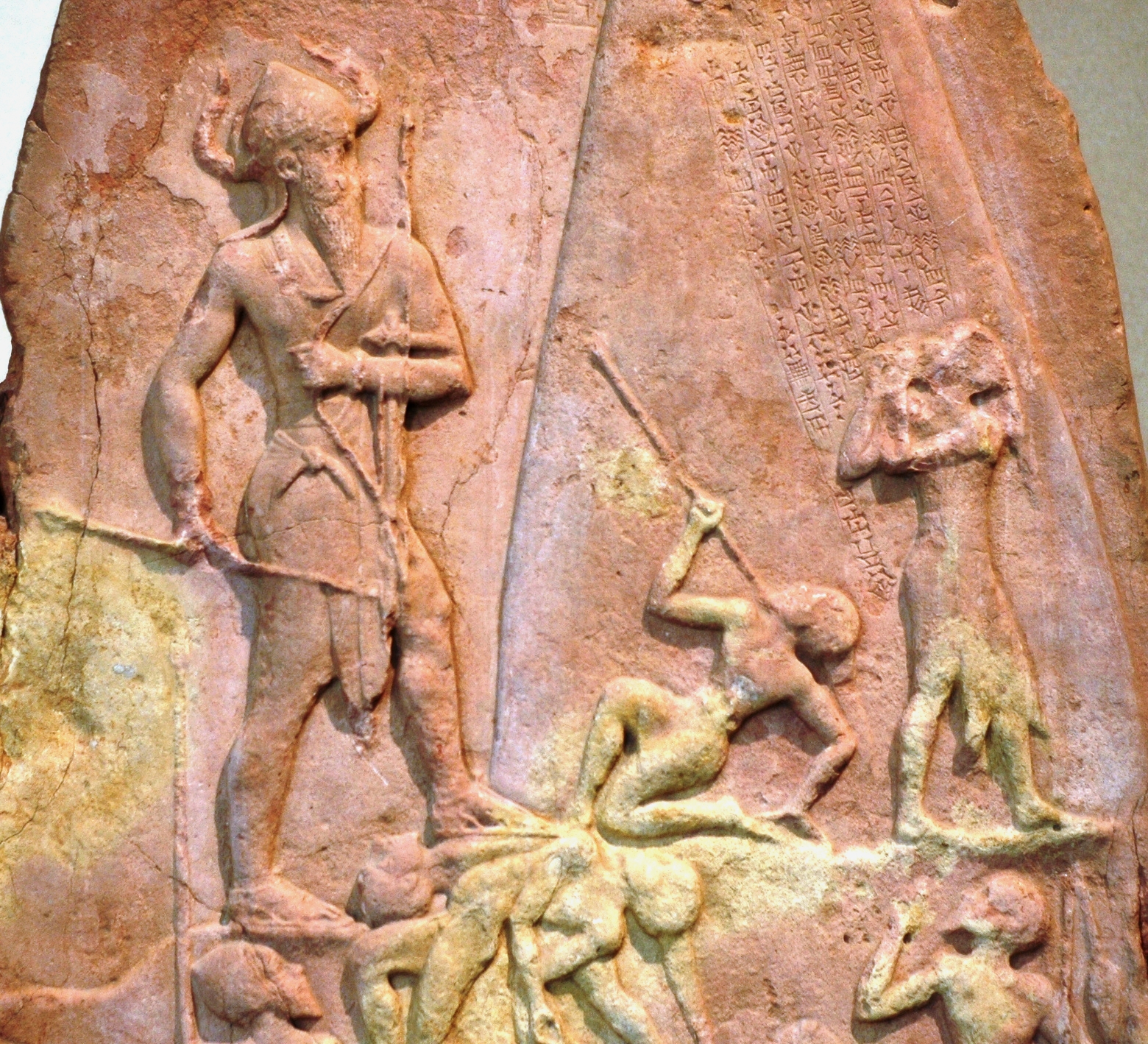
Détail de la stèle de victoire du roi Naram-Sin, musée du Louvre.

Vers 2340 av. J.-C., Sargon d'Akkad prend le pouvoir à Kish et entame une série de victoires qui lui permettent de placer sous sa coupe la Basse Mésopotamie, puis plusieurs régions extérieures. Cette dynamique est préservée par ses successeurs directs. À leur apogée, les rois d'Akkad dominent toute la Mésopotamie, ont vaincu plusieurs cités syriennes dont Ebla, et étendu leur emprise sur une partie de l'espace élamite, dont la ville de Suse. Le deuxième successeur de Sargon, Naram-Sîn, se proclame souverain des « quatre rives » du Monde, ce qui signifie une prétention de domination universelle, et se fait représenter en personnage d'essence divine. C'est la première expérience « impériale » connue de l'histoire mésopotamienne. Néanmoins elle ne dure pas, l'emprise d'Akkad se relâchant rapidement, d'abord au Nord, puis dans les provinces méridionales où elle a toujours fait face à des résistances, notamment des révoltes indiquant que les particularismes locaux n'avaient pas été éteints.
La dynastie d'Akkad disparaît au plus tard vers le milieu du XXIIe siècle av. J.-C., peut-être sous les coups d'un peuple venu du Zagros, les Gutis dont la tradition mésopotamienne a laissé une image sinistre, et de nouvelles dynasties émergence dans les cités sumériennes, notamment à Lagash où le souverain Gudea patronne un art de grande qualité, et à Uruk, où Utu-hegal constitue un royaume qui prend de l'importance.
Il est néanmoins supplanté par Ur-Namma, peut-être son propre frère, mais qui se revendiquait avant tout roi d'Ur, et la tradition historiographique mésopotamienne l'a retenu comme le fondateur du royaume de la troisième dynastie d'Ur (ou « Ur III » ; v. 2112-2004 av. J.-C.). Ce souverain parvient à dominer la Basse Mésopotamie, peut-être des régions voisines. Son fils et successeur Shulgi dispose en tout cas d'un véritable empire, certes moins étendu que celui des rois d'Akkad car il n'a pas atteint la Syrie, mais a rencontré plus de succès sur le plateau Iranien. Il se fait à son tour diviniser, et constitue une administration très industrieuse (à défaut d'être forcément très efficace) qui a laissé des dizaines de milliers de tablettes administratives. Là encore l'expérience impériale finit par connaître la dislocation provoquée par le réveil des autonomies locales, apparemment dans un contexte de crise lié à des intrusions de populations venues du Nord, les Amorrites, et des disettes, même si le coup de grâce semble lui avoir été porté par des troupes venues d'Élam.

### Les dynasties amorrites

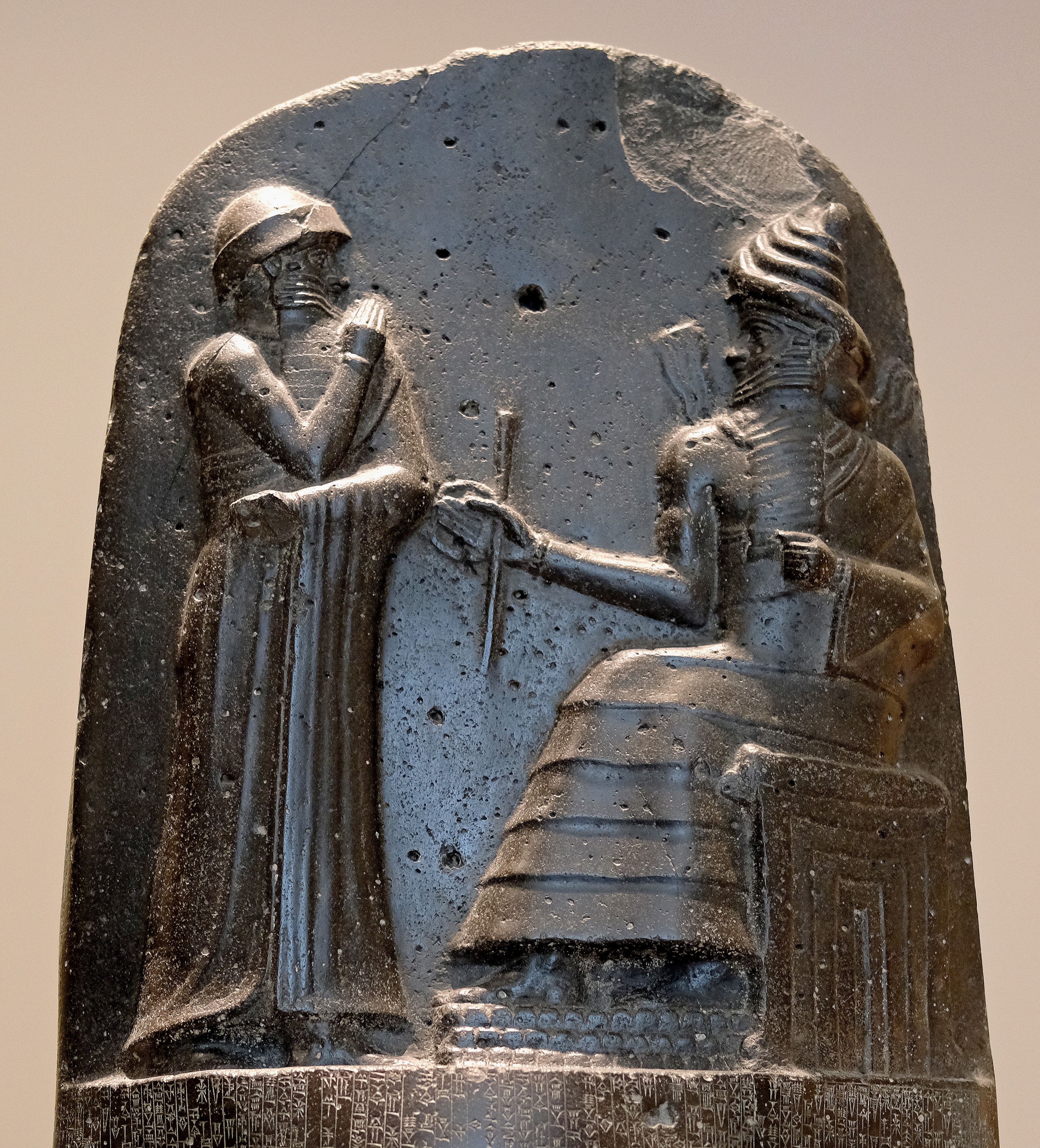
Le roi Hammurabi de Babylone face au dieu Shamash, détail de la stèle du Code de Hammurabi. Musée du Louvre.

Après l'effondrement de l'empire de la troisième dynastie d'Ur, la fragmentation politique est à nouveau de mise dans toute la Mésopotamie.
Cette période est souvent appelée « paléo-babylonienne » (babylonienne ancienne), par convention mais ce terme n'a pas vraiment de sens pour cette période durant laquelle la puissance babylonienne en est à ses débuts. La plupart des royaumes de la période sont dominés par des dynasties dont les fondateurs sont des Amorrites, peuple ouest-sémitique venu des marges syriennes de la Mésopotamie, surtout présent au Nord, mais leur expansion au Sud en fait l'élément majeur de la sphère culturelle syro-mésopotamienne de l'époque. Il n'y a sans doute plus à cette période de locuteurs du sumérien, en revanche les dialectes akkadiens restent bien présents au Sud comme au Nord. Au Nord, on trouve d'importants groupes de populations parlant hourrite, langue isolée originaire sans doute du Sud du Caucase.

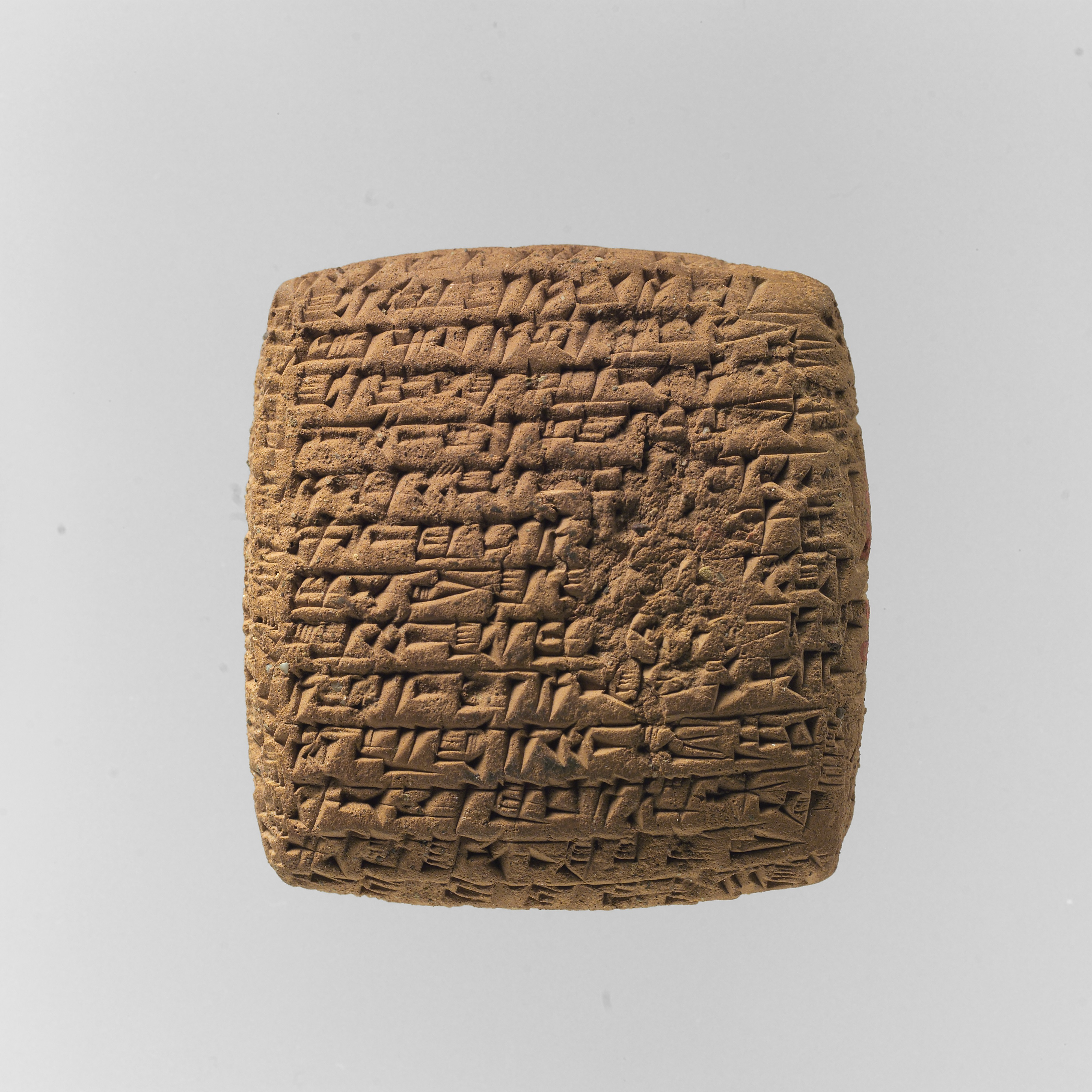
Lettre d'un marchand assyrien à un responsable de convoi., Kültepe, Metropolitan Museum.

Dans le Sud, c'est la période dite d'« Isin-Larsa » (v. 2004-1792), du nom des deux royaumes les plus puissants, mais ceux-ci ne sont pas en mesure de s'imposer aux autres entités politiques qui se forment. Dans la vallée de la Diyala, la puissance hégémonique est Eshnunna. Dans le Nord, l'éclatement politique est encore plus fort, mais le royaume de Mari joue souvent les premiers rôles. La cité d'Assur n'est pas une puissance politique, mais ses marchands entretiennent un lucratif commerce avec l'Anatolie, où ils se fournissent en métaux qu'ils importent en Mésopotamie (période paléo-assyrienne),.
Au début du XVIIIe siècle av. J.-C., le roi Samsi-Addu d'Ekallatum parvient un temps à imposer sa domination à la plupart des royaumes du Nord mésopotamien : c'est l'entité politique dénommée par les historiens « Royaume de Haute-Mésopotamie »,. Mais elle ne survit pas à sa mort vers 1775. Une dizaine d'années plus tard, c'est au tour du roi Hammurabi de Babylone (1792-1750) de mener une série de conquêtes qui le voient défaire les autres royaumes majeurs de la Mésopotamie (Larsa, Eshnunna, Mari) et se tailler un royaume à la mesure de ceux d'Akkad et d'Ur III. Mais ses successeurs ne parviennent pas à préserver l'intégrité du royaume, qui se réduit rapidement aux seules cités entourant Babylone, notamment parce que les anciennes cités sumériennes (Uruk, Ur, Nippur, Eridu, Lagash, etc.) sont toutes désertées à cette époque, à la suite de crises politiques et peut-être aussi écologiques. Les rois de Babylone font face aux rois du Pays de la Mer qui se sont taillé un royaume dans l'extrême-Sud, et à des souverains Kassites, un peuple venu du Zagros, mais c'est une offensive des Hittites, venus d'Anatolie centrale, qui provoque en 1595 la chute de Babylone.

### L'époque des puissances régionales

La situation politique au Moyen-Orient durant la première moitié du (début de la période couverte par les Lettres d'Amarna).

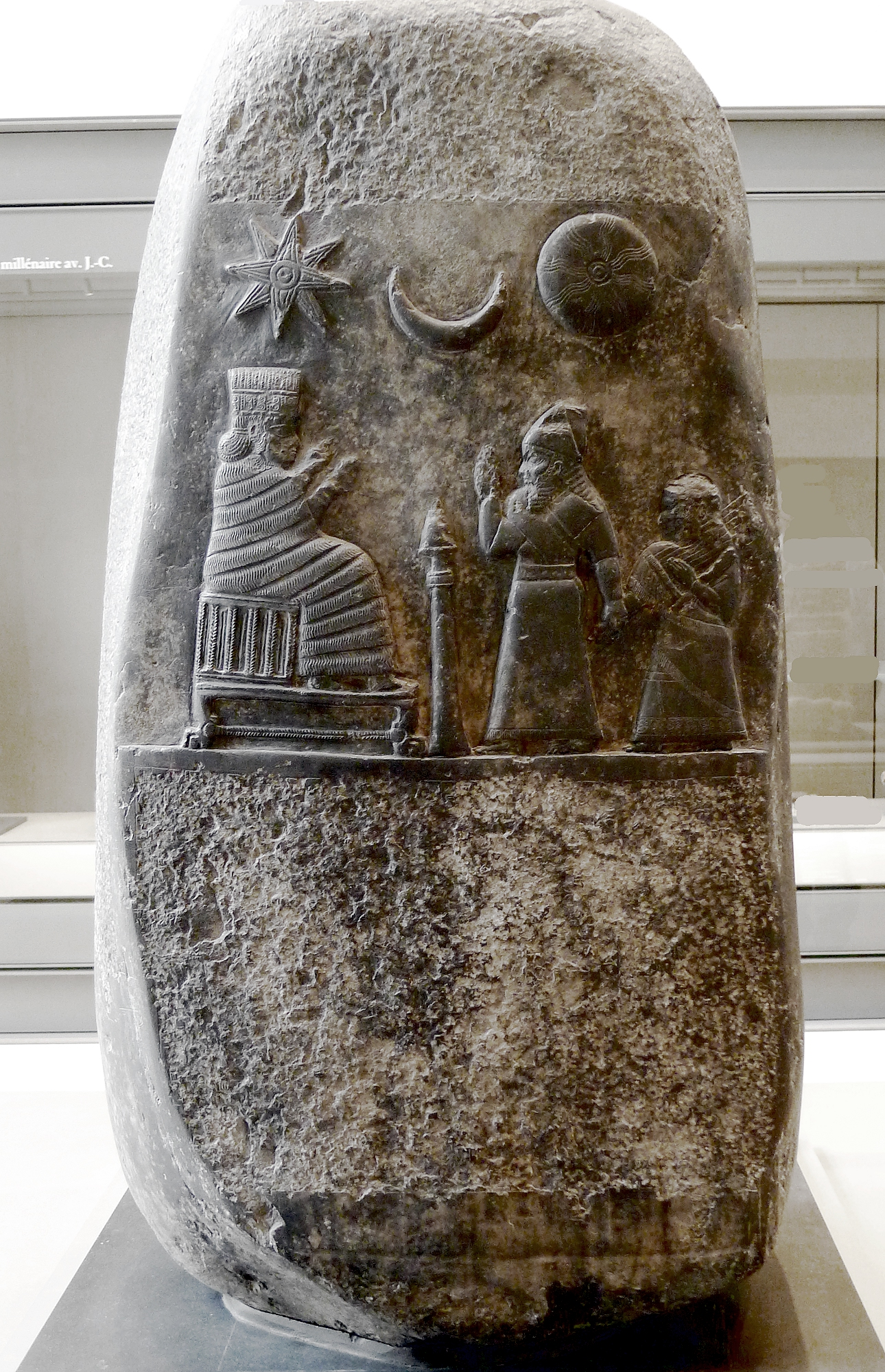
Stèle (kudurru) rapportant la donation de terres par le roi kassite Meli-Shipak à sa fille Hunnubat-Nanaya, XIIe siècle, Musée du Louvre.

À la chute de Babylone succède une période très peu documentée, donc considérée comme un « âge obscur », dont la durée même fait l'objet de débats. Quoi qu'il en soit, au sortir de cette période, au XVe siècle av. J.-C., l'opposition géographique et culturelle entre Basse et Haute Mésopotamie s'est complétée d'une division politique, entre deux États dominants ces ensembles, sans être pour autant rivaux. Au Nord, c'est le Mittani, dont le cœur se trouve dans le triangle du Khabur (sa capitale principale, Wassukanni, n'a pas été localisée). Il a étendu dans des circonstances peu documentées une aire de domination allant du littoral méditerranéen de la Syrie jusqu'aux régions située à l'est du Tigre (le site de Nuzi, qui a livré de nombreux textes de cette époque),. Il est surtout impliqué dans des guerres pour la domination de la Syrie, qui l'opposent un temps à l'Égypte, et régulièrement aux Hittites. Dans le Sud, une dynastie kassite s'est installée sur le trône de Babylone, là encore dans des circonstances qui nous échappent, puis a soumis le Pays de la Mer, parvenant à s'imposer sur toute la Basse Mésopotamie, qui peut désormais être dénommée Babylonie (les rois kassites employaient le terme Karduniaš). Ils s'attellent à repeupler et redynamiser les campagnes et villes méridionales qui avaient été désertées précédemment, et ne sont pas impliqués dans des conflits majeurs à cette période. On constate donc une stabilisation de puissances dominant chacune des deux Mésopotamies, qui ont une durée plus importante que les dynasties précédentes. Ce constat se confirme par la suite.

La situation au après l'expansion des Assyriens.

Un basculement se produit dans la seconde moitié du XIVe siècle av. J.-C., quand le Mittani subit de sévères défaites face aux Hittites, qui le plongent dans une crise dont profitent les rois de la cité d'Assur, pour se tailler un royaume qui parvient à rapidement dominer la majeure partie de la Haute Mésopotamie (période médio-assyrienne), mais se heurte à l'ouest aux Hittites qui sont désormais solidement implantés en Syrie,. Le changement est de taille pour les rois kassites de Babylone, puisque l'Assyrie témoigne aussi d'ambitions sur sa frontière méridionale, et la division Nord/Sud de la Mésopotamie s'accompagne désormais d'une rivalité militaire. Bien que les succès les plus éclatants soient à mettre au crédit des Assyriens (notamment la prise de Babylone par Tukulti-Ninurta Ier, 1244-1208), aucun des deux ne prend durablement le dessus sur l'autre,.
Après ces années de conflit, la première moitié du XIIe siècle av. J.-C. voit le royaume de Babylone plonger dans une série de crises, conclues par la prise de la capitale par les troupes élamites en 1155, qui mettent un terme à la dynastie kassite,. La revanche babylonienne est menée par Nabuchodonosor Ier (1125-1004) qui envahit l'Élam,. De son côté, l'Assyrie connaît un dernier essor sous Teglath-Phalasar Ier (1116-1077), puis plonge à son tour dans des temps difficiles en raison des incursions de plus en plus efficaces de groupes araméens, populations ouest-sémitiques venues des régions syriennes, comme les Amorrites avant eux,. Ces Araméens parviennent ensuite en Basse Mésopotamie où ils causent également des troubles. C'est l'époque de l'« effondrement » de l'âge du bronze récent, qui voit de grands bouleversements se produire dans tout le Moyen-Orient, en particulier en Anatolie où le royaume hittite est détruit, et au Levant où de nombreuses cités subissent également des destructions.

### L'empire néo-assyrien

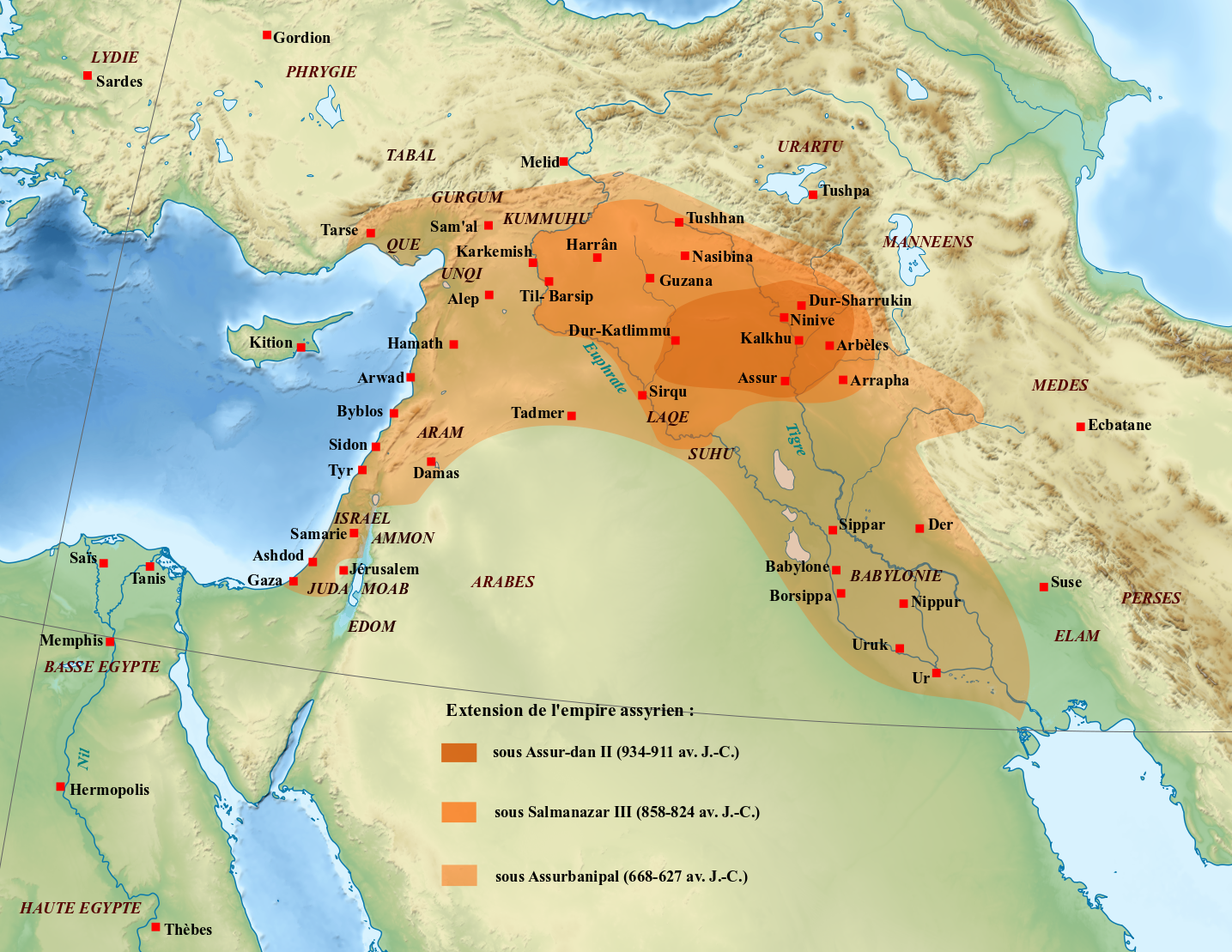
Carte des différentes phases d'expansion de l'empire néo-assyrien.

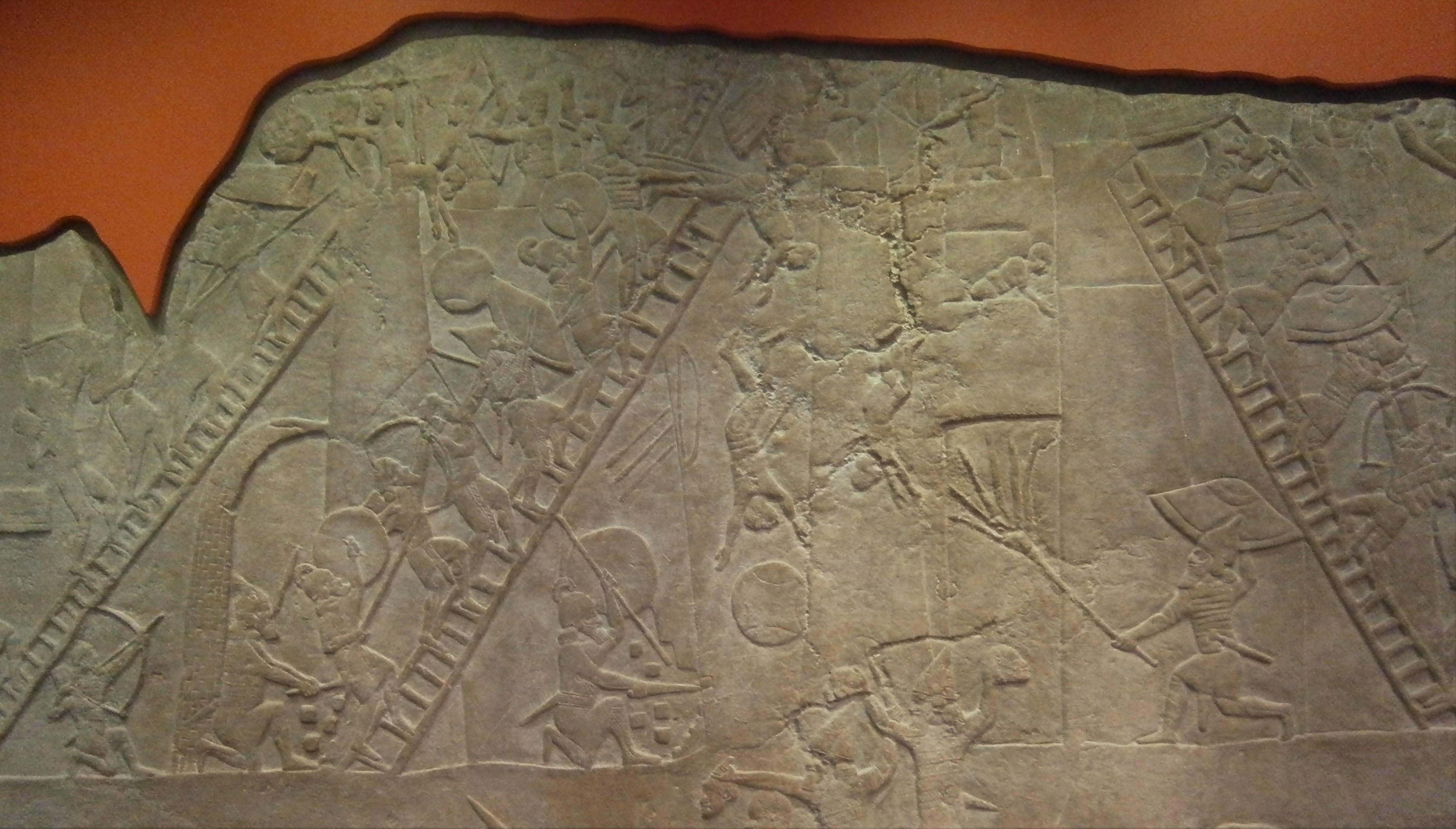
Les soldats assyriens prenant d'assaut une ville égyptienne (Memphis ?) lors de la campagne de 667 av. J.-C. Bas-relief de Ninive, British Museum.

En Babylonie, plusieurs dynasties se succèdent sur le trône, sans parvenir à se stabiliser, et à pacifier le pays où sont implantés des groupes araméens, et aussi des tribus chaldéennes, dont l'origine est obscure, qui se taillent des entités politiques autonomes, et dont des chefs arrivent au bout d'un temps à monter sur le trône de Babylone,.
En Haute Mésopotamie, l'Assyrie a considérablement reculé face aux Araméens, qui ont établi au Xe siècle av. J.-C. des royaumes dans plusieurs cités de Syrie et de Djézireh occidentale. Mais elle a tenu bon, et parvient à reprendre l'offensive à partir de la fin du même siècle : c'est le début de la phase néo-assyrienne, qui marque une nouvelle étape dans l'histoire des entités politiques mésopotamiennes, avec la constitution du premier empire en mesure de dominer durablement une bonne portion du Moyen-Orient. Les rois assyriens conduisent au IXe siècle av. J.-C. des expéditions militaires dans toutes les directions, parvenant jusqu'à la Méditerranée à l'ouest et en Babylonie au sud, réprimant de façon brutale ceux qui refusaient de verser le tribut qu'ils exigeaient. Après une crise de croissance d'un demi-siècle environ l'État assyrien entame à partir de Teglath-Phalasar III (745-727) une évolution avec la constitution de provinces qui marquent la volonté d'une domination plus stable et durable sur les régions soumises. Les nombreuses déportations de populations consécutives aux victoires assyriennes entraînent d'importants mouvements humains à l'échelle de l'empire, donc un brassage de populations qui favorise la diffusion des populations de langue araméenne, qui devient la langue de communication la plus courante du Moyen-Orient.
La lignée des « Sargonides », constituée de Sargon II (722-705), Sennachérib (705-681), Assarhaddon (689-661) et Assurbanipal (661-630) (qui ne constituent pas une dynastie à proprement parler puisqu'ils descendent des rois antérieurs), marque l'apogée territorial de l'empire assyrien, puisque leurs armées s'imposent contre Babylone, l'Urartu (Anatolie orientale et sud du Caucase), les Mèdes (nord-ouest du plateau Iranien), l'Élam, et aussi l'Égypte. Le centre de l'empire, l'Assyrie historique, concentre alors richesses et populations transportées depuis les régions soumises, ce qu'incarne la vaste Ninive, la dernière capitale érigée au tout début du VIIe siècle av. J.-C. lors d'une campagne de travaux mobilisant des moyens colossaux, et qui concerne aussi les campagnes environnantes.
Mais les crises successorales sont monnaie courante, affaiblissant considérablement l'empire après la mort d'Assurbanipal, tandis que les populations d'Assyrie ont sans doute aussi payé un lourd tribut aux guerres incessantes menées dans tout le Moyen-Orient. Une révolte partie de Babylone et conduite par Nabopolassar parvient à engranger une série de succès sans précédent contre les troupes assyriennes, puis à investir l'Assyrie même, où les Mèdes se joignent finalement aux forces babyloniennes pour faire tomber les capitales assyriennes entre 615 et 612. Le reliquat de troupes assyriennes est éliminé dans les années suivantes.

### L'empire néo-babylonien

L'extension approximative de l'empire néo-babylonien.

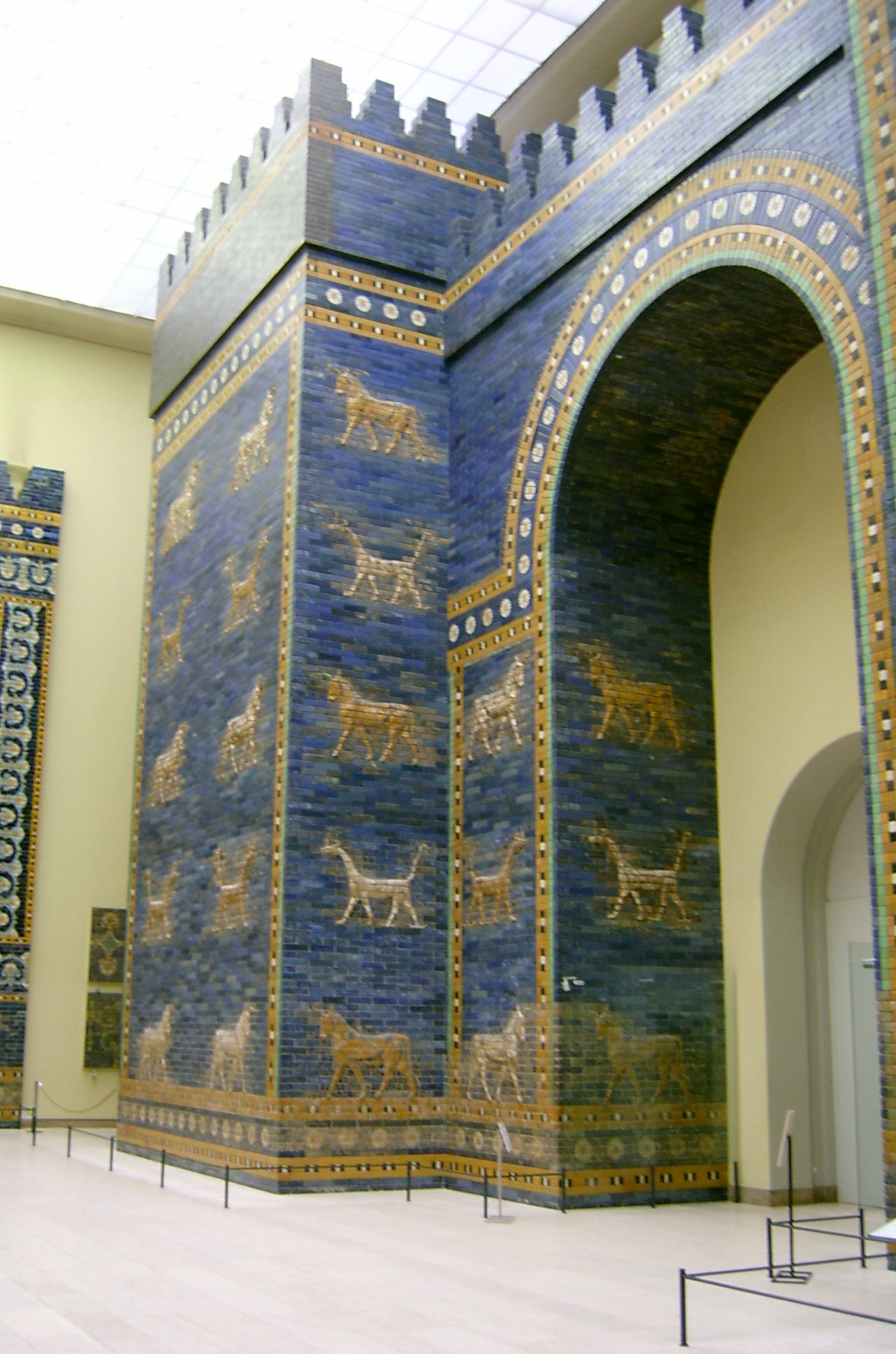
La Porte d'Ishtar de Babylone,, reconstituée au Pergamon Museum de Berlin.

Le Babylonien Nabopolassar est le principal bénéficiaire de la chute de l'Assyrie, et laisse à son fils Nabuchodonosor II (605-562) le soin d'assurer la prise de contrôle des régions occidentales de l'empire assyrien, convoitées par les Égyptiens, où il mate plusieurs révoltes (dont celles de Juda qui se soldent par la déportation de l'élite judéenne en Babylonie). Ces souverains concentrent leurs efforts sur la remise en ordre de la Babylonie et l'embellissement de ses grandes villes, en premier lieu la capitale Babylone. Après la mort de Nabuchodonosor, les coups d'État se succèdent à la cour babylonienne, jusqu'à l'intronisation de Nabonide (556-539), qui semble avoir suscité une opposition croissante à sa politique, en particulier pour des raisons religieuses. L'empire babylonien est rapidement soumis par le roi perse Cyrus II, après la prise de sa capitale en 539 av. J.-C.

### Dominations perse, grecque et parthe
La prise de pouvoir des Perses de la dynastie des Achéménides se fait pacifiquement, mais des révoltes secouent la Babylonie sous les règnes de Darius Ier (en 521) et son fils Xerxès Ier (en 484). Cette région est néanmoins prospère, les élites perses s'y taillent des domaines, et la cour royale fait de Babylone une de ses résidences. En revanche il y a très peu de sources sur la Haute Mésopotamie à cette période, qui semble d'une importance secondaire pour le pouvoir perse.
Entre 334 et 330 av. J.-C., le roi macédonien Alexandre le Grand conquiert l'empire perse. Il meurt à Babylone en 323, laissant ses généraux, les Diadoques, s'affronter pour récupérer son héritage, ce qui se traduit par un éclatement de l'empire conquis aux Perses. La Mésopotamie finit par échoir à Séleucos Ier, fondateur de la dynastie des Séleucides qui domine la région durant la période hellénistique. Des colonies grecques sont établies en Mésopotamie, même si la région reste largement peuplée de populations parlant araméen. Le centre de gravité de l'empire se déplace vers la Syrie où sont établies les principales résidences royales, même s'il y en a également une à Séleucie du Tigre dans le Nord de la Babylonie, qui reste une région prospère.
Au milieu du IIe siècle av. J.-C., les Séleucides sont attaqués par les Parthes, peuple de langue iranienne venu de l'Est de leur empire, qui parviennent après une série de conflits âpres à prendre le contrôle de la Mésopotamie. À partir du début du Ier siècle av. J.-C. les Parthes font face à un nouveau rival occidental, la République romaine, qu'ils parviennent à vaincre à Harran (bataille de Carrhes) en 53 av. J.-C. pour consolider leur emprise sur la Haute Mésopotamie. Dans le Nord, les anciennes cités de Ninive et d'Assur connaissent une nouvelle période de prospérité, de même qu'un autre royaume dirigé par une dynastie arabe, Hatra. Dans le Sud, les villes de Babylone et d'Uruk sont encore animées un temps par une communauté de prêtres lettrés écrivant des tablettes cunéiformes, mais il s'agit des derniers à pratiquer encore cette antique écriture, à une époque où l'alphabet araméen règne en maître. Les derniers écrits cunéiformes connus datent du Ier siècle de notre ère, et cette écriture disaparaît sans doute peu après, alors que Babylone et Uruk sont désertées. Cela marque pour beaucoup la fin de la civilisation mésopotamienne antique, ou plutôt de ce qu'il restait de ses traditions intellectuelles.
Les Parthes sont vaincus entre 226 et 240 par les Perses de la dynastie des Sassanides, qui deviennent à leur tour les maîtres de la Mésopotamie.

### Ère moderne
Le terme de « Mésopotamie » est à nouveau utilisé de manière officielle au XXe siècle, lorsque le traité de Sèvres confie au Royaume-Uni un Mandat de la Société des Nations lui confiant l'administration de l'ancienne province de l'Empire ottoman. Le Mandat britannique de Mésopotamie laisse ensuite la place au Royaume d'Irak.

## Langues et groupes linguistiques
Les textes de la Mésopotamie antique ne comportant pas la notion d'une « Mésopotamie » telle qu'elle est comprise dans les travaux modernes, ces derniers distinguent des entités géographiques plus réduites correspondant souvent à des réalités politiques voire culturelles, qu'il est plus aisé de distinguer en fonction de la langue de leurs habitants, telle qu'elle peut être devinée par les textes, en l'absence d'une notion claire d'ethnicité dans l'Antiquité (la culture matérielle ne permettant pas vraiment de tracer des limites dans ce domaine).
Pour la Mésopotamie méridionale de la fin du IIIe millénaire av. J.-C., on observe une bipartition linguistique, qui correspond dans les grandes lignes à une division entre le pays de Sumer et le pays d'Akkad. Le premier, situé à l'extrême sud du delta mésopotamien, est occupé majoritairement par une population parlant le sumérien, un isolat linguistique, et qui a eu une importance primordiale dans l'émergence de la civilisation mésopotamienne. Le second est un pays où la population est surtout constituée de locuteurs de l'akkadien, langue sémitique ; il doit son nom à la ville et à l'empire d'Akkad qui a existé au XXIIIe siècle av. J.-C., mais cela correspond à une réalité démographique et culturelle plus ancienne, puisque même avant cette époque les pays situés au nord de Nippur, jusqu'en Haute Mésopotamie et en Syrie, sont dominés par des populations parlant des langues sémitiques très proches. Il ne faut probablement pas exagérer la séparation entre ces deux ensembles, très entremêlés dès les débuts de l'histoire, et imaginer une rivalité entre « Sumériens » et « Akkadiens » : ils forgent ensemble une même civilisation, mésopotamienne (d'ailleurs parfois désignée comme « suméro-akkadienne »).
La fin du IIIe millénaire av. J.-C. voit la disparition du sumérien en tant que langue parlée, même s'il reste important dans le cercle des lettrés. Le début du IIe millénaire av. J.-C. est marqué par l'importance de populations parlant une langue sémitique d'origine occidentale, l'amorrite, qui se retrouvent dans toute la Mésopotamie. Mais la moitié Nord de cette région est également marquée par l'importance des populations parlant le hourrite, isolat linguistique.
Dans la seconde moitié du IIe millénaire av. J.-C. se met en place plus clairement la séparation Nord/Sud de la Mésopotamie entre le royaume d'Assur et celui de Babylone, qui prévaut pour les siècles suivants et délimite deux espaces politiques et culturels distincts (mais toujours en forte interaction, et dont les langues sont des variantes de l'akkadien), l'Assyrie et la Babylonie. Cette dernière est longtemps politiquement sous la coupe d'une dynastie d'origine kassite, population isolée, qui n'a pas eu une grande influence culturelle. La fin de ce millénaire est marquée par l'apparition et l'expansion à partir du nord-ouest d'une nouvelle population ouest-sémitique, les Araméens, qui tendent à devenir dans la première moitié du Ier millénaire av. J.-C. la population dominante du Nord mésopotamien, au point que les Assyriens deviennent des locuteurs de la langue araméenne. Durant les dernières périodes de l'Antiquité, les locuteurs de l'araméen et les régions qu'ils habitent sont d'ailleurs désignés comme Assyriens/Assyrie ou bien des termes dérivés, Syriens/Syrie (surtout pour la partie occidentale),,. Les populations de Babylonie deviennent également fortement araméisées, mais on y trouve également un autre peuple, les Chaldéens, dont le nom sert aux Grecs de désignation alternative du Sud mésopotamien, la Chaldée. 
Les dernières périodes de l'histoire mésopotamienne sont marquées par l'implantation de royaumes d'origine étrangère, iraniens (perses) puis grecs (période hellénistique), dont les éléments ne sont jamais devenus dominants. Les populations arabes connaissent également une expansion en direction de certaines régions du nord mésopotamien à partir de la seconde moitié du Ier millénaire av. J.-C.

## Institutions et pouvoirs

### Apparition de l’État et de l'impérialisme

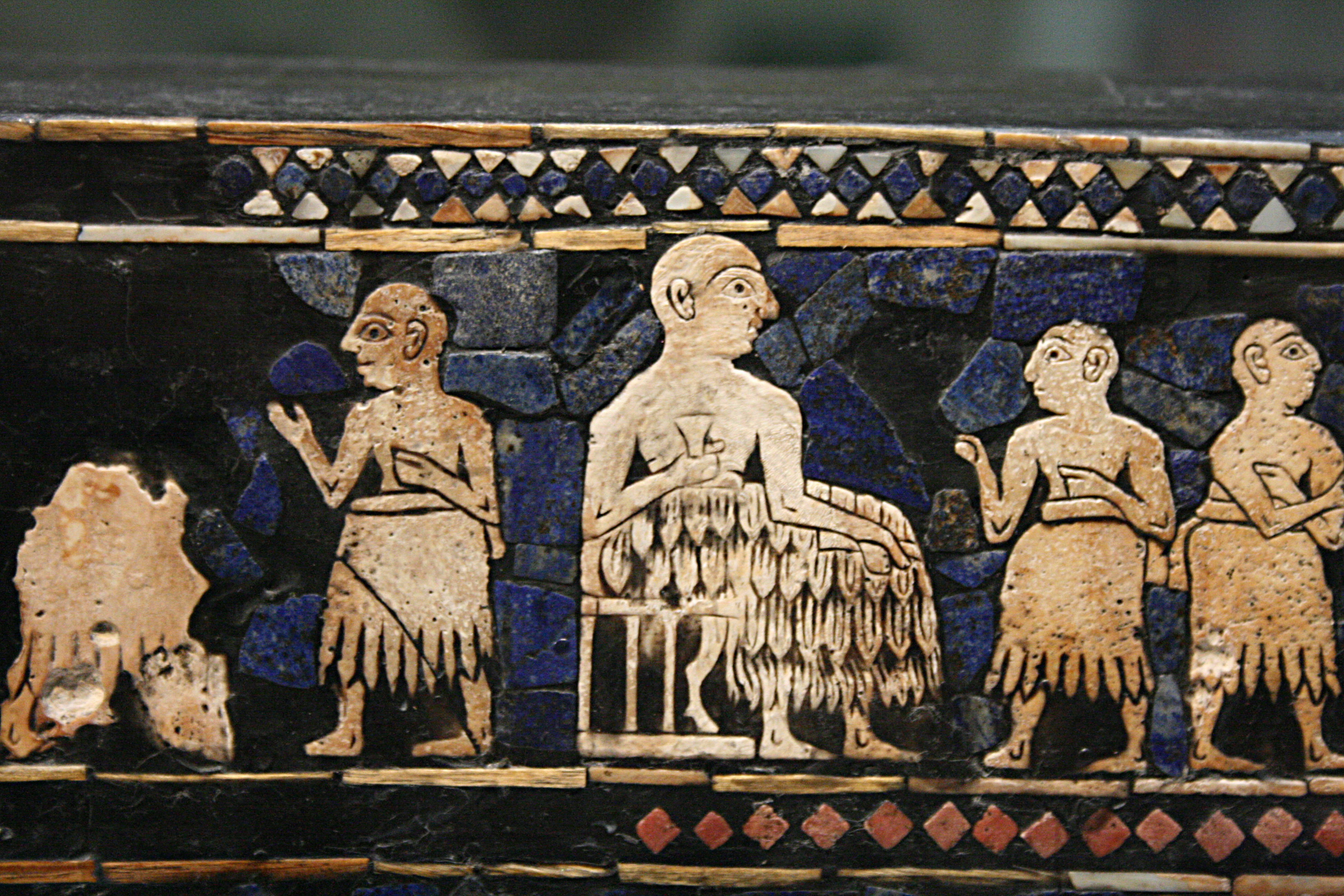
Détail de l'étendard d'Ur (v. 2500 av. J.-C.) : le souverain assis sur son trône dirige un banquet. British Museum.

La Mésopotamie a vu la constitution, dans la seconde moitié du IVe millénaire av. J.-C. (période d'Uruk récente), d'un ou des plus anciennes formes politiques désignées comme des « États », si ce n'est le(s) plus ancien(s), dans l'histoire humaine. Ces premiers États sont caractérisés par une stratification sociale notable, permettant de distinguer une élite dirigeante, un réseau d'habitat hiérarchisé, dominé par une ville principale, l'existence d'une spécialisation des activités, de pratiques rituelles et d'un culte organisé par les élites, visible dans l'archéologie par la présence d'une architecture monumentale, d'objets de prestige, d'un art reflétant l'idéologie de l'élite dirigeante.
Au IIIe millénaire av. J.-C., si ce n'est avant, se développent des structures politiques désignées par convention comme des « cités-États », car elles occupent en général un territoire organisé autour d'une cité principale et de quelques autres villes, comprenant son arrière-pays agricole avec ses villages. C'est la forme dominante d'entité politique jusqu'aux premiers siècles du millénaire suivant. Elles sont intégrées le temps de quelques décennies pendant les derniers siècles du IIIe millénaire av. J.-C. dans les deux premiers États que l'on qualifie d'« empires », notamment au regard de leur taille (même si en pratique leur emprise est surtout forte sur la Basse Mésopotamie et plus lâche et discontinue sur leurs marges) et de la prétention à la domination universelle de leurs souverains : l'empire d'Akkad (v. 2340-2150 av. J.-C.) et celui de la troisième dynastie d'Ur (v. 2112-2004 av. J.-C.). Leur succèdent des États plus restreints en taille (les dernières « cités-États ») au début du IIe millénaire av. J.-C., avant l'émergence de la première dynastie de Babylone qui a selon certains auteurs un caractère impérial, au moins sous le règne de Hammurabi (v. 1792-1750 av. J.-C.). C'est en tout cas une nouvelle étape dans l'affirmation d'États territoriaux réunissant durablement plusieurs provinces, qui se confirme dans la seconde moitié du IIe millénaire av. J.-C. (dynastie kassite de Babylone et royaume médio-assyrien).

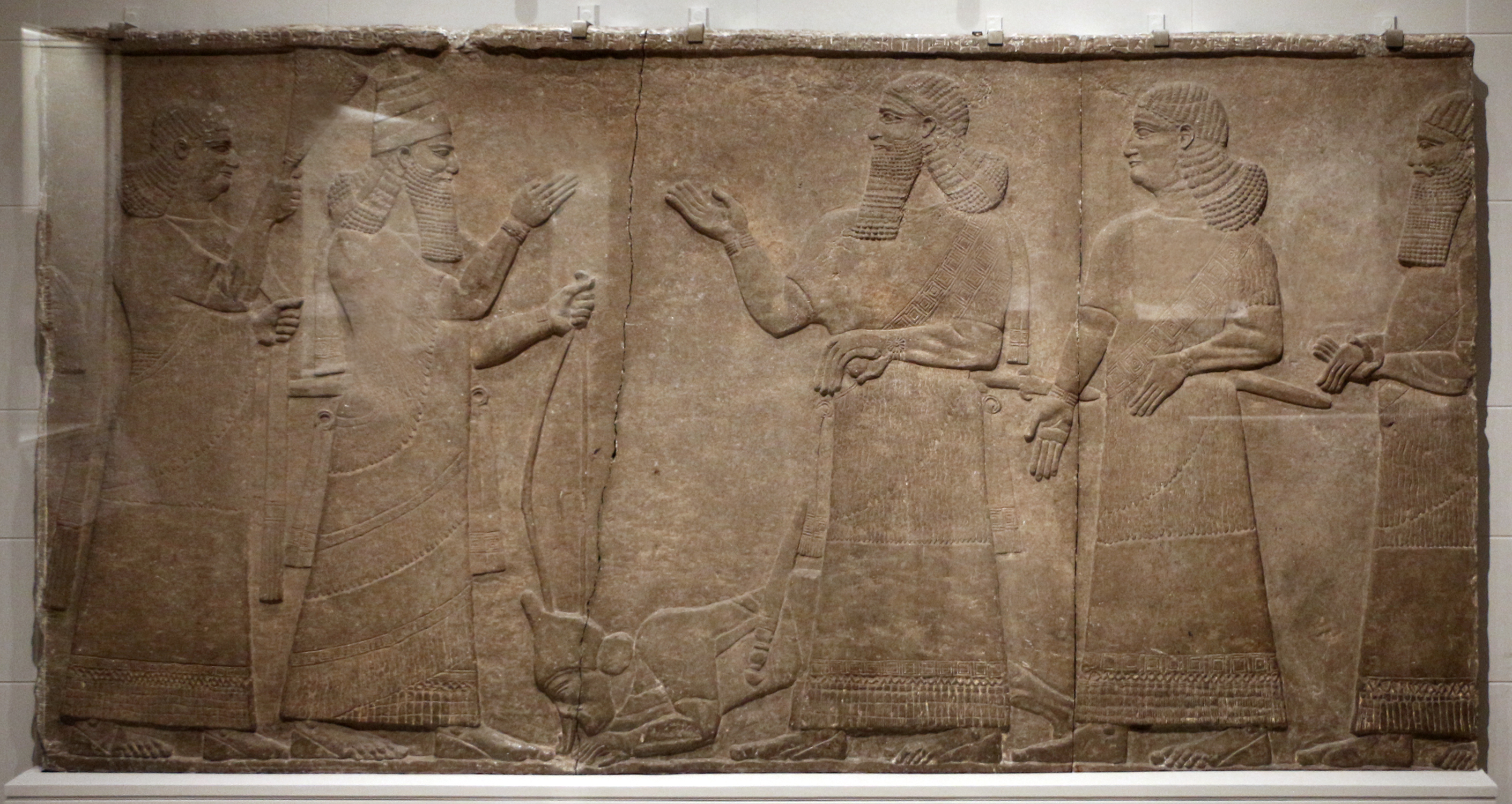
Le roi assyrien Teglath-Phalasar III (745-727 av. J.-C.) recevant l'hommage de ses sujets. Bas-relief de Nimroud. Detroit Institute of Arts.

L'affirmation de l'impérialisme est surtout marquée un millénaire plus tard avec l'empire néo-assyrien (v. 934-609. av. J.-C.) caractérisé par la taille du territoire qu'il domine (une portion conséquente du Moyen-Orient, de la Méditerranée jusqu'au plateau Iranien), et un contrôle plus durable et aussi plus fort sur ces territoires et leurs populations par la constitution de provinces sous administration directe qui couvrent un territoire de plus en plus étendu. Cela s'accompagne de nombreuses déportations de vaincus entreprises à l'échelle de l'empire, de la mise en place d'un réseau de communications plus efficace, de l'érection de capitales de plus en plus vastes manifestant la puissance de l'empire, et en fin de compte de la mise en place de rapports politiques et culturels plus intenses entre ce centre et les périphéries qu'il domine,. À ce prototype succèdent l'empire néo-babylonien (626-539 av. J.-C.) et l'empire perse achéménide (v. 550-330 av. J.-C.) qui prolongent et raffinent l'édifice impérial, posant à leur tour les bases pour les empires qui leur succèdent,.

### La royauté mésopotamienne
Les États mésopotamiens sont des monarchies : ils ont à leur tête un roi (sumérien lugal, akkadien šarru(m)), qui suivant l'idéologie politique est le représentant terrestre des grands dieux, notamment la divinité tutélaire de son royaume, qui lui a octroyé la charge de diriger les populations de son territoire. La royauté est vue comme un don du monde divin à celui des humains, « descendue du Ciel » aux origines de l'histoire, selon l'expression de la Liste royale sumérienne. Cette chronique historique développe la vision cyclique courante de l'historiographie mésopotamienne, qui veut que se succèdent plusieurs dynasties (sumérien bala, akkadien palu(m)) bénéficiant chacune à leur tour des faveurs divines, et chutant lorsqu'elles les perdent, sa caractéristique étant qu'elle considère qu'une seule cité domine la région à un moment donné, alors que la fragmentation politique était alors la norme. Cette légitimité divine coexiste avec une légitimité dynastique, les rois se succédant de père en fils. Les fonctions du monarque, découlant de sa position d'intermédiaire entre les mondes humain et divin, sont de diriger l'administration et l'armée du royaume, d'assurer la justice, d'aménager le territoire en construisant canaux, fortifications et villes, et d'assurer le bon déroulement du culte rendu aux dieux, tout cela étant commémoré par de nombreuses inscriptions royales valorisant les actes des monarques.

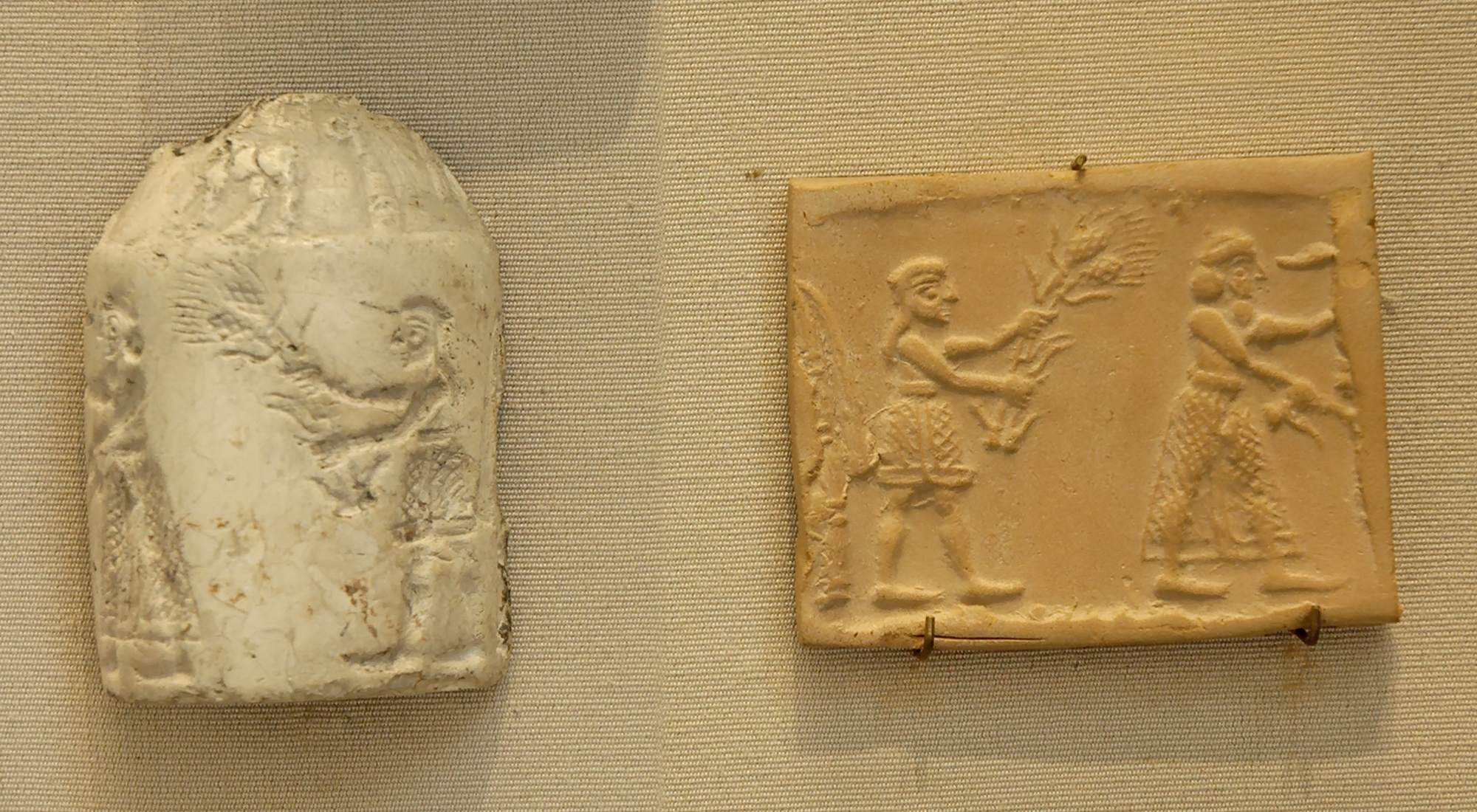
Le roi nourrisseur : Sceau-cylindre représentant le monarque et son acolyte nourrissant un troupeau sacré, période d'Uruk final (v. 3300-3100 av. J.-C.), Musée du Louvre.
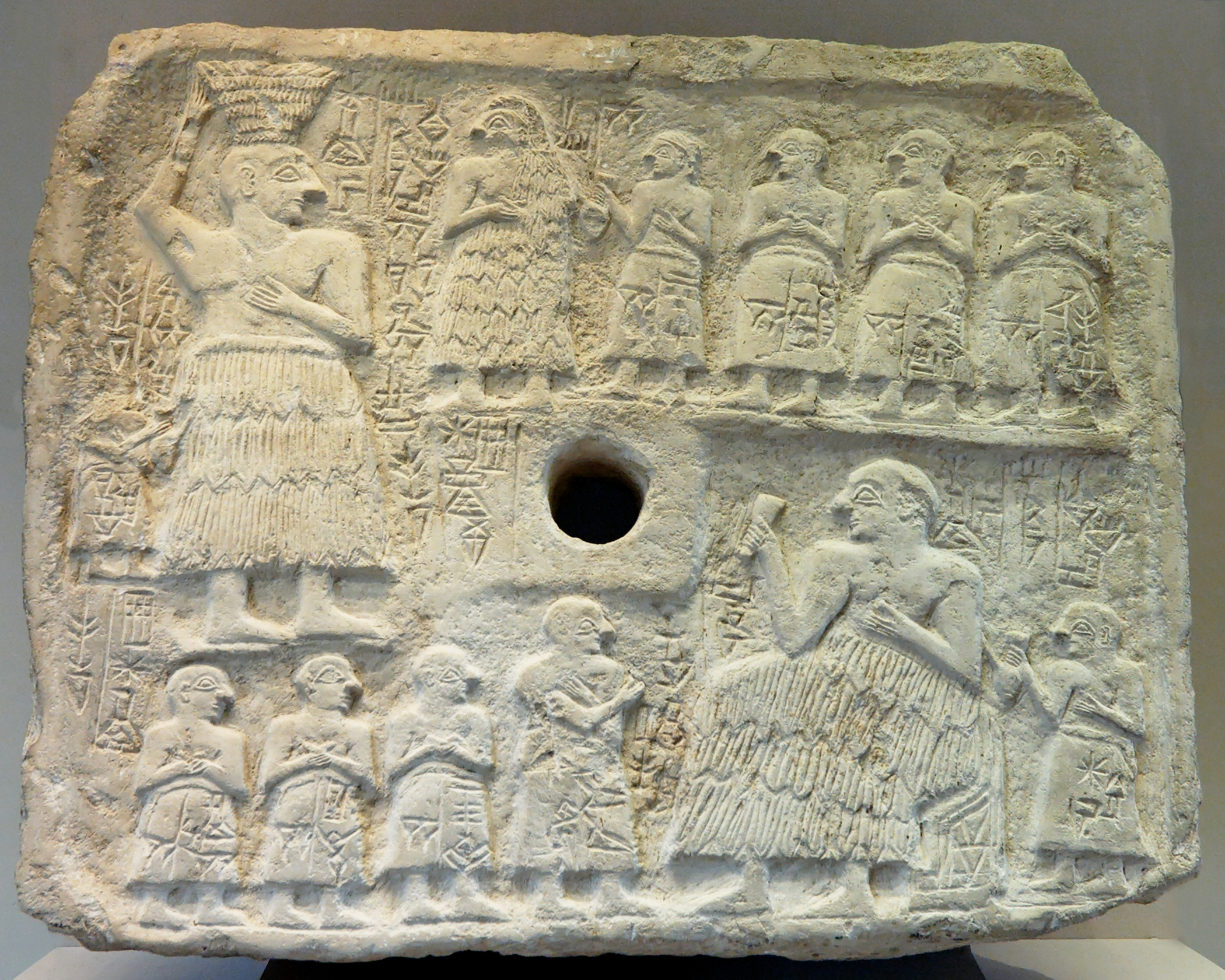
Le roi bâtisseur : relief votif perforé d'Ur-Nanshe de Lagash, commémorant la construction d'un temple. V. 2500 av. J.-C. Musée du Louvre.
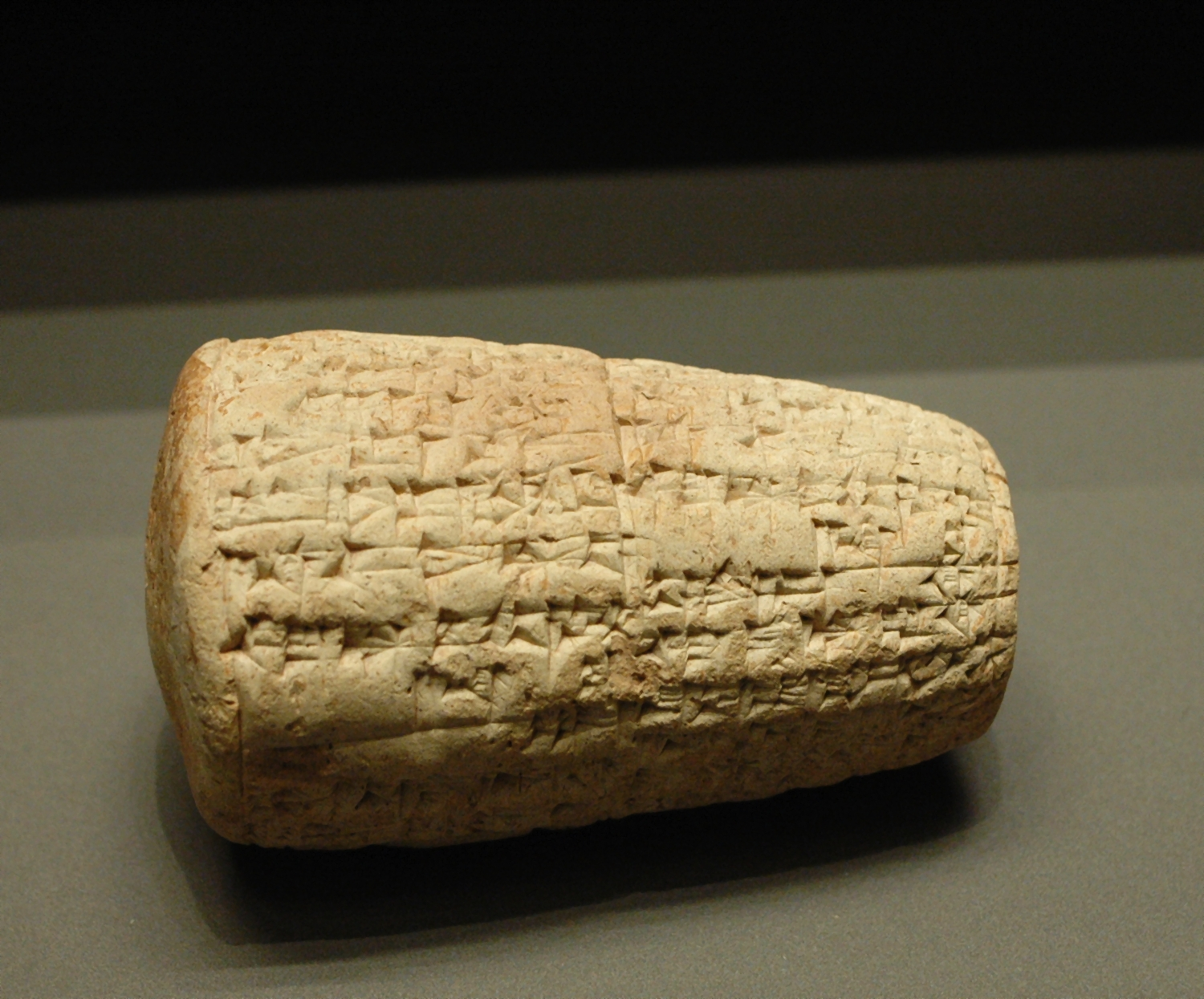
Le roi bâtisseur : inscription royale de Hammurabi de Babylone (1792-1750 av. J.-C.) rédigée sur un cône d'argile, commémorant la reconstruction de la muraille de Sippar de Shamash. Musée du Louvre.
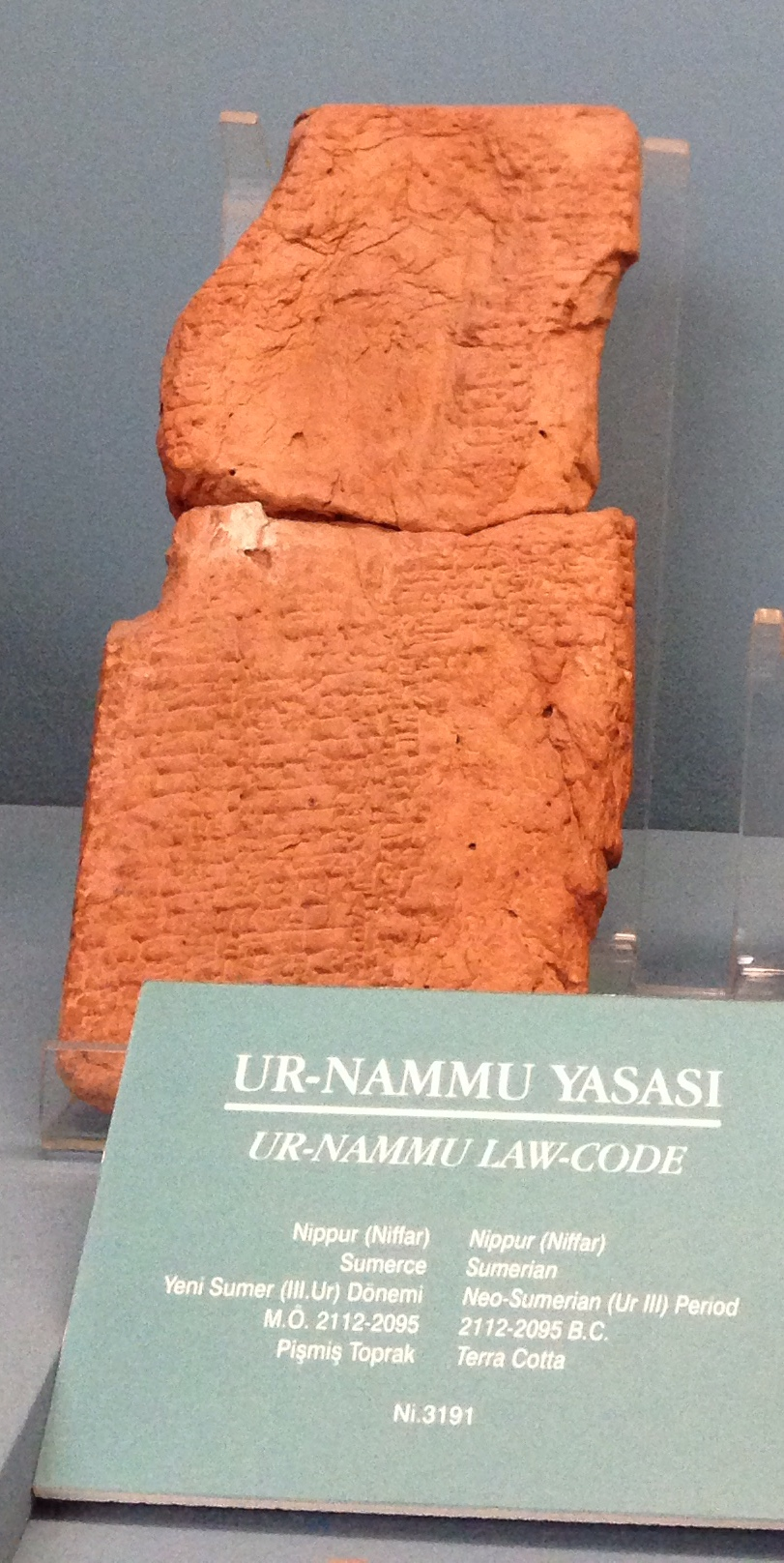
Le roi de justice : tablette du Code d'Ur-Nammu (v. 2112-2194 av. J.-C.). Musée archéologique d'Istanbul.
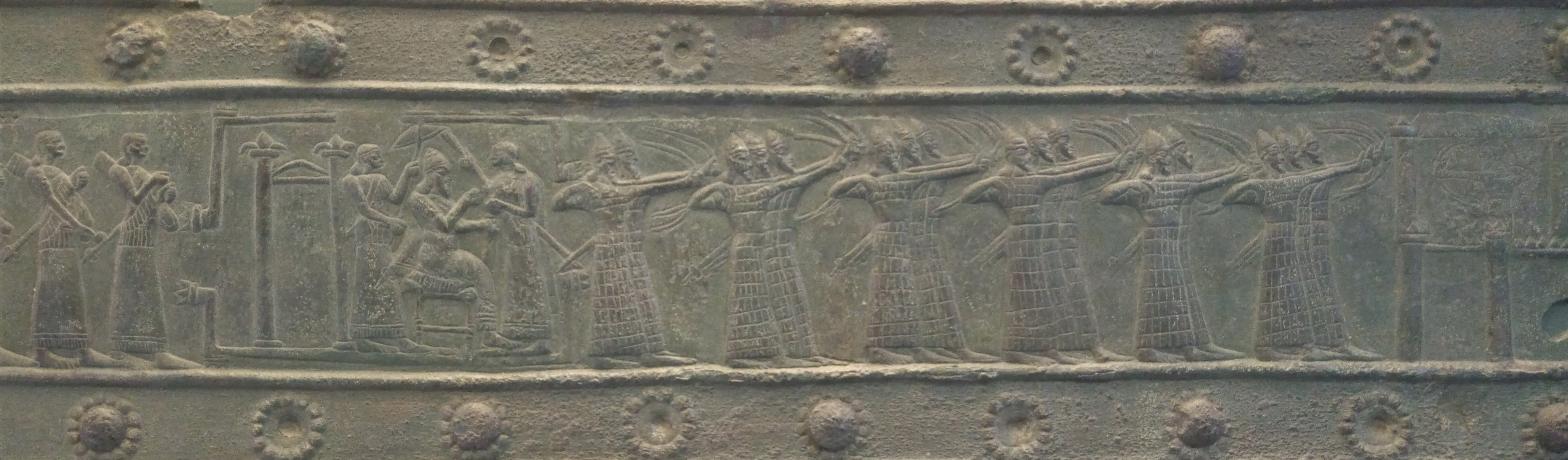
Le roi chef de guerre : Salmanazar III (858-824 av. J.-C.) d'Assyrie sur son trône observe ses troupes à l'assaut d'une ville ennemie. Portes de Balawat (British Museum).
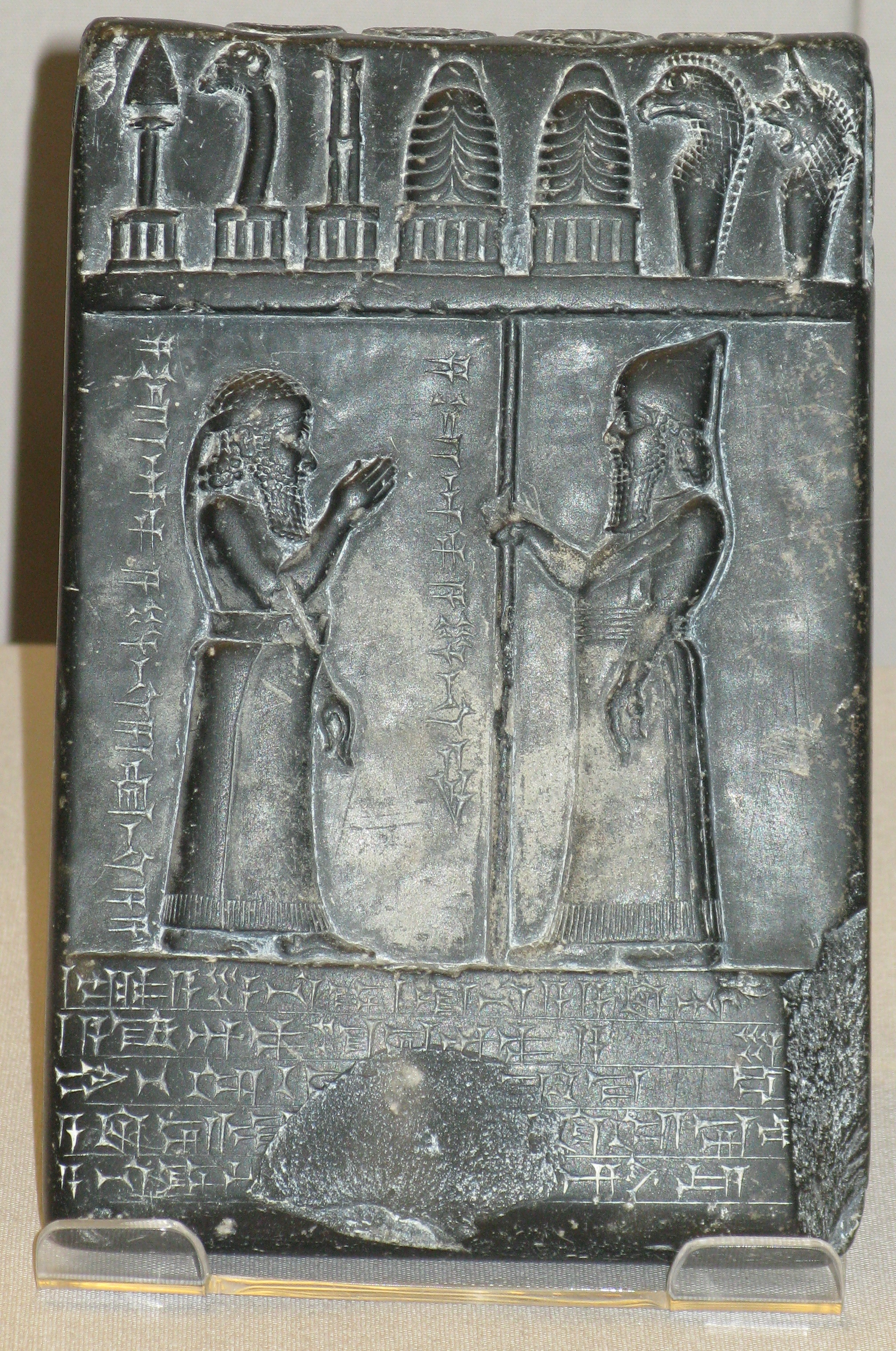
Le roi et les élites : Nabû-apla-idinna de Babylone (888-855 av. J.-C.) ; à droite) confirmant une donation de terre à un grand prêtre.

Le roi est entouré de « ministres » aux fonctions vaguement définies le secondant dans ses tâches, dirigeant une administration gérant ses terres, le prélèvement des taxes, la justice locale, etc.,. Le fonctionnement des premiers royaumes mésopotamiens est parfois qualifié de « patrimonial », parce qu'ils sont conçus comme le patrimoine du monarque, sa « maison(née) » au sens figuré, qu'il dirige de façon très personnalisée, avec sa famille et les gens en qui il a le plus confiance. Ce système se complexifie avec l'élaboration d'entités politiques plus vastes. En pratique, malgré les discours officiels des monarques mésopotamiens les présentant comme les maîtres de leurs populations et territoires, et la représentation répandue du « despotisme oriental », il apparaît que l'emprise des États sur leurs territoires et leurs populations est limitée car leurs moyens humains sont plutôt faibles pour la majeure partie de l'histoire mésopotamienne. Au regard des standards contemporains ils seraient plutôt vus comme des pouvoirs faibles qui sont loin d'avoir les moyens de leurs ambitions (un « État présomptueux » selon l'expression de S. Richardson).

### Les institutions et l'organisation économique
Dès la mise en place de l’État, apparaissent des institutions qui sont à l'origine de la première production écrite et jouent le rôle principal dans les activités économiques. Ce sont surtout des palais et des temples, ce que A. L. Oppenheim a proposé de nommer des « grands organismes ». Ils gèrent d'importants domaines, administrés par des scribes souvent organisés en « bureaux » spécialisés, qui supervisent des champs, des jardins, des espaces boisés et marécageux, des ateliers, des bateaux, etc. Ces ressources sont exploitées par une main d’œuvre dépendante organisée en équipes, qui est en général rétribuée sous la forme de rations d'entretien (en grains, huile, bière, dattes, etc.), ayant valeur de salaire dans une économie prémonétisée, et une bonne partie de leurs productions revient au culte officiel. Ils sont à l'origine de l'abondante production de documents de gestion, enregistrant des flux et autres informations économiques, qui constitue une portion substantielle des sources permettant d'étudier l'histoire mésopotamienne : reçus, billets d'enregistrement des sorties et dépenses, concernant des mouvements de biens ; documents internes de gestion tels que des inventaires, bilans, listes de personnel,,,. Les plus anciens documents écrits connus sont d'ailleurs des textes comptables, et il est généralement considéré que l'écriture est apparue en Mésopotamie afin d'enregistrer des opérations de comptabilité et de gestion. Elle s'intègre plus largement dans un ensemble d'innovations dans les techniques de contrôle et de gestion servant aux élites dirigeantes à gérer les institutions et encadrer une organisation étatique complexe,.
En raison de la nature des institutions dirigeant ce système, on a pu parler d'« économie palatiale » ou d'« économie de temple », ou encore d'« économie domaniale ». Le cadre structurant la société et l'économie de la Mésopotamie antique est la maison/maisonnée (é/bitu(m), termes qui signifient « maison » avec en gros les mêmes acceptions qu'en français), comme l'oikos de la Grèce antique, qui administre son propre domaine. Dans cette optique, les palais sont les centres des domaines royaux et la « maison » du roi, tandis que les temples administrent les domaines et donc la « maison » des dieux. Rois et divinités disposent certes des maisons les plus vastes, mais elles coexistant avec les domaines privés avant tout aux mains des élites, les maisons des notables, et à la base de la société se trouvent les maisons des gens humbles,,,,.

### Divisions du temps
Depuis les débuts de l'écriture, il apparaît que le découpage du temps est un instrument important pour le fonctionnement des institutions, lui permettant d'encadrer la gestion de leurs serviteurs et de leurs ressources, et les pouvoirs publics mésopotamiens ont toujours conservé la mainmise sur le découpage du temps. Aucune tradition fixe n'existe dans la Mésopotamie antique dans ce domaine, chaque royaume voire chaque cité ayant son propre calendrier.
L'année commence en général à l'équinoxe de printemps (parfois à celui d'automne) était découpée en douze mois qui duraient chacun le temps d'un cycle lunaire, en général une durée fixée à 30 jours. Cela fait une année d'une durée de 360 jours, en décalage avec l'année solaire de 365 jours 1/4. Le décalage s'accentuant avec le temps, il faut périodiquement introduire un mois supplémentaire afin de faire à nouveau à peu près coïncider le début d'année avec l'équinoxe. Il s'agissait d'une décision royale, au départ faite de façon aléatoire, puis dans la seconde moitié du Ier millénaire av. J.-C. une méthode d'ajout régulier de mois supplémentaires est instaurée,. Il n'a jamais été clairement identifié d'équivalent à nos semaines dans les textes de la Mésopotamie ancienne. Quant aux subdivisions du jour, elles sont au nombre de douze, donc des « double-heures » ; il existe également des « veilles », au nombre de trois par jour et de trois par nuit.
Les pouvoirs politiques se chargent également de nommer les mois et les années, afin de les identifier les uns par rapport aux autres. Les mois ont des noms qui font généralement référence aux rituels religieux majeurs qui s'y déroulent, car l'une des fonctions principales du calendrier est de fixer le rythme des rites dans les sanctuaires. Durant les temps archaïques, chaque cité a son propre calendrier, puis à partir de l'époque d'Ur III et celle de Babylone I une unification des calendriers à l'échelle du royaume s'impose progressivement, sur le modèle du calendrier de la ville de Nippur.
Quant aux années, il y a plusieurs manières de les isoler les unes des autres. Soit chaque année reçoit un nom spécifique, en fonction : d'un événement marquant sélectionné par le roi parmi les accomplissements qu'il juge mémorables (une victoire militaire, la finalisation d'une grande construction, une offrande somptueuse à une divinité), système qui est dominant en Basse Mésopotamie jusqu'au milieu du IIe millénaire av. J.-C. ; ou bien en fonction du nom d'un magistrat, système des éponymes, en usage en Assyrie. Des listes sont dressées afin de retrouver l'ordre chronologique. Soit chaque année est dénombrée dans un ordre chronologique, à partir d'un point de départ fixé dans le temps, qui est en général le début de règne d'un souverain, et implique donc fixer un nouveau départ à chaque changement de règne. Ce système est dominant en Basse Mésopotamie à partir du milieu du IIe millénaire av. J.-C. Ce n'est qu'avec l'ère séleucide (qui débute en 312/1 av. J.-C.) que se met en place un système de datation qui n'est jamais remis à zéro,.

### Justice et droit
L'exercice de la justice est une des principales prérogatives du souverain, autorité judiciaire de dernier ressort, qui devait être selon les conceptions mésopotamiennes à la fois le garant de l'ordre établi, mais aussi celui qui répare les situations injustes. Les rois promulguaient des textes législatifs, tel le fameux Code de Hammurabi, dont la portée juridique exacte reste débattue, ainsi que des édits plus brefs portant sur un sujet ponctuel, comme des rémissions générales de dettes en période de crise. En pratique, la justice est rendue par des organes non permanents, comprenant des juges professionnels ou non (les membres de l'administration pouvant intervenir à ce titre), devant lesquels des particuliers peuvent porter des litiges qu'ils n'arrivent pas à régler à l'amiable, et qui statuent en analysant les preuves (actes écrits, témoignages de tiers, ou à défaut des prestations de serment devant les dieux). Le droit repose en partie sur l'écrit (même si l'aspect oral prime comme le montre la place du serment dans la justice), de nombreux actes juridiques documentant la vie quotidienne des anciens Mésopotamiens (contrats de vente, de prêts, comptes-rendus de procès, etc.).

### Armées et diplomatie
Les États s'affrontent régulièrement dans des conflits, guerres de conquête ou de résistance, guerres frontalières, guerres civiles, dont l'ampleur peut grandement varier. Les armées des cités-États du IIIe millénaire av. J.-C. s'appuient sur une base de fantassins protégés par des boucliers et armés de lances, de dagues ou de haches, disposés en une sorte de phalange, les chars lourds venant en appui. Les archers semblent surtout prendre en importance sous l'empire d'Akkad, qui paraît privilégier une infanterie légère. Les épées plus longues et légères font leur apparition à la fin du IIe millénaire av. J.-C. et au début du Ier millénaire av. J.-C., notamment dans l'armée néo-assyrienne, qui développe également la cavalerie montée et perfectionne les engins de siège. Les troupes mobilisées associent dès les époques les plus anciennes une armée permanente organisée autour de l'état-major et du chef de guerre (en principe le roi), dont le statut tend à être protégé par le pouvoir, qui leur concède des tenures en échange de leur service, et des troupes conscrits, le service militaire étant attendu des sujets hommes, afin de renforcer l'armée lors des campagnes les plus importantes. Selon les données jugées les plus fiables, les royaumes principaux des premiers siècles du IIe millénaire av. J.-C. (Mari, Eshnunna, Larsa) peuvent mobiliser entre 10 000 et 60 000 hommes, et au IXe siècle av. J.-C. l'armée assyrienne de Salmanazar III comprend à peu près 86 000 hommes.

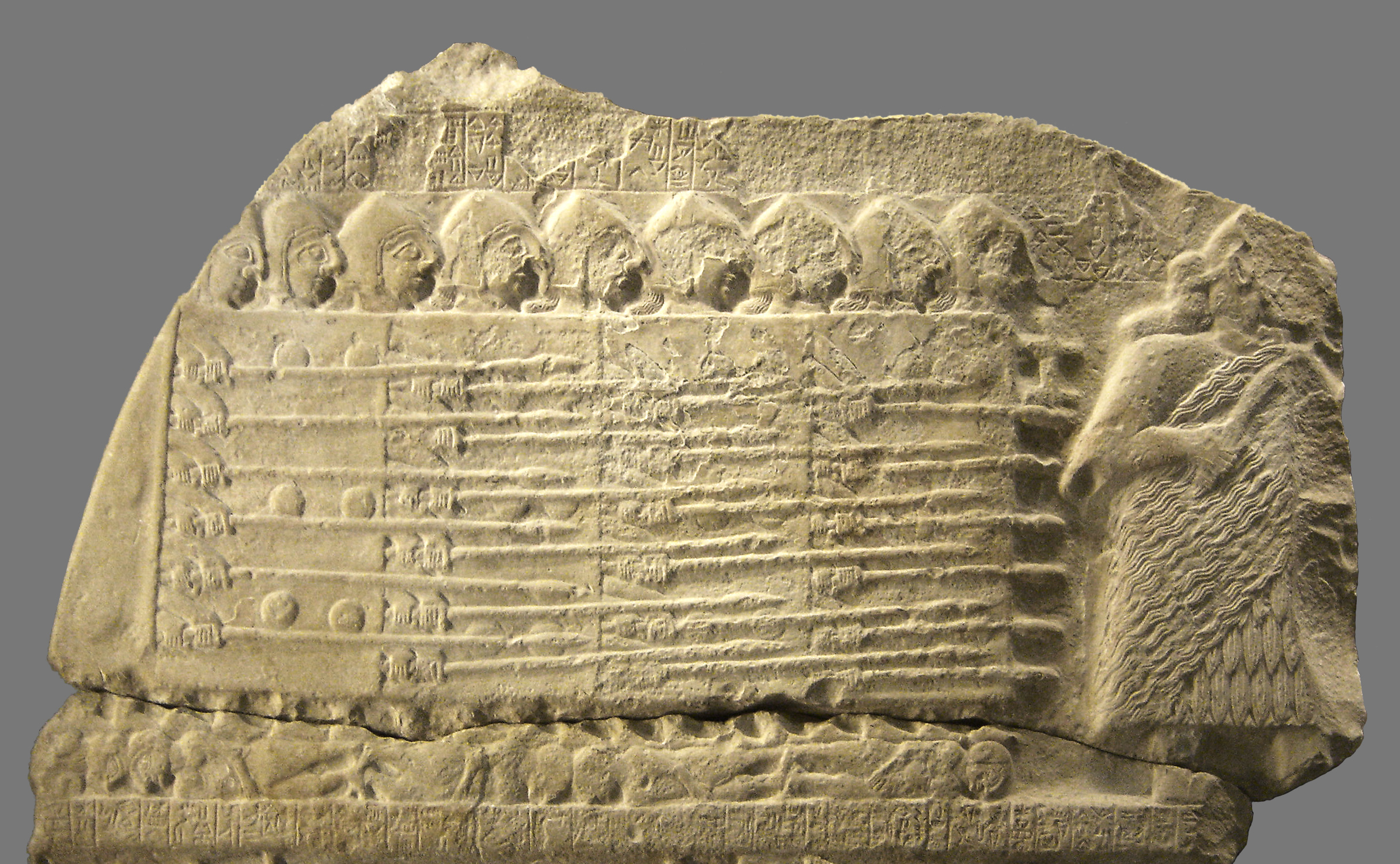
La « phalange » de l'armée de Lagash sur la Stèle des vautours. Vers 2450 av. J.-C., musée du Louvre.
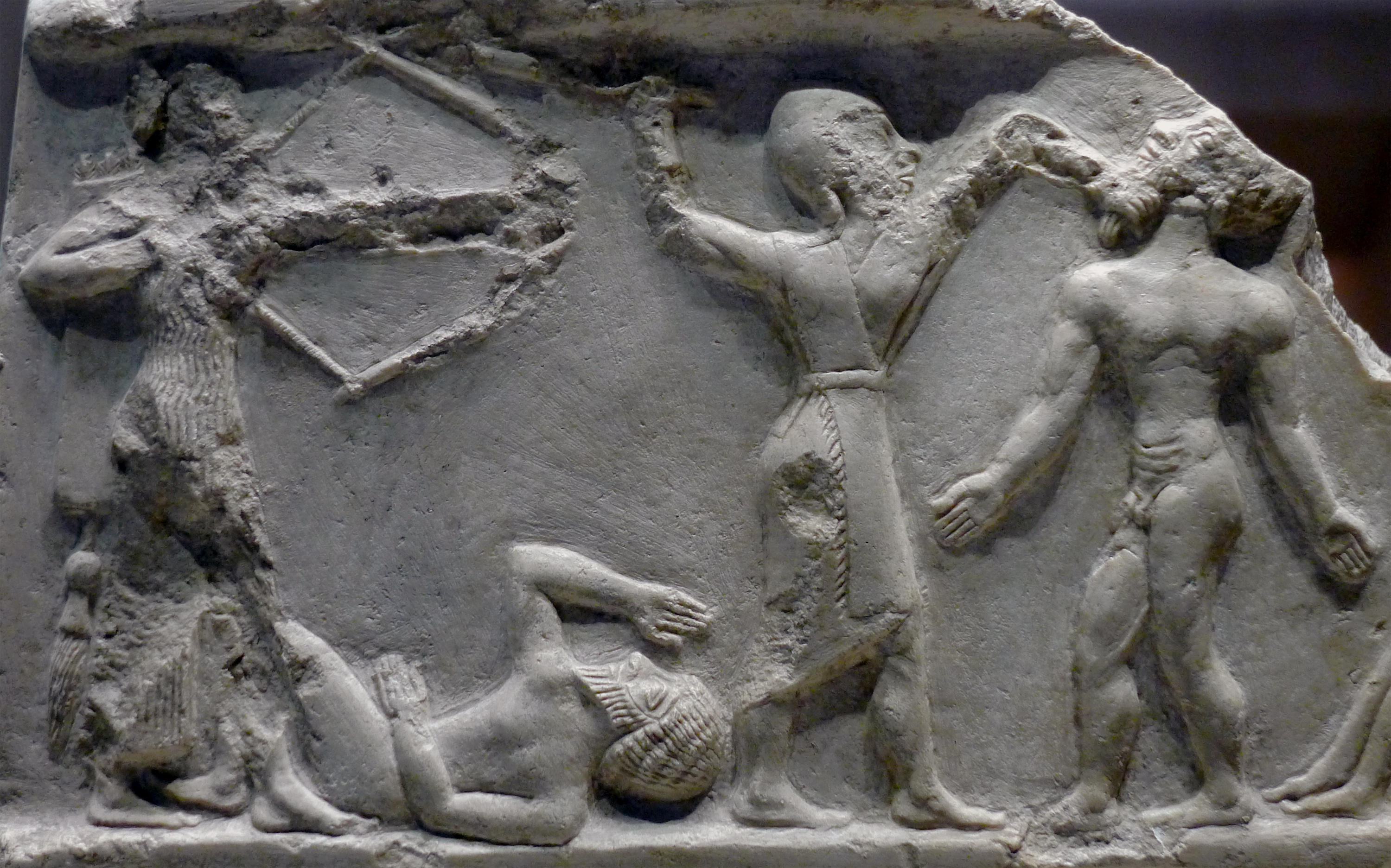
Scène de combat, détail d'une stèle fragmentaire de l'époque de l'empire d'Akkad, règne de Rimush (2279-2270 av. J.-C.) ou de Naram-Sin (2254-2218 av. J.-C.), musée du Louvre.
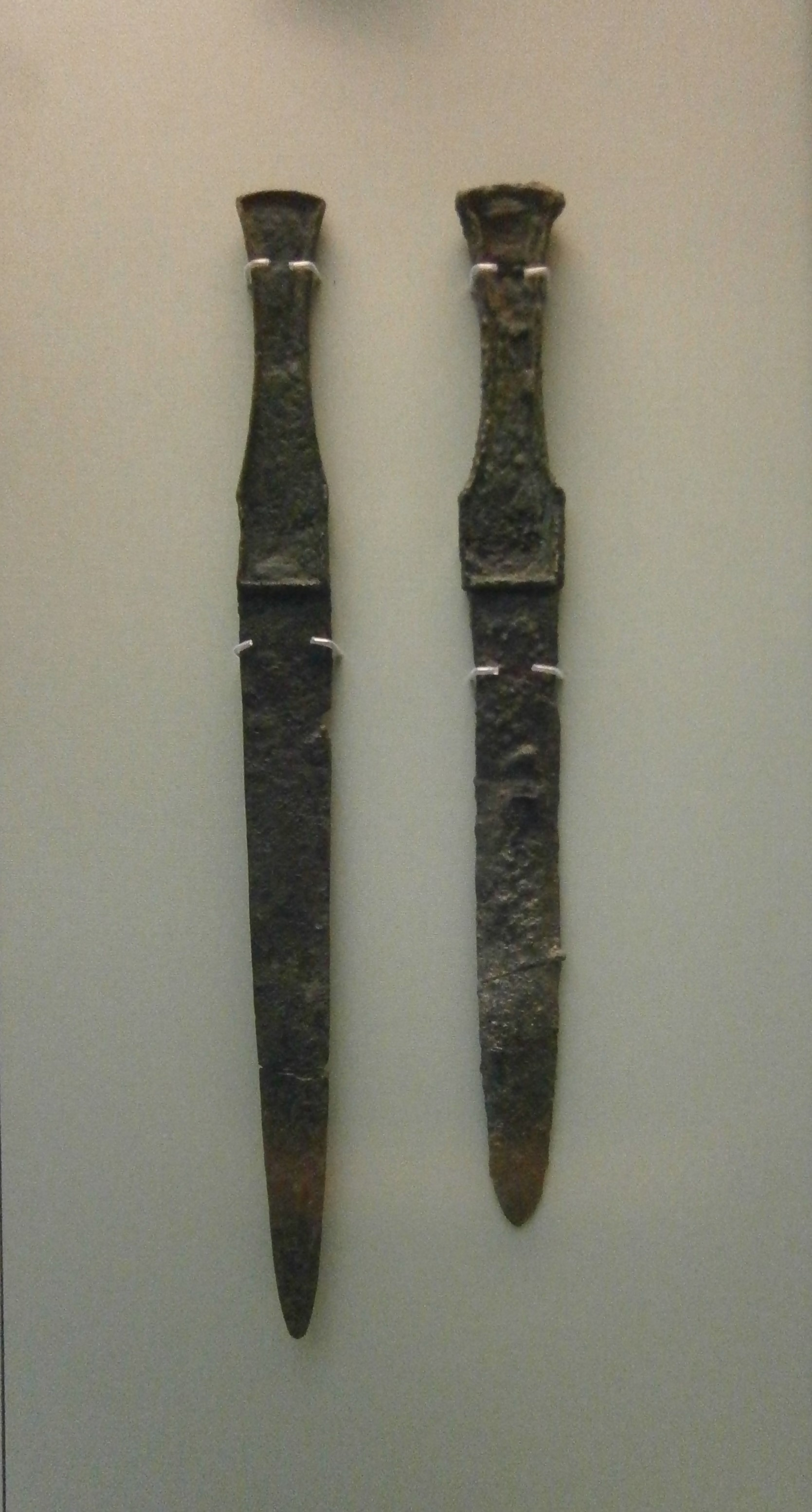
Épées courtes en alliage cuivreux, v. 1500-900 av. J.-C. provenant d'Ur et de Ninive. British Museum.
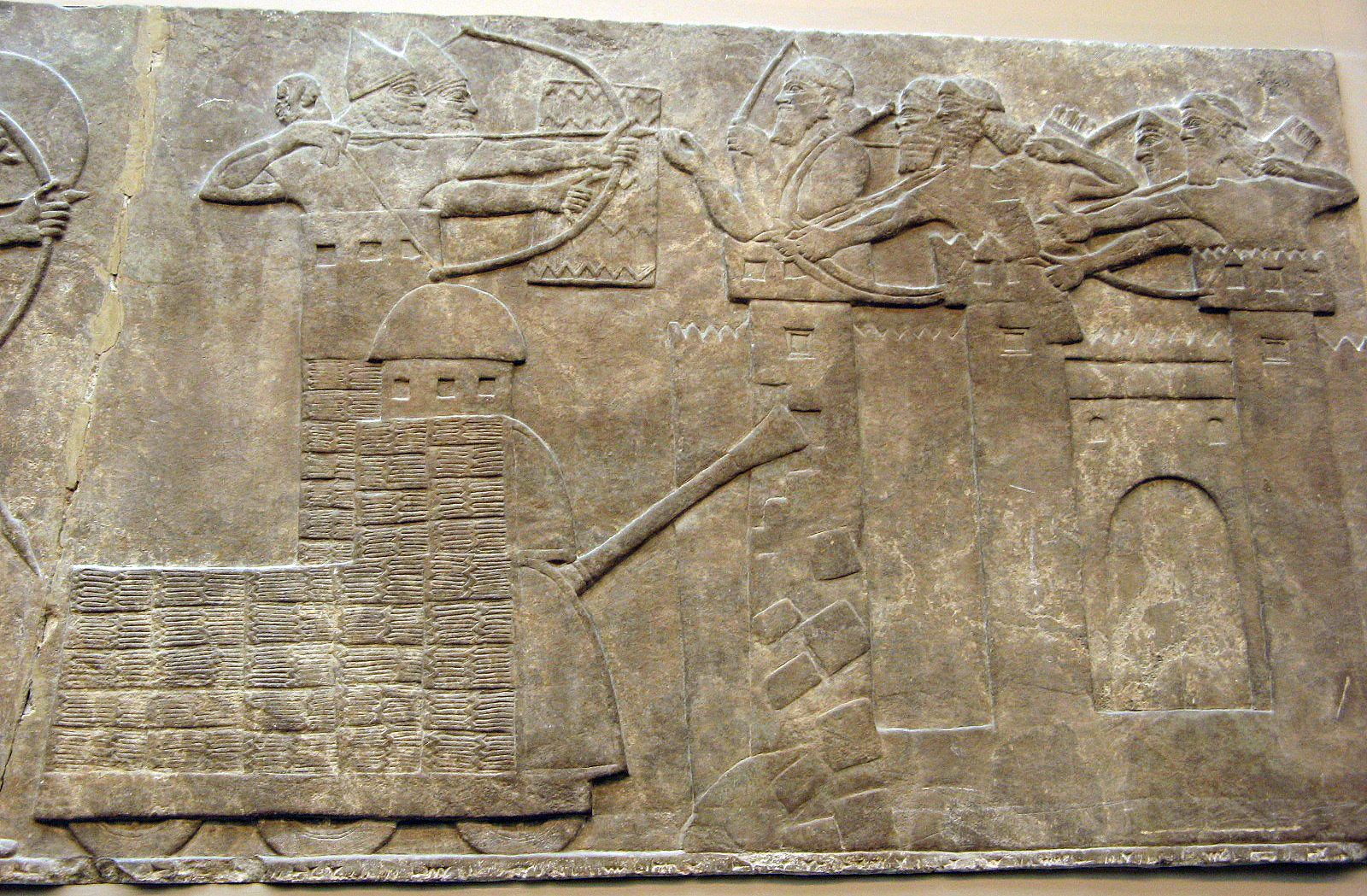
Représentation du siège d'une ville par les Assyriens, avec tour de siège et bélier, bas-relief du IXe siècle av. J.-C. du palais nord-ouest de Nimroud. British Museum.

La contrepartie à cette activité guerrière est l'existence d'une diplomatie très active, attestée dès les époques archaïques, mais surtout documentée pour le IIe millénaire av. J.-C. qui est une période de fragmentation politique durable, cette activité diplomatique étant bien documentée grâce aux archives de Mari (début du XVIIIe siècle av. J.-C.) et aux lettres d'Amarna mises au jour en Égypte (milieu du XIVe siècle av. J.-C.). Dans ce système diplomatique élaboré et codifié, les messagers officiels assurent les contacts entre les différentes cours, parfois des ambassades temporaires, les rois s'échangent des présents suivant un principe de réciprocité, concluent après des négociations parfois longues des alliances matrimoniales, ainsi que des traités de paix suivant des procédures orales ou écrites, afin de stabiliser et consolider leurs relations.

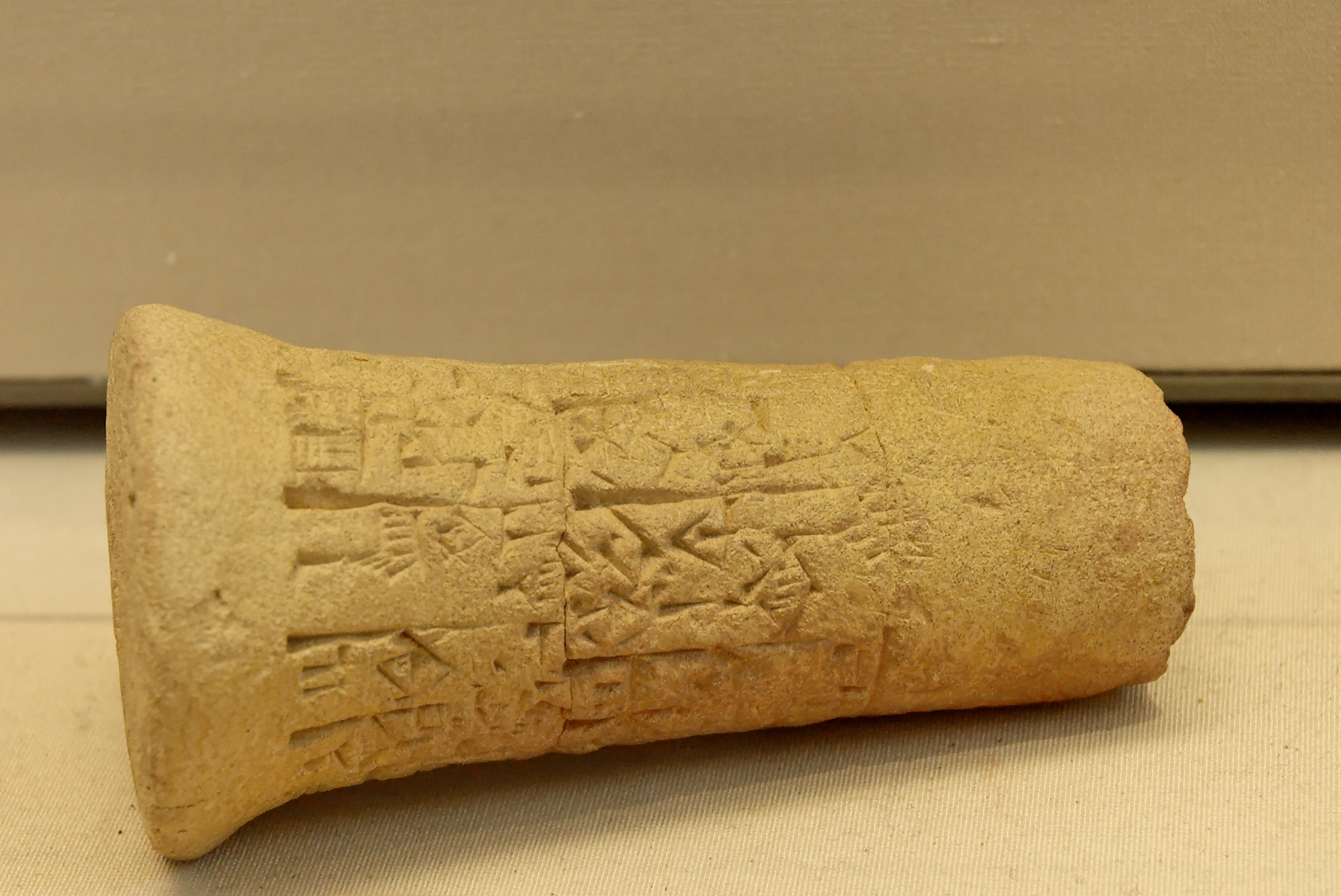
Clou de fondation commémorant le traité de paix conclu entre En-metena de Lagash et Lugal-kinishe-dudu d’Uruk. V. 2400 av. J.-C. Musée du Louvre.
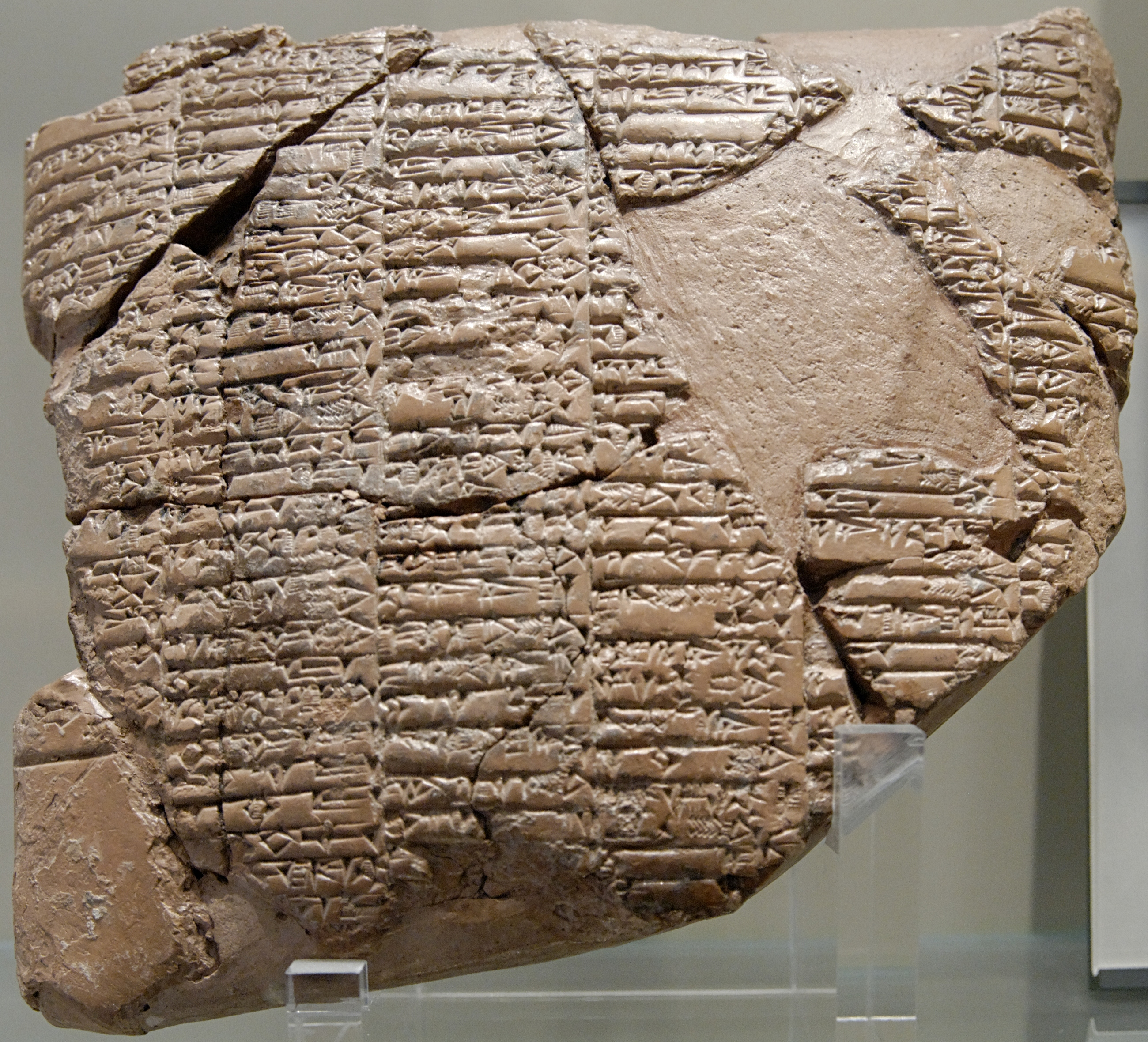
Traité de paix conclu entre Naram-Sin d'Akkad et un souverain d'Awan (Élam), peut-être Khita, vers 2250 av. J.-C., musée du Louvre.
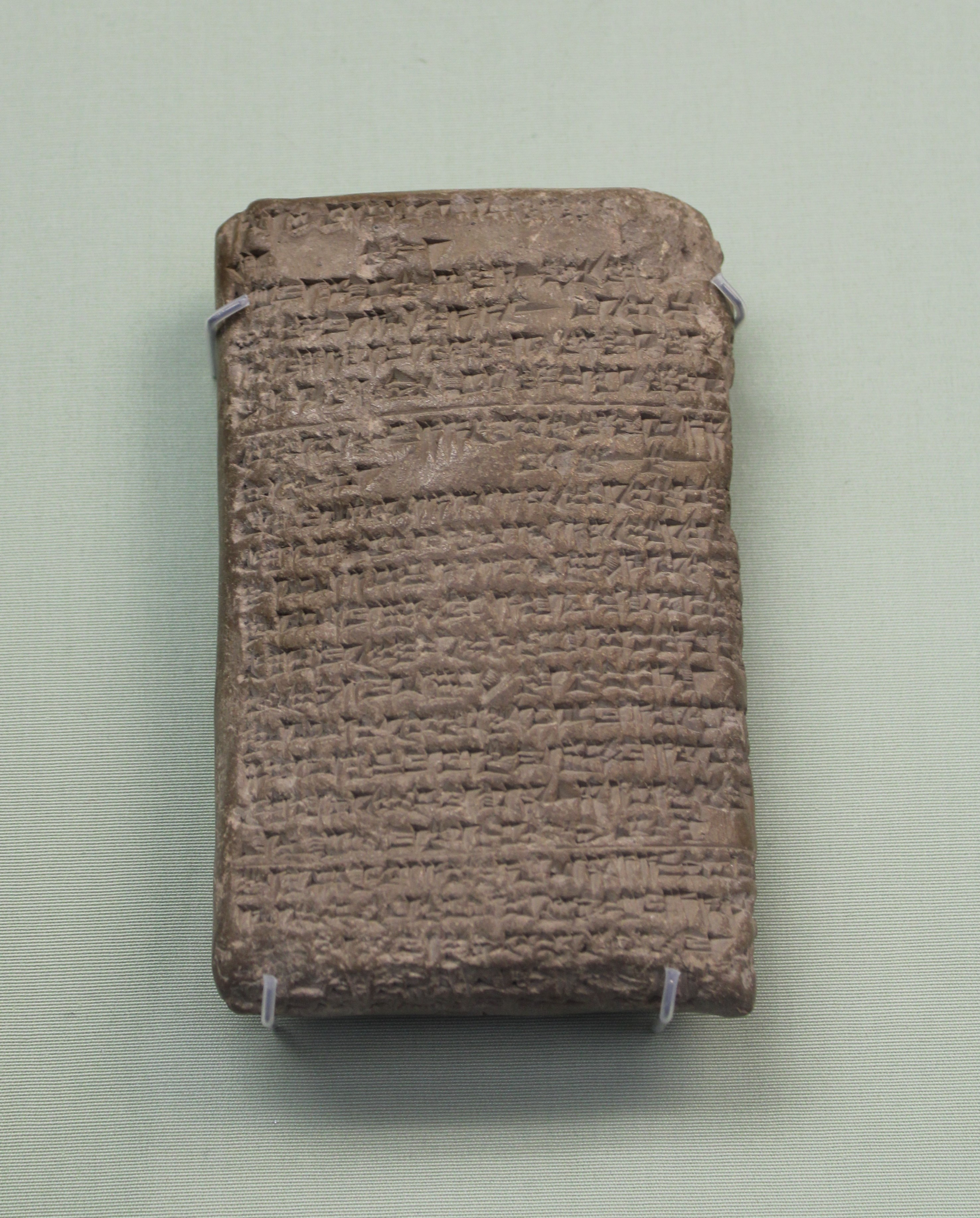
Lettre d'Amarna adressée par Burna-Buriash II de Babylone à Akhenaton (ou Toutankhamon) d’Égypte. V. 1350 av. J.-C. British Museum.

## Campagnes et agriculture

### Le milieu rural et son aménagement

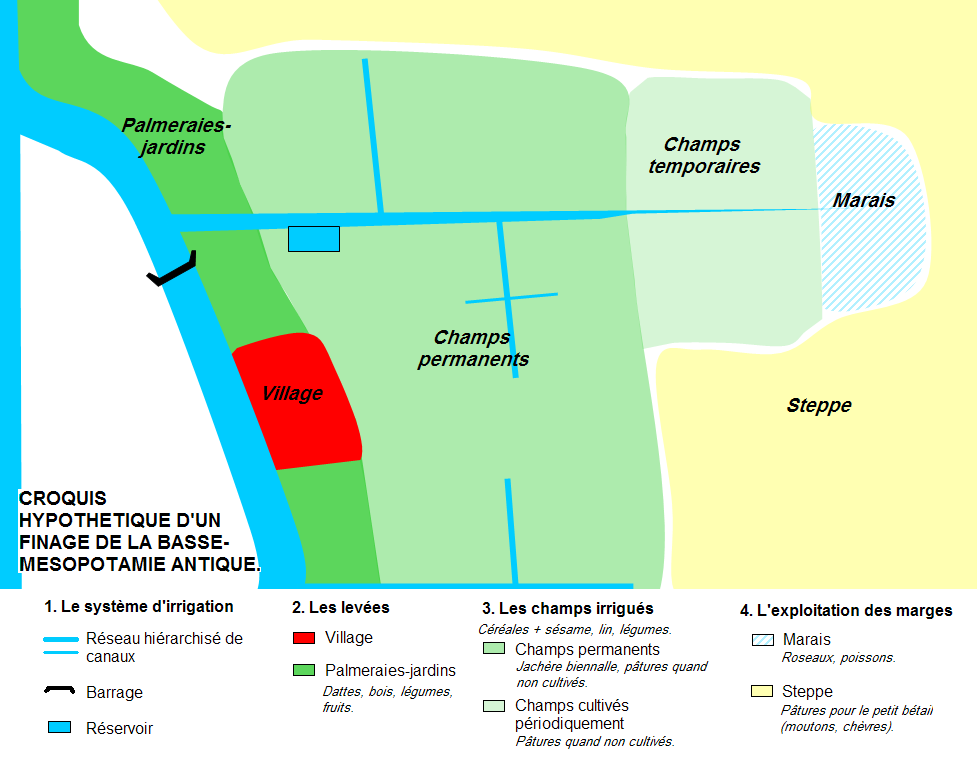
Croquis hypothétique d'un finage de la Basse-Mésopotamie antique.

La Mésopotamie n'est pas une région prédisposée à avoir une agriculture efficace : le milieu est aride avec des mois estivaux très chauds, et une pluviométrie annuelle insuffisante pour permettre une agriculture sèche en Basse Mésopotamie et en Basse Djézireh (alors qu'elle est possible en Assyrie et sur toute la frange nord), les sols sont en général fins, peu fertiles, se dégradent facilement et ont tendance se saliniser rapidement au sud. Le développement de l'irrigation à partir du VIe millénaire av. J.-C. au moins, a permis le développement de l'agriculture dans les régions les plus arides, profitant de la proximité des cours d'eau, surtout dans la vaste plaine deltaïque de Basse Mésopotamie, qui devint progressivement une région agricole très productive, profitant d'un grand espace potentiellement cultivable, les paysans mésopotamiens développant parallèlement différentes pratiques culturales permettant de ralentir la dégradation des sols (jachère, usage de cultures plus résistantes au sel et à la sécheresse comme l'orge et le palmier-dattier, ombrages protecteurs). On divise de ce fait couramment l'agriculture mésopotamienne entre les zones d'agriculture irriguée de Basse Mésopotamie et de Basse Djézireh, et les zones d'agriculture sèche des autres régions de Haute Mésopotamie (pratiquant certes aussi l'irrigation en complément).
Le peuplement de l'espace rural est très mal connu car peu de sites ruraux ont été fouillés, et que les textes les documentent du point de vue des institutions urbaines, ce qui introduit un biais faisant qu'on les étudie surtout sous l'angle des relations villes-campagnes. Des villages d'agriculteurs existaient, mais le critère de la taille ne permet pas forcément de les distinguer car de petits sites peuvent avoir des attributs « urbains » (murailles, temples). On trouvait également des hameaux, des fermes isolées et des sortes de centres d'exploitation et d'administration, les « tours » (dimtu(m)) ou « forts » (dunnu), certains étant fortifiés,,.

### Cultures et élevage
Les plantes cultivées et les animaux domestiques en Mésopotamie reposaient sur le socle développé au début du Néolithique au Moyen-Orient, dans les foyers levantin et anatolien : céréales (orge, blé), légumineuses (pois, lentilles, fèves, vesces), ongulés (ovins, caprins, bovins, suidés). Les communautés mésopotamiennes ont adopté ces éléments assez rapidement. Par la suite de nouvelles domestications et pratiques agricoles ont été mises en place, avec le développement de l'arboriculture et de l'horticulture (notamment le palmier-dattier pour ce qui concerne la Mésopotamie méridionale) et dans l'élevage avec ce qui a pu être dénommé comme des « produits secondaires », c'est-à-dire renouvelables, reposant sur l'utilisation de la force animale (traction des araires, transport, en particulier grâce à la domestication de l'âne) et des produits tels que le lait, la laine, les poils, phénomène qui s'est sans doute étalé sur plusieurs millénaires jusqu'au IVe millénaire av. J.-C.,. Des animaux et plantes ont continué à être intégrés à l'agriculture mésopotamienne par la suite, essentiellement des apports extérieurs tels que le sésame au IIIe millénaire av. J.-C. et le riz au Ier millénaire av. J.-C., venus depuis l'est.
La céréaliculture était l'activité agricole dominante, avant tout l'orge plus adaptée aux sols pauvres et au climat aride, le blé étant secondaire car plus exigeant. Les champs pouvaient également être consacrés à la culture du lin, du sésame, ou de diverses légumineuses et cucurbitacées (pois chiches, lentilles, oignons, etc.) ou d'arbres fruitiers (grenadiers, figuiers, pommiers, etc.). Les paysans du Sud plantaient des palmiers-dattiers sur de nombreuses parcelles, car ils en tiraient de forts rendements et ils pouvaient profiter de leurs ombrages bienfaisants pour faire pousser une grande variété de légumes et de fruits à leurs pieds,,,. Au Nord la vigne devint une culture spéculative,. L'élevage était dominé par celui des moutons, également des chèvres, et secondairement des bovins et des cochons, aussi des ânes ainsi que de la volaille,. Enfin, l'exploitation par les hommes des potentialités des écosystèmes mésopotamiens comprenait également la chasse et la pêche qui restent importantes même après la domestication des animaux,, avec dans le sud la place importante des espaces marécageux où l'on se procurait notamment des poissons et des roseaux.

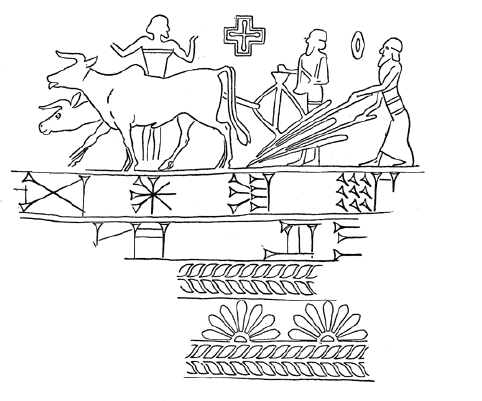
Empreinte de sceau de la période kassite (Nippur, fin du XIVe siècle av. J.-C.) représentant une équipe de laboureurs conduisant un araire à semoir.
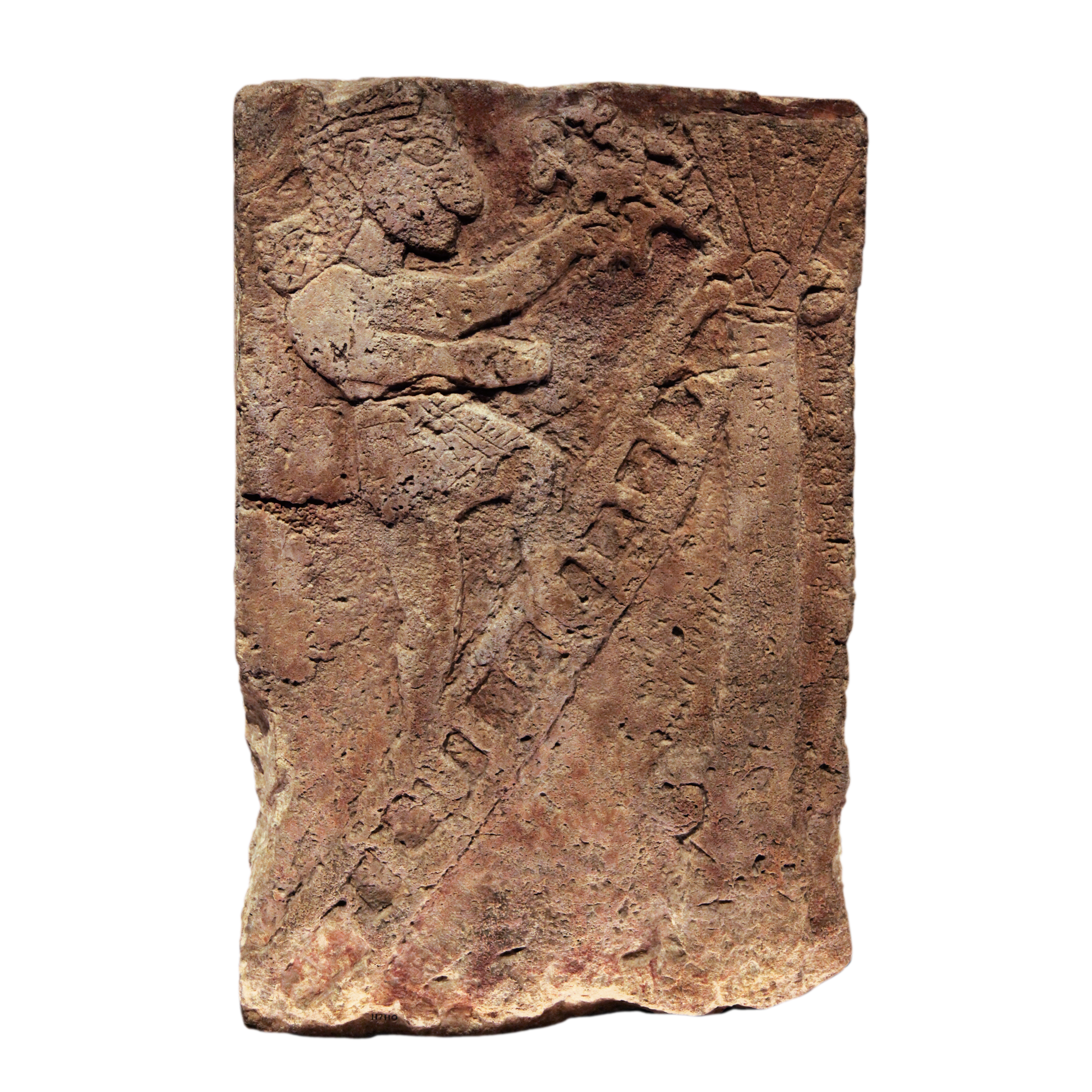
Culture du palmier, bas-relief de Tell Halaf, IXe siècle av. J.-C.
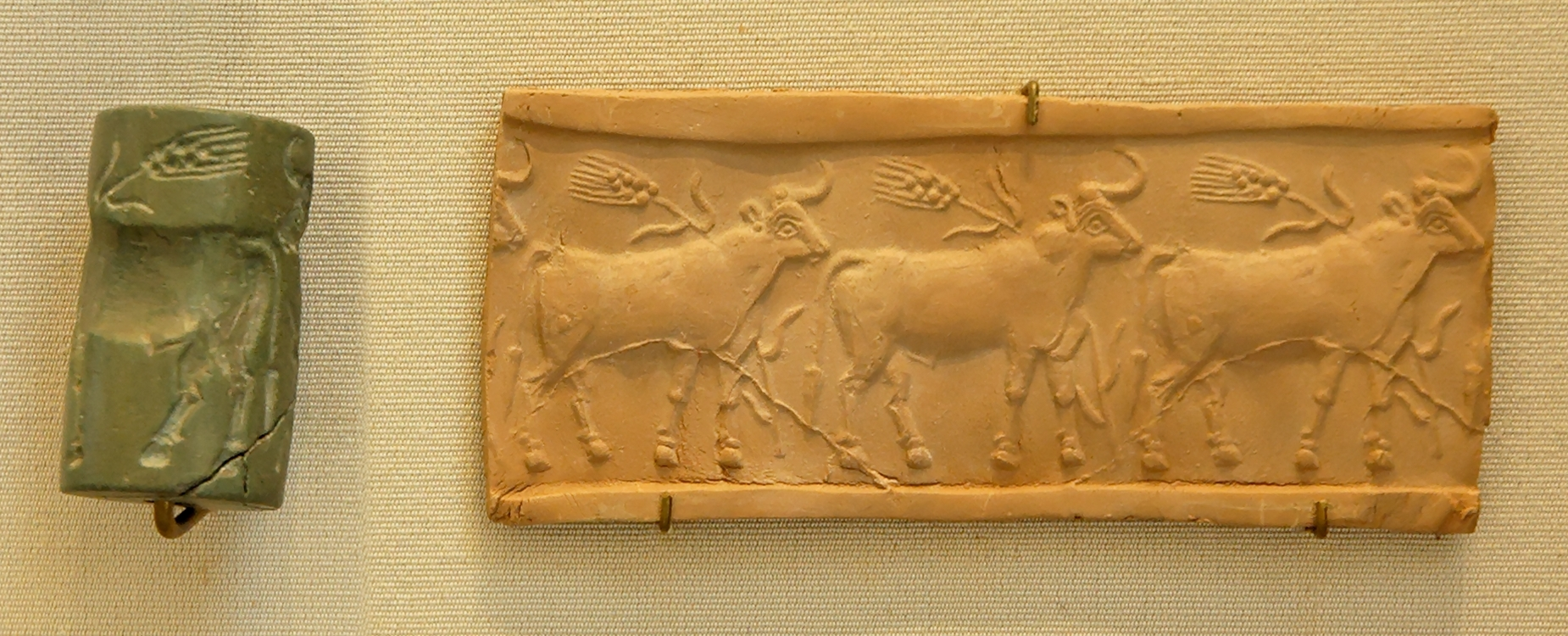
Sceau-cylindre avec son empreinte : troupeau de bœufs dans un champ de blé, période d'Uruk (IVe millénaire av. J.-C.), musée du Louvre.
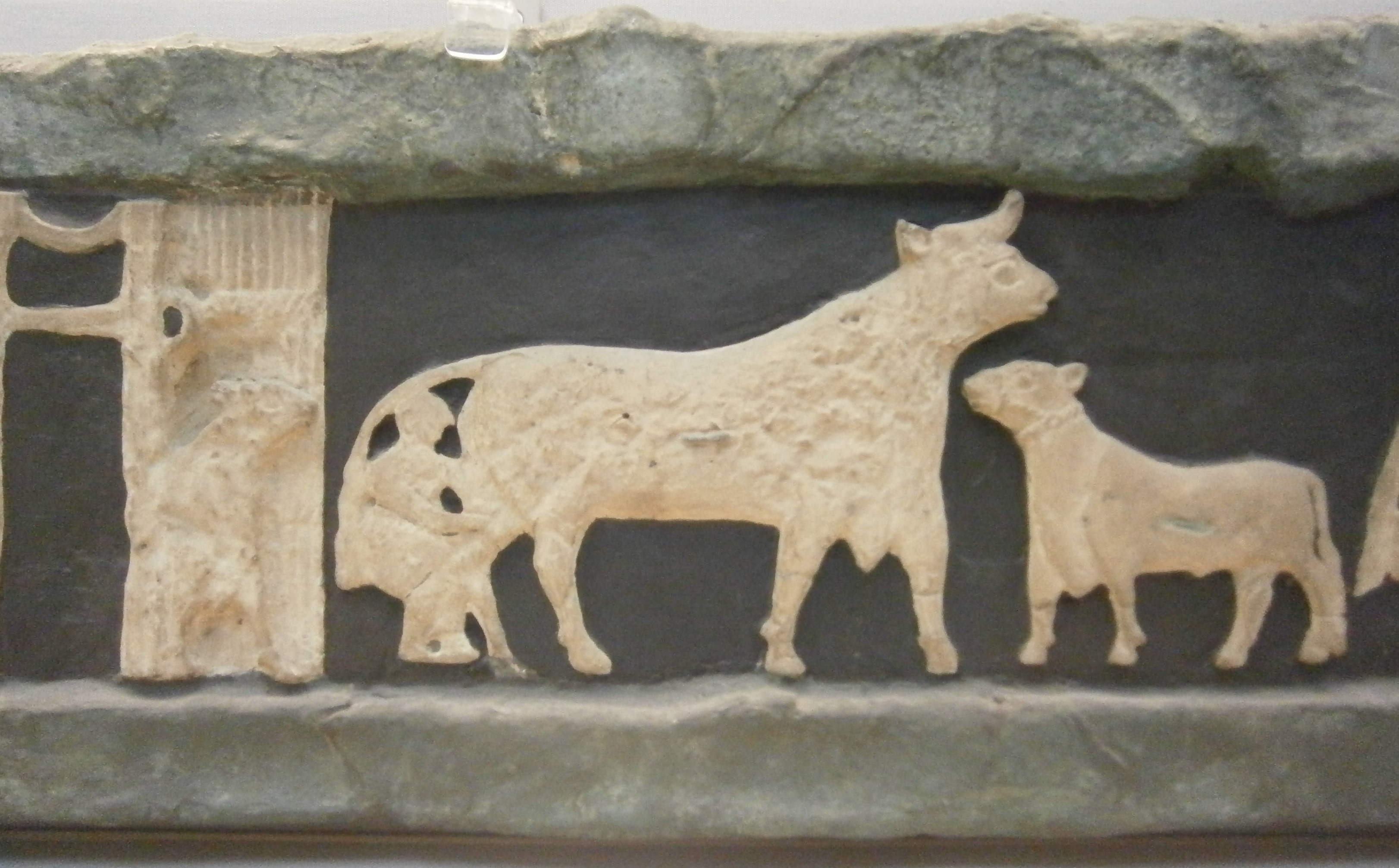
« Frise à la laiterie », détail : un homme trait une vache. V. 2500 av. J.-C., El-Obeid, British Museum.

### Les structures agraires
Les paysans n'apparaissent dans les sources écrites que quand ils interagissent avec les institutions et élites urbaines, détentrices des domaines agricoles les plus grands et les plus riches, il est donc difficile d'appréhender une paysannerie indépendante, même si des communautés rurales organisées semblent avoir existé. Dans le cadre institutionnel des temples et palais, les agriculteurs peuvent être organisés en équipes de laboureurs rémunérées par des rations lorsqu'ils travaillent sur des champs en régie directe, mais quand ils sont des fermiers exploitant un champ contre redevance le modèle est plus celui de l'exploitation familiale pratiquant une agriculture de subsistance ; la gestion indirecte semble avoir été prépondérante à partir du début du IIe millénaire av. J.-C. et au Ier millénaire av. J.-C.,,. De la même manière l'élevage institutionnel était plutôt géré de façon indirecte, mais aussi parfois de façon directe. Beaucoup sont des dépendants économiques ayant peu de marges de manœuvre face aux institutions qui leur concèdent les terres et leur fournissent le matériel d'exploitation, ayant un statut qui a pu être apparenté à celui de serf. Une partie de la main d’œuvre semble du reste avoir loué sa force de travail, et ne disposait donc pas d'exploitations ou du moins pas en quantité suffisante pour subsister. Cependant il ne semble pas y avoir eu de concurrence pour la terre dans les campagnes mésopotamiennes, qui semblent plutôt marquées par le manque d'hommes. Dans une économie peu monétisée, les terres et leurs exploitants étaient une ressource primordiale. Souvent les détenteurs des fonctions les plus importantes dans les institutions ou des militaires étaient rétribués par la concession de terres ou du moins de leurs revenus, ce qu'on désigne comme des « terres de service » (ilku(m) en Babylonie), ou de « prébende » quand elles viennent en contrepartie de charges cultuelles dans un temple,.

## Les villes mésopotamiennes

### Origines et traits généraux
La fin de la période préhistorique de la Mésopotamie voit le développement d'agglomérations qui ont une taille de plus en plus importante, et des fonctions sociales spécifiques, qui les différencient progressivement des villages, surtout parce qu'elles sont des centres de pouvoir dominés par des groupes monumentaux de plus en plus imposants. Le phénomène était généralement décelé dans le sud, où Uruk est couramment présentée comme la « première ville », vers le milieu du IVe millénaire av. J.-C., mais les études récentes indiquent la présence d'agglomérations de grande taille dans le nord à la même période et même avant, comme Tell Brak et Hamoukar. Ce changement est manifestement à relier aux bouleversements socio-politiques de l'époque (apparition de l’« État » et des « grands organismes », essor agricole, différenciations sociale et professionnelle plus prononcées, etc.). Ce phénomène trouve ses origines plus loin dans le temps, puisque la plupart des grandes agglomérations mésopotamiennes sont occupées un à deux millénaires avant l'apparition de la ville, et qu'elles sont en fin de compte l'aboutissement d'un processus long et cumulatif remontant aux débuts de la sédentarisation durant les premières phases du Néolithique. Mais le phénomène a aussi un aspect soudain : les premières villes semblent connaître une croissance rapide dès leurs débuts, laissant en général un arrière-pays direct peu densément peuplé, ce qui reflète leur important pouvoir d'attraction, que ce soit intentionnel ou pas.
La ville est dès lors une caractéristique essentielle de la civilisation mésopotamienne, les principales agglomérations sont rapidement dotées d'un prestige qui traverse les époques. Cependant la ville n'est jamais vraiment conceptualisée à cette période, la terminologie ne connaissant que des termes généraux pour définir les agglomérations, uru en sumérien et ālu(m) en akkadien, qu'il s'agisse de ce que nous caractériserions comme des villes ou des villages. Les grandes villes atteignent en général une taille d'au moins une centaine d'hectares, mais certaines sont beaucoup plus vastes, notamment les grandes capitales des périodes récentes (750 hectares pour Ninive, quasiment 1 000 pour Babylone), même si tout leur espace n'est pas bâti, loin de là. Les villes sont généralement situées le long de cours d'eau, en particulier dans le sud où il s'agit d'axes de communication essentiels, et les déplacements de ces derniers peuvent les mettre en péril. Les villes mésopotamiennes connaissent en tout cas pour la plupart des alternances de croissance et de déclin rapides, qui sont parfois partagés à une échelle régionale sur une même période, liés à des aléas écologiques ou politiques. Leur développement peut se faire de façon spontanée, ou bien selon une planification, que ce soit à l'échelle d'un quartier ou d'une ville, ce qui est attesté dès les débuts de l'urbanisation, et particulièrement spectaculaire avec les grandes capitales de l'époque néo-assyrienne (Kalkhu, Dur-Sharrukin, Ninive).

### Organisation de l'espace urbain
Il existe une distinction entre l'urbanisme des villes du nord mésopotamien et celles du sud, au-delà de traditions communes. Les premières sont généralement organisées autour d'une acropole ou citadelle, souvent sur un promontoire naturel (mais surélevé avec le temps et l'accumulation des occupations humaines), en général sur une bordure de la ville. Aux époques historiques il s'agit du centre du pouvoir, où sont construits les palais et temples principaux, ainsi que les résidences des hauts dignitaires, disposant souvent de sa propre muraille qui en limite l'accès. Les capitales néo-assyriennes ont généralement deux citadelles, une servant de centre politique et religieux, l'autre d'arsenal. Le reste de la ville s'étend en contrebas, disposant souvent de sa propre enceinte. Les villes méridionales sont érigées dans une région plane, où il n'y a pas ou très peu de surélévation naturelle, aussi les tells sont généralement le seul produit des occupations humaines, et ils sont bien moins élevés qu'au nord. On y trouve certes souvent des quartiers sacrés (avec des murailles pour les délimiter aux époques récentes), autour de leur temple principal, mais les palais et temples majeurs ne sont pas forcément érigés à proximité les uns des autres. Au nord comme au sud l'espace urbain semble dans plusieurs cas comprendre des quartiers résidentiels, et d'autres dédiés à des activités artisanales, mais il ne semble pas que cela soit systématique. De même des lieux de culte, qu'il s'agisse de temples à proprement parler ou de sortes de chapelles, se trouvent dans tout l'espace urbain. De grandes artères permettent de délimiter des îlots d'habitation et des sortes de quartiers dans les grandes villes. Le réseau de voies est généralement constitué de ruelles étroites, dont le tracé est souvent irrégulier et peut évoluer avec le temps. Dans le sud, les canaux jouent un rôle majeur dans le transport et les communications, les villes disposant de quartiers portuaires, les « quais », kāru(m), terme qui en vint à désigner tout type de quartier marchand car ils sont des lieux majeurs d'échanges. Des marchés à ciel ouvert se trouvent ailleurs dans les villes, notamment au niveau des portes. Enfin les villes intra muros ne sont pas intégralement bâties, car elles comprennent des jardins et sans doute des espaces en culture ou en friche,,,.

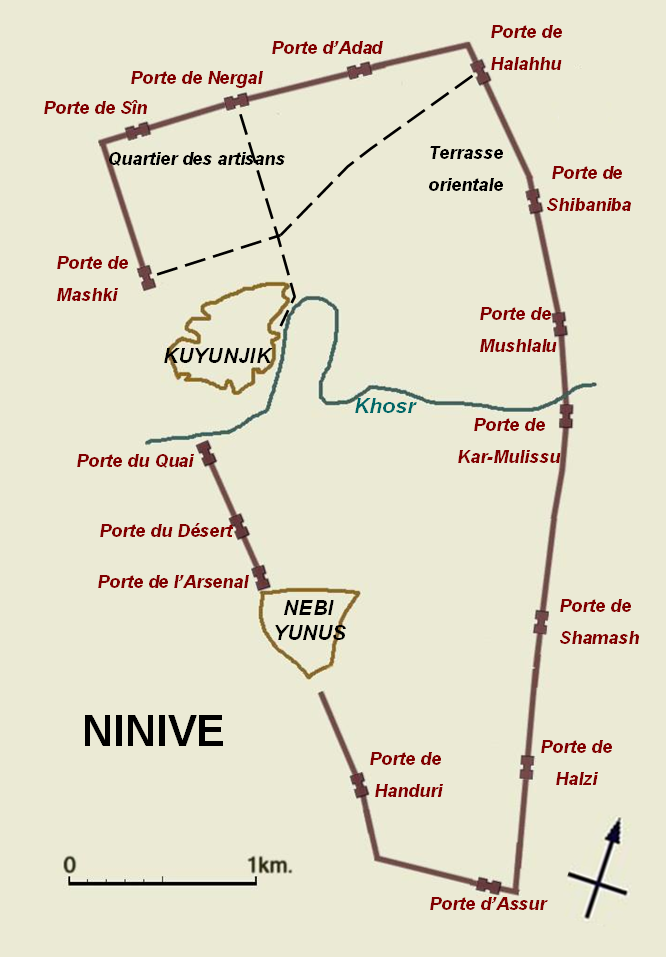
Ninive, capitale assyrienne, au VIIe siècle av. J.-C. : la ville dispose de deux citadelles, le centre politico-religieux sur le tell de Quyunjik, et l'arsenal sur le tell Nebi Yunus ; la ville basse s'étend autour.
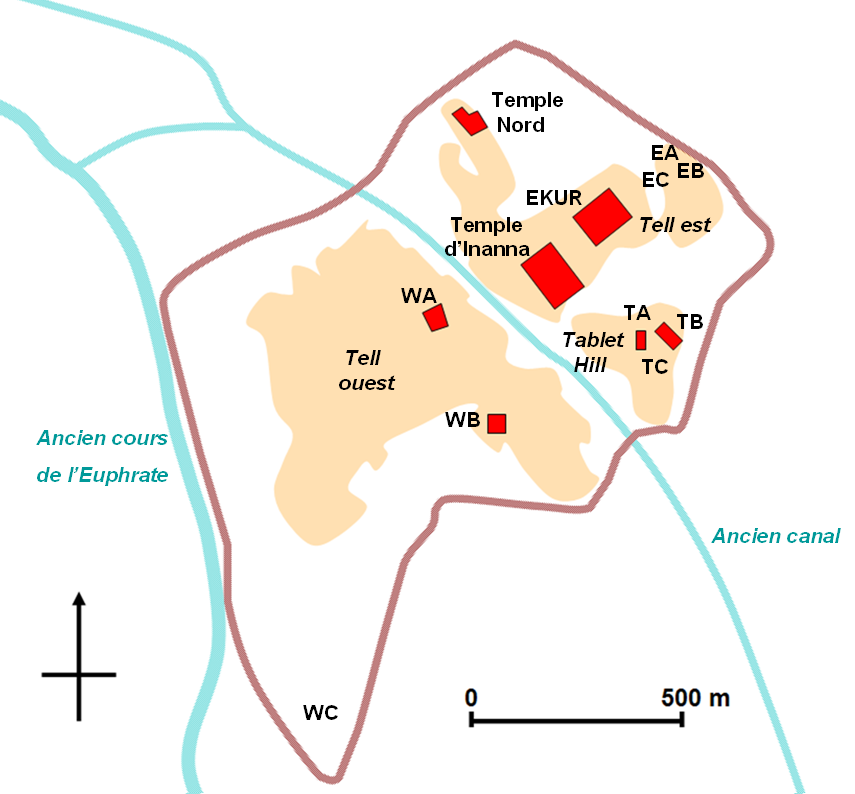
Plan d'une ville du sud : Nippur. La zone centrale est occupée par les grands temples (Ekur, Temple d'Ishtar), voisinant d'autres temples, édifices publics et zones résidentielles repérés dans différents secteurs lors des fouilles (TA, TB, TC, WB, WC).
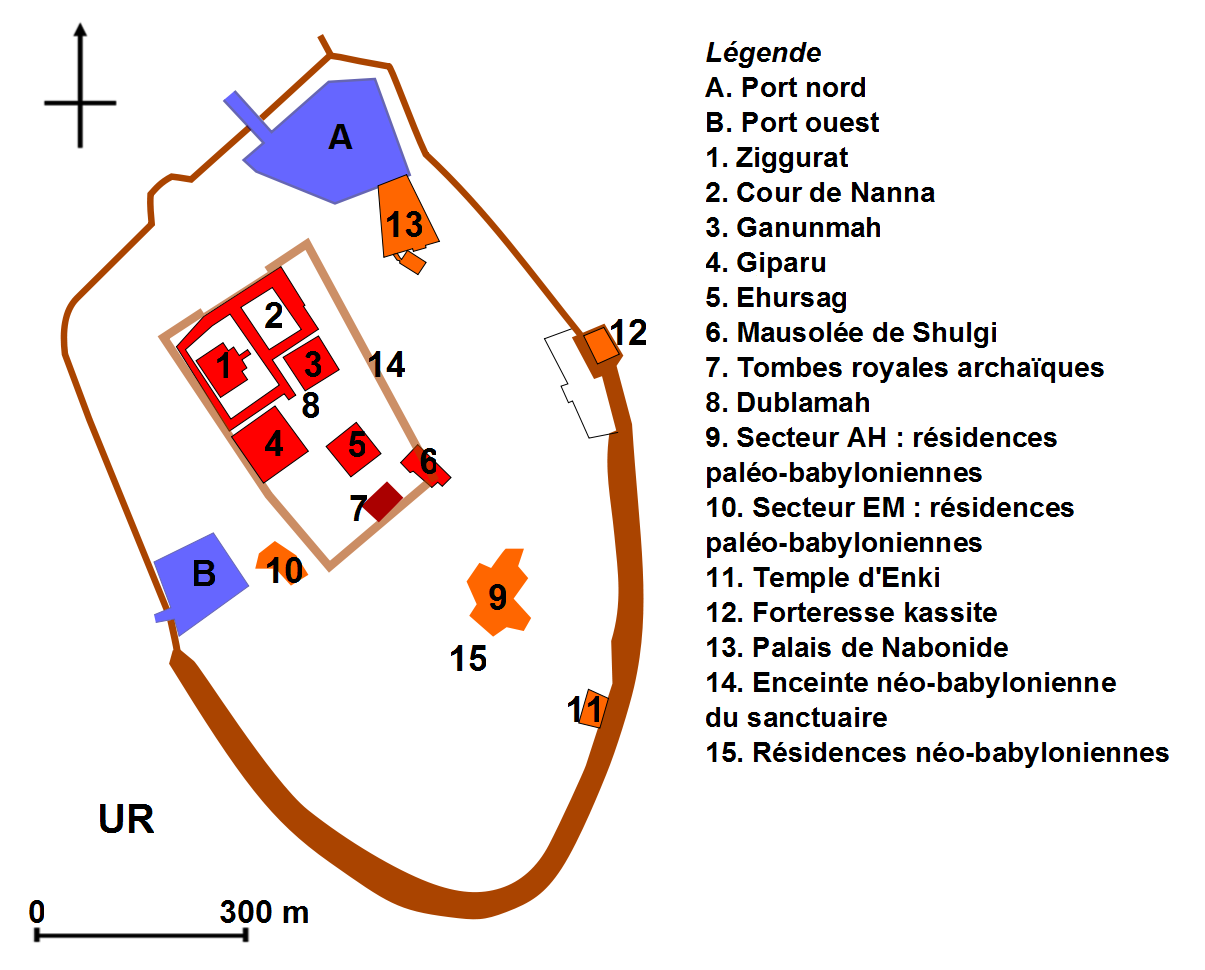
Plan simplifié du site d'Ur. Les bâtiments figurés dans le quartier sacré, en rouge, correspondent aux périodes d'Ur III et d'Isin-Larsa (XXIe – XVIIIe siècle av. J.-C.).
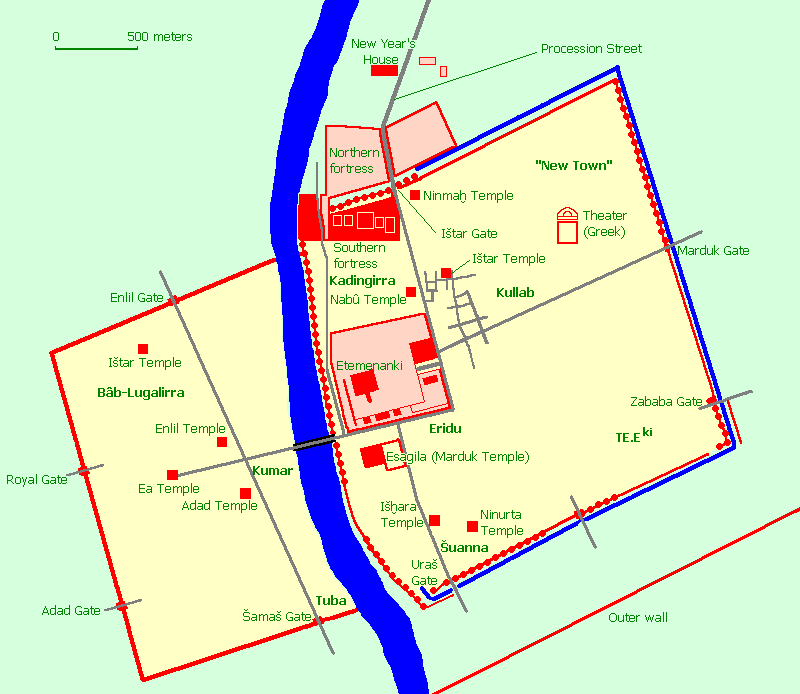
Plan de la ville intérieure de Babylone au VIe siècle av. J.-C., avec les données topographiques issues des fouilles et de textes topographiques. Les palais sont au nord, excentrés, et le quartier sacré occupe la position centrale. « Livius ».

## Groupes et rapports sociaux

### Hiérarchies sociales
Les dernières phases préhistoriques voient le creusement des inégalités sociales, phénomène qui accompagne l'émergence de l’État, qui se construisit avec la formation d'une élite exerçant le pouvoir, dominant le reste de la société, notamment par le contrôle des ressources économiques via les domaines institutionnels. Ainsi si la période d'Uruk (fin du IVe millénaire av. J.-C.), considérée comme un tournant majeur dans ces évolutions, est couramment comprise « par le haut » comme une période de constitution des institutions étatiques et urbaines avec l'émergence d'une élite plus imposante et mieux structurée que par le passé, une lecture « par le bas » insiste sur la mise en place d'une aliénation et d'un asservissement des catégories dominées et dépendantes des institutions. D'autres grilles de lecture évoquent l'accaparement des surplus par l'élite, appuyée par une domination idéologique, ou encore des « humains domestiqués » par les systèmes gestionnaires des institutions et leurs administrateurs.
Quelle que soit la manière d'interpréter les origines du phénomène, il ressort des sources écrites et archéologiques que dès le IIIe millénaire av. J.-C. les sociétés mésopotamiennes sont très marquées par les inégalités de conditions. Elles ont une élite définie par sa proximité avec le pouvoir royal et le contrôle qu'elle exerce sur les institutions (palais et temples) et leurs domaines, dont elles retirent richesses et honneurs. Une grande partie (la majorité ?) de la population est employée par ces mêmes institutions, qui leur fournissent une part plus ou moins importante de leurs sources de revenus, selon qu'ils disposent à côté de leurs propres moyens de subsistance,.
Les esclaves occupent le bas de l'échelle sociale. Privés de liberté juridique et économique, ils sont considérés comme des objets, au service de leur maître. Il y a différentes façons de devenir esclave : s'il ne s'agit pas d'esclaves de naissance, la majorité sont des prisonniers de guerre, et on trouve également des personnes libres tombées en servitude à cause de dettes impayées (ce qui peut n'être que temporaire). En tout état de cause l'esclavage ne semble pas avoir été un phénomène de masse dans la Mésopotamie antique. Les couches modestes de la société sont plus largement constituées d'une nébuleuse de « dépendants » ou « semi-dépendants », qui peuvent certes être des personnes libres juridiquement, mais qui sont placées dans une situation de subordination économique vis-à-vis des institutions ou d'un puissant personnage, et ne disposent donc pas de moyens de subvenir à leurs besoins par elles-mêmes, ce qui les rapproche dans bien des cas d'une situation servile.

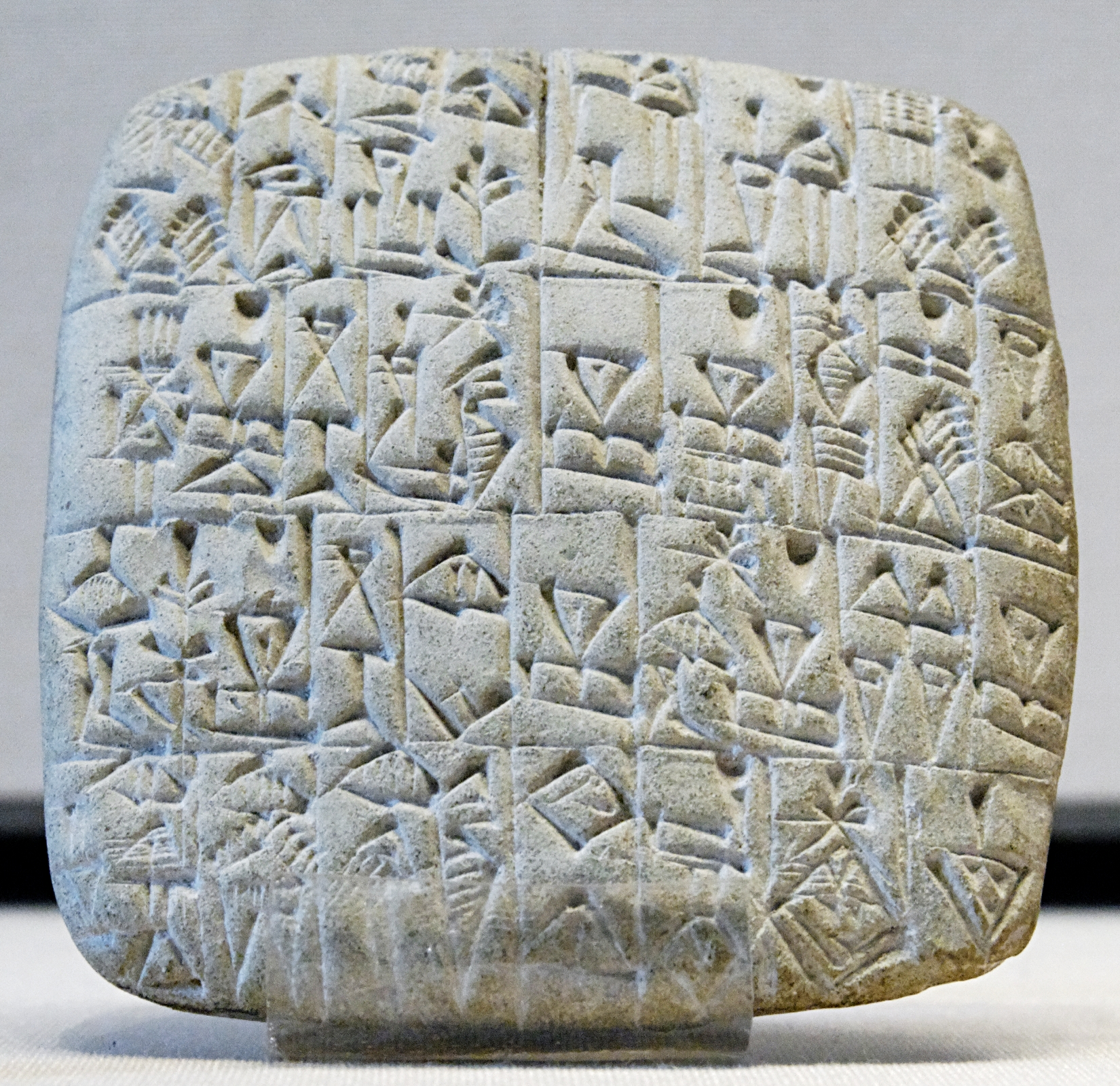
Acte de vente d'un esclave et d'une maison à Shuruppak, v. 2600 av. J.-C., musée du Louvre.
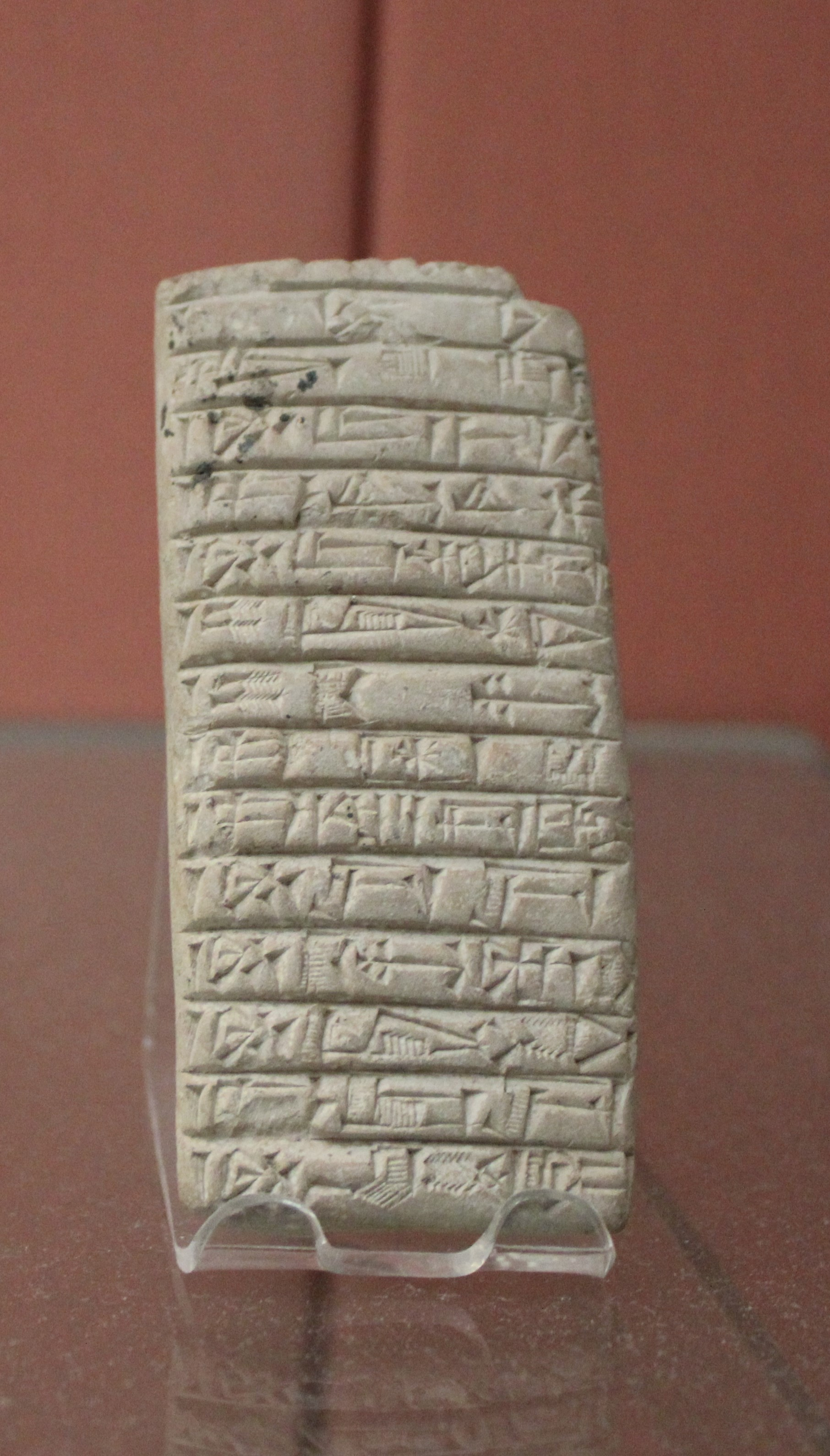
Tablette listant des dépendants d'une institution morts. Girsu, v. 2250 av. J.-C. British Museum.
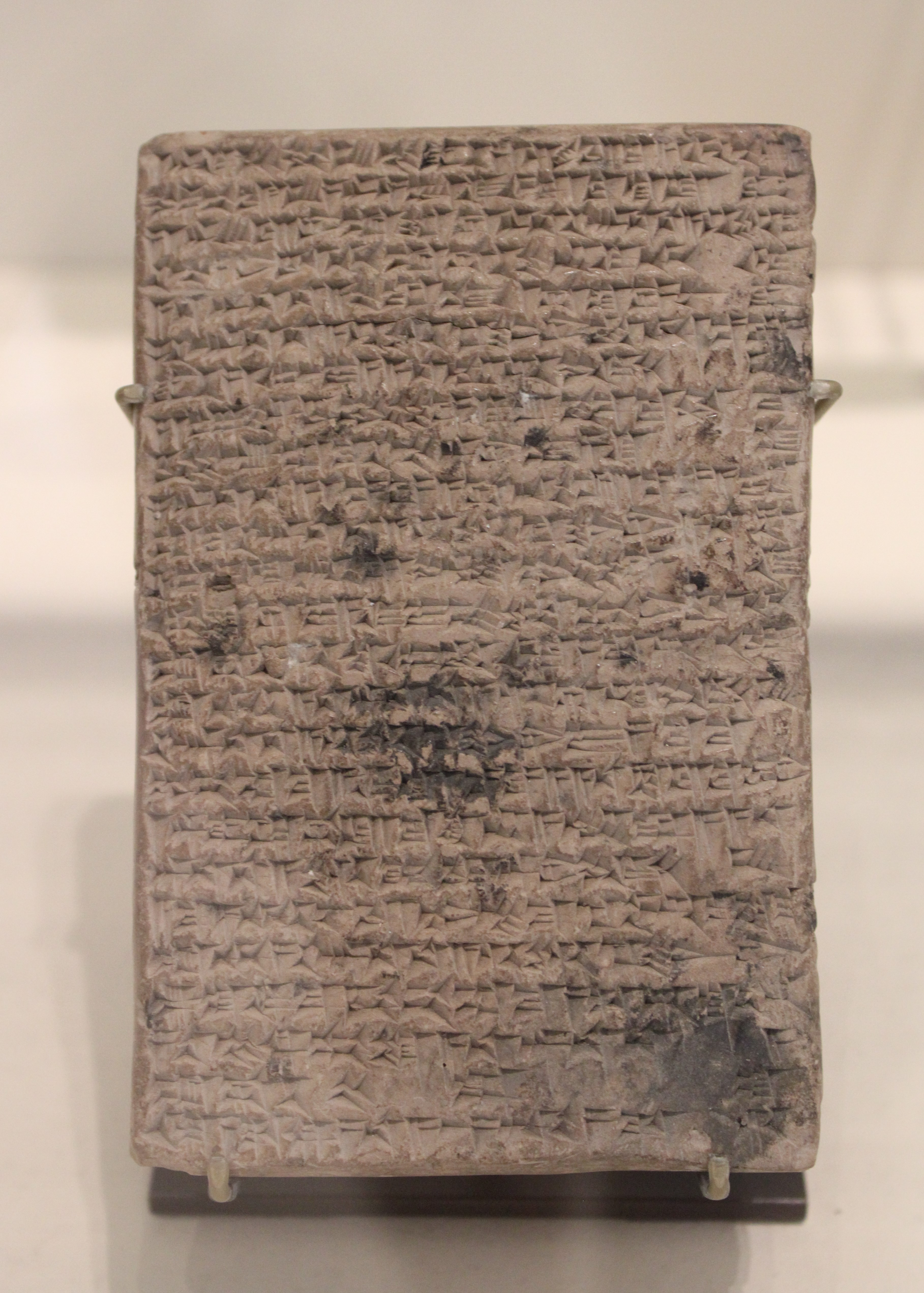
Compte-rendu de procès rendu à Uruk, concernant le sort d'une dépendante du temple d'Ishtar. 539 av. J.-C., musée du Louvre.

Au sommet de l'élite sociale se trouve le roi et sa famille, puis son entourage. Il n'y a pas eu de groupe équivalent à une noblesse dans les sociétés de la Mésopotamie antique, même si on a pu s'en approcher durant les phases impériales assyriennes avec la constitution d'une puissante aristocratie de fonction disposant de grands domaines. Mais la tendance à l'affirmation du pouvoir royal tend aussi à faire dépendre cette élite du bon vouloir du souverain, qui peut faire et défaire les destins de ses sujets en octroyant des gratifications et en les retirant en cas de revers de faveur.
Les phénomènes de mobilité sociale sont avérés dans les deux sens, certains marchands et propriétaires fonciers parvenant à s'enrichir au point d'accéder à des fonctions politiques importantes, tandis que d'un autre côté d'autres connaissent des revers de fortune et s'appauvrissent, notamment lors de guerres, en particulier ceux qui sont déportés et réduits en esclavage, ou ceux qui sont contraints de s'exiler de leur communauté d'origine pour adopter un mode de vie plus marginal, entre vagabondage et brigandage.
En pratique plusieurs décisions royales s'élèvent contre les inégalités et leurs conséquences : des textes législatifs comme le Code de Hammurabi proclament l'impératif de protection du faible contre le fort, et des édits de rémission permettent de mettre fin à des situations d'endettement chronique d'une grande partie de la population. Les temples semblent parfois avoir recueilli des personnes isolées, notamment des orphelins et des veuves, en contrepartie de leur labeur.

### Conditions féminines
Les femmes mésopotamiennes sont subordonnées aux hommes sur le plan juridique, d'abord à leur père puis à leur mari, et cette situation tend à s'accentuer avec le temps, en particulier dans les recueils juridiques du IIe millénaire av. J.-C.,, même s'il est possible qu'une autre accentuation des inégalités se produise au IVe millénaire av. J.-C. durant la période d'Uruk.
L'image de la femme idéale posée dès l'époque sumérienne par les rédacteurs masculins des textes littéraires est celle d'une personne humble, modeste, travailleuse et bien organisée, une épouse et mère qui s'occupe de son mari et de leur progéniture, a des qualités de cuisinière et de tisserande, et plus généralement de gestionnaire des affaires domestiques. Celles qui ne répondent pas à ces caractéristiques ne sont pas des dignes représentantes de la gent féminine et de la féminité, et s'exposent à des critiques et punitions.
Le travail féminin s'exerce donc avant tout au sein de la maisonnée, comme l'illustre le cas bien connu des femmes des marchands d'Assur du XIXe siècle av. J.-C. qui produisent des vêtements et étoffes que peuvent ensuite vendre leurs maris. En dehors de leur foyer, il était courant que les femmes travaillent au service des institutions dans des activités textiles, et aussi dans la transformation des produits alimentaires (meunerie), travail particulièrement harassant, ou le débit de boissons (tavernières). Ainsi, les activités féminines, qu'elles soient exercées de façon domestique ou professionnelle, sont généralement liées à la production textile et alimentaire. Cependant il y a des cas où les dépendantes d'institutions sont mobilisées pour des travaux de force (halage de barques, transport de briques), qui comme dans les autres sociétés antiques n'étaient pas réservés aux hommes. Dans d'autres cas des femmes de l'élite sont des actrices économiques plus autonomes, pas forcément dépourvues de moyens d'action et silencieuses dans la documentation cunéiforme. Elles pouvaient être amenées à diriger des domaines des palais et des temples (surtout les reines et princesses), et ceux-ci étaient généralement gérés par un personnel féminin. Il existait des femmes scribes ou du moins lettrées pour exercer ce type d'activité. Les femmes qui sont consacrées à une divinité dans la Babylonie du XVIIIe siècle av. J.-C. gèrent aussi leur propre patrimoine. D'autres se spécialisent dans des productions de qualité (parfumeuses), ou les prestations de divertissement (musique, danse et chant), tandis qu'existent des métiers exclusivement féminins (sages-femmes, nourrices, aussi prostituées),.

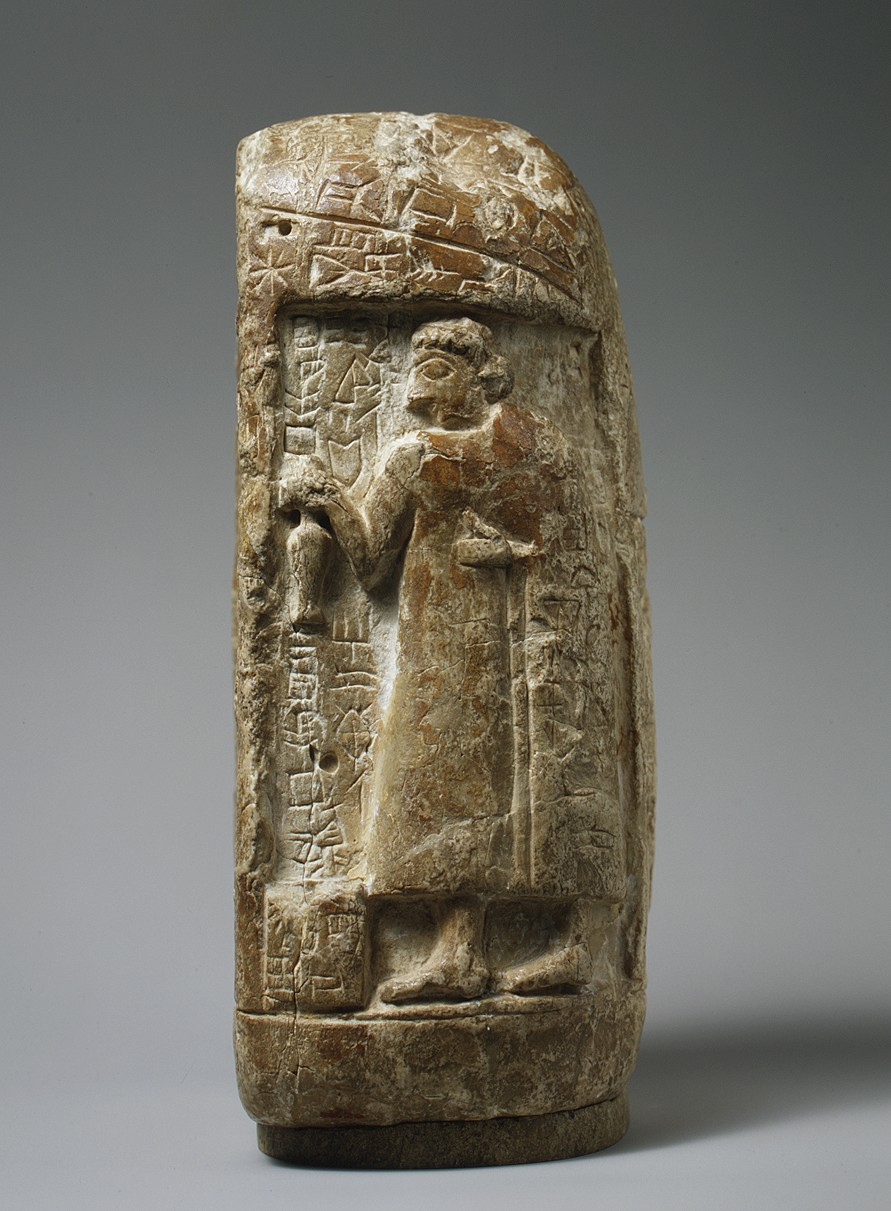
Femme de l'élite sumérienne, probablement la fille d'Ushumgal prêtre de Shara, v. 2900-2700 av. J.-C. Metropolitan Museum of Art.
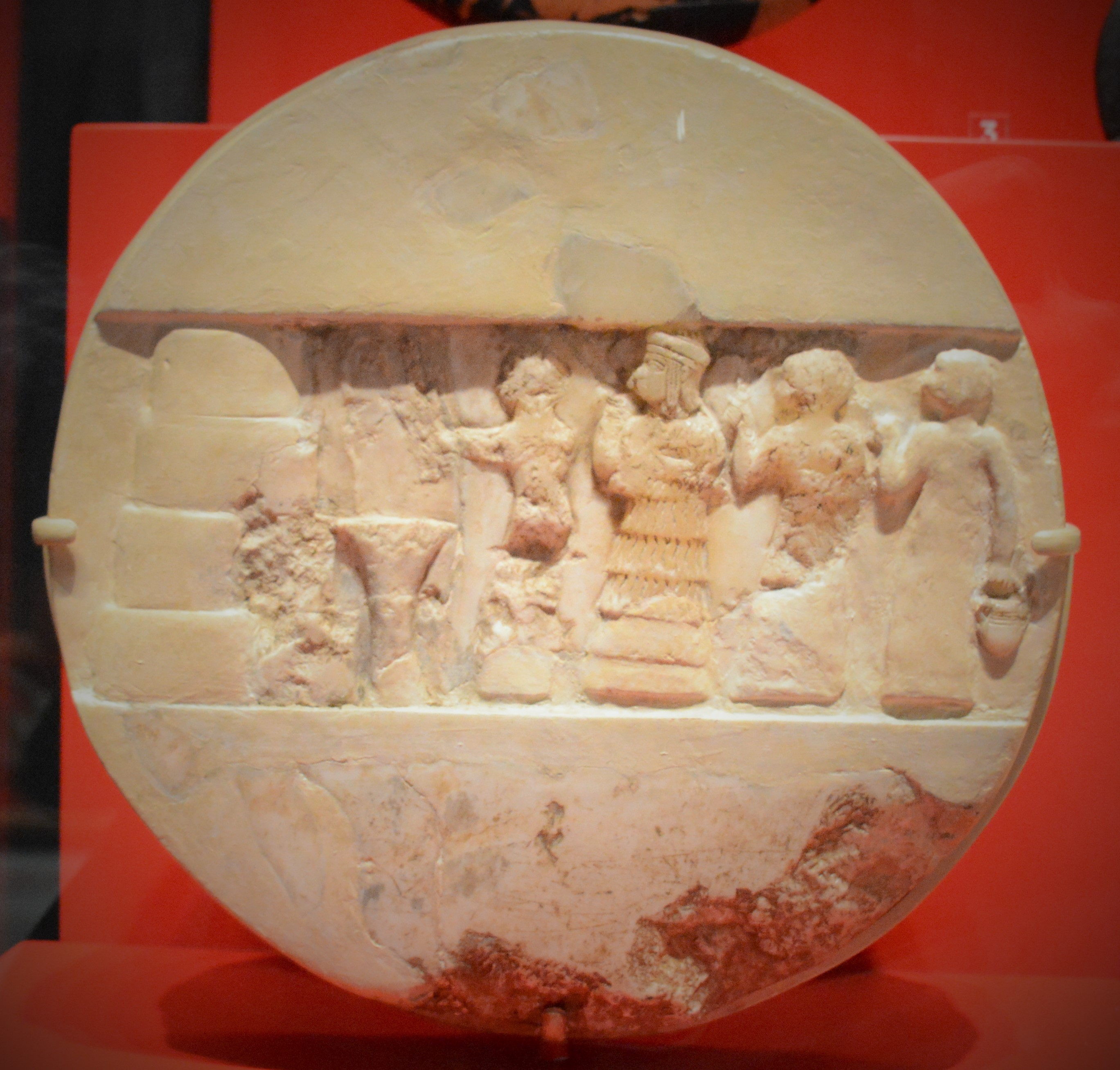
Le « disque d'Enheduanna », du nom de la princesse akkadienne, grande prêtresse du temple de Sîn à Ur qui y est représentée. V. 2300 av. J.-C., Penn Museum.
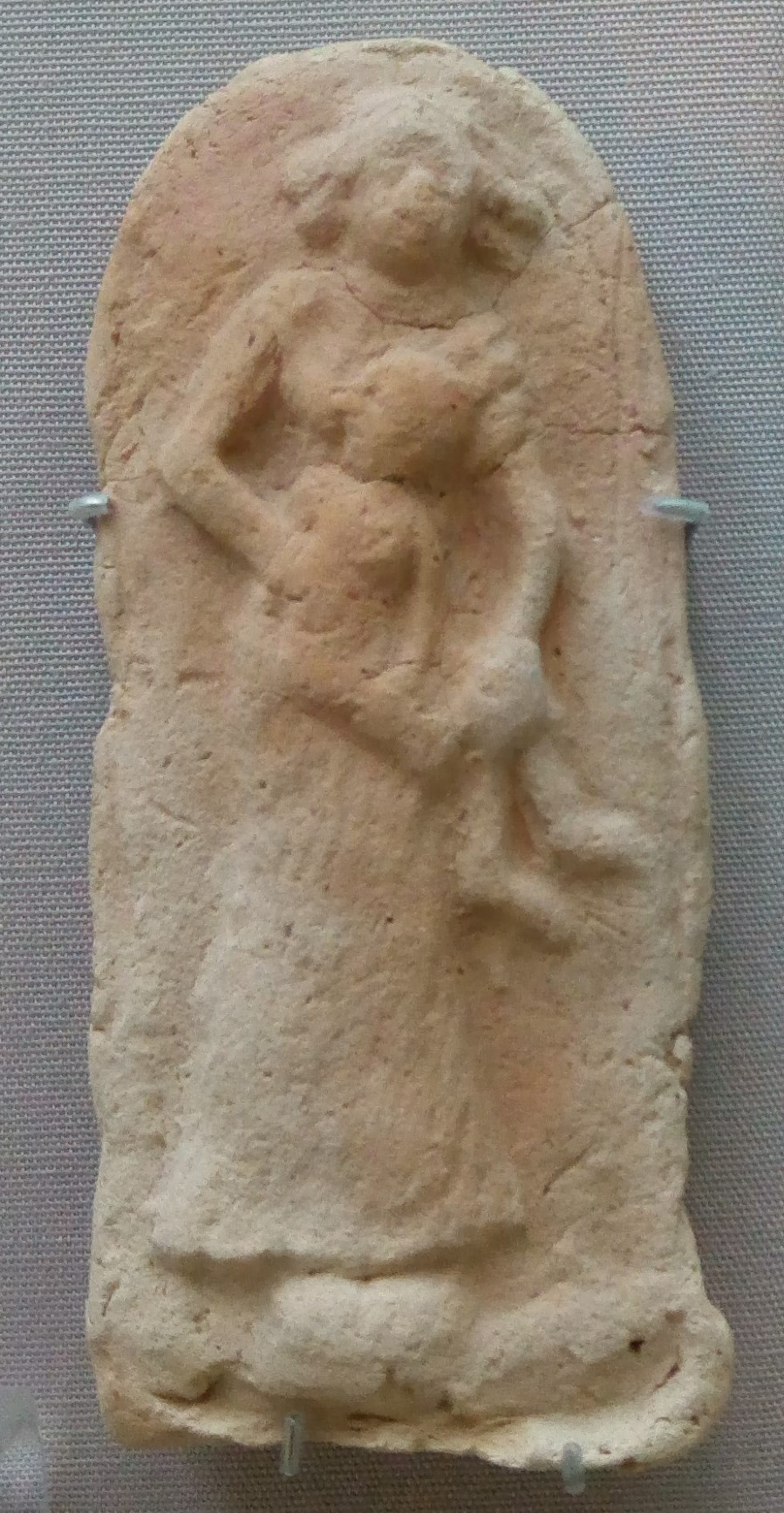
Plaque représentant une femme avec son enfant. Ur, v. 2000-1600 av. J.-C. British Museum.
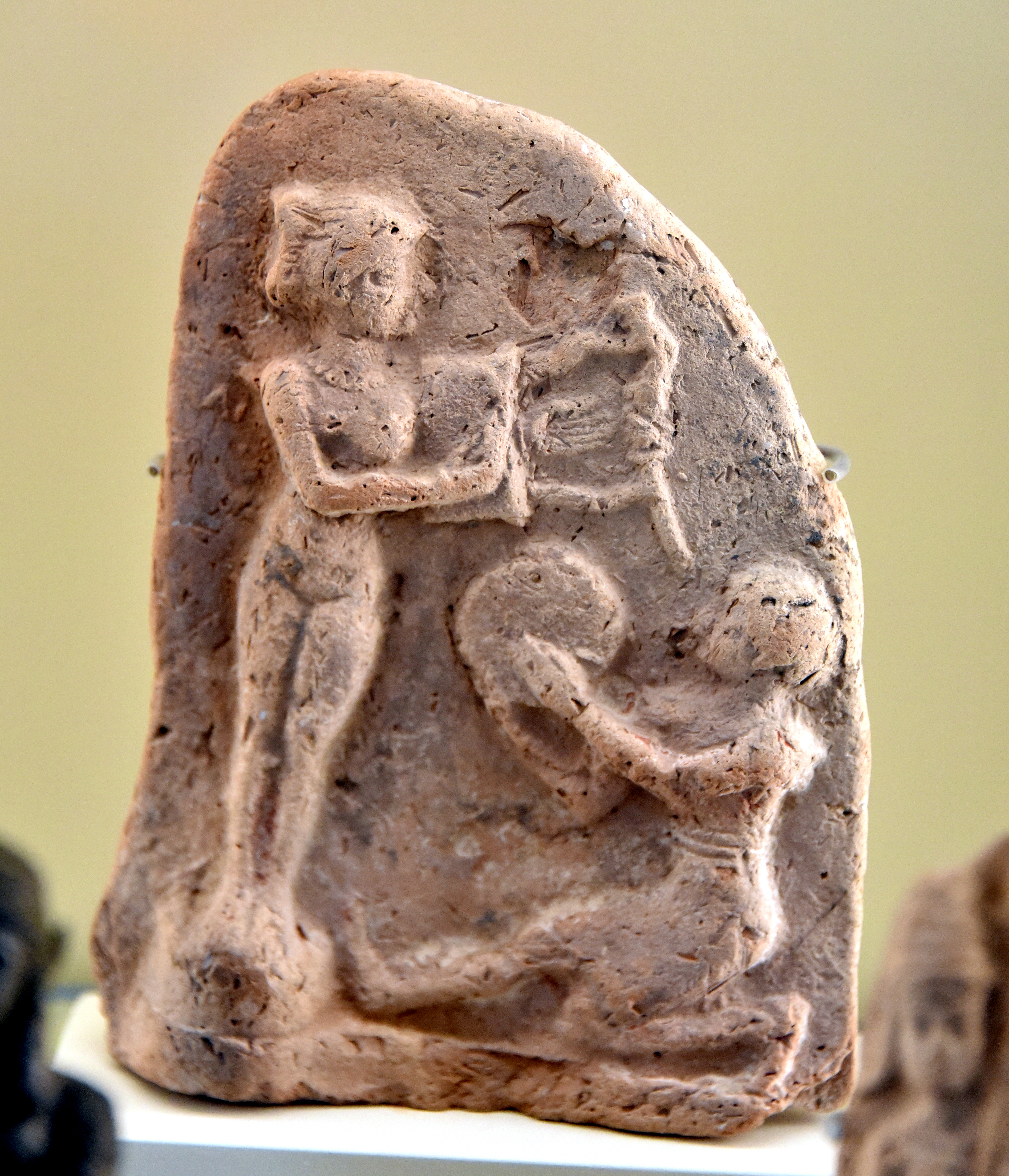
Femme nue jouant de la lyre, et homme accroupi jouant du tambourin. Début du IIe millénaire av. J.-C., Pergamon Museum.

### Nomades et sédentaires
Une partie de la société mésopotamienne, en particulier dans la moitié nord et la partie centrale, se caractérise par son mode de vie nomade. Les groupes d'origine nomade occupent une place importante durant toute l'histoire mésopotamienne (Amorrites, Kassites, Sutéens, Gutis, Araméens, Arabes etc.), même s'ils se sédentarisent souvent à un certain point. Ils vivent dans un cadre tribal, organisé autour de grands groupements de tribus et sont dirigés par un « cheikh ». Cette population pratique un nomadisme de type pastoral, se déplaçant avec ses troupeaux, mais il est courant qu'une partie de la communauté cultive des champs et occupe des villages au moins une partie de l'année : on parle donc plutôt de « semi-nomadisme ». Les nomades constituent parfois un danger pour les sociétés sédentaires : leur mode de vie assez précaire les rend plus fragiles aux coups durs (notamment climatiques), ce qui les pousse souvent à se faire pillards en période de crise. De ce fait, ils sont souvent décrits en termes péjoratifs par les lettrés urbains. Ils vivent pourtant généralement en symbiose avec le monde sédentaire : ils se font pasteurs pour les grands organismes, parfois servent comme travailleurs saisonniers, et ils sont souvent appréciés en tant que soldats.

## Écriture et écrits
Le début de l'histoire mésopotamienne est marqué par l'apparition de l'écriture, qui se fait dans ce pays à la même époque qu'en Égypte. C'est une invention majeure dans l'histoire humaine : avec l'écriture apparaît un moyen d'enregistrer et de conserver les informations et les savoirs, de les diffuser et de les accumuler plus facilement. Les scribes mésopotamiens inventent progressivement de nombreux types de textes, qui sont à la base de ceux encore utilisés de nos jours, et créent des lieux de production et de conservation de ces données et connaissances (écoles, archives, bibliothèques).

### Écriture

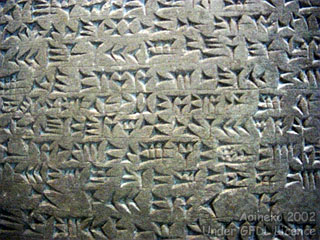
Inscription cunéiforme du palais de Dur-Sharrukin, époque néo-assyrienne, fin du (Musée du Louvre).

La Mésopotamie a vu l'élaboration de ce qui est actuellement considéré comme le plus ancien système d'écriture au monde. On date son apparition vers 3300-3200 av. J.-C. Les plus anciens documents écrits connus proviennent d'Uruk, en Basse Mésopotamie, et sont des tablettes d'argile enregistrant des opérations de gestion. L'apparition de l'écriture est manifestement liée au développement des institutions qui ressentent le besoin de noter ces informations pour leur administration, et est donc une composante de la « révolution urbaine ». Le système d'écriture est alors très simple, enregistrant des informations basiques, et les signes ont souvent un aspect pictographique et renvoient à des choses ou des idées (logogrammes ou idéogrammes). Par la suite au début du IIIe millénaire av. J.-C. le système se complexifie, notamment par le développement de signes phonétiques (qui renvoient à un son), transcrivant des syllabes, qui permettent de les rapprocher de la langue parlée alors, le sumérien (probablement la langue des inventeurs de l'écriture), puis de l'adapter à d'autres langues, en premier lieu l'akkadien également parlé en Basse Mésopotamie à cette période. Sa graphie évolue aussi, et prend un aspect « cunéiforme » (en forme de « coin ») qui lui donne son nom. Cette écriture, à la fois logographique et phonétique, se diffuse ensuite dans le reste du Moyen-Orient,,.

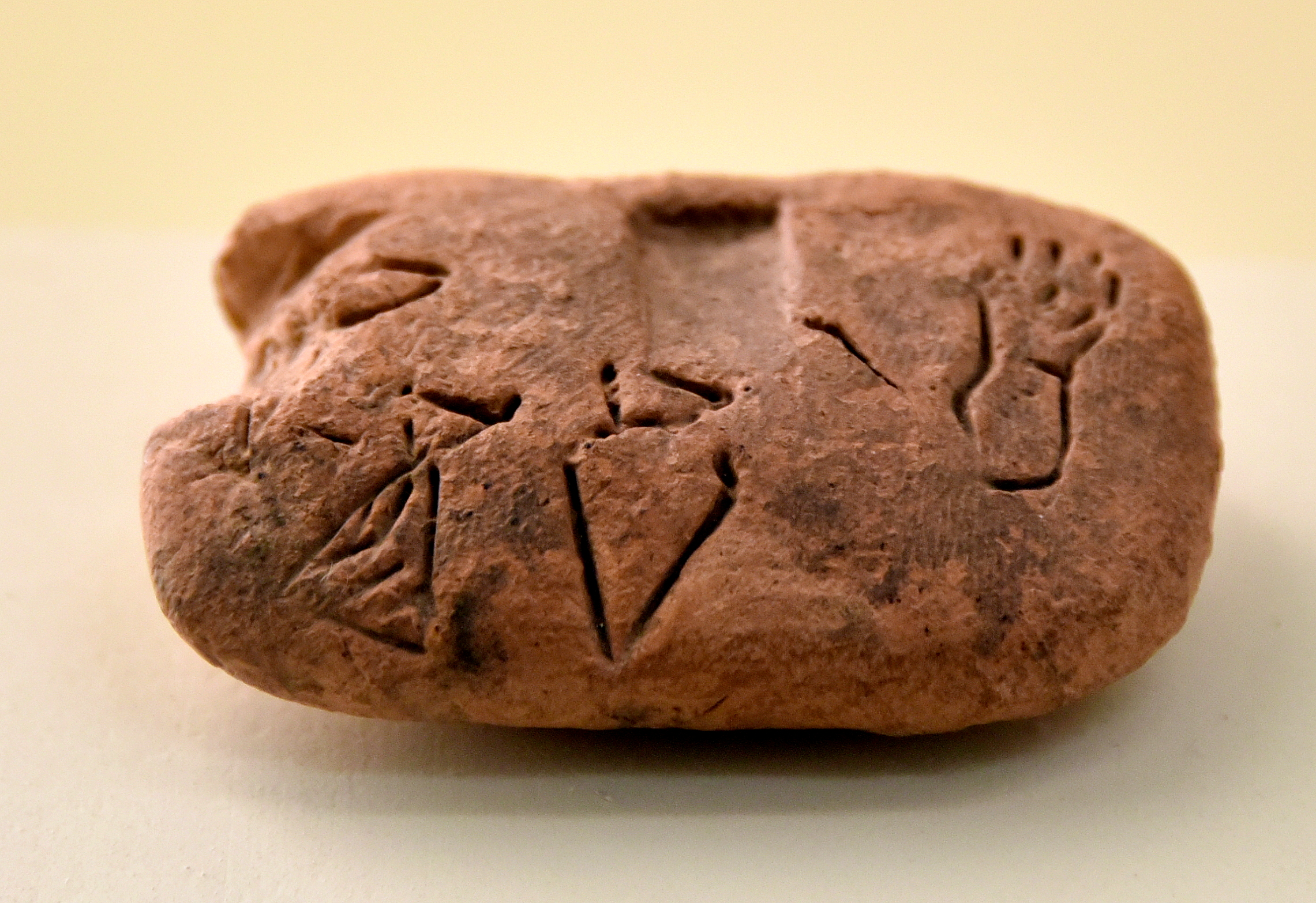
Tablette de comptabilité d'Uruk de la fin du IVe millénaire av. J.-C., portant des signes pictographiques, dont le vase (DUG) au milieu. Pergamon Museum.
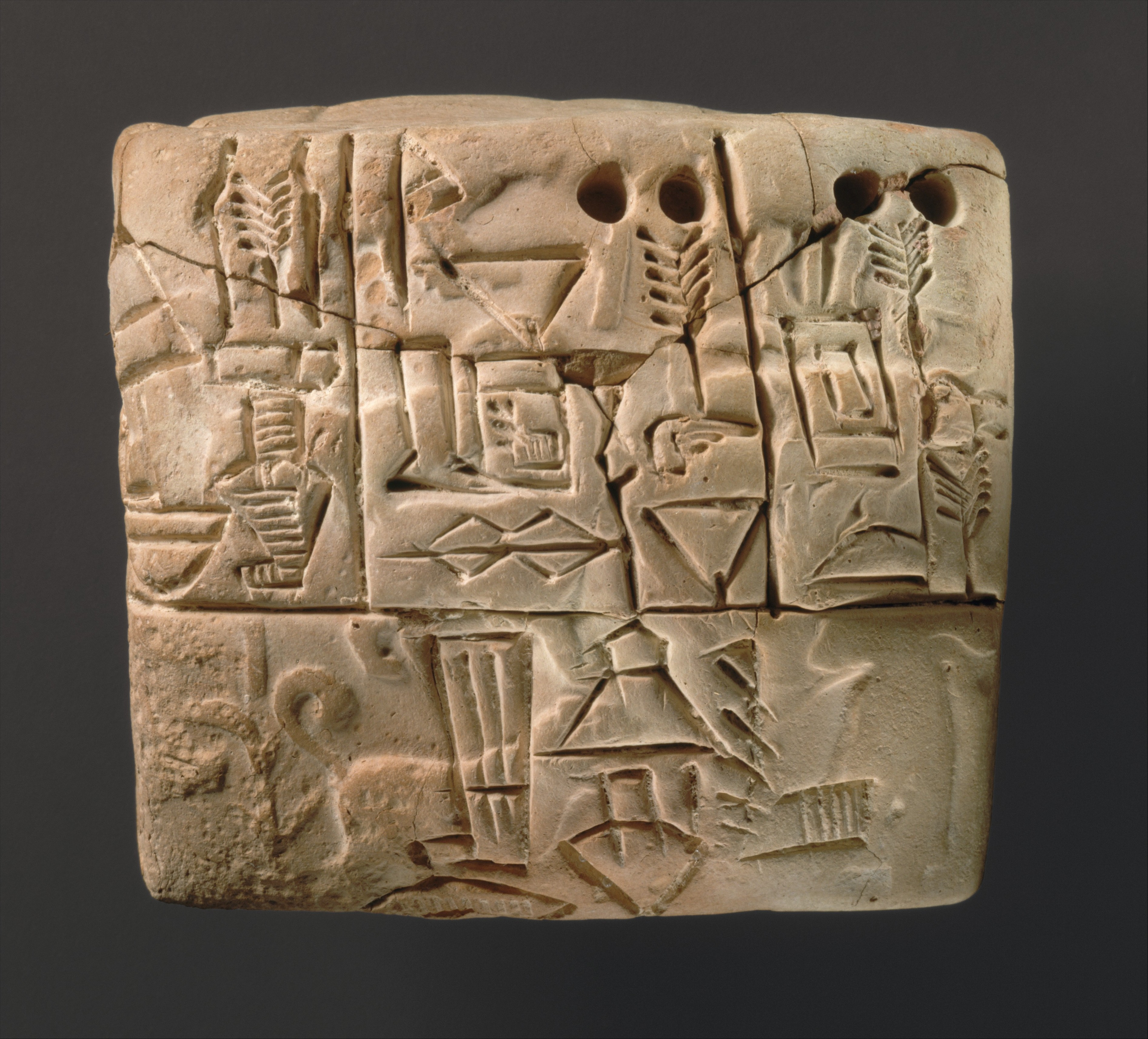
Tablette administrative, sans doute d'Uruk, v. 3100-2900 av. J.-C., Metropolitan Museum of Art.
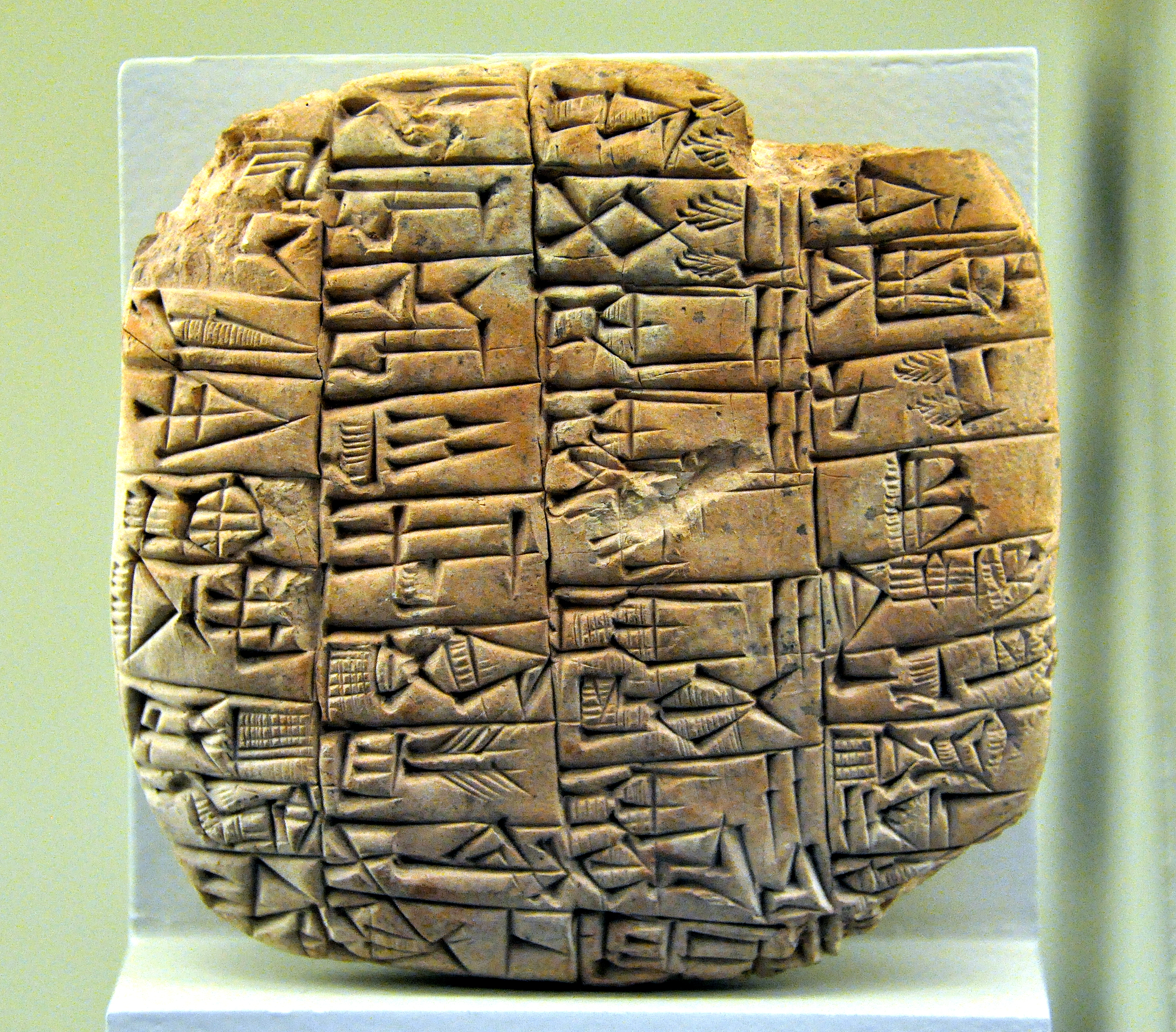
Liste lexicale de professions. Shuruppak, v. 2500 av. J.-C. Pergamon Museum.
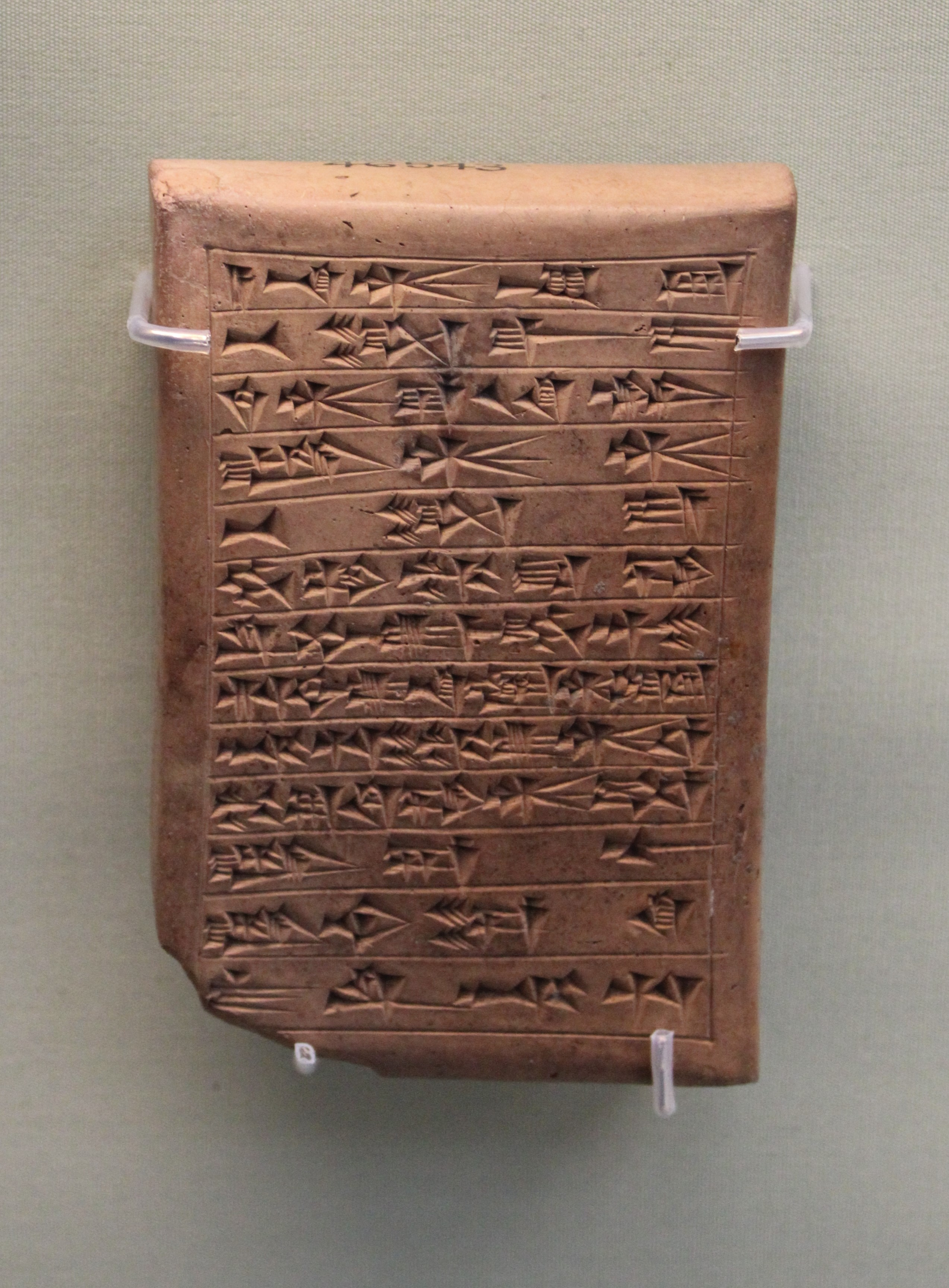
Copie d'une inscription de Hammurabi de Babylone (v. 1792-1750 av. J.-C.) effectuée durant l'époque néo-babylonienne (VIe siècle av. J.-C.), imitant la graphie des signes de l'époque de l'original. British Museum.

Les scribes mésopotamiens écrivent essentiellement sur des tablettes faites en argile, matériau abondant en Mésopotamie. Ce support survit très bien à l'épreuve du temps (et encore plus quand il est cuit à la suite d'un incendie), et c'est ce qui nous permet d'avoir une quantité de documentation écrite considérable sur la Mésopotamie ancienne. Pour inscrire les signes, on utilise un calame, généralement taillé dans du roseau, autre matériau courant en Mésopotamie. Au cours de sa longue histoire, le cunéiforme connaît différentes évolutions graphiques, et le répertoire de signes varie aussi d'un lieu à l'autre, en fonction des usages et des besoins des scribes.
À partir du début du Ier millénaire av. J.-C., l'écriture cunéiforme est concurrencée par l'alphabet araméen, développé en Syrie, généralement rédigé sur parchemin ou papyrus, supports périssables dont aucun exemplaire ne nous est parvenu. Celui-ci finit par supplanter le cunéiforme vers le milieu du Ier millénaire av. J.-C., avant la disparition définitive de ce dernier au début de notre ère.

### Les scribes
Seule une minorité de la population est alphabétisée. Les spécialistes de l'écriture sont les scribes. Ils suivent une formation destinée à leur apprendre à maîtriser le cunéiforme, et s'initient au sumérien et à l'akkadien (à partir de la fin du IIIe millénaire av. J.-C.). Plusieurs niveaux de spécialisation coexistent, allant du simple scribe d'administration au « savant » ayant suivi de nombreuses années de formation, travaillant souvent dans les temples et exerçant la fonction d'exorciste, devin ou chantre. On estime également qu'une frange de la population, dans les couches supérieures, est en mesure de comprendre ou d'écrire des textes cunéiformes, au moins à un niveau basique : personnel administratif, politique, marchands,.

### Archives et bibliothèques
Les tablettes cunéiformes étaient entreposées dans des endroits prévus à cet effet dans les bâtiments où ils étaient rédigés. Les institutions disposaient de tels fonds de tablettes, et il s'en trouvait aussi dans des résidences privées de personnages exerçant des activités économiques importantes ou savantes. Parfois des salles étaient réservées aux archives. Les tablettes pouvaient être placées dans des paniers, des coffres, ou bien sur des étagères. On pouvait faire des classements d'archives administratives, mais aussi de production littéraire savante, comme dans le cas de la prétendue « Bibliothèque d'Assurbanipal », trouvée à Ninive, en fait plusieurs fonds de tablettes de palais et de temple. Les véritables « bibliothèques » ne semblent apparaître que tardivement. En fait, pour la majeure partie de l'histoire mésopotamienne, les sources sur la littérature mésopotamienne proviennent surtout du milieu scolaire dans lequel ces textes étaient copiés dans le cadre de l'apprentissage des jeunes scribes,,.

### Types de textes
L'écriture est sans doute créée à l'origine pour des besoins de gestion et de comptabilité, puis progressivement ses usages se diversifient, aboutissant à l'apparition de divers genres de textes.
La production écrite mésopotamienne qui nous est parvenue est constituée en grande majorité de textes de nature administrative et comptable. Il s'agit souvent d'enregistrement d'opérations simples, concernant l'agriculture, l'élevage, les entrées et sorties de produits de magasins, des distributions de rations à des travailleurs, d'offrandes à des divinités, parfois des documents plus complexes comme des bilans et des estimations prévisionnelles. Leur niveau d'écriture est simple, reposant avant tout sur des logogrammes et des signes numériques.

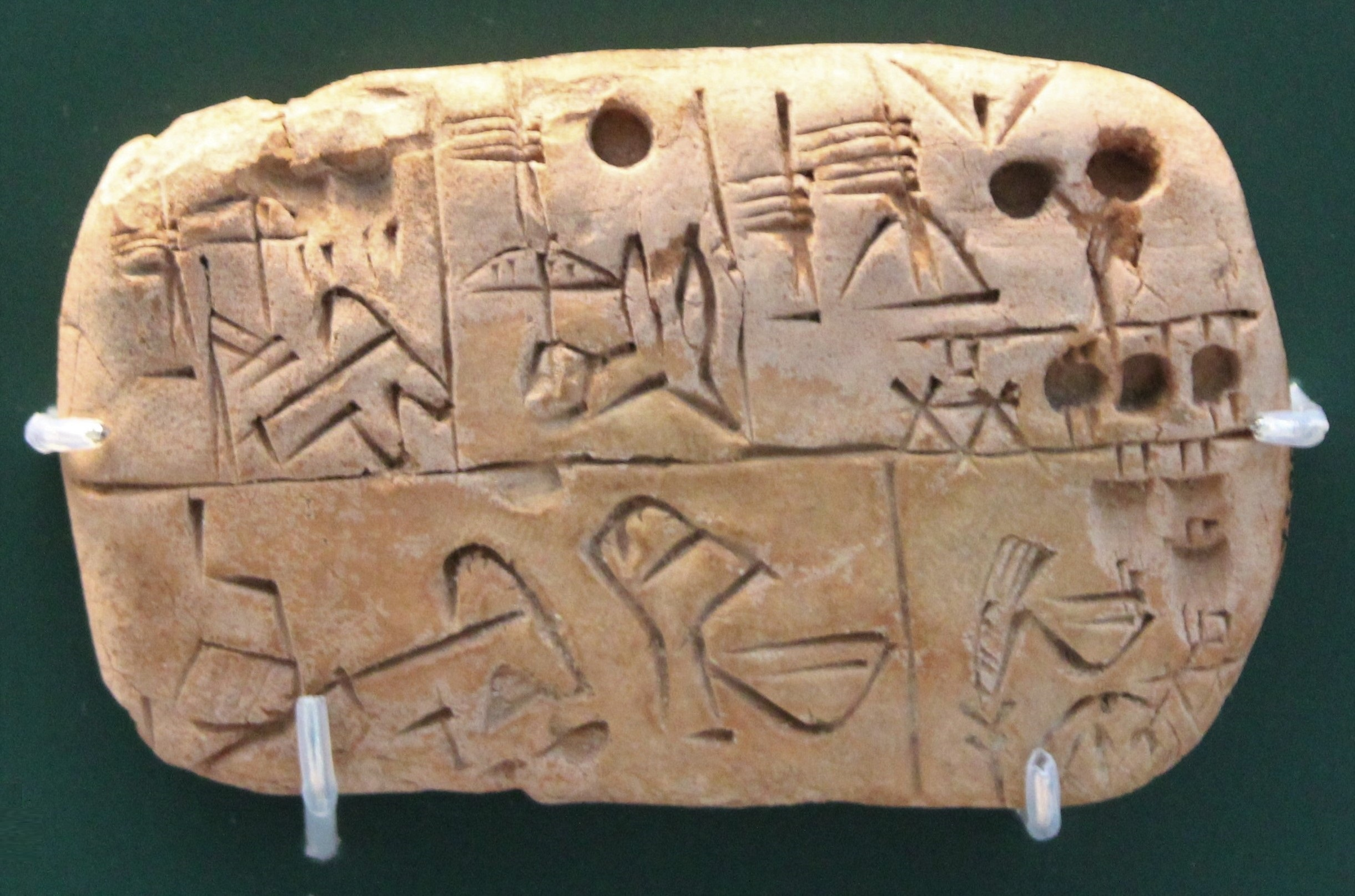
Tablette de distribution de ration, période d'Uruk récent (v. 3300-3100 av. J.-C.), provenance inconnue. British Museum.
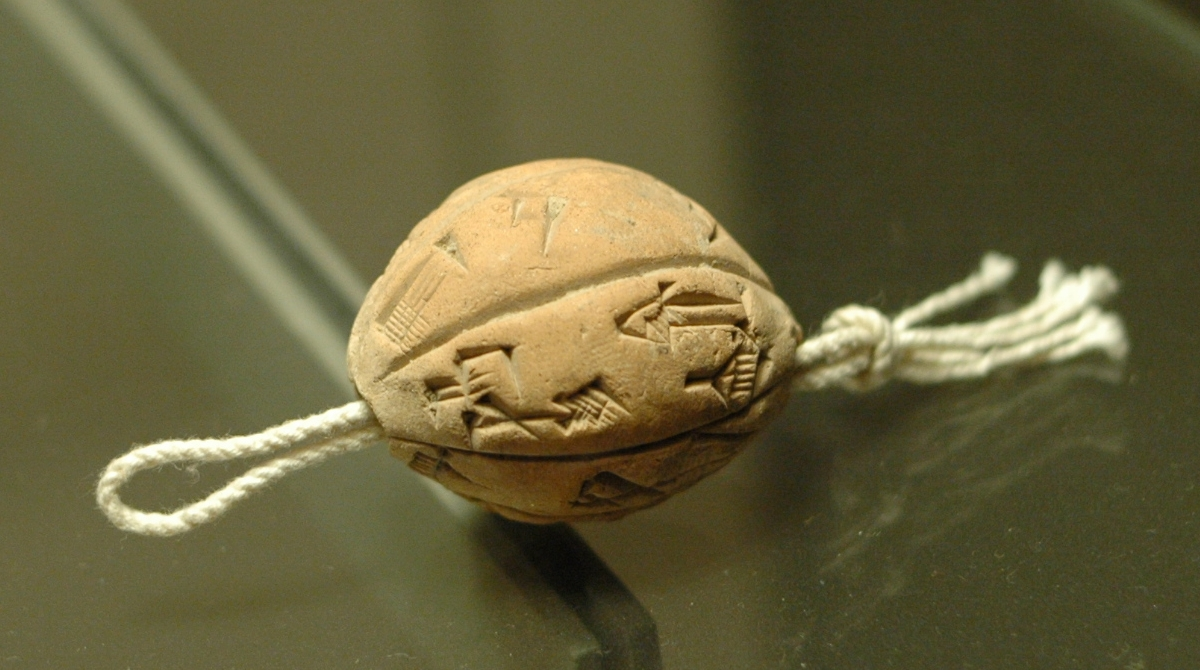
« Badge » en argile d'identification d'un officier du royaume de Lagash, v. 2350 av. J.-C. Musée du Louvre.
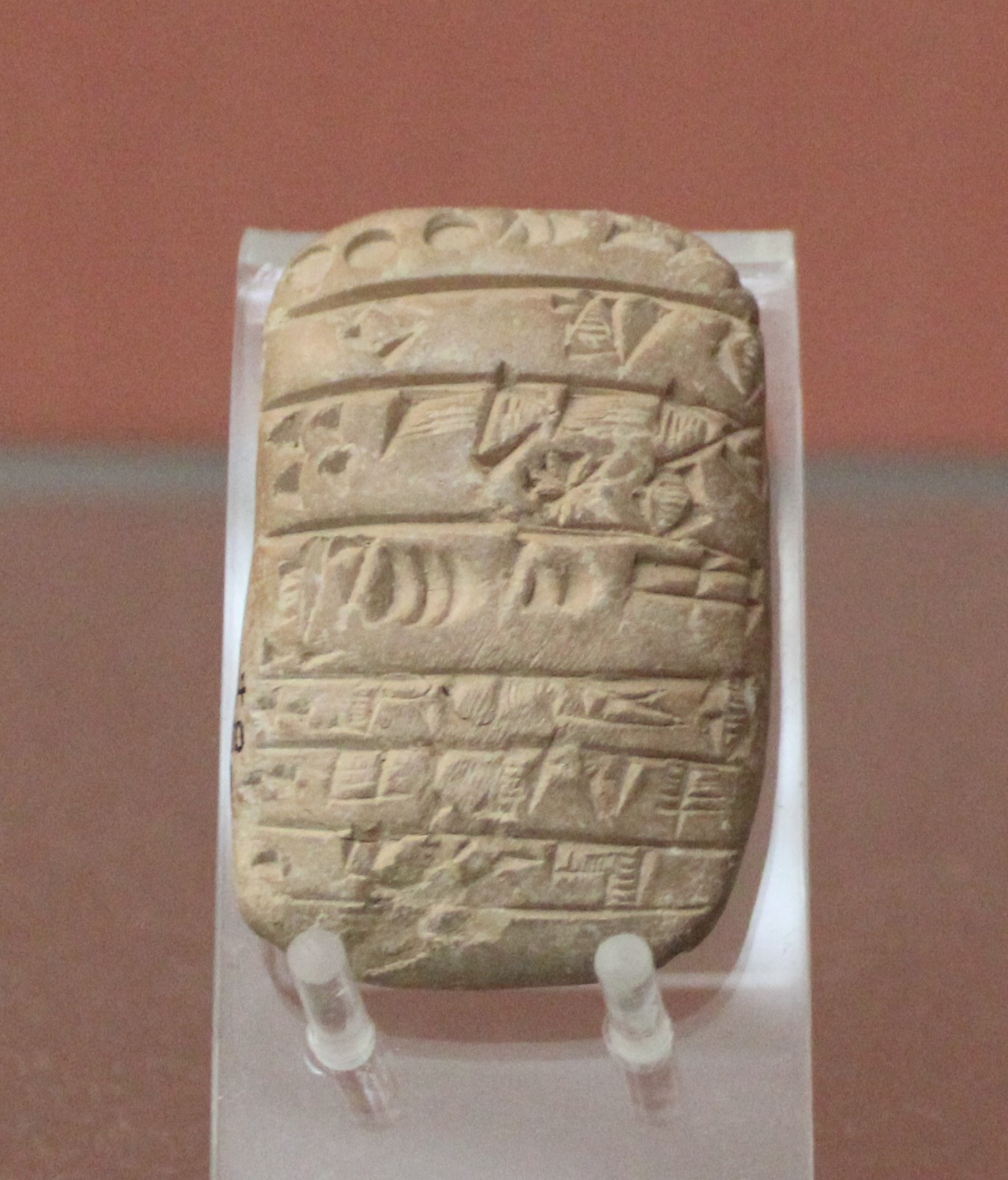
Tablette enregistrant les dépendants d'une institution. Tell Brak, période d'Akkad, v. 2250 av. J.-C. British Museum.
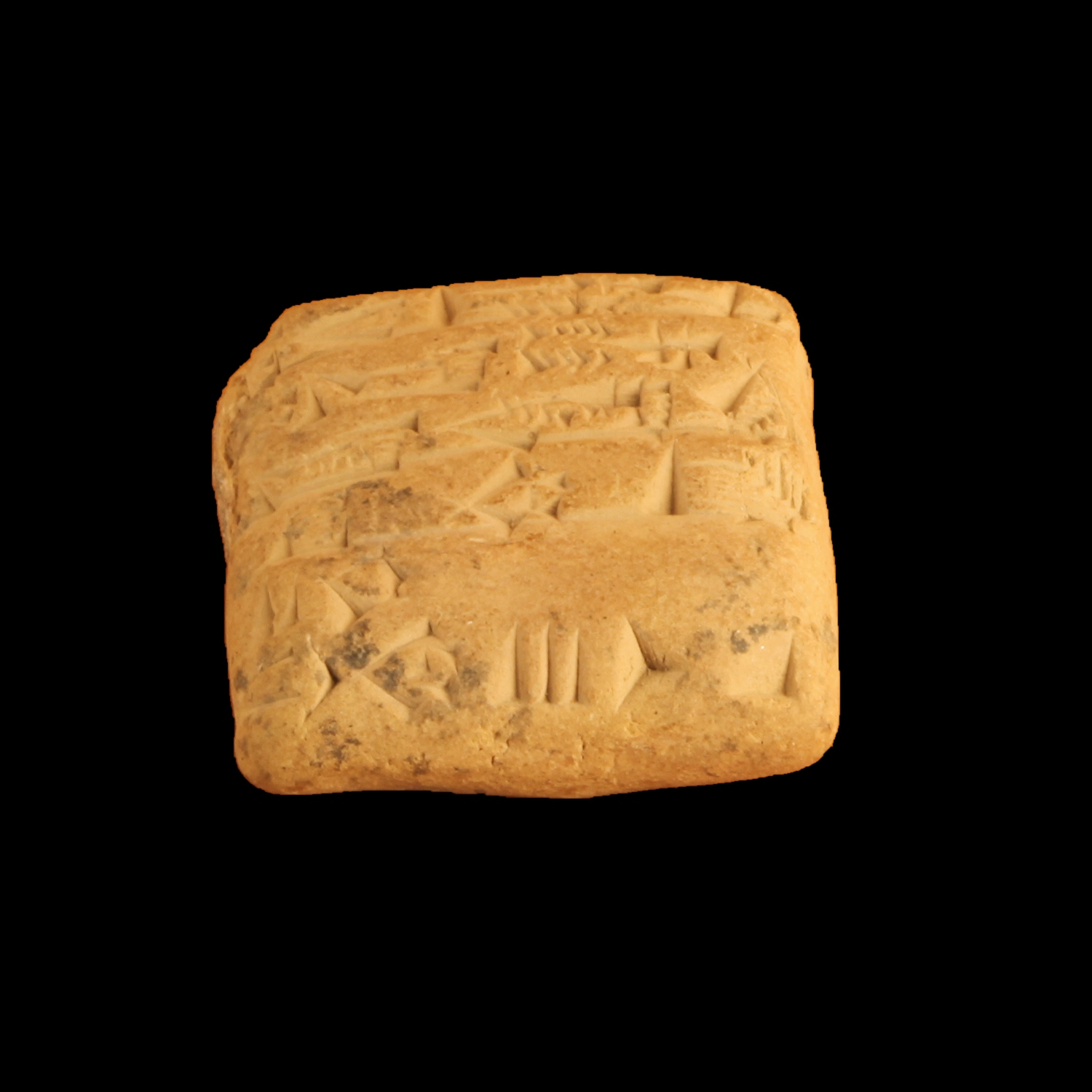
Petite tablette administrative enregistrant un déplacement de bétail pour le compte d'un temple, Girsu, c. 2060 av. J.-C., Musée des beaux-arts de Lyon.
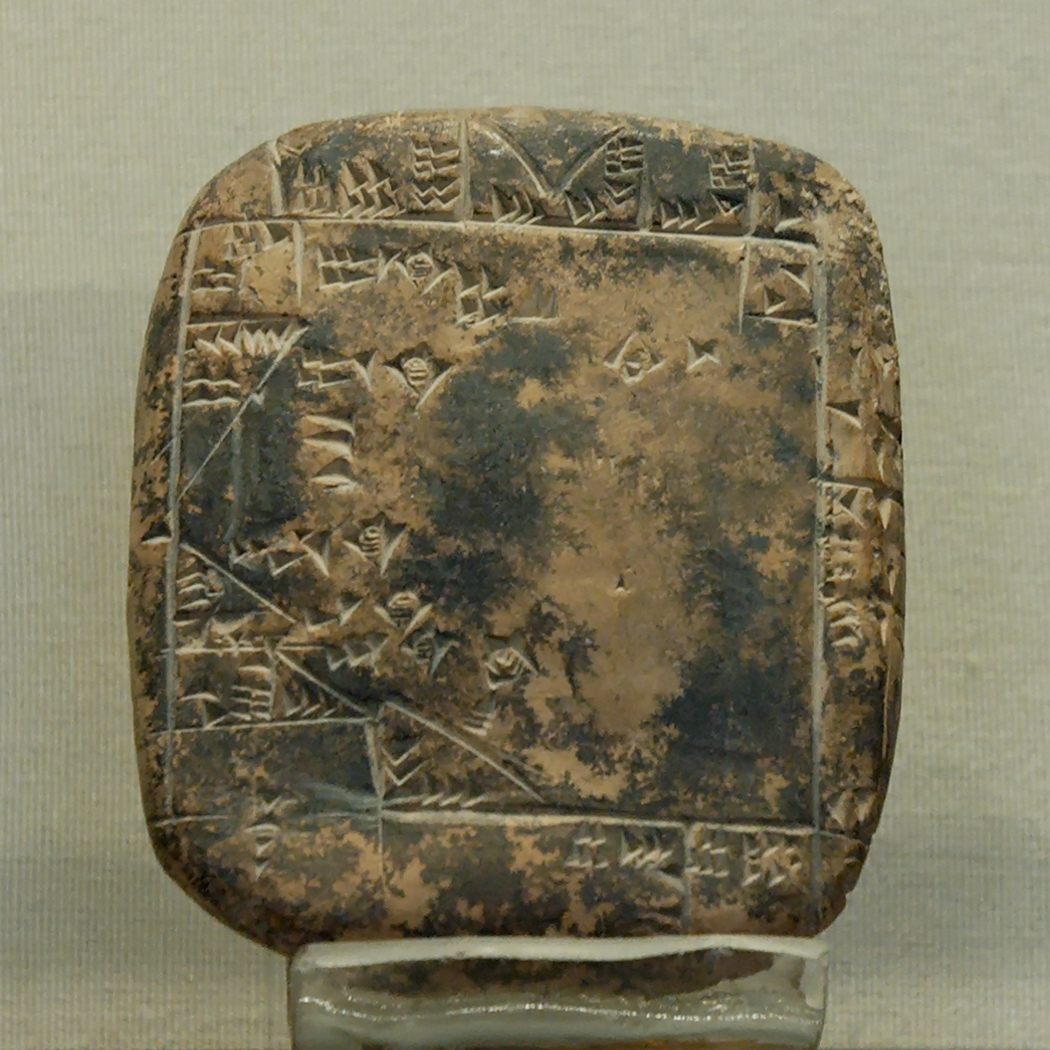
Tablette de type cadastral portant le plan d'un terrain en provenance d'Umma, troisième dynastie d'Ur XXIe siècle av. J.-C. Musée du Louvre.
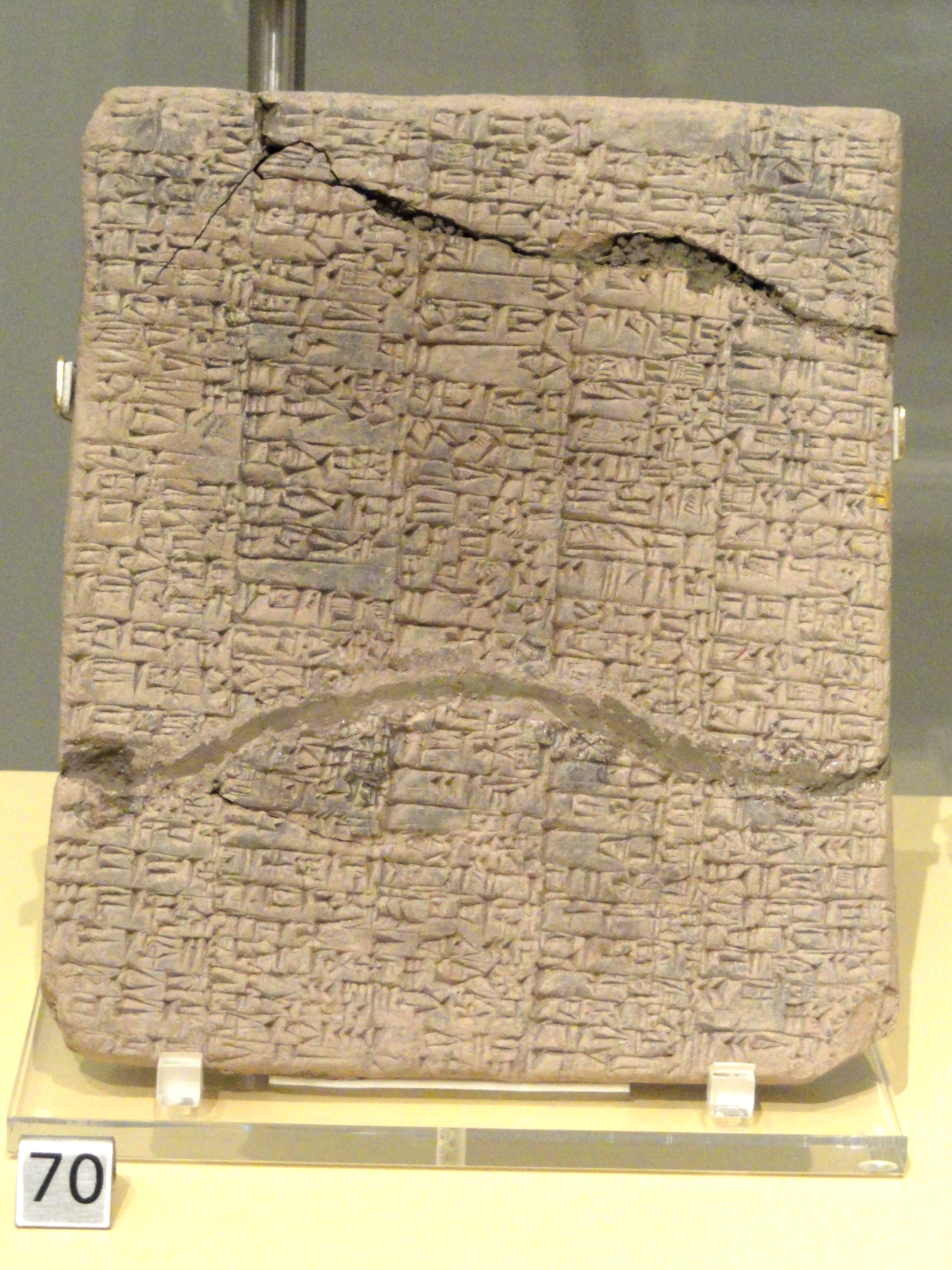
Tablette administrative de la période paléo-babylonienne (v. 2000-1600 av. J.-C.). Musée de l'Oriental Institute de Chicago.
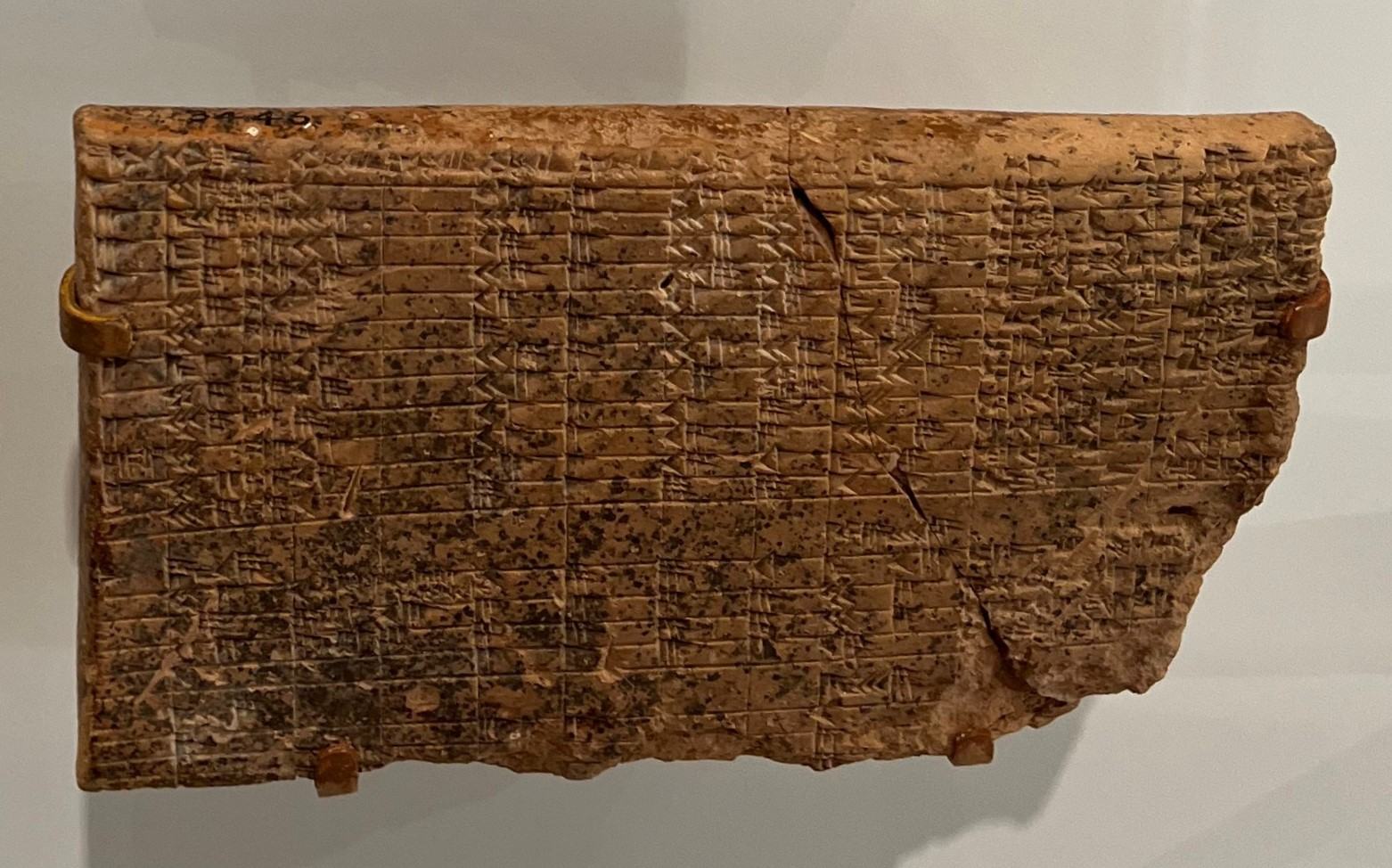
Table comptabilisant 3 000 bovins amenés à Nippur pour servir aux labours, XIIIe siècle av. J.-C. Penn Museum.
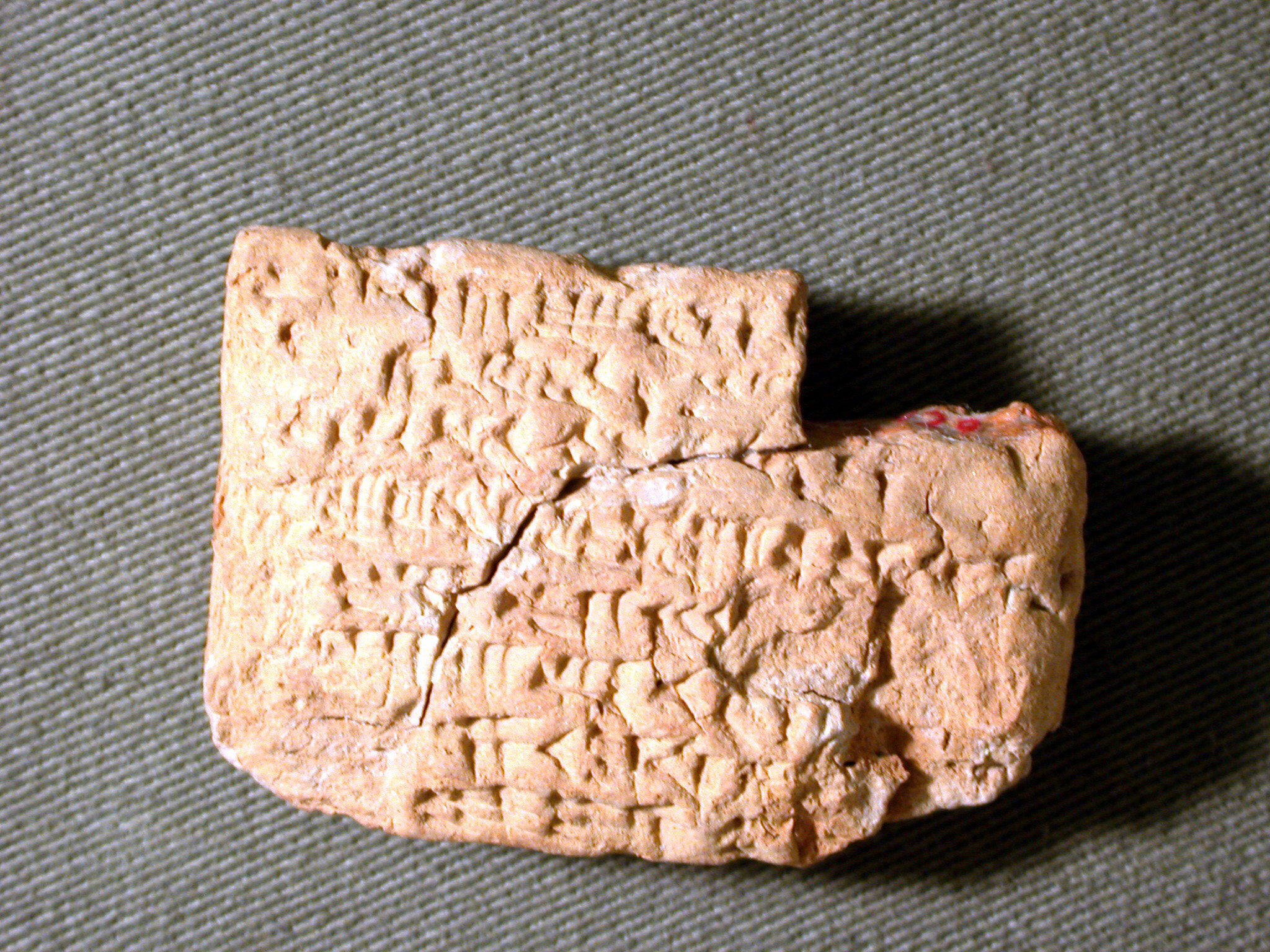
Tablette provenant des archives administratives de l'Ebabbar, temple du dieu Shamash à Sippar, enregistrant des paiements en argent, durant le règne de Nabuchodonosor II (605–562 av. J.-C.). Metropolitan Museum of Art.

À côté de cela, on trouve des textes de la pratique plus élaborés : des contrats (de prêt, de vente, de location), ou des lettres,. Ils sont un apport inestimable pour aider à mieux approcher la vie quotidienne des anciens mésopotamiens.

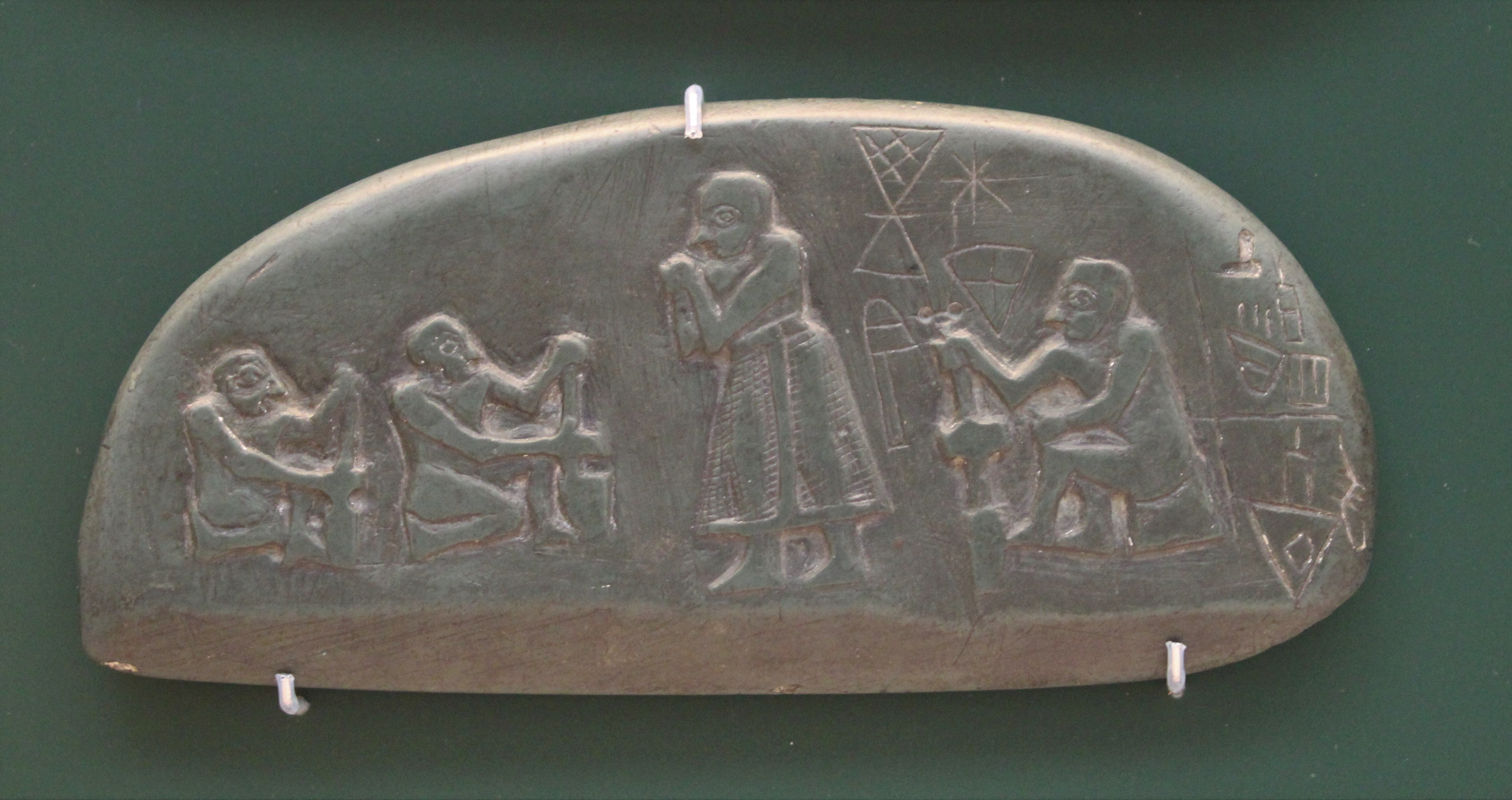
Plaque en pierre rapportant une vente de terre, avec un document complémentaire (« monuments Blau »), début du IIIe millénaire av. J.-C. British Museum.
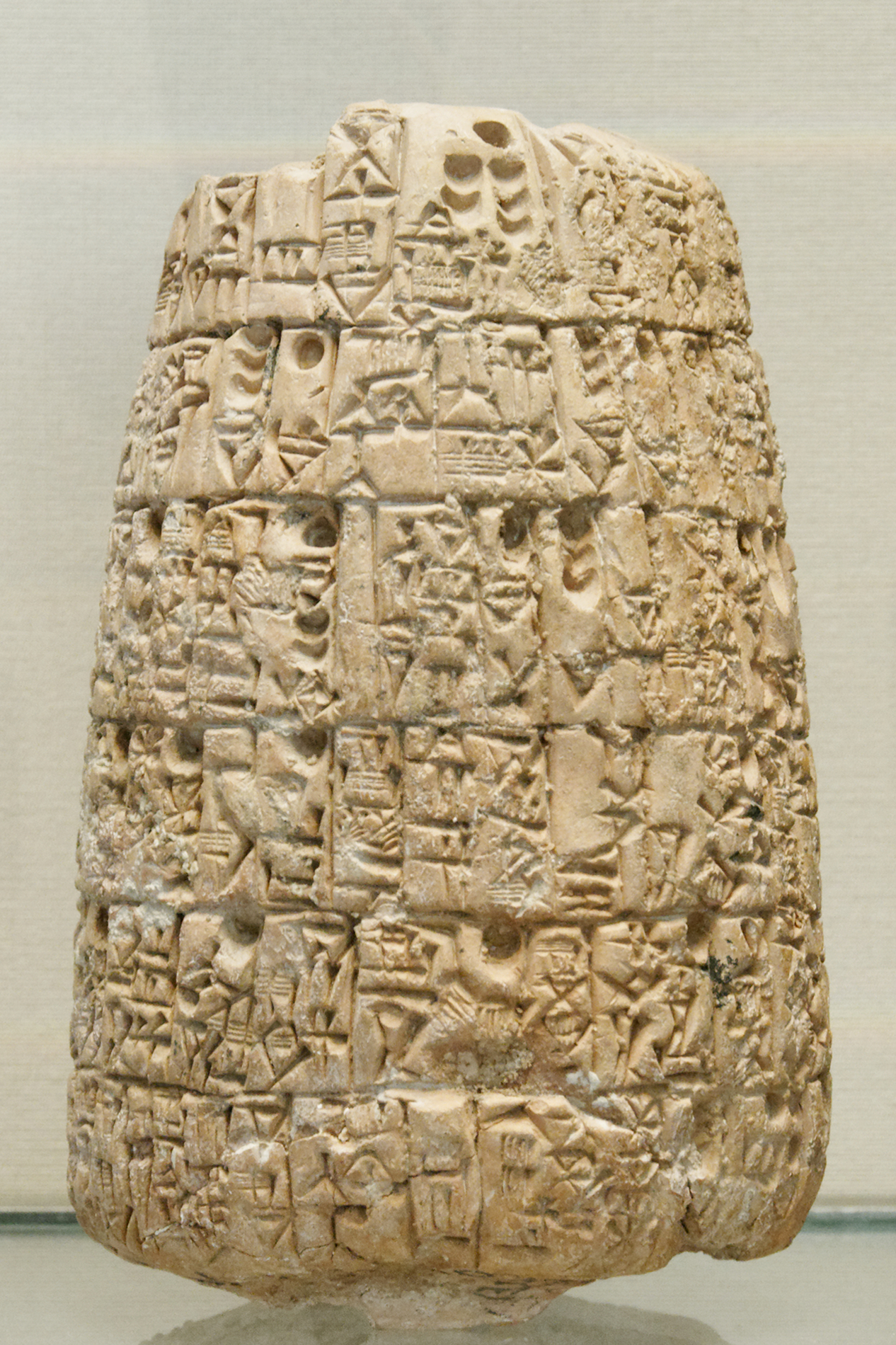
Acte de vente d'une maison à Girsu inscrit sur un cône d'argile, v. 2400 av. J.-C. Musée du Louvre.
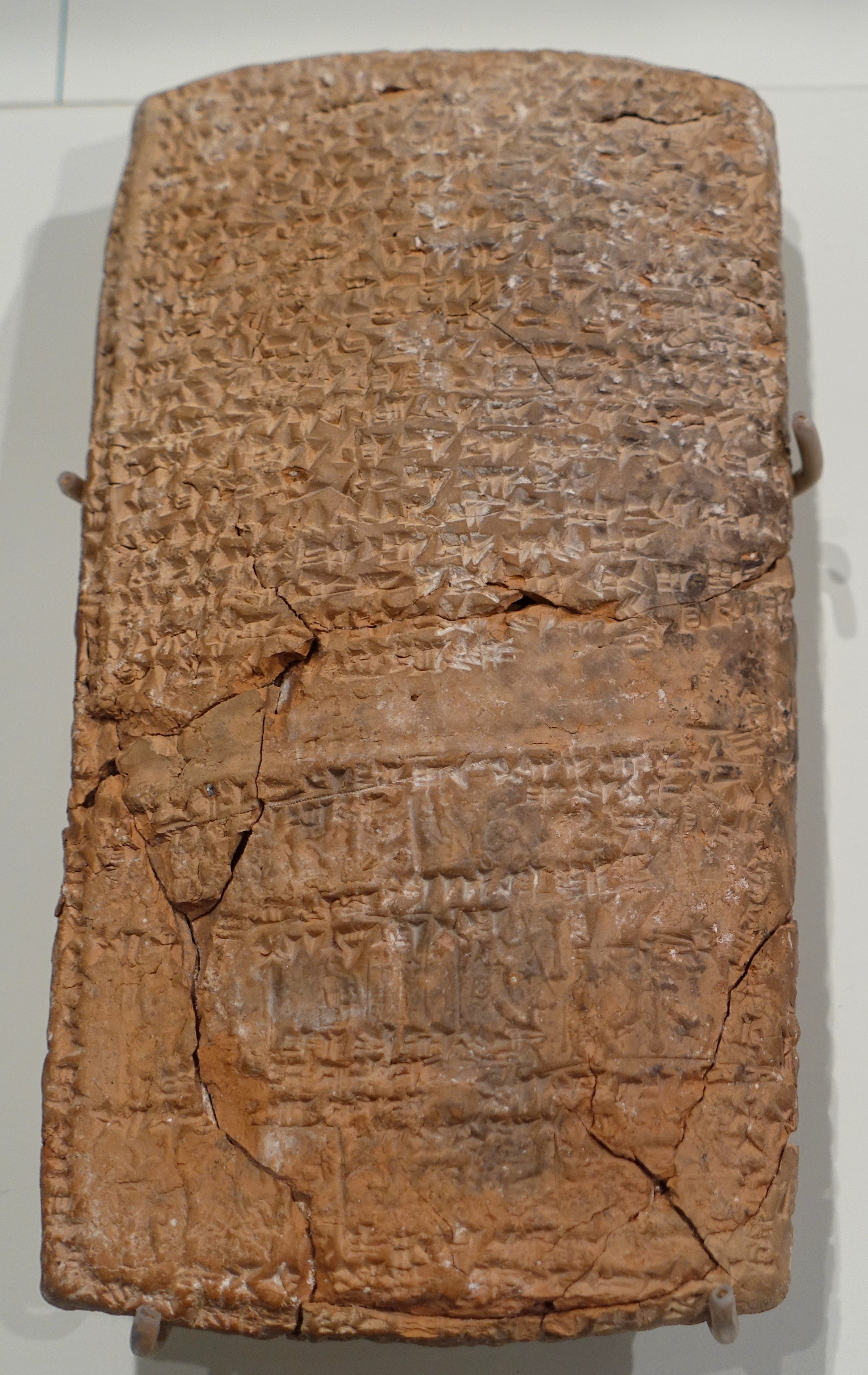
Tablette juridique de Nuzi, première moitié du XIVe siècle av. J.-C. : compte-rendu de procès. Musée de l'Oriental Institute de Chicago.
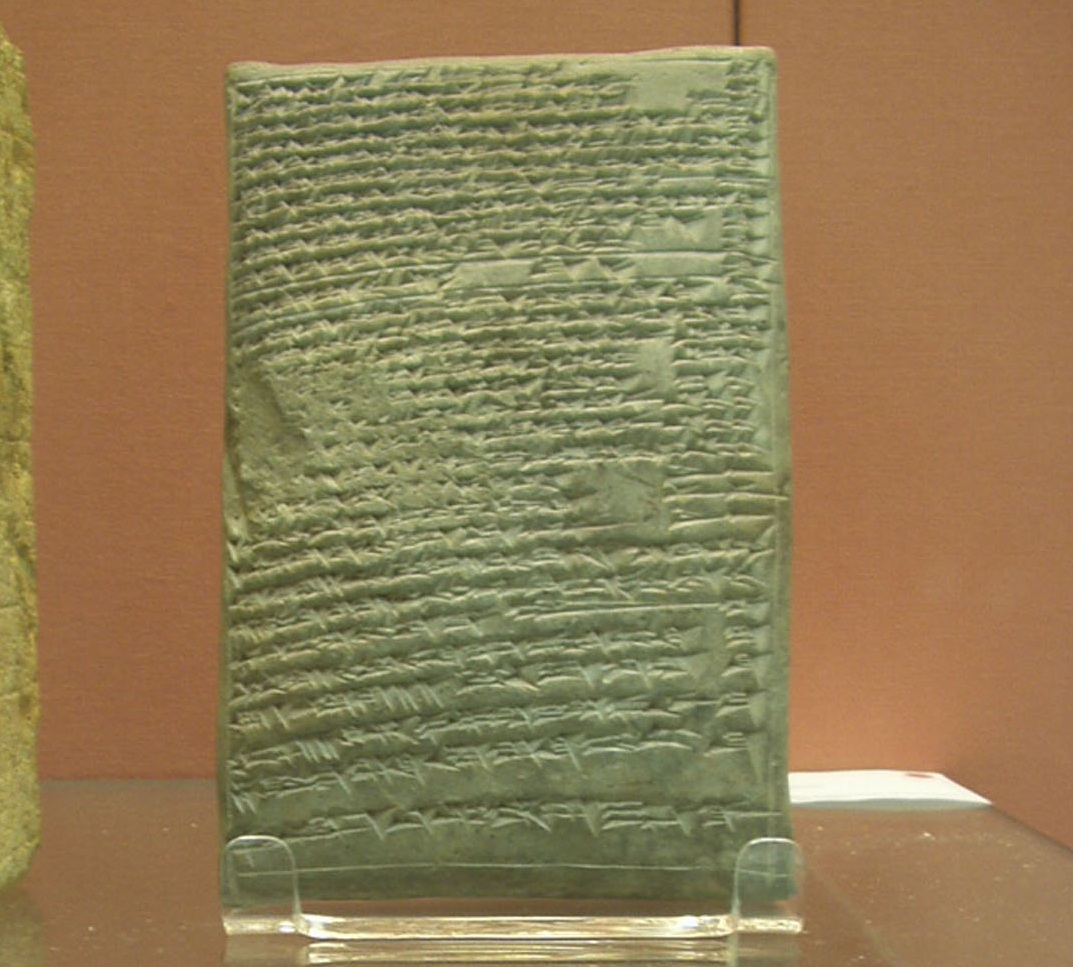
Vente de terres, pour payer un rançon. Babylonie, XIe siècle av. J.-C. British Museum.
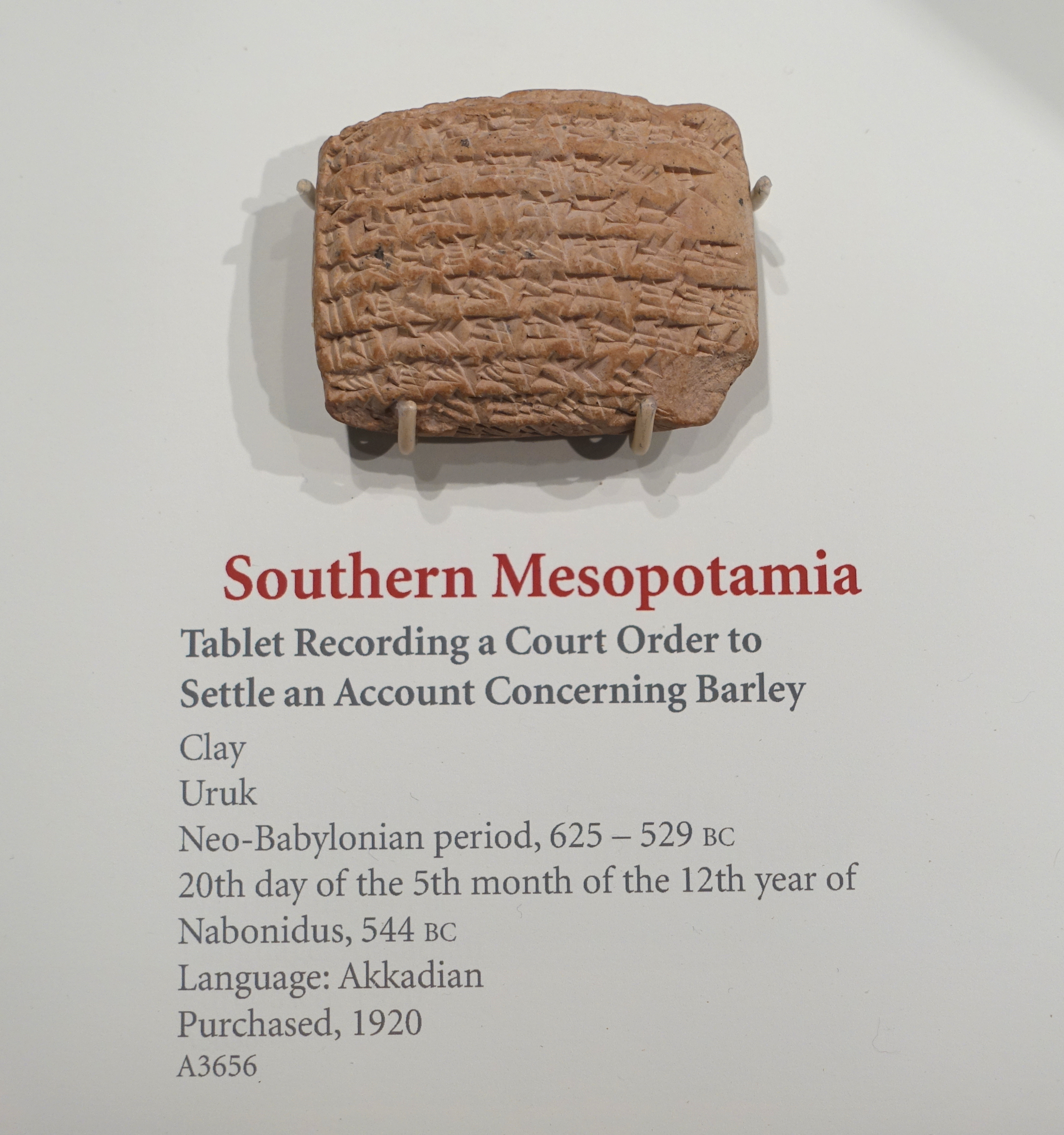
Tablette relative à un litige juridique sur de l'orge, provenant d'Uruk et datée du règne de Nabonide (544 av. J.-C.). Musée de l'Oriental Institute de Chicago.
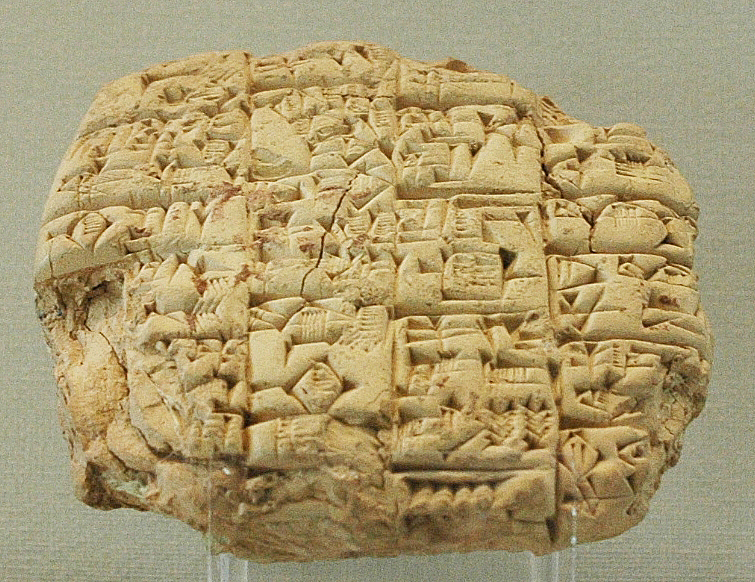
Lettre du grand-prêtre Lu’enna au roi de Lagash l'informant de la mort de son fils au combat. V. 2400 av. J.-C. Girsu, Musée du Louvre.
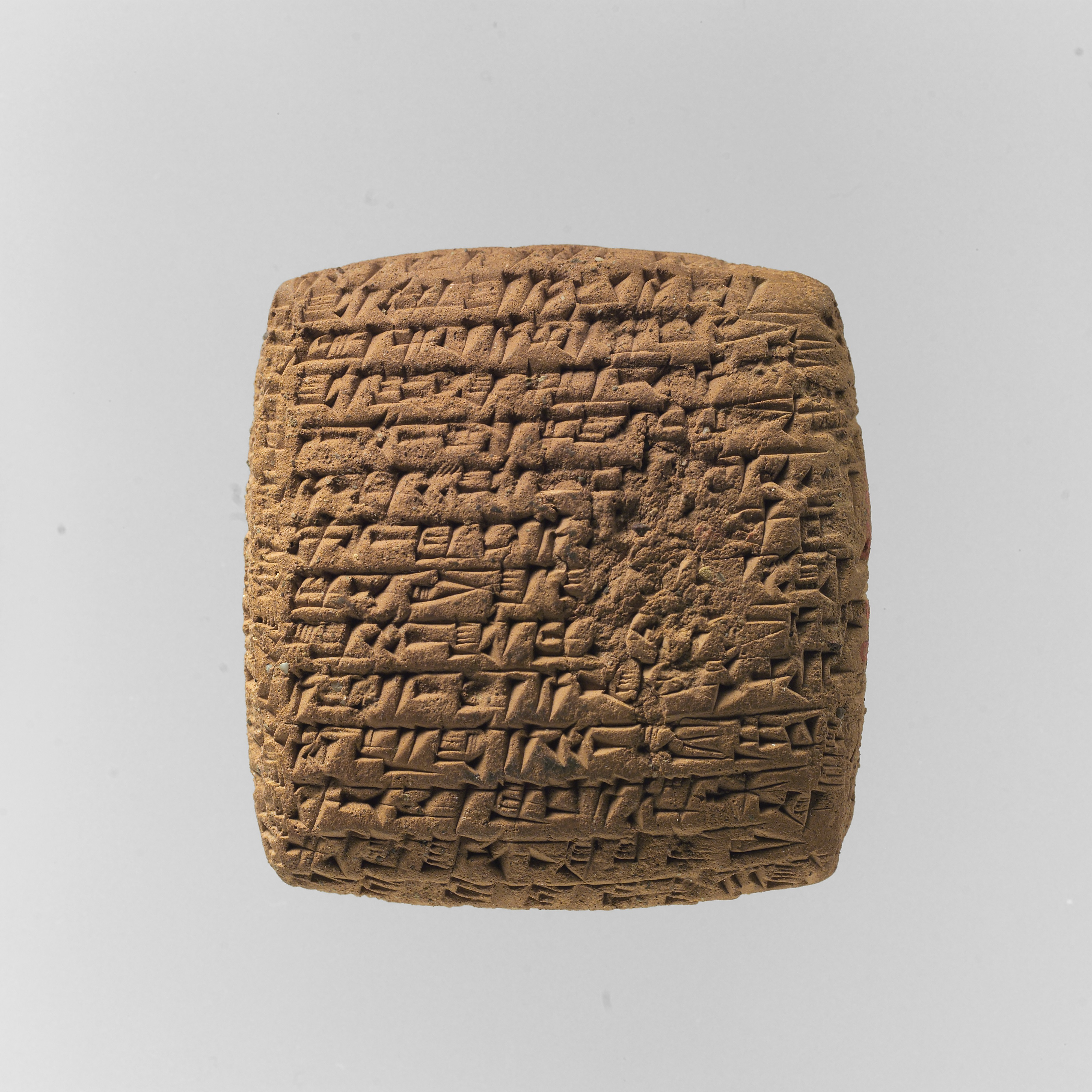
Lettre d'un marchand à un responsable de convoi, Kültepe, période paléo-assyrienne (XIXe siècle av. J.-C.). Metropolitan Museum of Art.
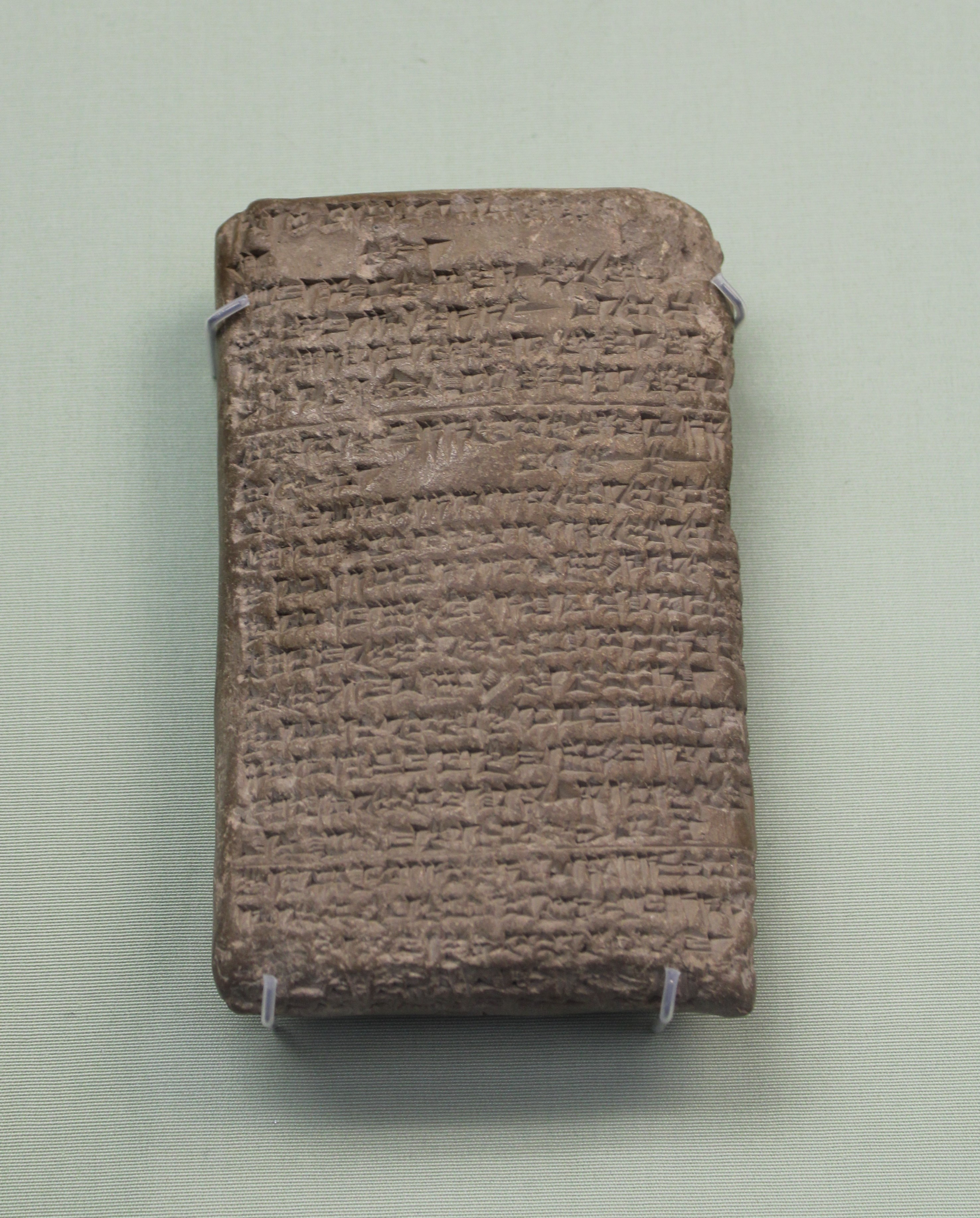
Lettre adressée par Burna-Buriash II à Akhenaton ou Toutankhamon. Lettres d'Amarna, XIVe siècle av. J.-C. British Museum.

Les textes savants sont minoritaires en quantité. D'abord circulant sous des formes diverses, ils connaissent dans le courant du IIe millénaire av. J.-C. un processus de standardisation, aboutissant à la constitution de textes constituant la base du savoir mésopotamien, généralement composés de plusieurs tablettes, et connus par un titre qui est leur incipit, les premiers mots de leur première tablette ; par exemple le texte médical Sakikkû, « Symptômes ». Ils se composent en premier lieu de listes lexicales, genre de texte qui se développe dès les débuts de l'écriture. C'est une forme de lexicographie : ce sont des énumérations de signes, classés selon un principe prédéfini, et souvent divisées en un nombre variable de colonnes, expliquant un signe ou un terme déterminé. Il en existe un nombre extrêmement varié : syllabaires, vocabulaires, listes thématiques, listes bi- ou trilingues (donnant la traduction d'un mot dans plusieurs langues), etc. Elles servent beaucoup pour l'apprentissage de l'écriture et des métiers lettrés. Aux époques récentes, elles peuvent comprendre plusieurs dizaines de tablettes et des milliers d'entrées. Les corpus de textes savants sont aussi constitués de textes techniques destinés à l'apprentissage et l'exercice de certaines fonctions, avant tout rituelles (chants liturgiques, divination, exorcisme, magique), mais aussi mathématiques, juridiques, etc.. Les lettrés mésopotamiens ont développé au fil du temps des textes techniques de plus en plus complexes, que les historiens désignent comme des « séries ». Les textes astronomiques qui se développent plus tardivement circulent sous des formes propres (rapports d'observation, « éphémérides », « almanachs », etc.).

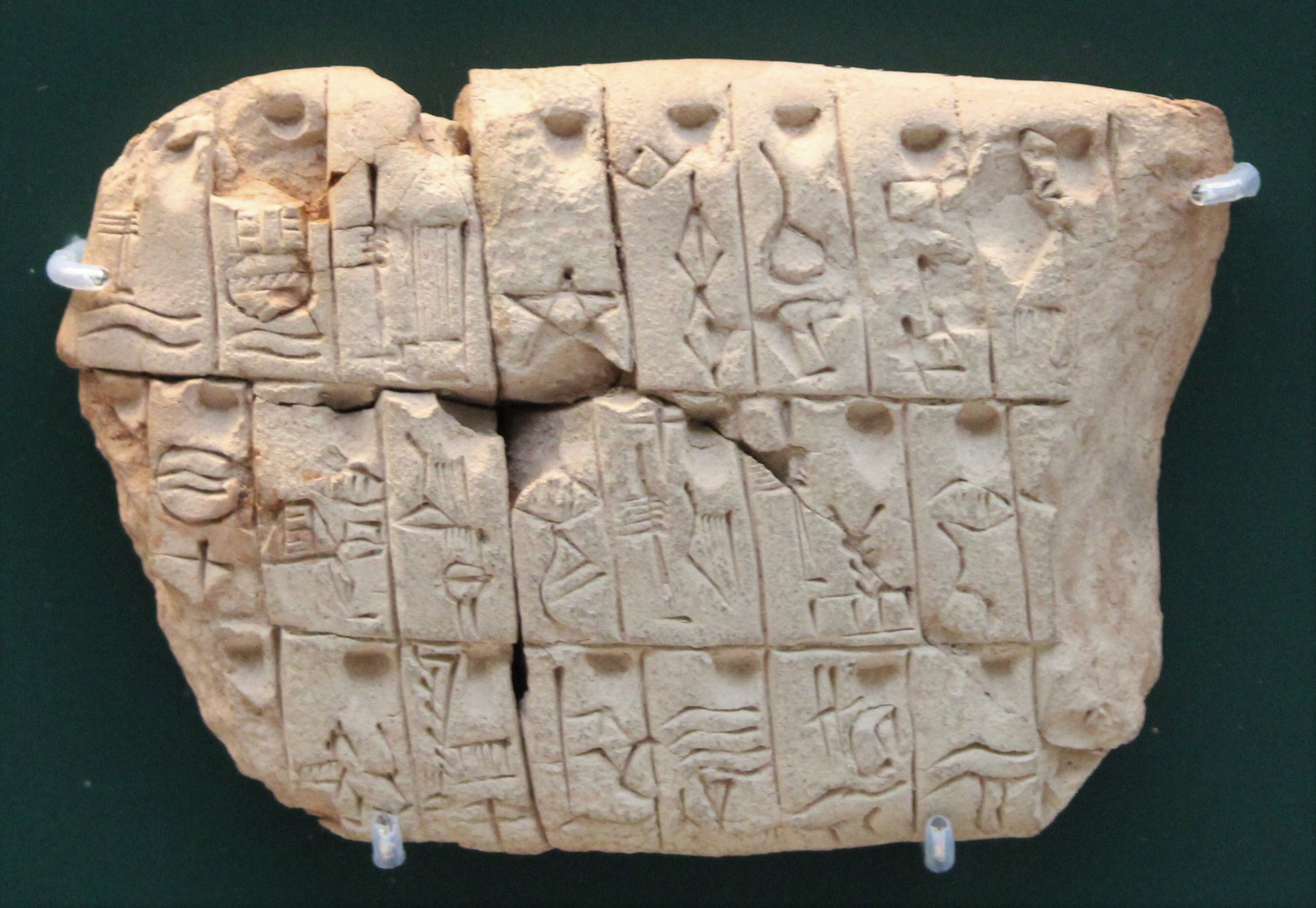
Liste de noms de lieux, période de Djemdet-Nasr, v. 3000-2900 av. J.-C. British Museum.
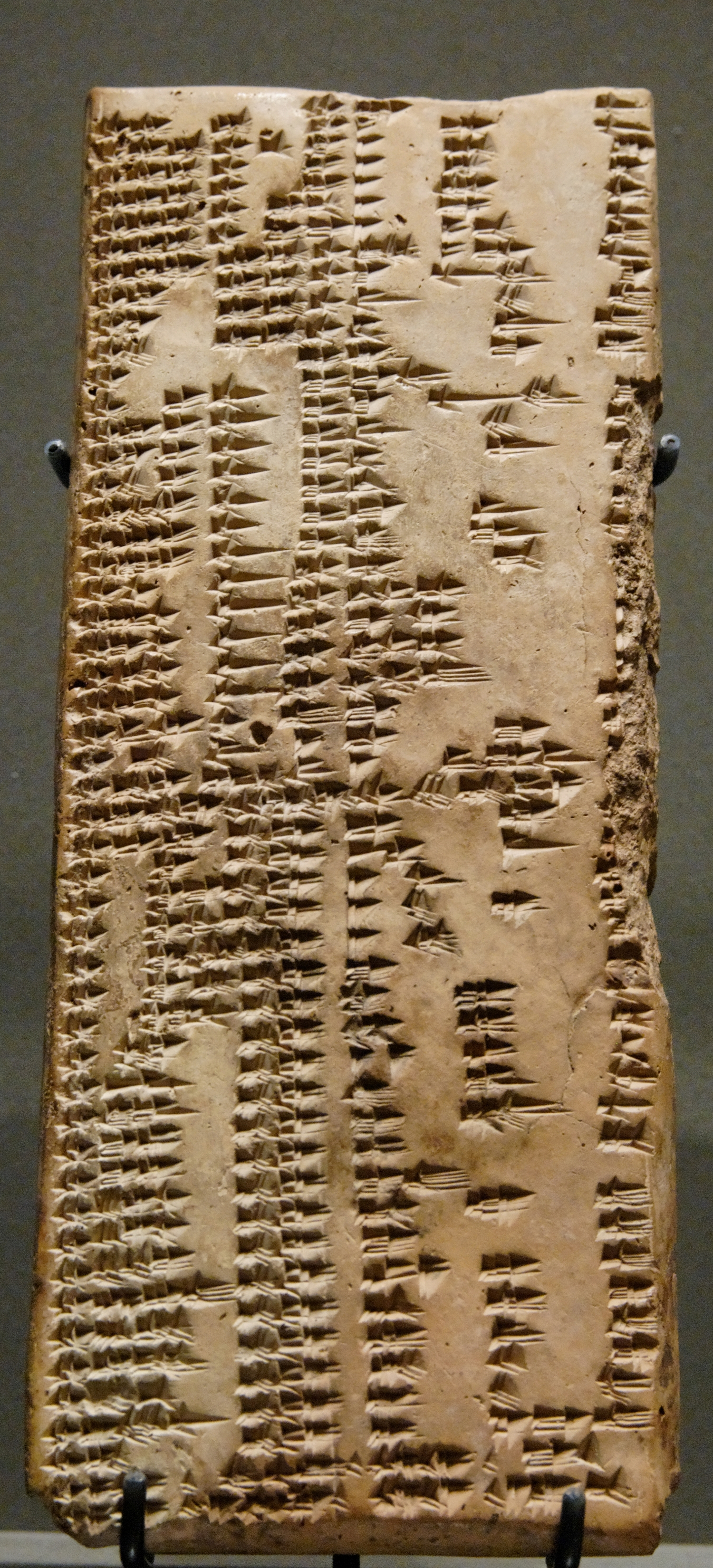
Seizième tablette de la liste lexicale HA.RA = hubullu sur les pierres et objets en pierre. Uruk, fin du Ier millénaire av. J.-C. Musée du Louvre.
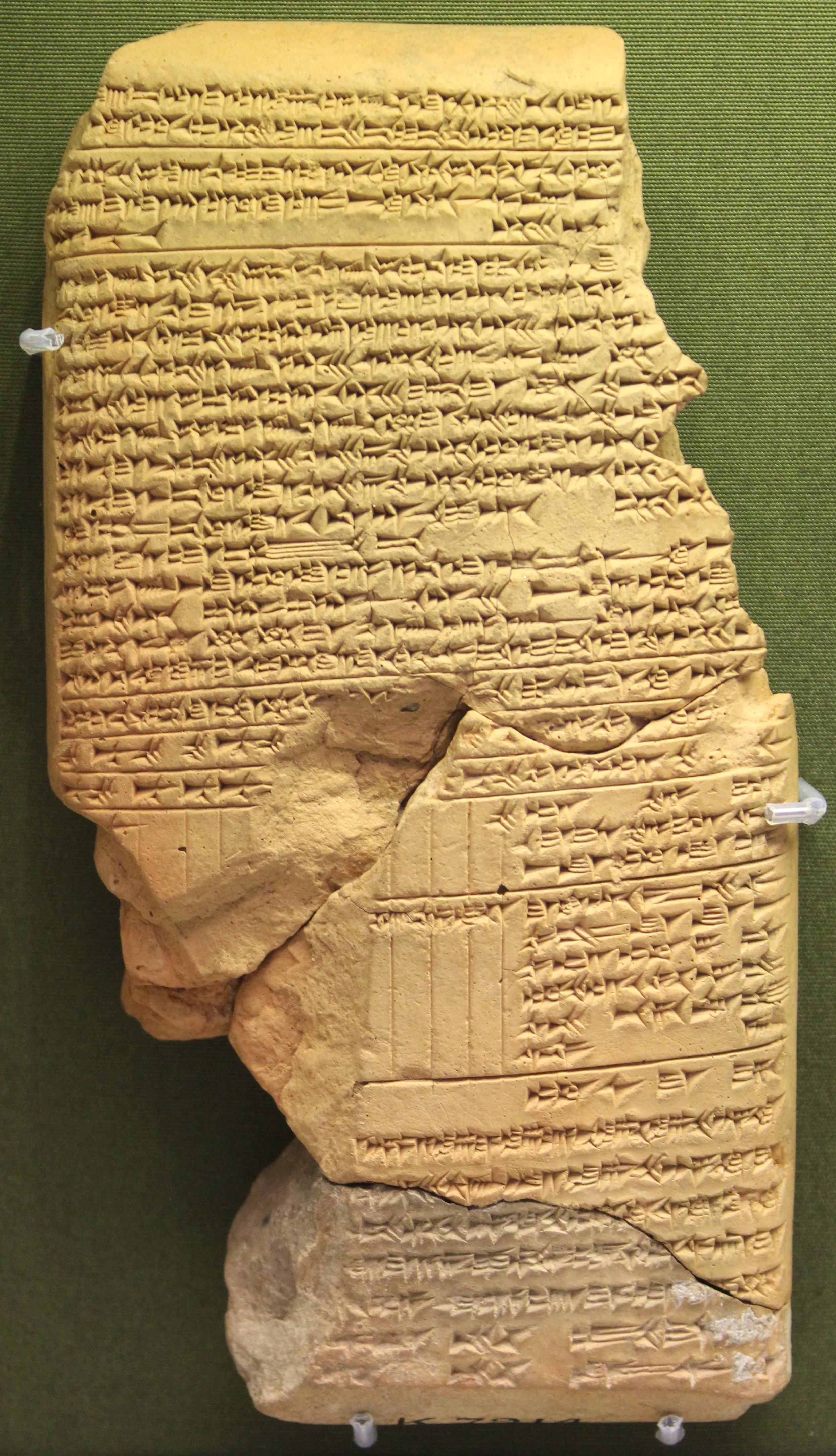
Tablette du « Manuel du devin », ouvrage divinatoire. Bibliothèque d'Assurbanipal de Ninive, VIIe siècle av. J.-C. British Museum.
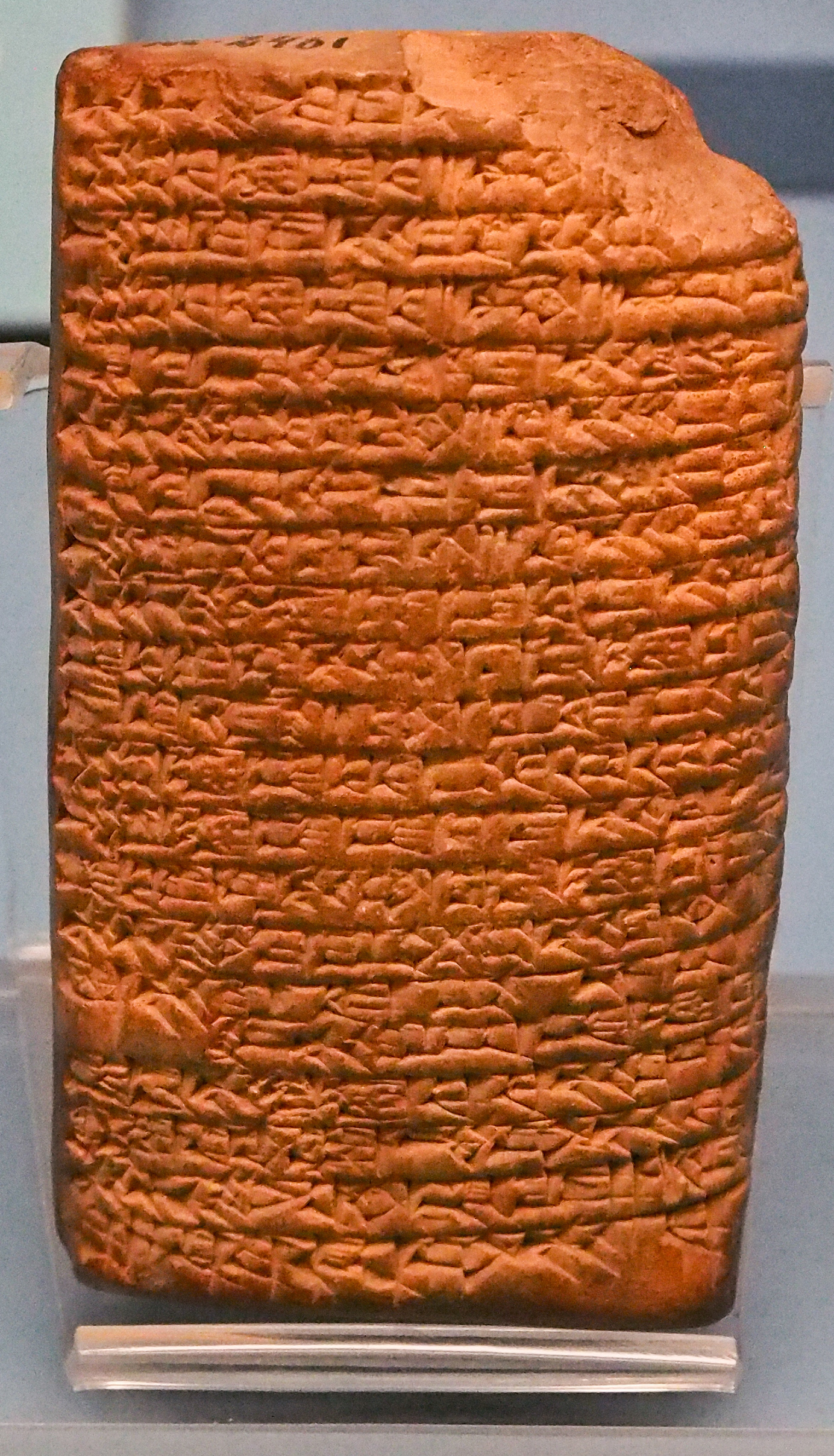
Chant d'amour au roi Shu-Sîn. Nippur, début du IIe millénaire av. J.-C. Musée archéologique d'Istanbul.
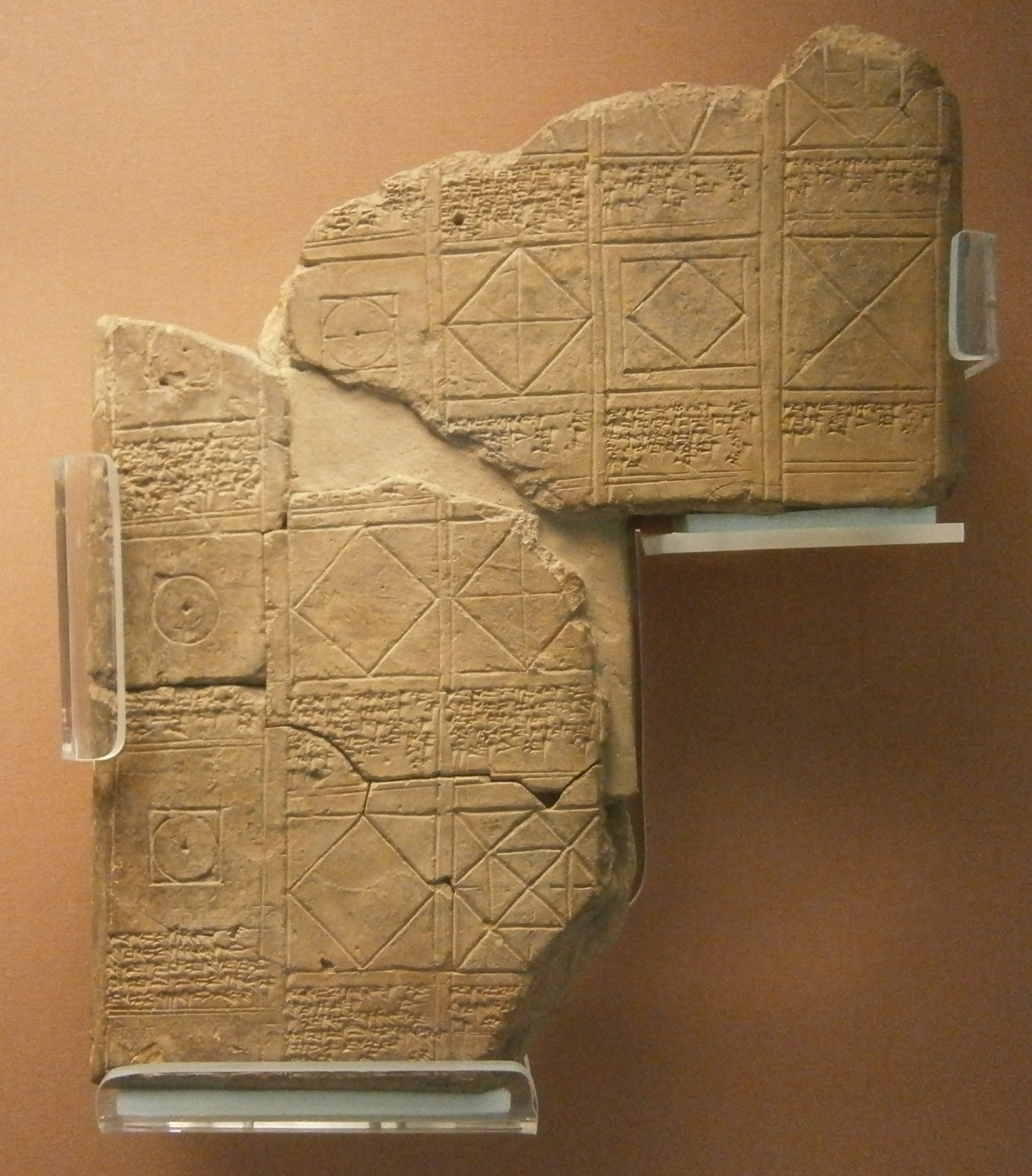
Tablette partiellement illustrée compilant des problèmes géométriques concernant des calculs de volumes, avec leur solution. Larsa, période paléo-babylonienne (v. 1900-1700 av. J.-C.). British Museum.
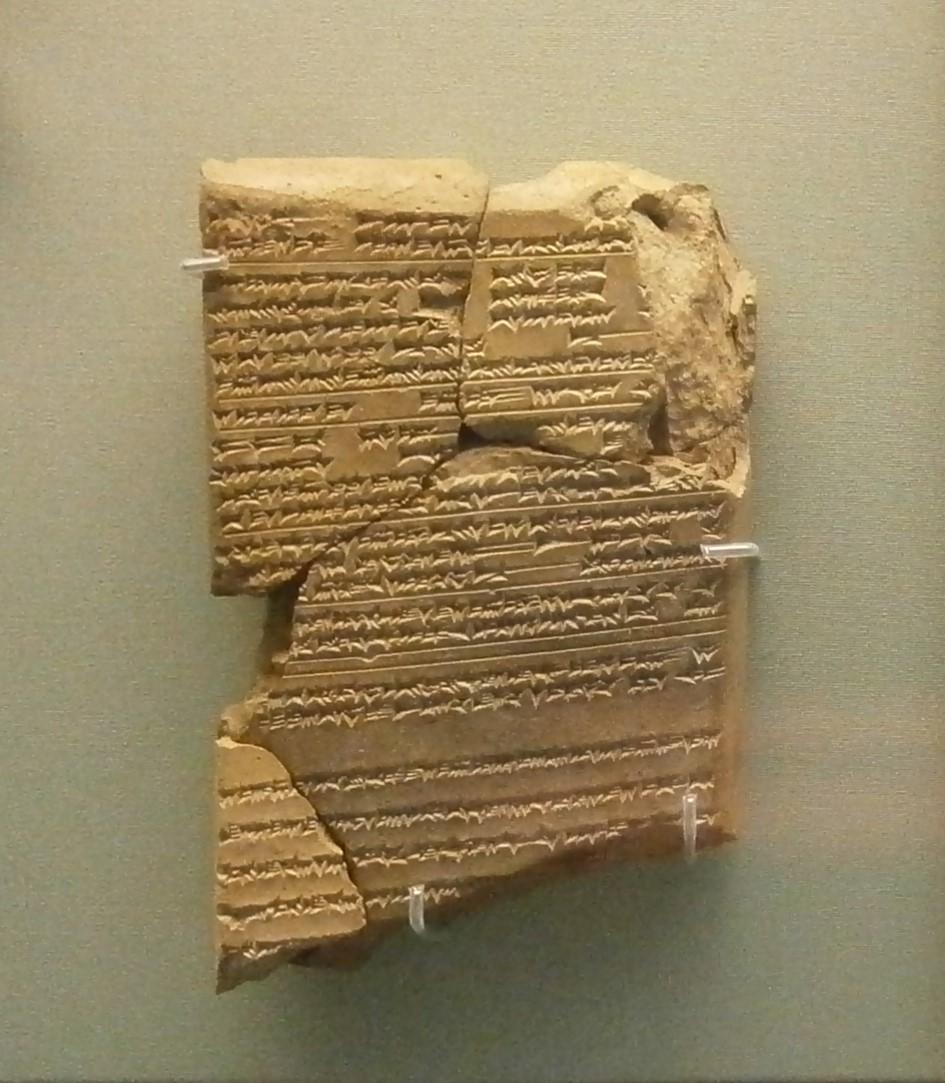
Tablette prescrivant des remèdes de type médical (cataplasmes) et magiques (réalisation d'amulettes) pour guérir des jeunes enfants. Ninive, v. 650 av. J.-C., British Museum.
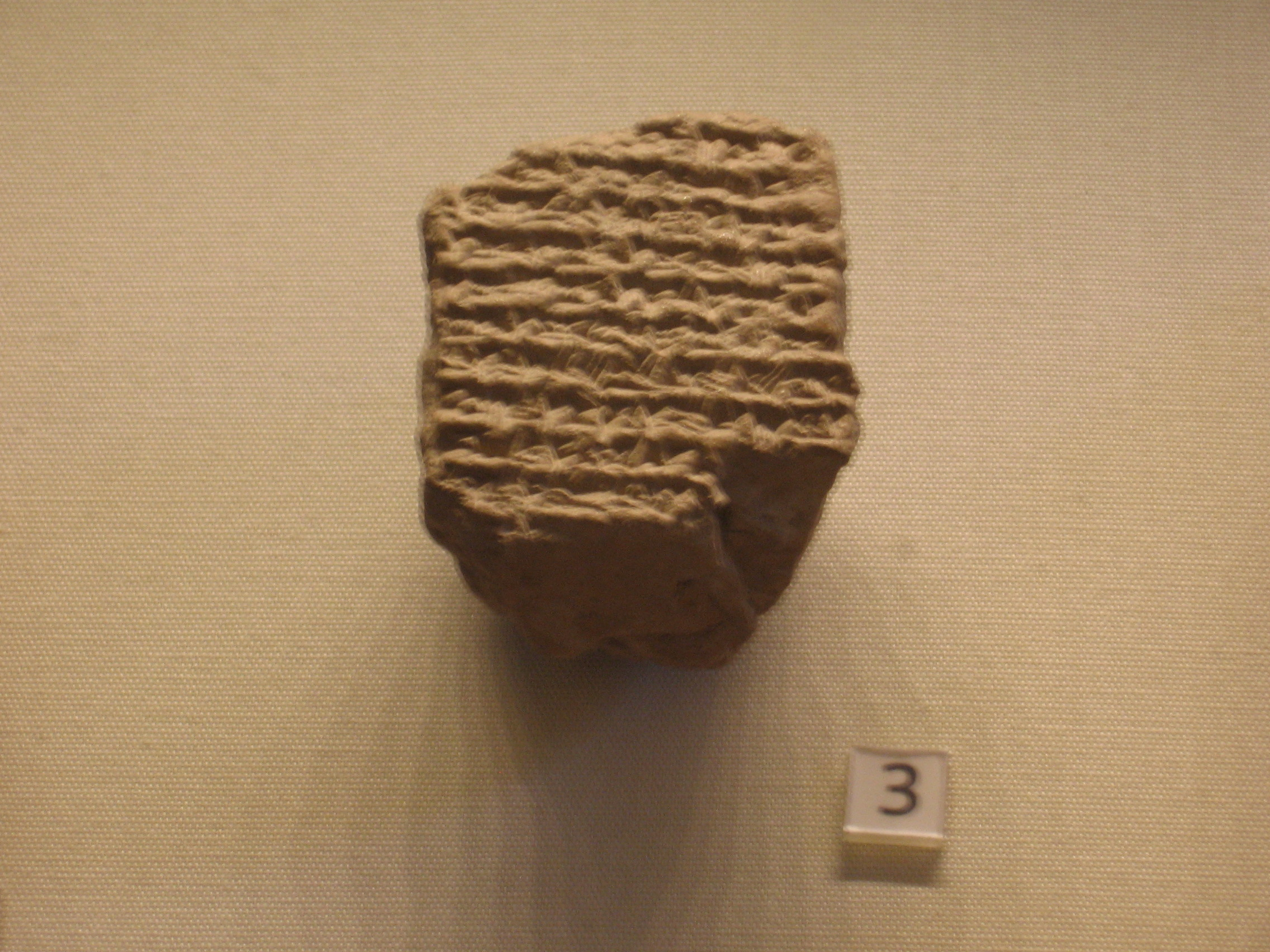
Rapport d'observation astronomique daté de 323-322 av. J.-C., mentionnant la mort d'Alexandre le Grand. British Museum.

Les « belles lettres » mésopotamiennes sont moins nombreuses en quantité. Elles comprennent d'abord un ensemble de textes rangés dans la catégorie des sagesses (ou littérature sapientiale), qui peuvent être des recueils de proverbes (Instructions de Shuruppak), de débats savants (des « tensons », caractéristiques de la littérature en sumérien) ou des récits argumentés plus élaborés rappelant le Livre de Job (Ludlul bēl nēmeqi, « Je loue le Seigneur de sagesse »). Certains ont un aspect comique. Les mythes et épopées mésopotamiens comprennent un nombre varié de récits, comprenant des récits de création, des combats divins et héroïques. Parmi les mythes sumériens les plus élaborés, on peut citer Lugal-e (« Ô Roi ! ») qui relate les affrontements du dieu Ninurta contre une armée de monstres de pierre, et la Descente d'Inanna aux Enfers dans lequel la déesse Inanna cherche à devenir la reine des Enfers, sans succès ; ce mythe connaît plus tard une traduction raccourcie en akkadien. Les textes épiques sumériens mettent souvent en scène des rois d'Uruk ayant acquis un statut légendaire ; le plus important d'entre eux est Gilgamesh, dont la tradition épique est refondue dans la première moitié du IIe millénaire av. J.-C. dans un récit unique, l’Épopée de Gilgamesh, qui connaît sa version définitive à la fin du même millénaire (sous le titre ša nagba īmuru, « Celui qui a tout vu », là encore son incipit). Les savants babyloniens de la même époque élaborent également des récits mythologiques complexes, en premier lieu Enūma eliš (« Lorsqu'en haut »), qui raconte comment le dieu babylonien Marduk est devenu le roi des dieux.

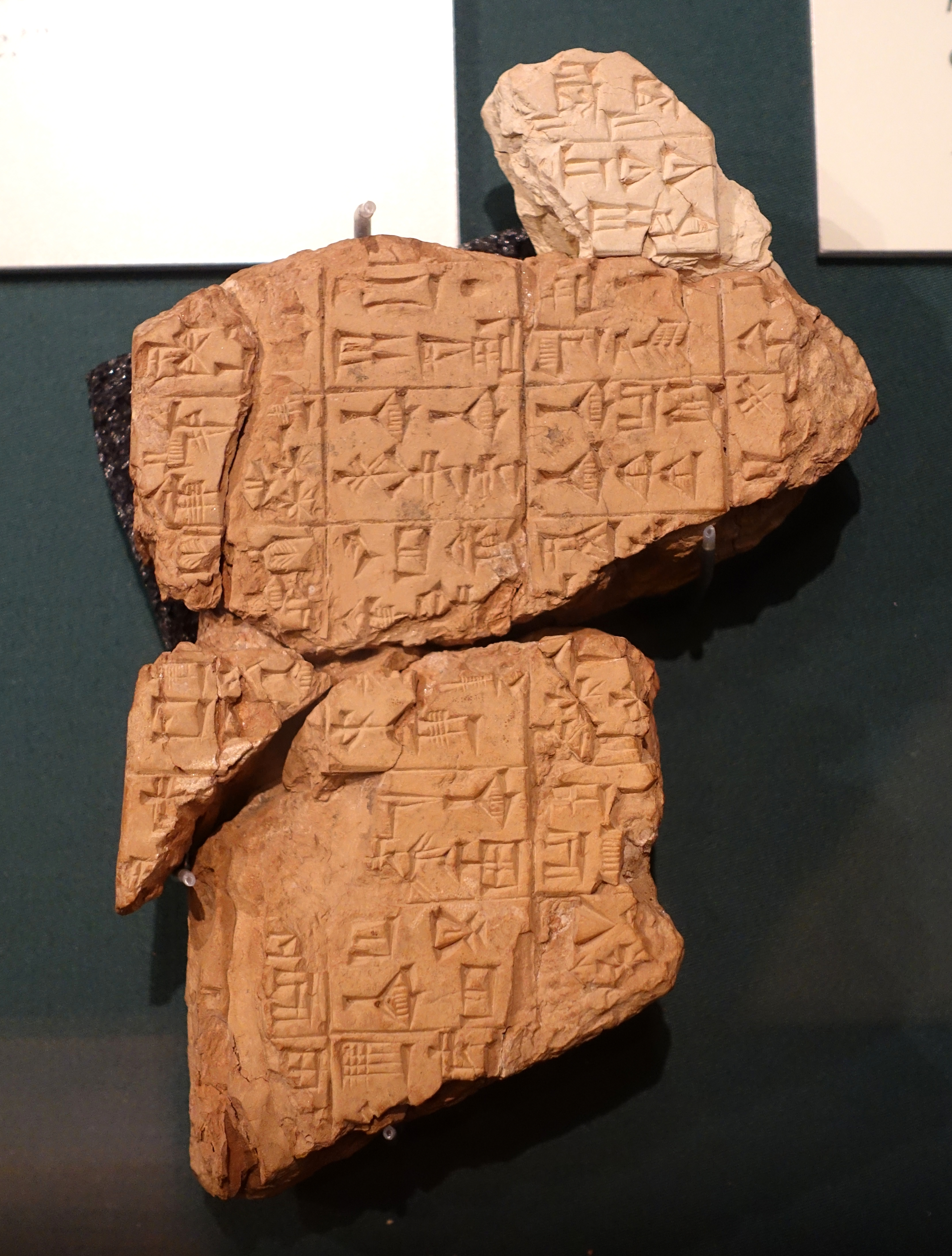
Fragment des Instructions de Shuruppak, texte sapiential, mis au jour à Adab (Bismaya), v. 2600-2500 av. J.-C.). Musée de l'Oriental Institute de Chicago.
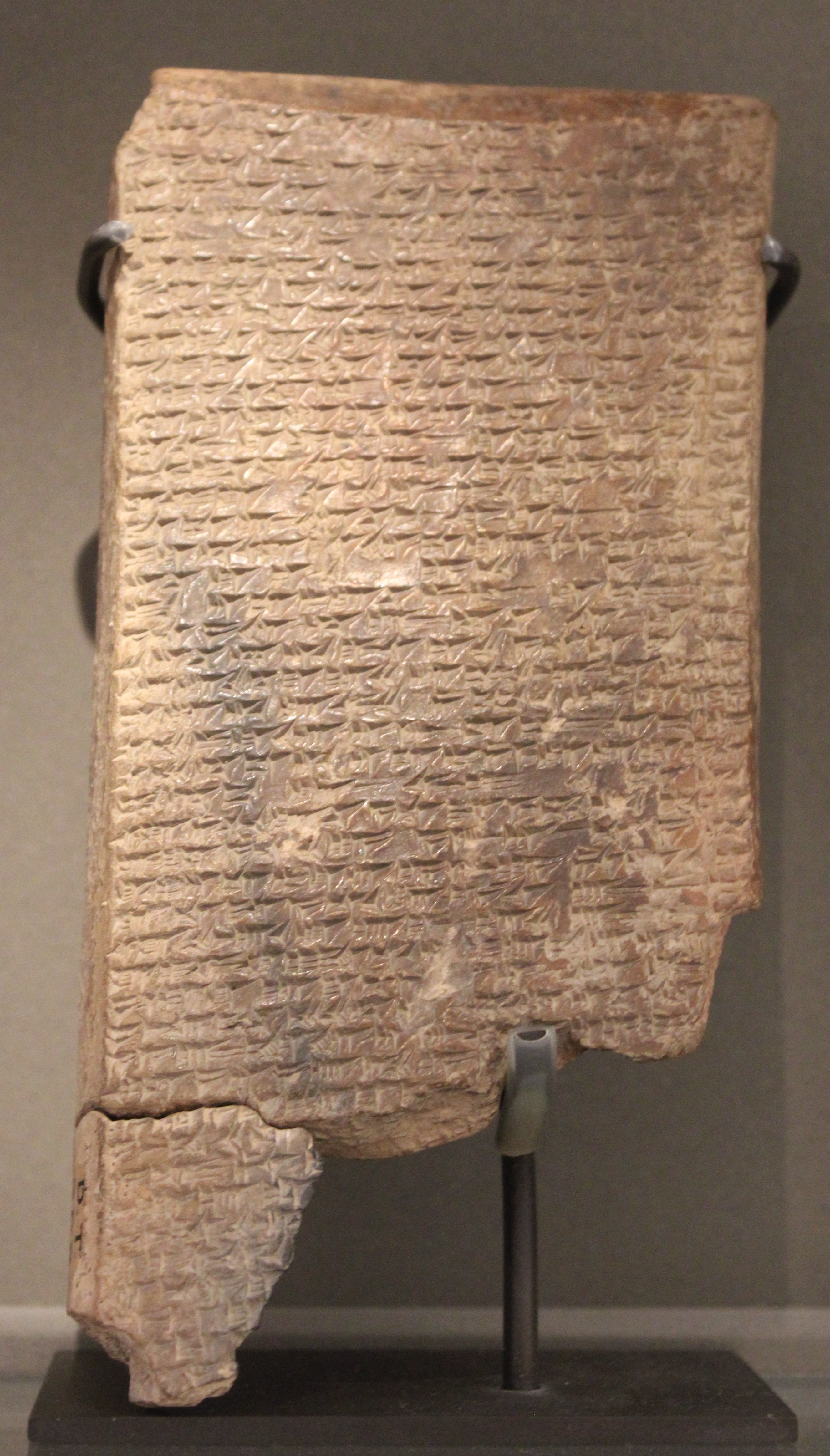
Copie du texte sapiential Ludlul bēl nēmeqi. Ninive, VIIe siècle av. J.-C. Musée du Louvre.
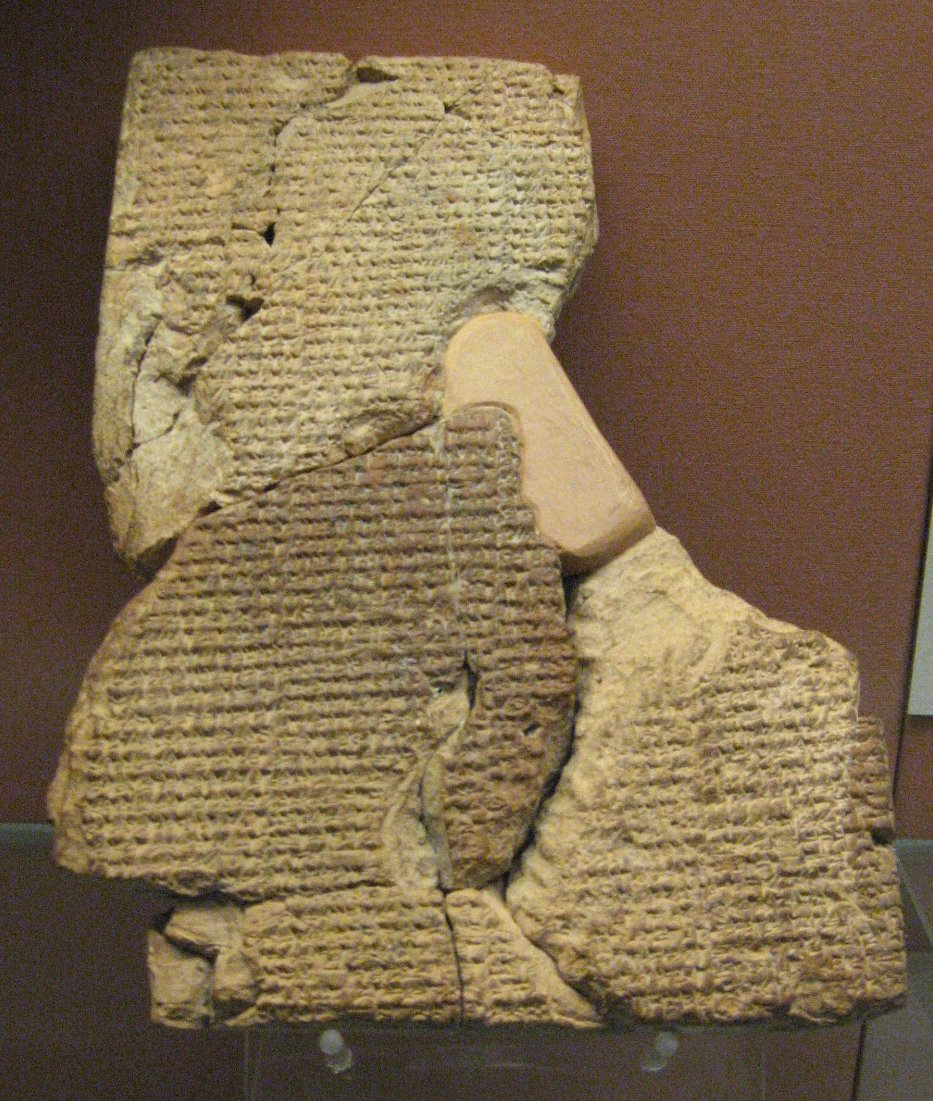
Première tablette du mythe du « Supersage », Atrahasis. Sippar, XVIIe siècle av. J.-C. British Museum.
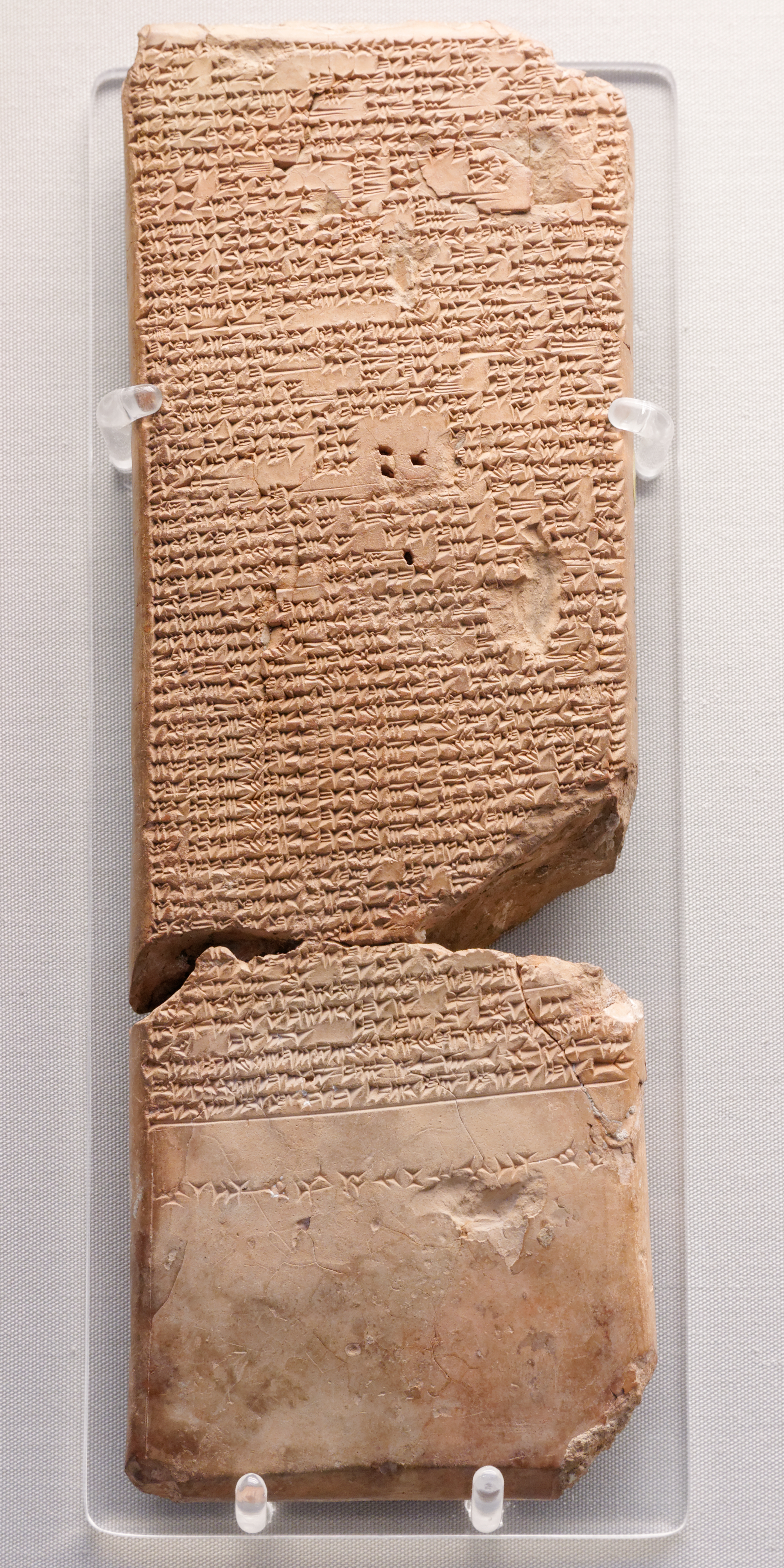
Copie de la version akkadienne du mythe de la Descente d'Ishtar aux Enfers, issue de la « Bibliothèque d'Assurbanipal » à Ninive, VIIe siècle av. J.-C. British Museum.
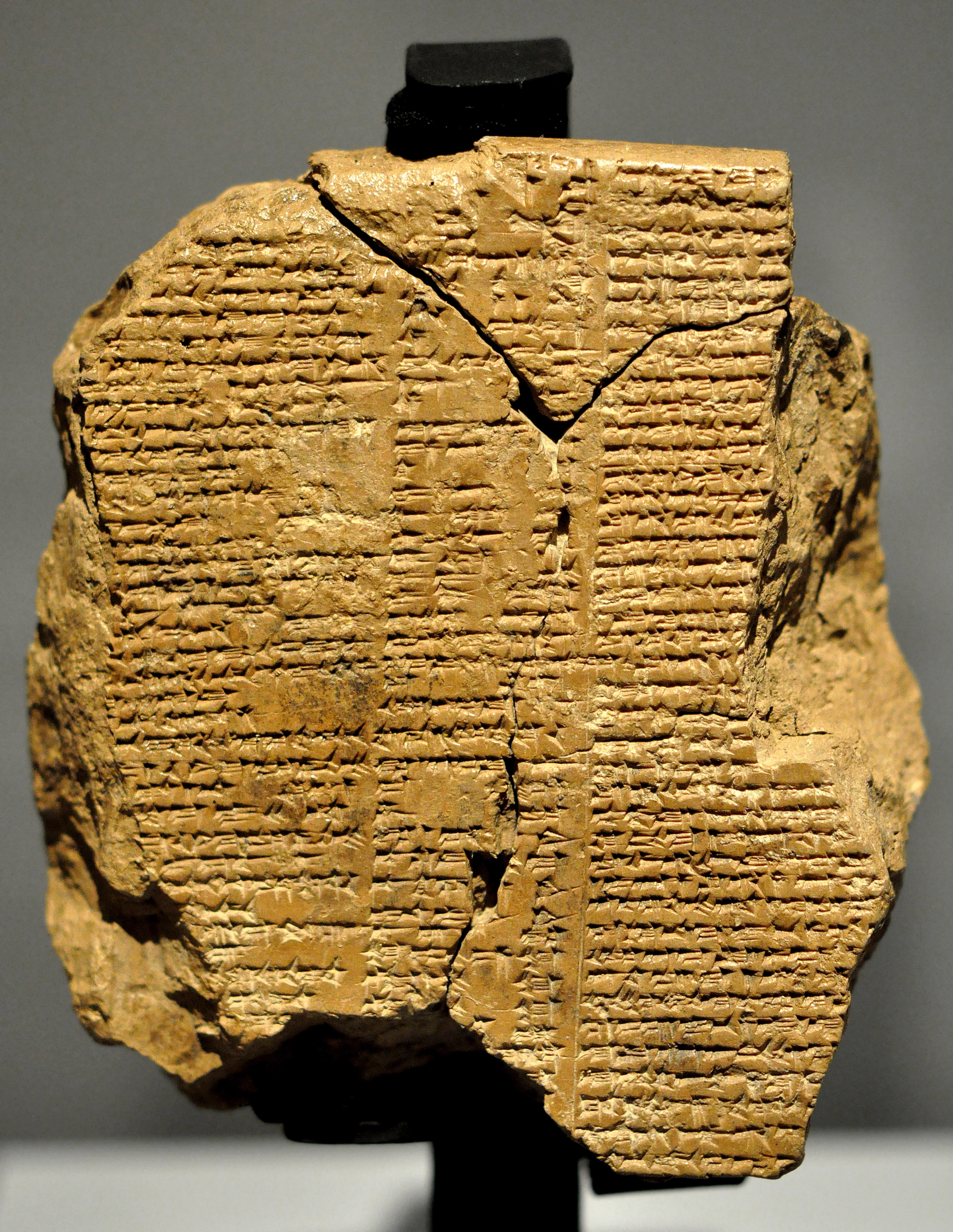
Tablette V de l’Épopée de Gilgamesh, époque néo-babylonienne (VIe siècle av. J.-C.). Musée de Sulaymaniyah.

Un autre genre que l'on peut distinguer est celui des inscriptions et textes royaux. Ce sont des textes produits par les rois, destinés à célébrer leurs grandes œuvres. Les perdants ayant rarement l'occasion de se faire entendre, ce sont le plus souvent les vainqueurs qui ont la parole. Ce genre de textes va de l'inscription de fondation, jusqu’à des récits plus élaborés comme les Annales royales assyriennes,,. Les événements historiques sont également rapportés dans des chroniques historiques, développant une historiographie mésopotamienne, entremêlant souvent événements réels et éléments légendaires, d'un point de vue généralement biaisé. Plusieurs présentent une vision du monde dans laquelle l'exercice de la royauté est déterminée par les volontés divines, et se transmet généralement suivant un principe cyclique depuis des temps anciens (vision qui ressort notamment de la Liste royale sumérienne). Ce genre connaît un important développement aux périodes récentes, devenant parfois une sorte de littérature de propagande.

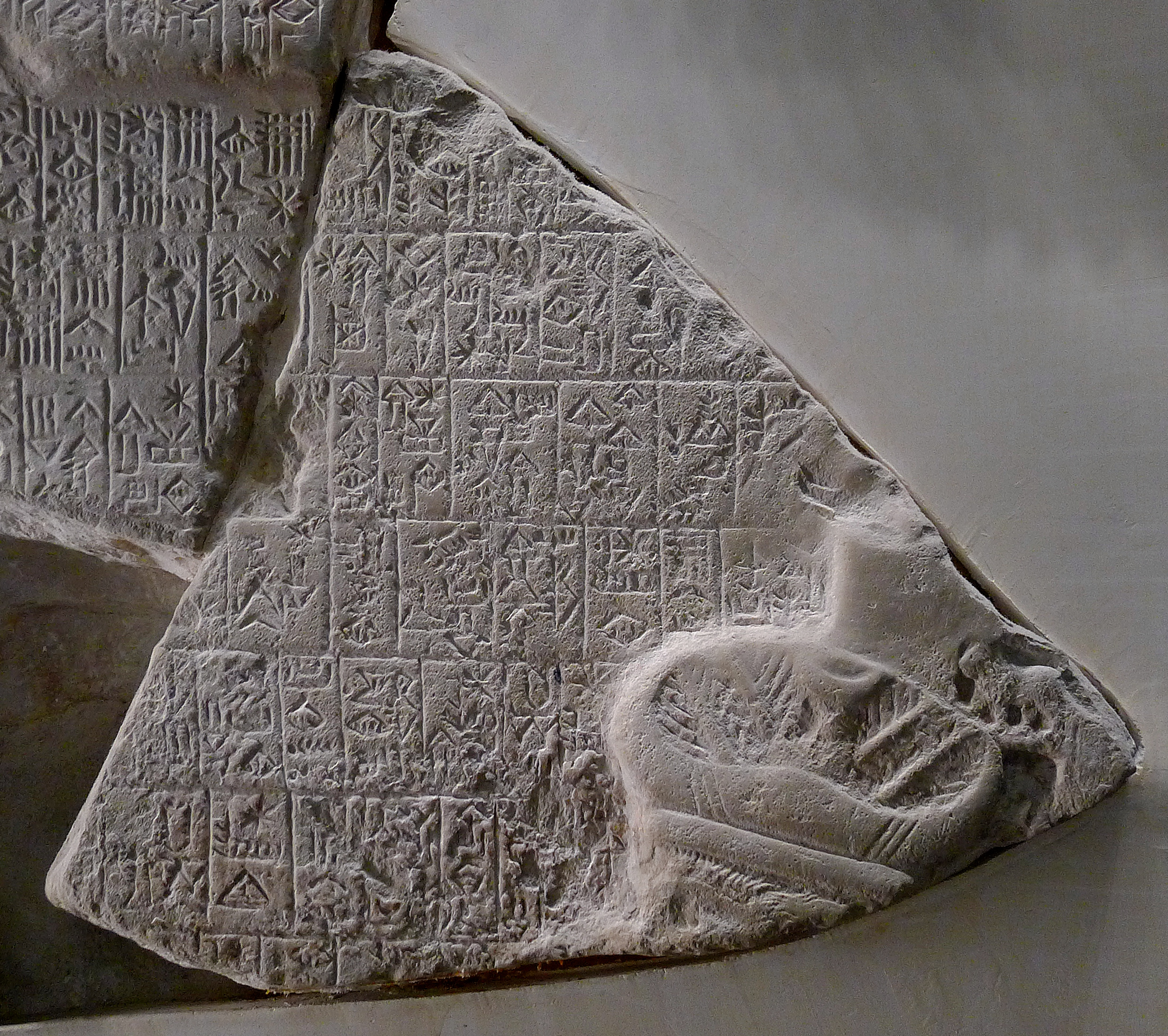
Fragment de l'inscription commémorative de la Stèle des vautours, v. 2400 av. J.-C. Girsu, musée du Louvre.
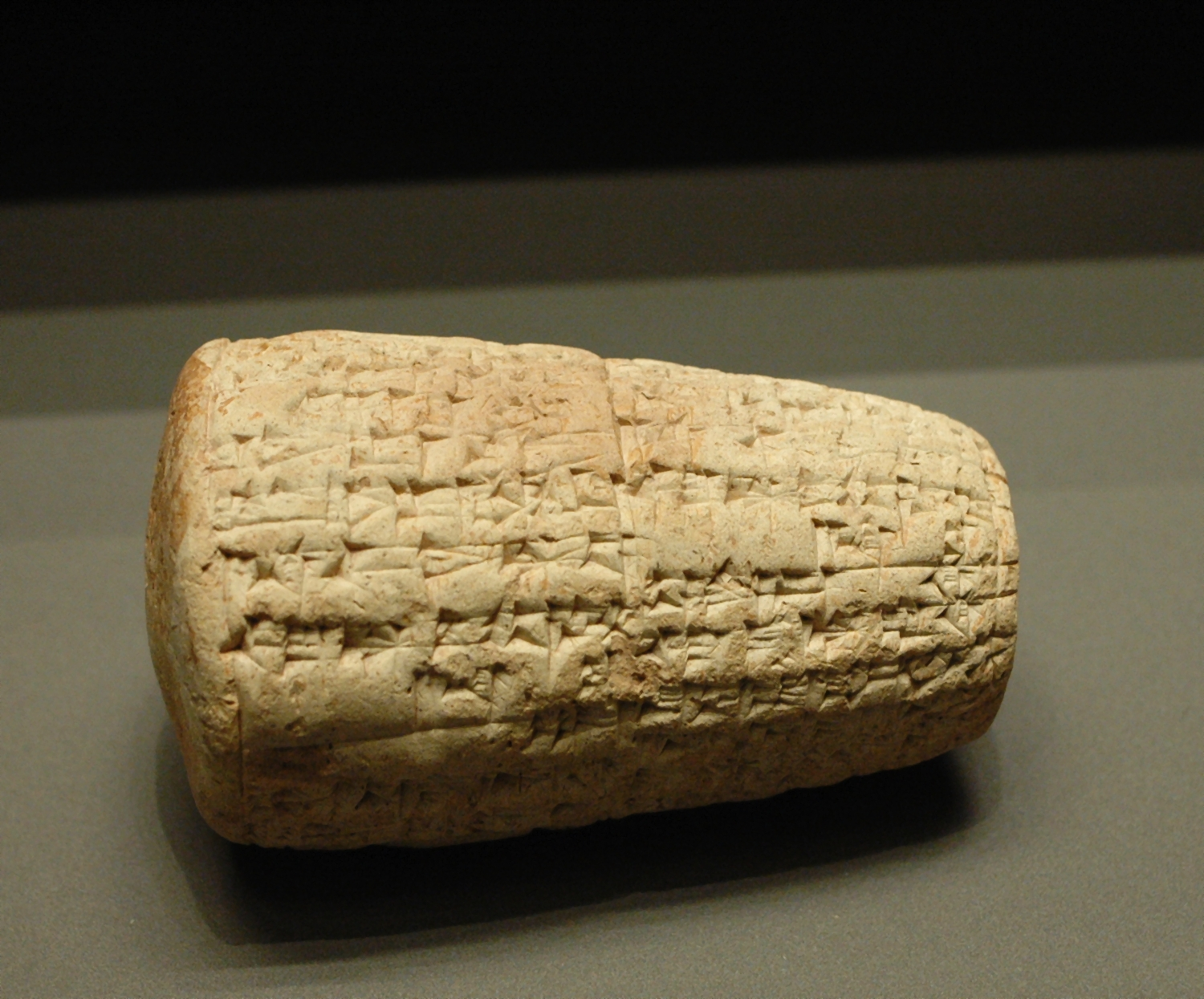
Inscription royale du roi Hammurabi de Babylone (v. 1792-1750 av. J.-C.), rédigée sur un cône d'argile, commémorant la reconstruction de la muraille de Sippar de Shamash. Musée du Louvre.
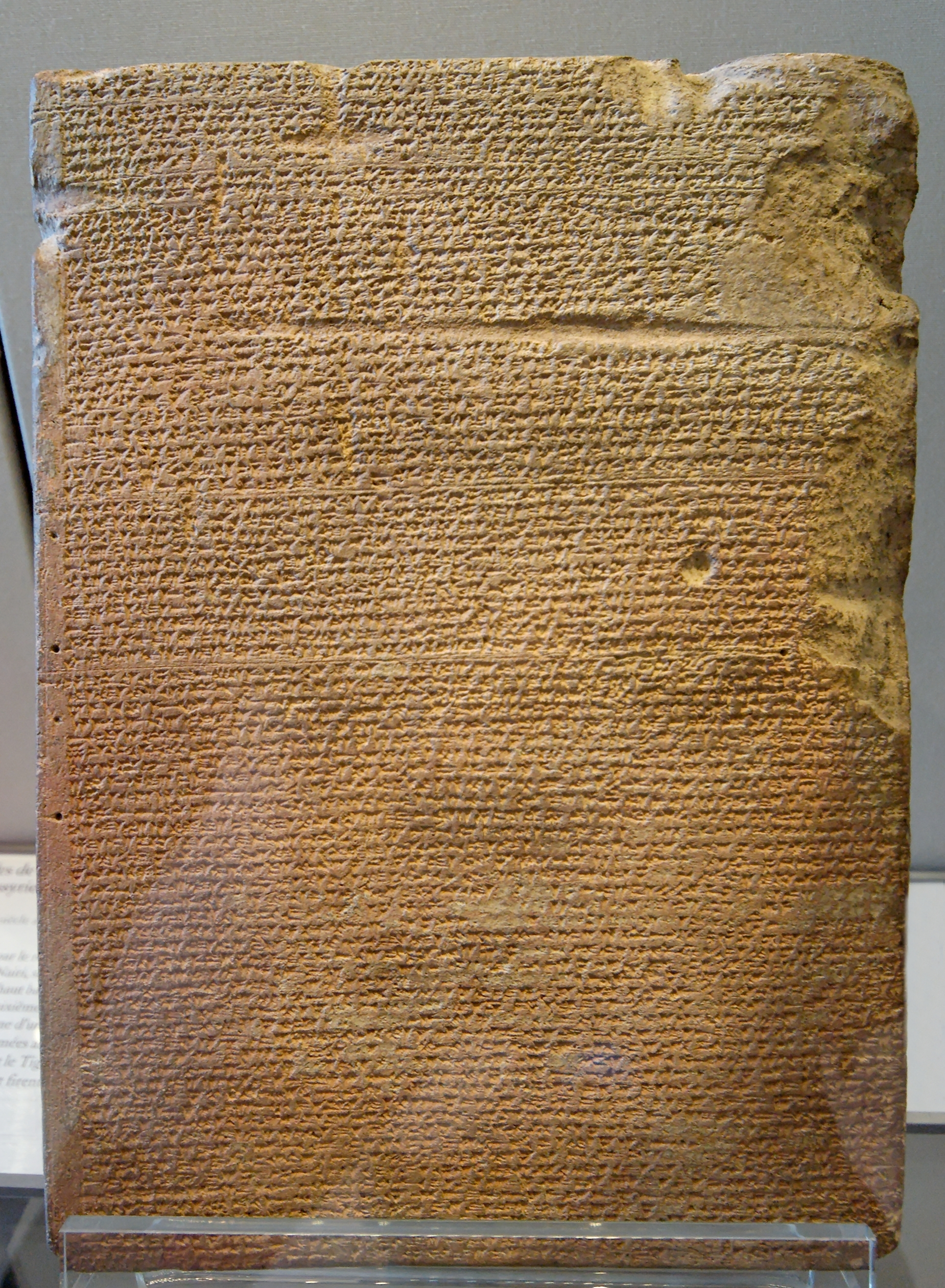
Tablette des Annales du roi assyrien Tukulti-Ninurta II (890-884 av. J.-C.) relatant une campagne menée contre l'Urartu. Musée du Louvre.
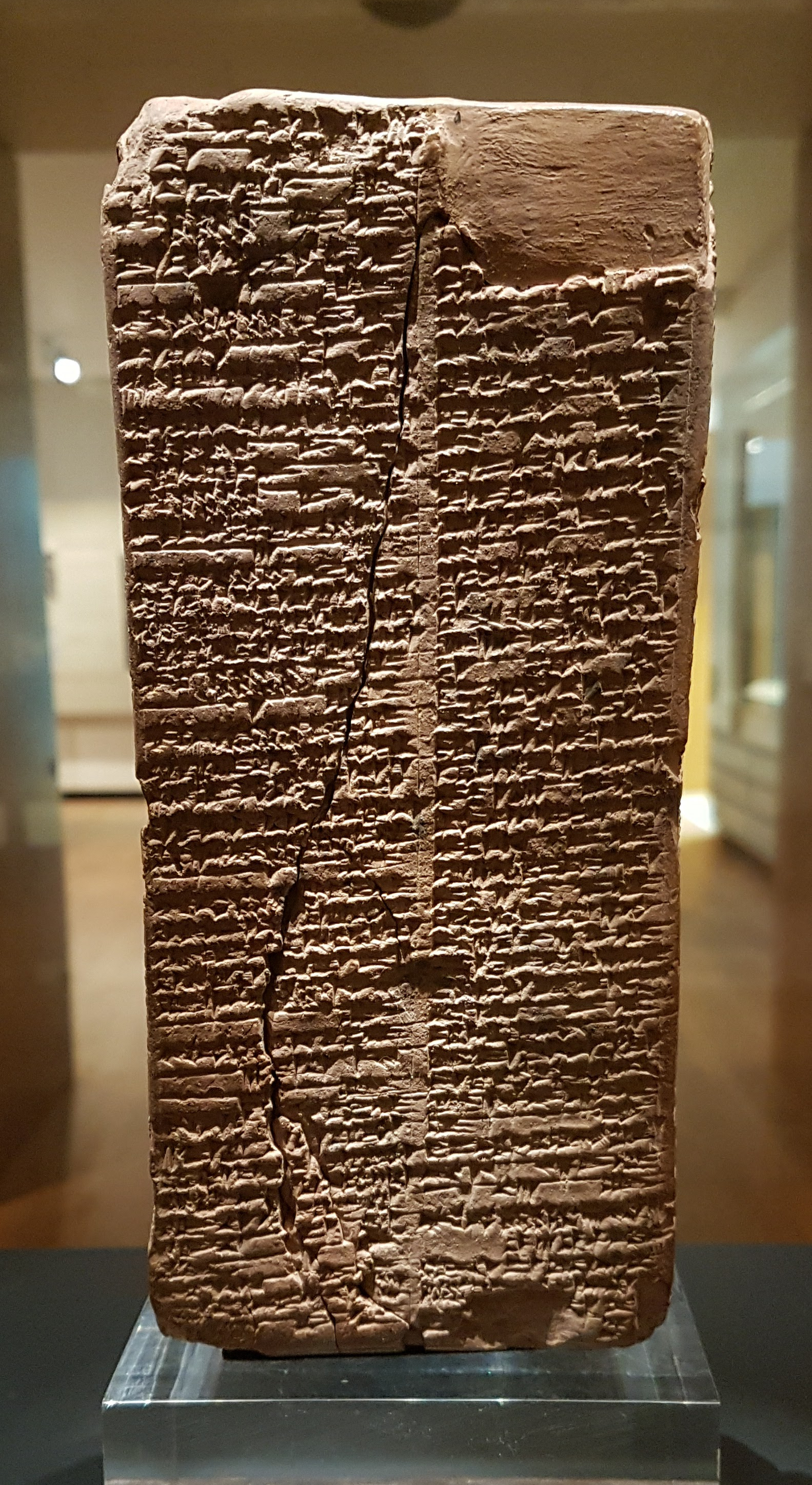
Copie de la Liste royale sumérienne (« prisme Weld-Blundell ») provenant de Larsa, XIXe siècle av. J.-C. Ashmolean Museum.
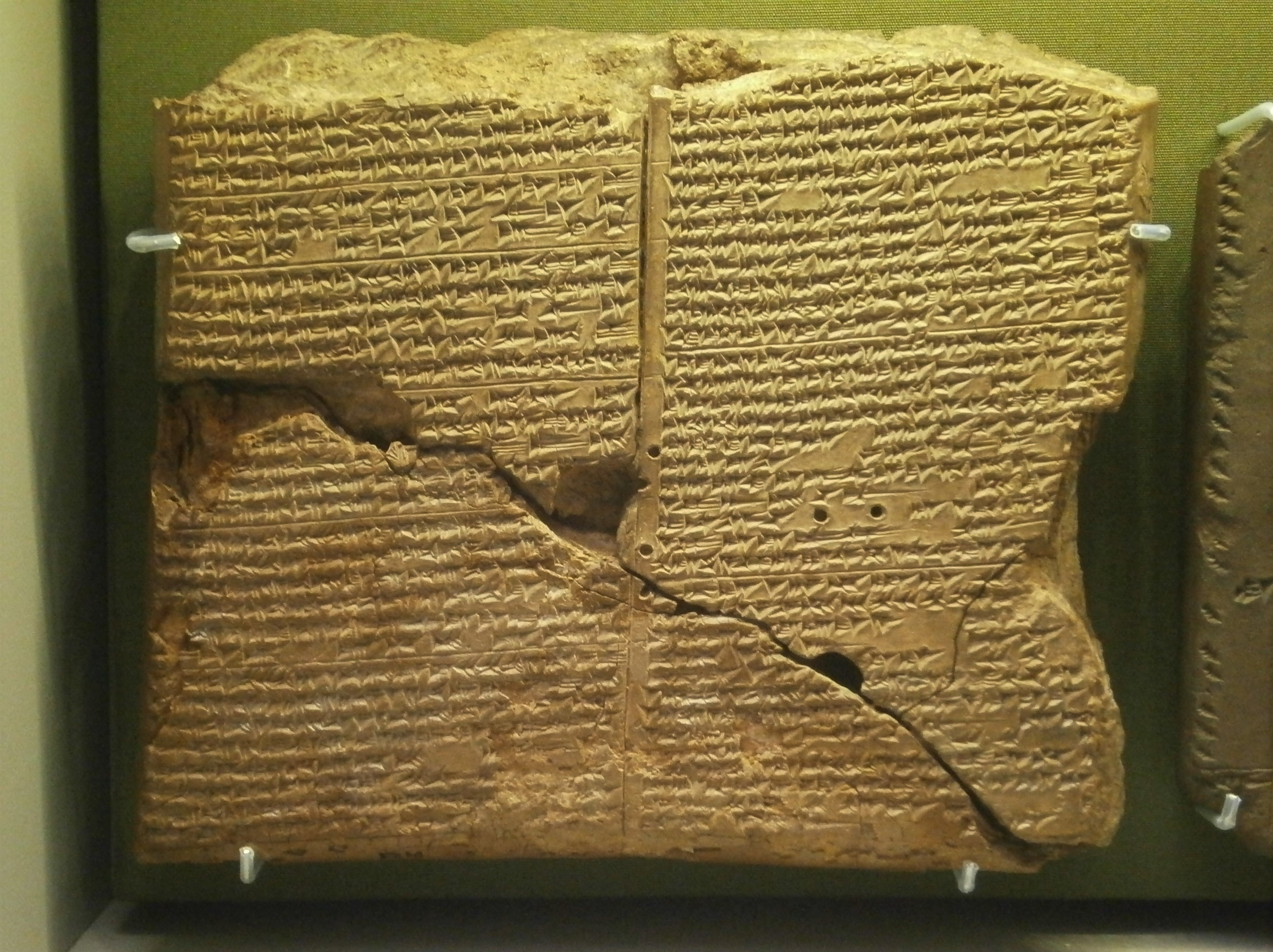
Histoire synchronique, texte historiographique. Ninive, VIIe siècle av. J.-C. British Museum.
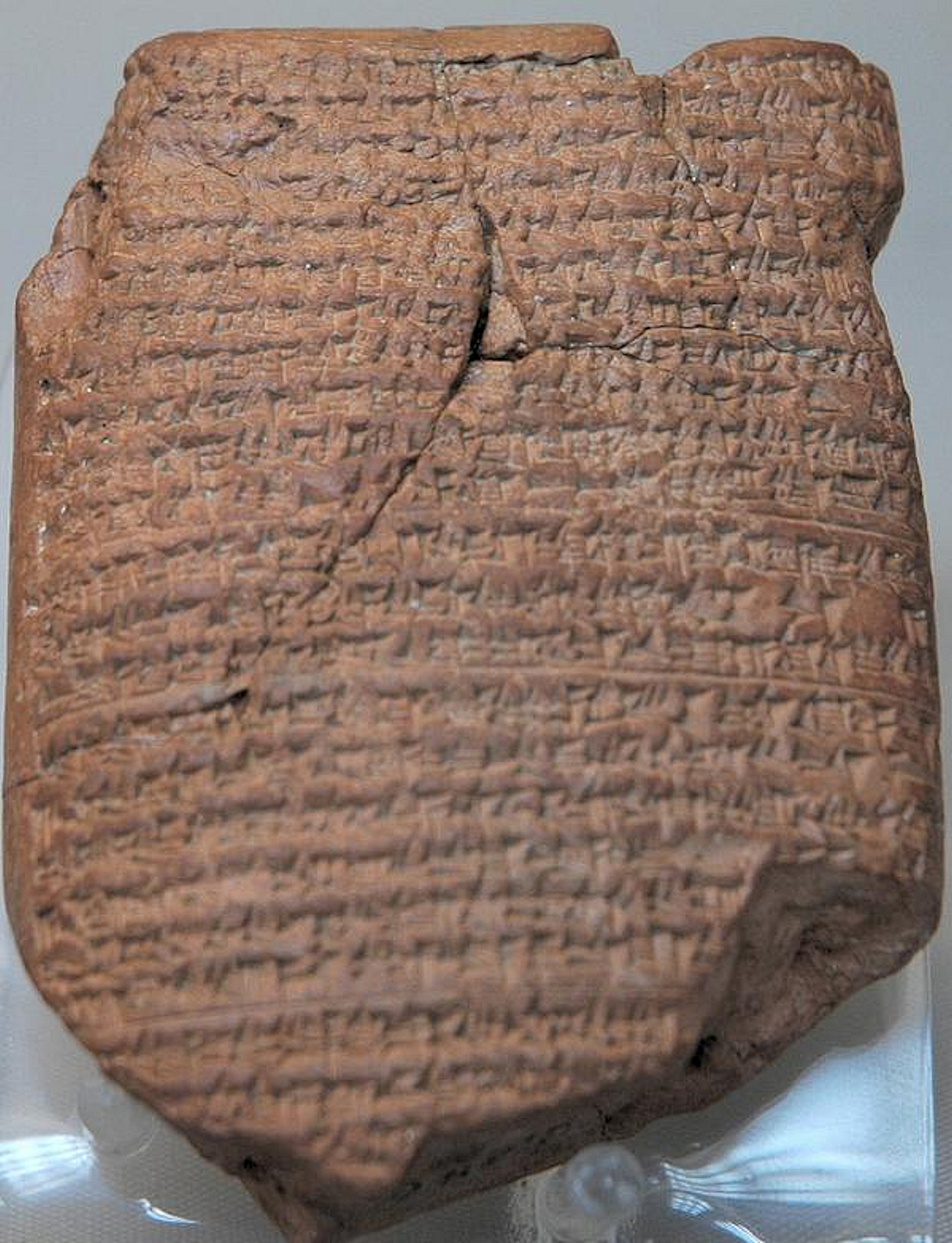
Chronique des premières années du règne de Nabuchodonosor II.

## Religion

### Les dieux
Les dieux mésopotamiens (dingir/ilu(m)) sont les véritables maîtres du monde, des êtres supérieurs gouvernant les destinées humaines. C'est avant tout le cas des principaux dieux des panthéons mésopotamiens, qui fonctionnent un peu à l'image des communautés humaines dirigées par des rois et leur entourage. Ils ont en général un attribut principal, parfois plusieurs, et sont aussi les divinités tutélaires d'une ou plusieurs villes majeures :
- Anu/An, le Ciel, figure paternelle du panthéon ; sanctuaire principal à Uruk ;
- Enlil, le dieu de l'Air, souverain des dieux et dieu de la royauté, dont le grand sanctuaire est à Nippur ;
- Enki/Ea, dieu de l'Abîme, des savoirs et techniques, de la magie, dieu tutélaire d'Eridu ;
- Nanna/Sîn, le dieu-lune, dieu des troupeaux, dont les principaux sanctuaires sont à Ur et à Harran ;
- Utu/Shamash, le dieu-soleil, dieu de la justice et de la divination, qui a ses sanctuaires majeurs à Larsa et Sippar ;
- Ninhursag, déesse-mère ;
- Inanna/Ishtar, la déesse de l'Amour et de la Guerre, la planète Vénus; plusieurs sanctuaires majeurs, en particulier à Uruk, Kish, Ninive, Arbèles ;
- Ishkur/Adad/Addu, le dieu de l'Orage, figure souveraine en particulier en Haute Mésopotamie et en Syrie (Alep) ;
- Ninurta, divinité guerrière et agraire ; fils d'Enlil, son principal sanctuaire est également à Nippur ;
- Ereshkigal et Nergal, le couple régnant sur les Enfers, dont le lieu de culte majeur est à Kutha ;
- Nisaba, déesse des savoirs et de l'écriture aux époques anciennes ;
- Nabû, dieu des savoirs et de l'écriture aux époques récentes, dieu tutélaire de Borsippa ;
- Gula, la plus importante des déesses guérisseuses, dont le sanctuaire majeur est à Isin.

À partir de la fin du IIe millénaire av. J.-C., les dieux « nationaux » Marduk à Babylone et Assur en Assyrie (sanctuaire à Assur) prennent la position de dieu souverain, à la place d'Enlil. Leurs compétences sont plus vastes, et tendent à englober les fonctions des autres grands dieux dans les discours théologiques (hénothéisme).

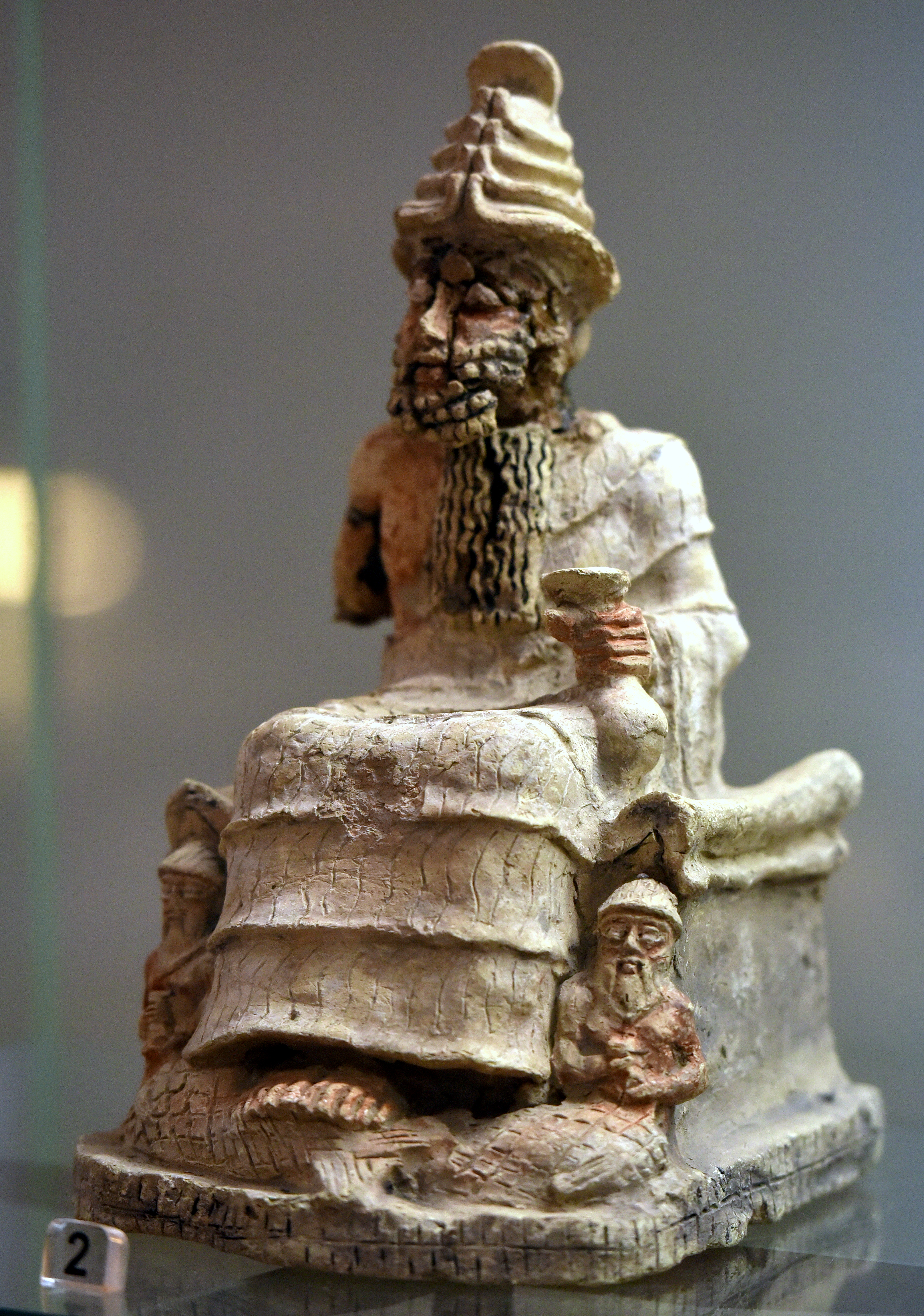
Statuette en terre cuite du dieu Enki/Ea sur un trône, une coupe à la main. Début du IIe millénaire av. J.-C. Musée national d'Irak.
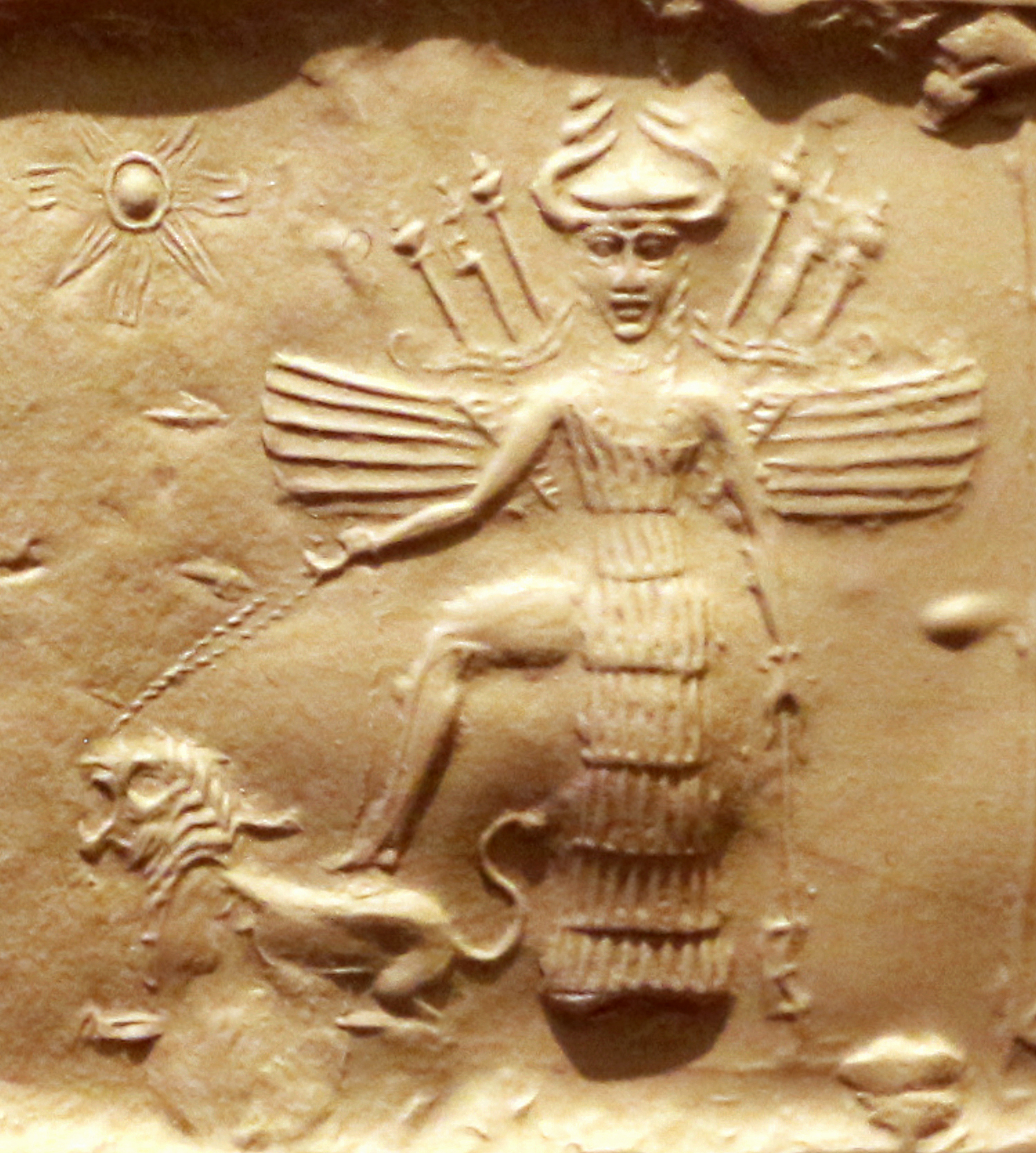
Détail d'une impression de sceau-cylindre de la période d'Akkad : la déesse Ishtar ailée et portant des armes sur son dos, avec un lion. Musée de l'Oriental Institute de Chicago.
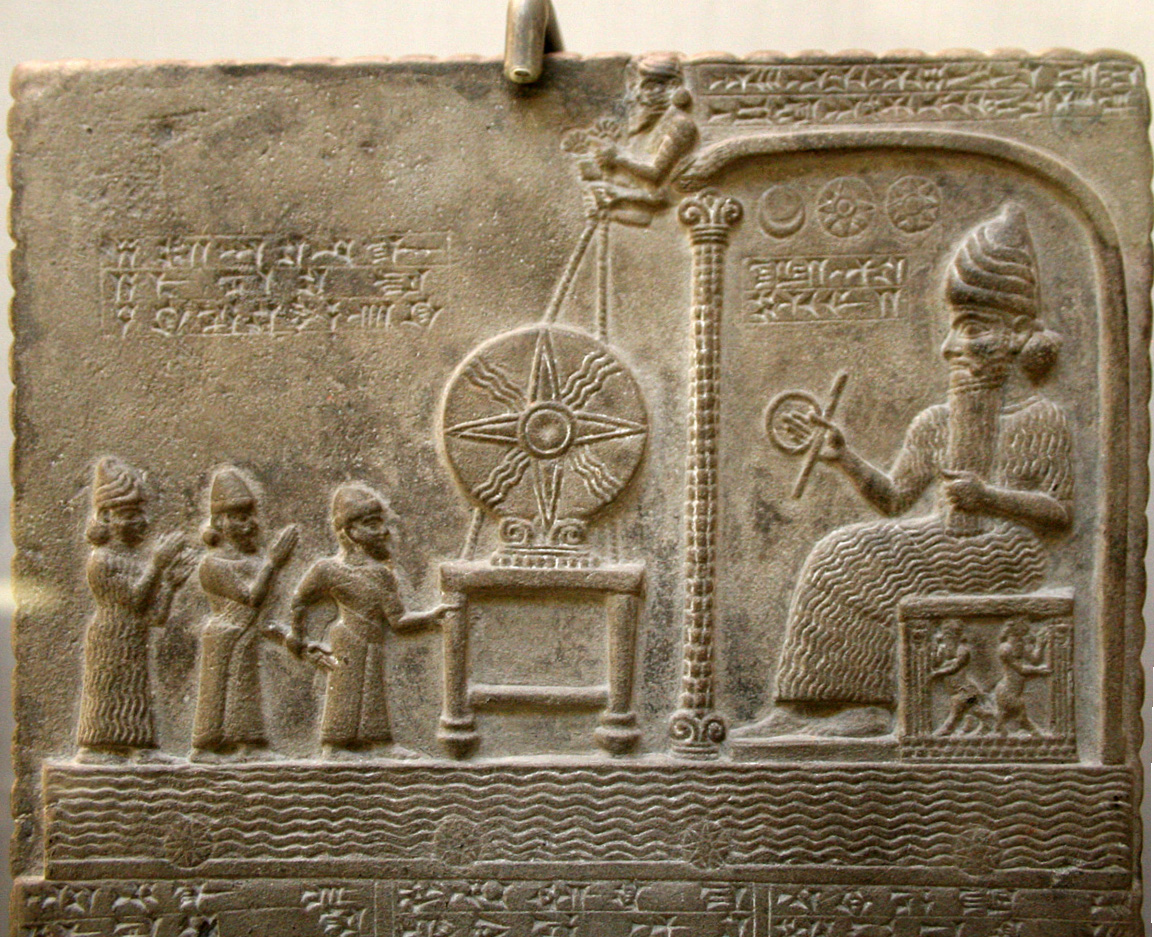
Bas-relief représentant le dieu Shamash sur son trône, faisant face au roi babylonien Nabû-apla-iddina (888-855 av. J.-C.). British Museum.
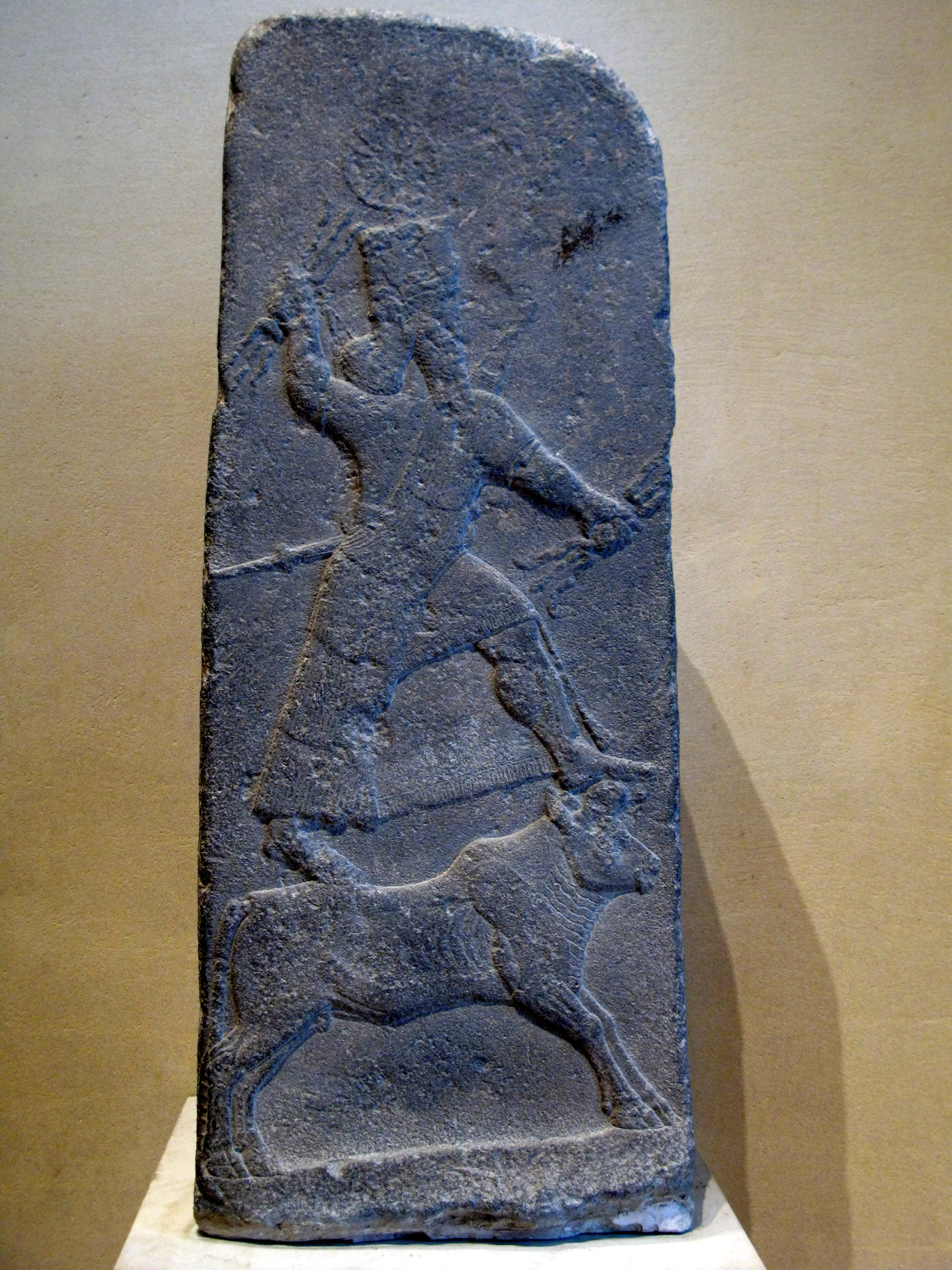
Stèle du dieu de l'Orage Adad sur un taureau, Arslan Tash. Musée du Louvre.
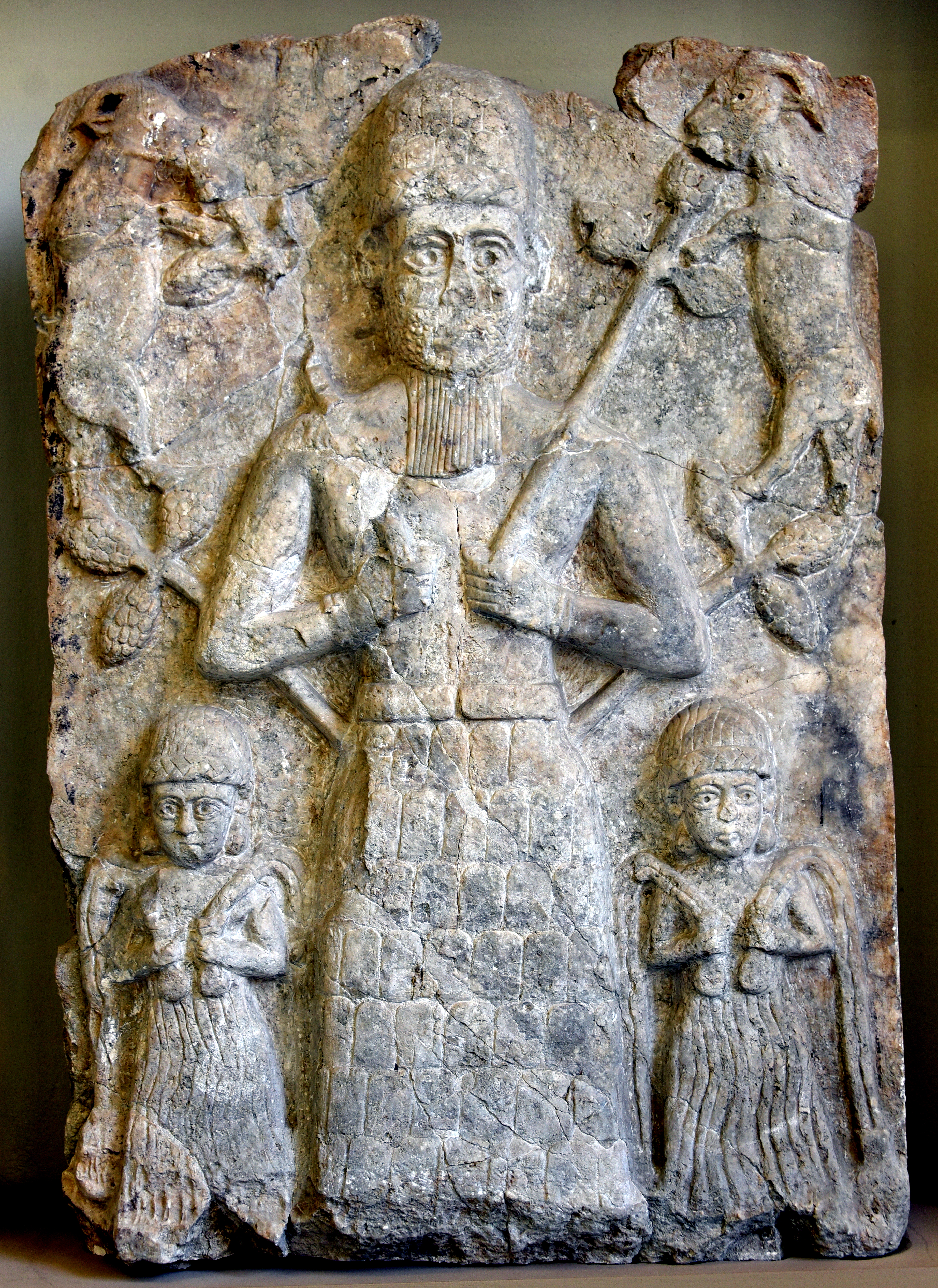
Bas-relief représentant le dieu Assur nourrissant deux caprins. Pergamon Museum.
Marduk et son animal-attribut, le dragon-serpent (mušḫuššu), copie de l'impression du sceau-cylindre offert au dieu par le roi Marduk-zakir-shumi Ier (854-819 av. J.-C.).

### Le culte divin
Il y a plusieurs récits de création des humains par les dieux (anthropogonies) en Mésopotamie, qui ont pour point commun d'expliquer que les dieux ont créé les humains de manière à en faire leurs serviteurs chargés de leur entretien. De manière concrète, cet entretien passe par le culte qui est rendu aux dieux dans ce qui est considéré comme leur résidence, le temple. Les personnes pieuses sont en principe assurées de la bienveillance divine à leur égard. En revanche, quiconque offenserait les dieux se place sous la menace d'une punition divine : maladie, disgrâce, difficultés économiques, etc..
Les temples sont considérés comme étant les résidences terrestres de leur divinité principale et de leur entourage (parèdre, enfants, ministres et domestiques). Ils portent d'ailleurs le même nom que les résidences humaines (É en sumérien, bītu(m) en akkadien). Les plus importants sont également souvent flanqués d'une tour à étages (ziggurat), monument emblématique de la civilisation mésopotamienne, passé à la postérité grâce au récit biblique de la Tour de Babel. Les temples sont constitués d'une cella, salle abritant une statue divine, représentation terrestre qui garantit la présence de celle-ci en ce lieu,. Elle est accompagnée d'un riche mobilier (meubles, bijoux, chars, bateaux), le « trésor » du temple, et dispose de nombreux serviteurs, membres du clergé dont plusieurs ont le privilège de pouvoir accéder à l'espace le plus sacré de la résidence divine, l'accès aux temples étant interdits au peuple. Les plus grands temples bénéficiaient des faveurs royales, puisque les souverains humains avaient pour fonction d'assurer la pérennité du culte divin, aussi leurs inscriptions commémoratives concernent souvent leurs actes pieux, aussi bien des offrandes que des travaux dans des temples. A contrario, la perte d'un temple, notamment après une défaite militaire et sa mise à sac, avec dans le pire des cas la capture de la statue divine, est considérée comme le déshonneur suprême et le symbole de la perte des faveurs divines. Parce qu'ils doivent assurer le très coûteux entretien des dieux (et leur personnel), les temples sont aussi des agents économiques de premier plan : ils ont des terres et du bétail, emploient des artisans, montent des opérations commerciales.
Concrètement le culte divin repose avant tout sur leur entretien alimentaire du dieu dans sa maison-temple, par le biais d'offrandes quotidiennes, divisées en plusieurs repas. D'autres sacrifices sont faits ponctuellement et spécifiquement afin de recevoir un bienfait de la part d'une divinité,,. Il convient aussi de purifier les statues et le mobilier divins, de les réaliser ou les réparer. Les domaines des temples (champs, étables, ateliers, cuisines, etc.) et les présents des dévots (le premier et le plus généreux d'entre eux étant le roi) pourvoient à ces besoins. Les calendriers rituels sont également marqués par des fêtes qui reviennent à des intervalles réguliers, et sont plus somptueuses que les rituels quotidiens,. Parfois les statues divines sont sorties des temples, pour des processions et des rituels réalisés dans d'autres endroits.

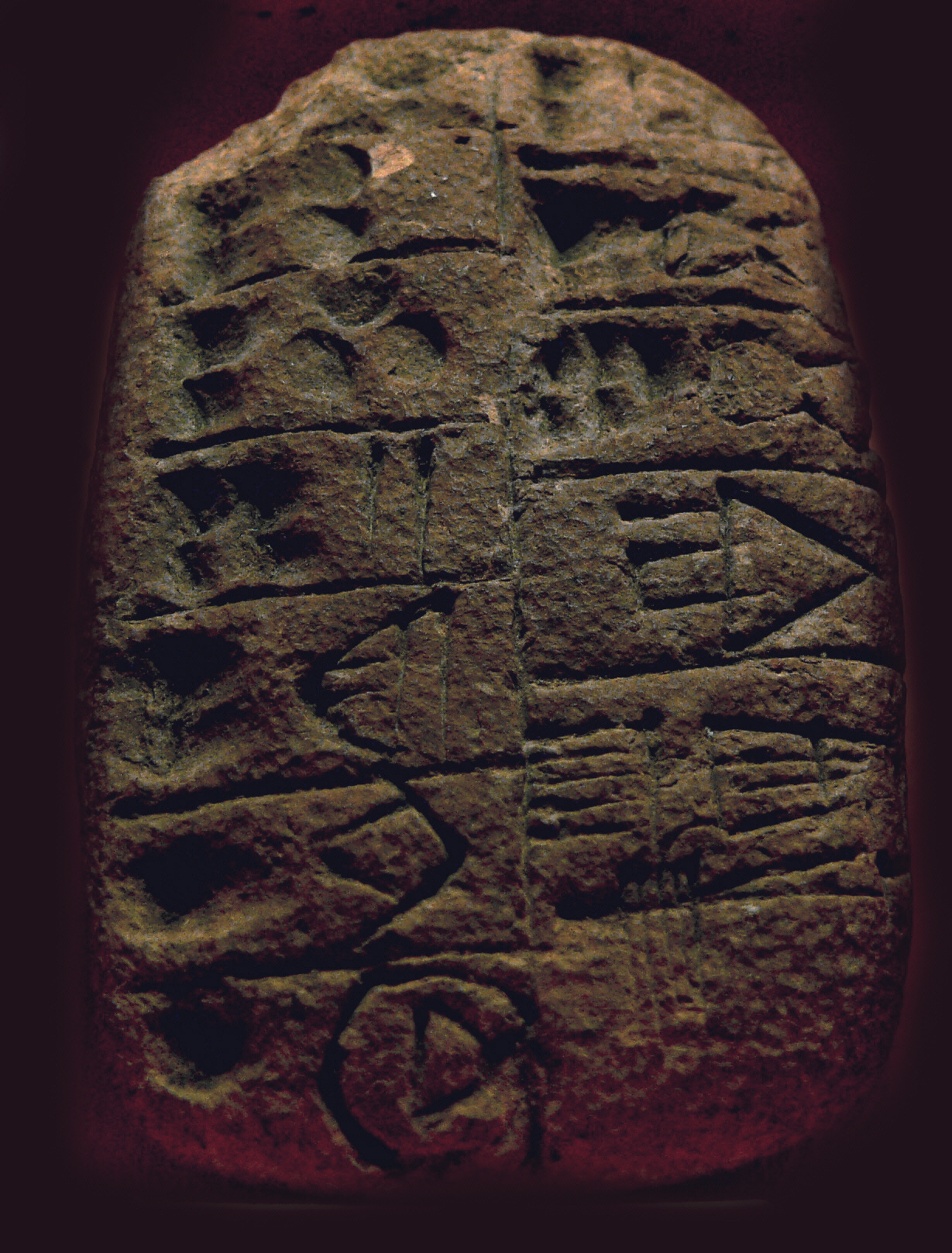
Tablette d'Uruk, enregistrant une livraison de produits céréaliers pour une fête de la déesse Inanna, v . 3200-3000 av. J.-C. Pergamon Museum.
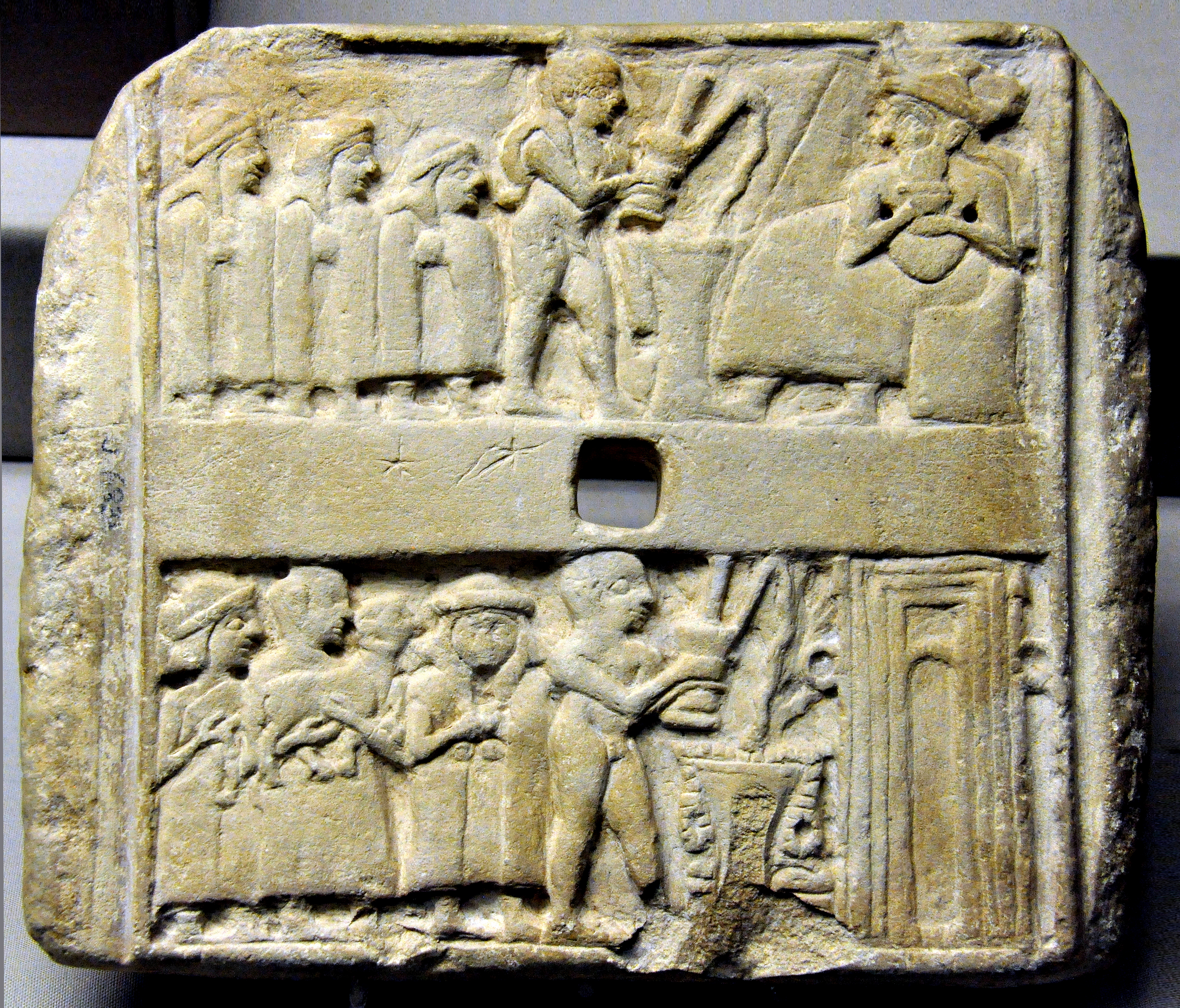
Plaque perforée en pierre montrant deux scènes de libation devant une divinité (sans doute Nanna) et un temple. Ur, v. 2500 av. J.-C. British Museum.
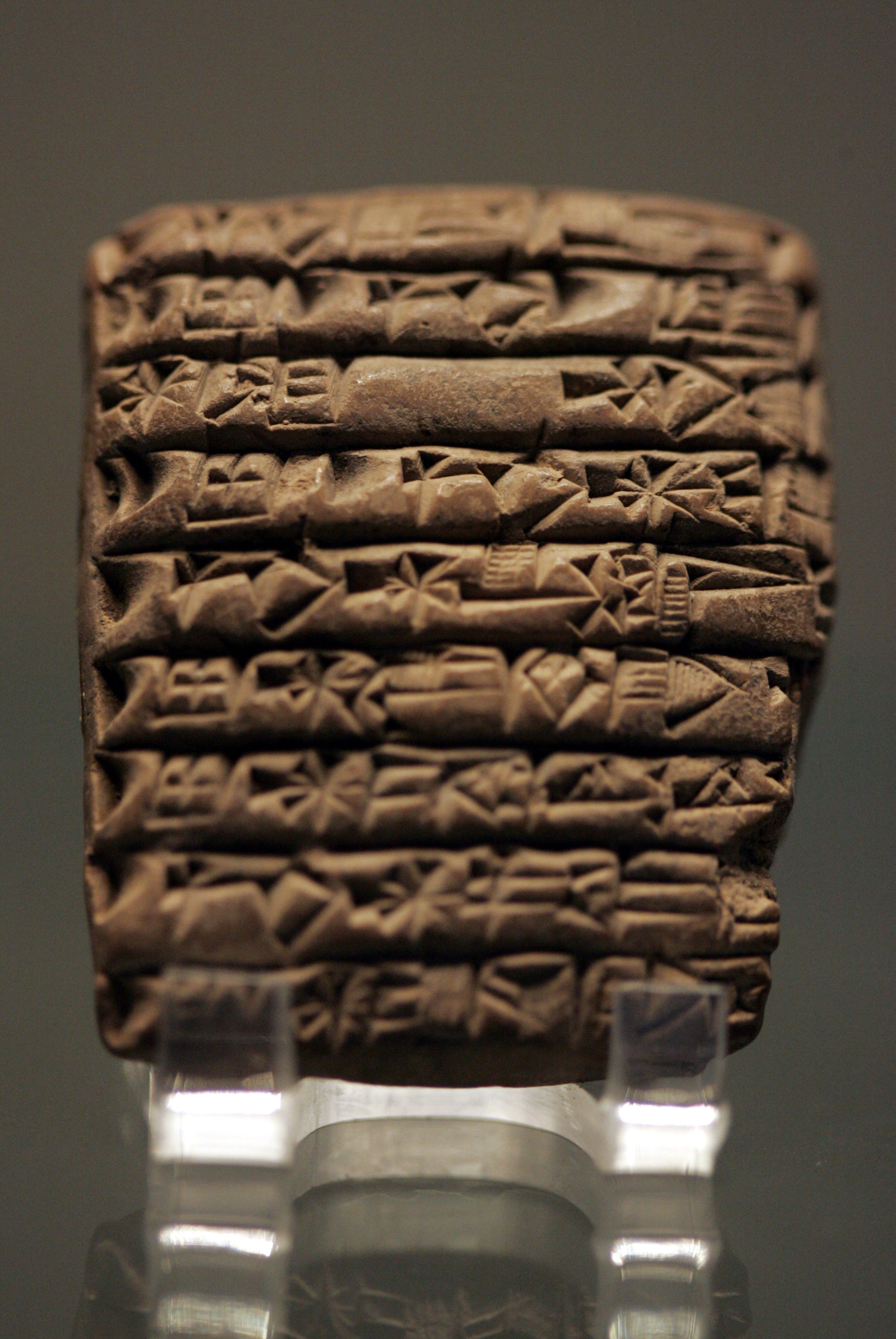
Tablette enregistrant des offrandes d'animaux pour des sacrifices à plusieurs divinités de Girsu, c. 2120 av. J.-C., Musée du Louvre.
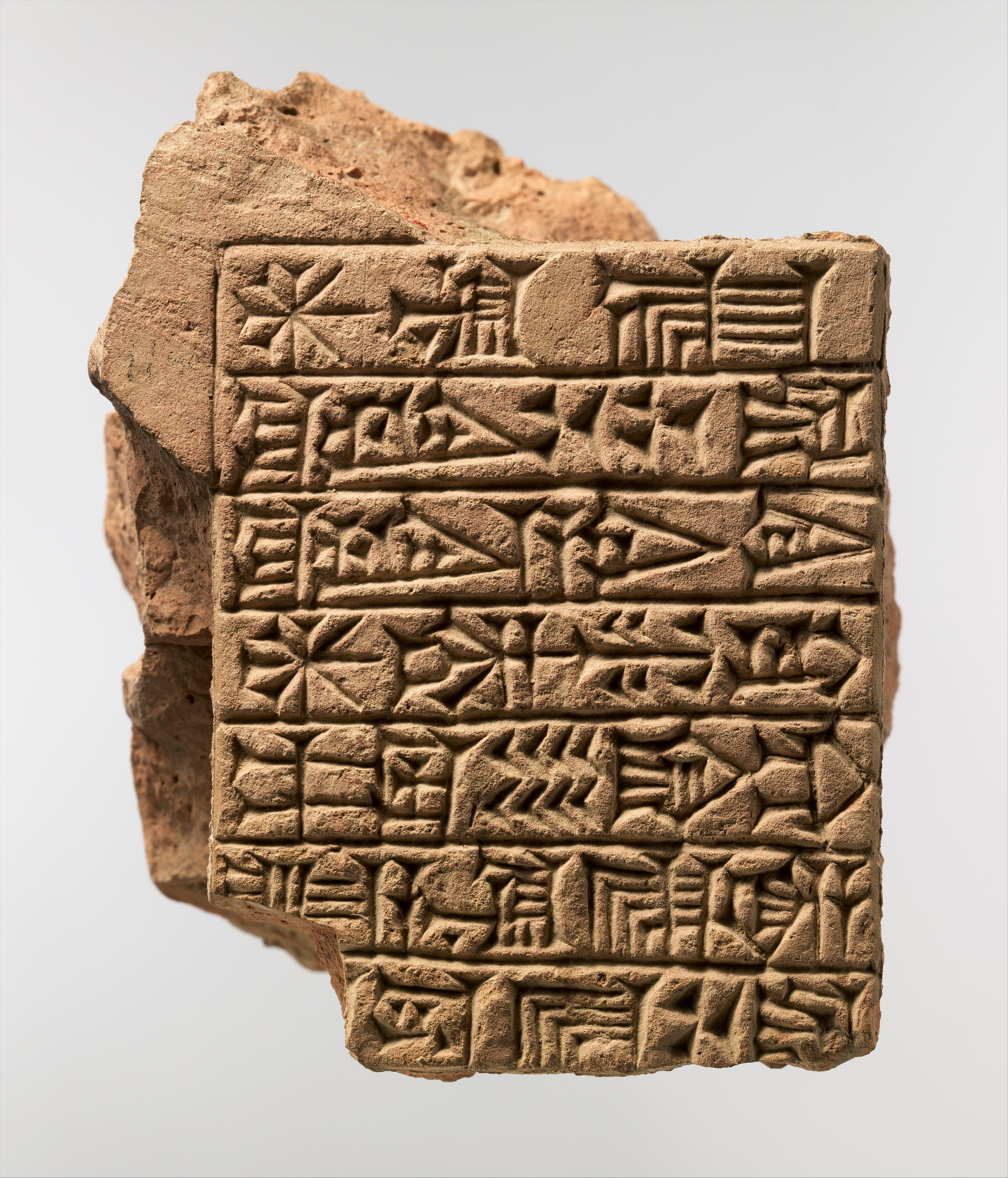
Inscription du roi babylonien Adad-shuma-usur (1216-1187 av. J.-C) commémorant la restauration de l'Ekur, grand temple du dieu Enlil à Nippur. Metropolitan Museum.
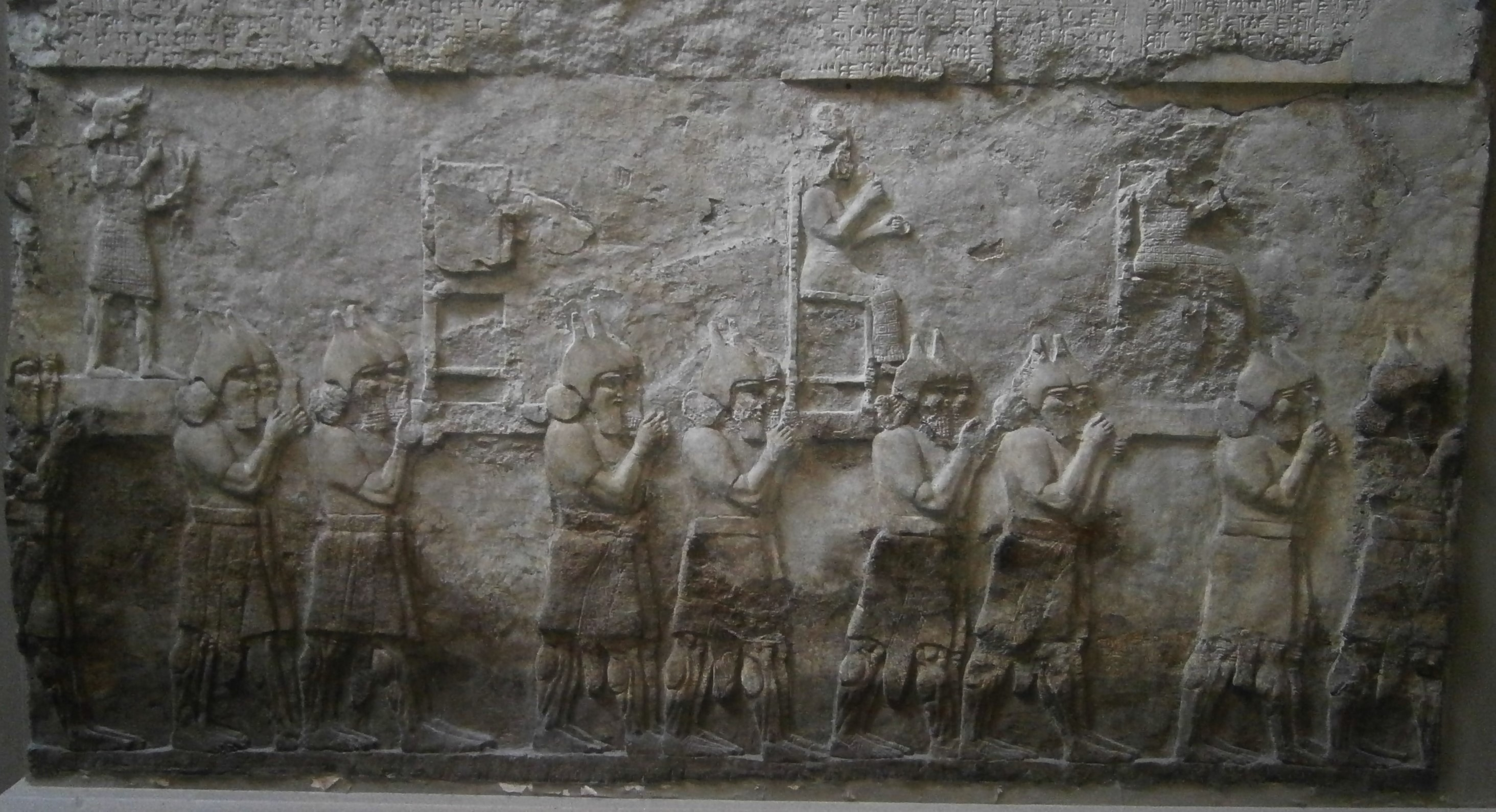
Soldats assyriens emportant des statues de divinités de vaincus, bas-relief de Nimroud, VIIIe siècle av. J.-C., British Museum.
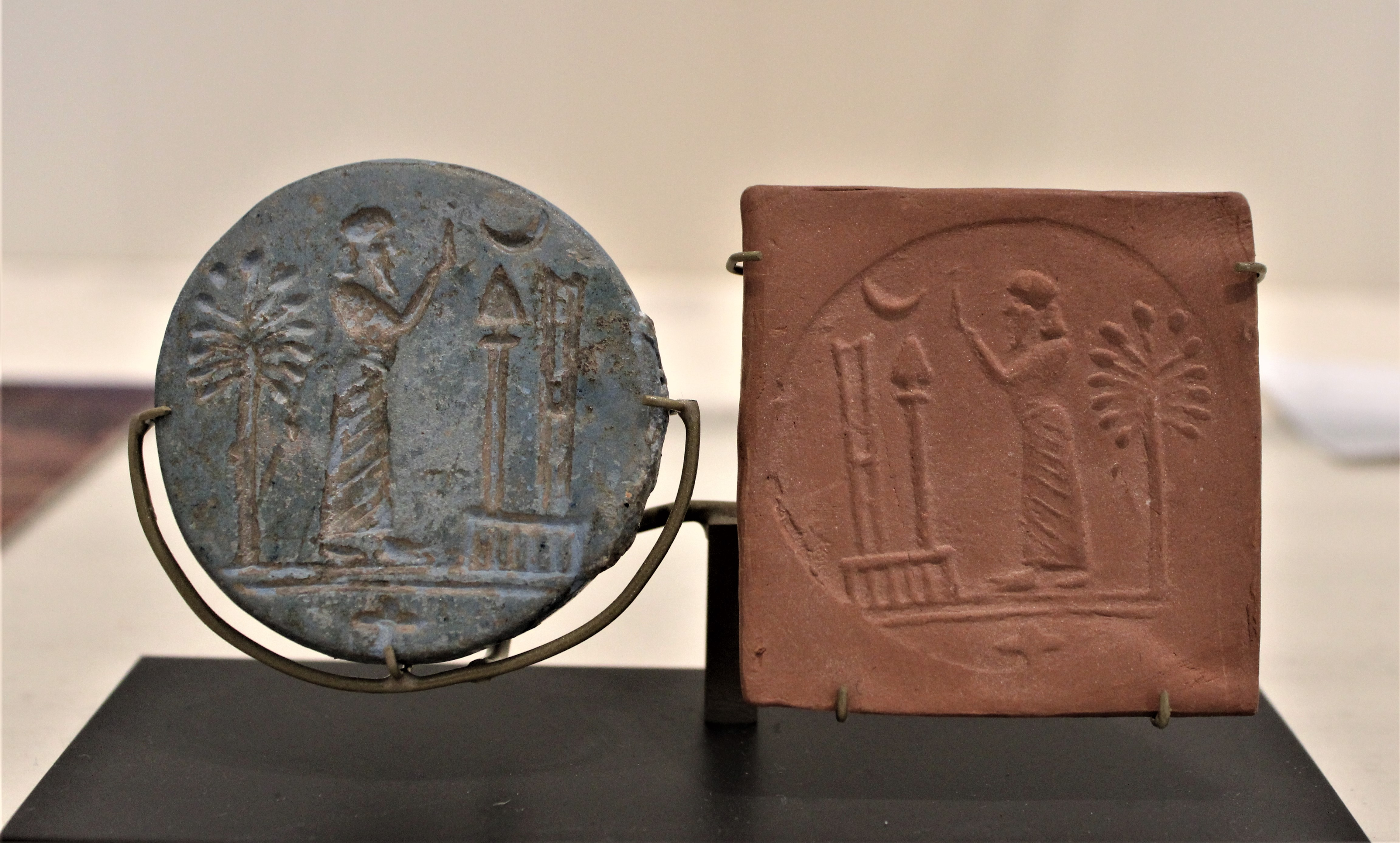
Sceau-cachet en bleu égyptien représentant un orant devant les symboles divins de Marduk et de Nabû. VIe siècle av. J.-C., Musée du Louvre.
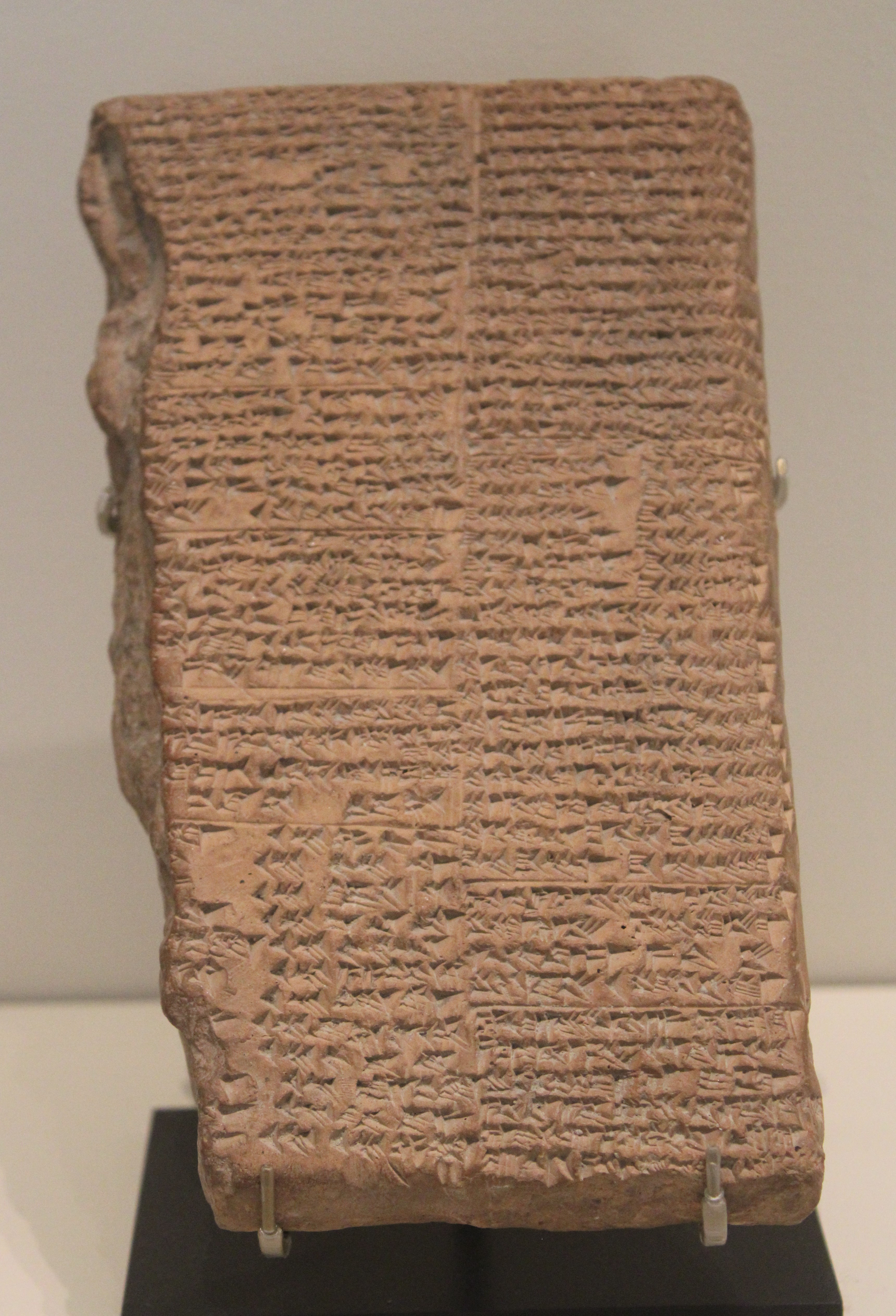
Tablette décrivant le déroulement de la fête-akitu du Nouvel An de Babylone, copie de la fin du Ier millénaire av. J.-C. Musée du Louvre.

Le personnel officiant dans les temples est souvent logé à proximité de celui-ci, y compris dans ses dépendances. Le personnel est divisé entre membres chargés de son administration, et d'autres qui s'occupent de la partie rituelle, l'entretien quotidien des divinités, avant tout par les offrandes. Cela implique non seulement la présence de spécialistes des rituels, mais aussi d'un personnel spécialisé dans la préparation des aliments (boulangers, brasseurs, presseurs d'huile, etc.) et la fabrication des objets de culte (orfèvres, forgerons, tailleurs, sculpteurs, etc.). Les prêtres officiants sont souvent des lettrés, qui suivent parfois de longues études. Certains sont de véritables savants, principaux dépositaires des savoirs mésopotamiens, ils assurent la survie de cette culture jusqu'aux débuts de l'ère chrétienne. Certaines catégories de prêtres (devins, exorcistes et astrologues) exercent en dehors des temples et notamment dans le cadre du palais royal. Le souverain a besoin de leur aide puisque la fonction royale est aussi une fonction religieuse (le roi étant parfois lui-même considéré comme un prêtre) qui implique sa participation aux rituels les plus importants et aussi de rester en contact avec le monde divin par la divination. Il existe aussi un clergé féminin, moins nombreux. Certaines de leurs membres vivent dans une résidence spécifique, et ne peuvent pas toujours en sortir, même si elles disposent parfois de la possibilité de mener leurs propres affaires (par des achats de terrain notamment),,.

### Divination, prières, magie
Certains prêtres mésopotamiens pratiquaient la divination, qui permettait de mieux connaître les volontés divines, ce qui devait notamment faciliter l'action politique en prévoyant l'issue future d'une décision gouvernementale ou militaire, l'opportunité d'un rituel, et au quotidien permettre de déterminer l'origine d'un mal auquel on attribuait une origine surnaturelle. Cela explique pourquoi les devins occupaient une place importante dans la société mésopotamienne, en particulier dans les cercles du pouvoir. Pour cela on avait recours à plusieurs méthodes reposant sur les divers moyens de communication avec le divin : le foie ou les entrailles d'un agneau sacrifié (hépatoscopie et extispicine), les positions et mouvements des astres (astrologie), les rêves (oniromancie), le jet d'huile dans l'eau (lécanomancie), la fumée d'encens (libanomancie), etc. et plus largement un peu tout ce qui sortait de l'ordinaire,,.

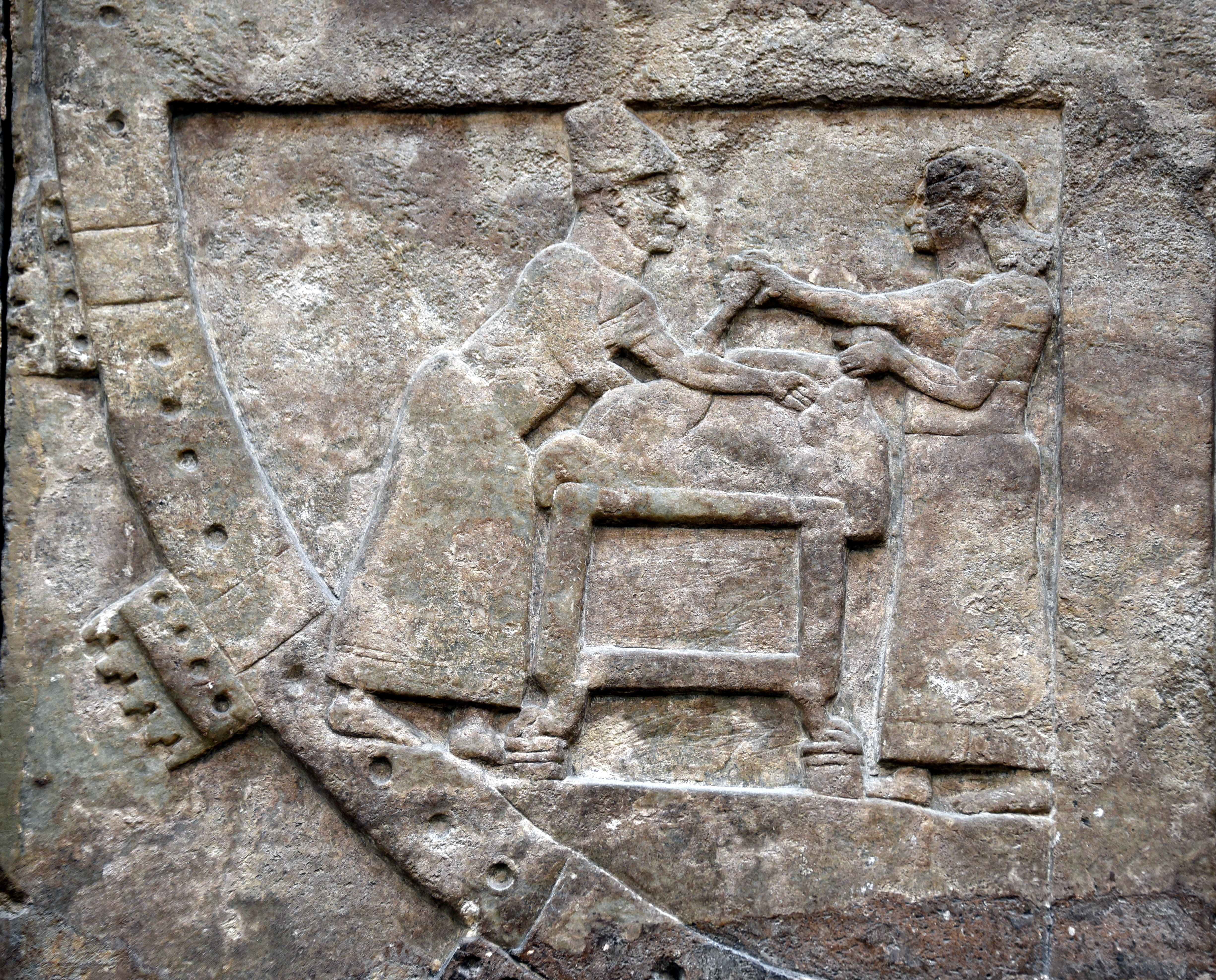
Un devin et son assistant préparent un animal en vue d'un sacrifice divinatoire. Détail d'un bas-relief de Nimroud, IXe siècle av. J.-C. British Museum.
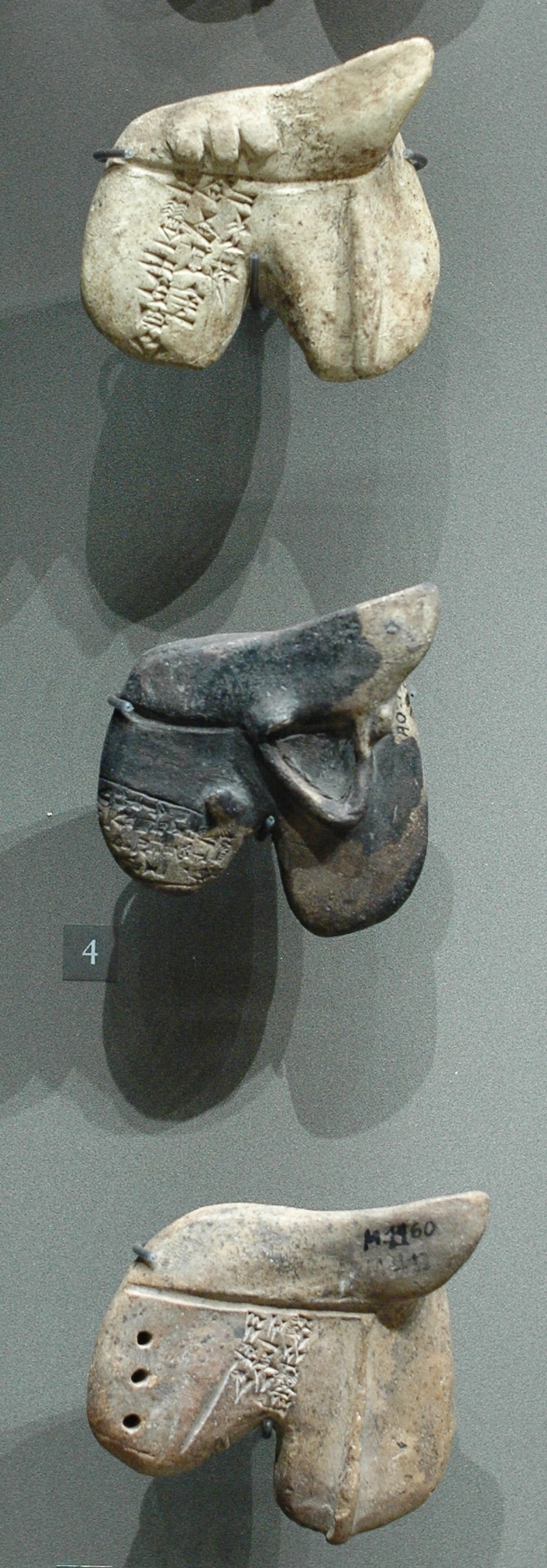
Maquettes en argile de foies divinatoires, XIXe et XVIIIe siècles av. J.-C., Mari, musée du Louvre.
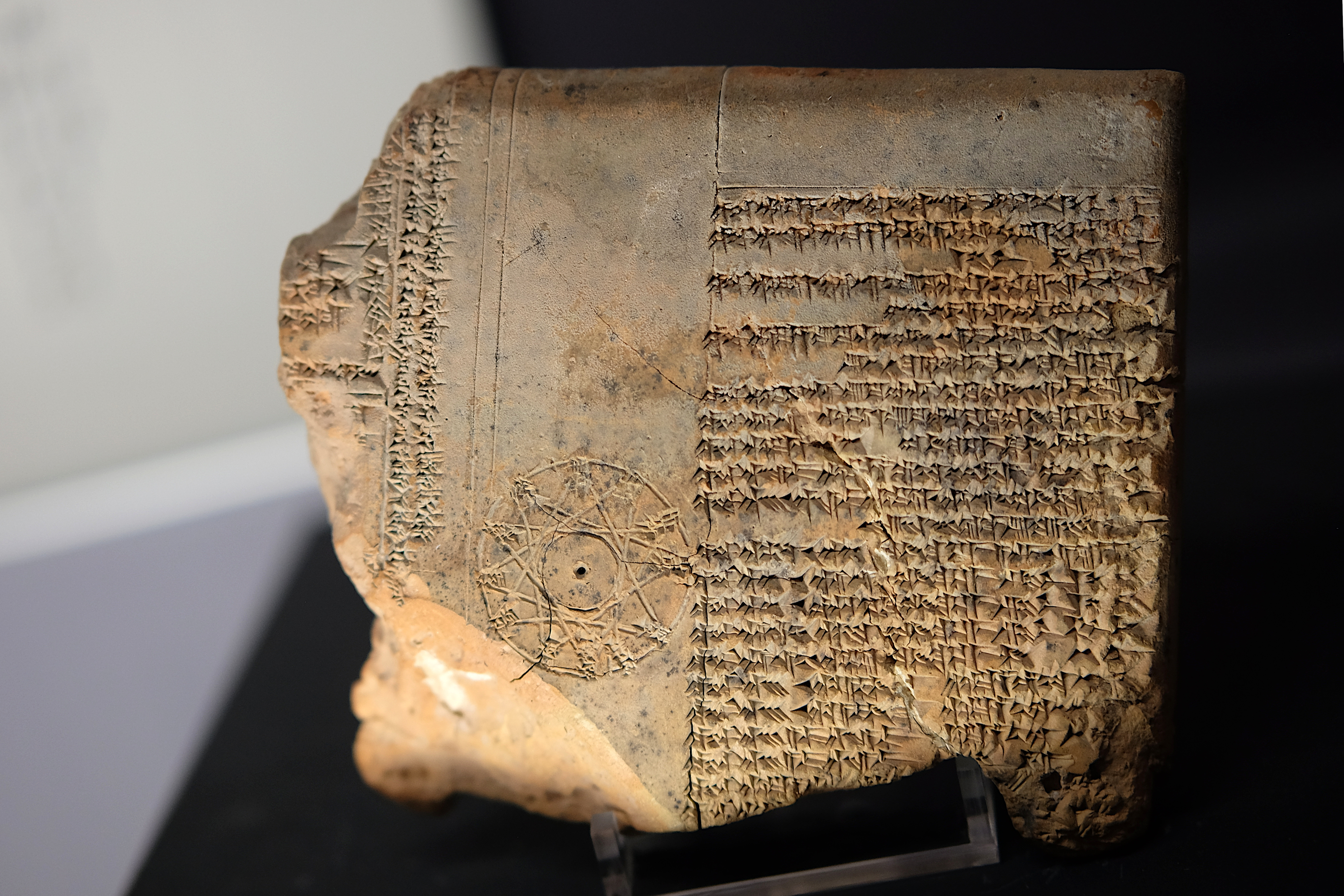
Présages horoscopiques. Période séleucide, musée Art et Histoire de Bruxelles.
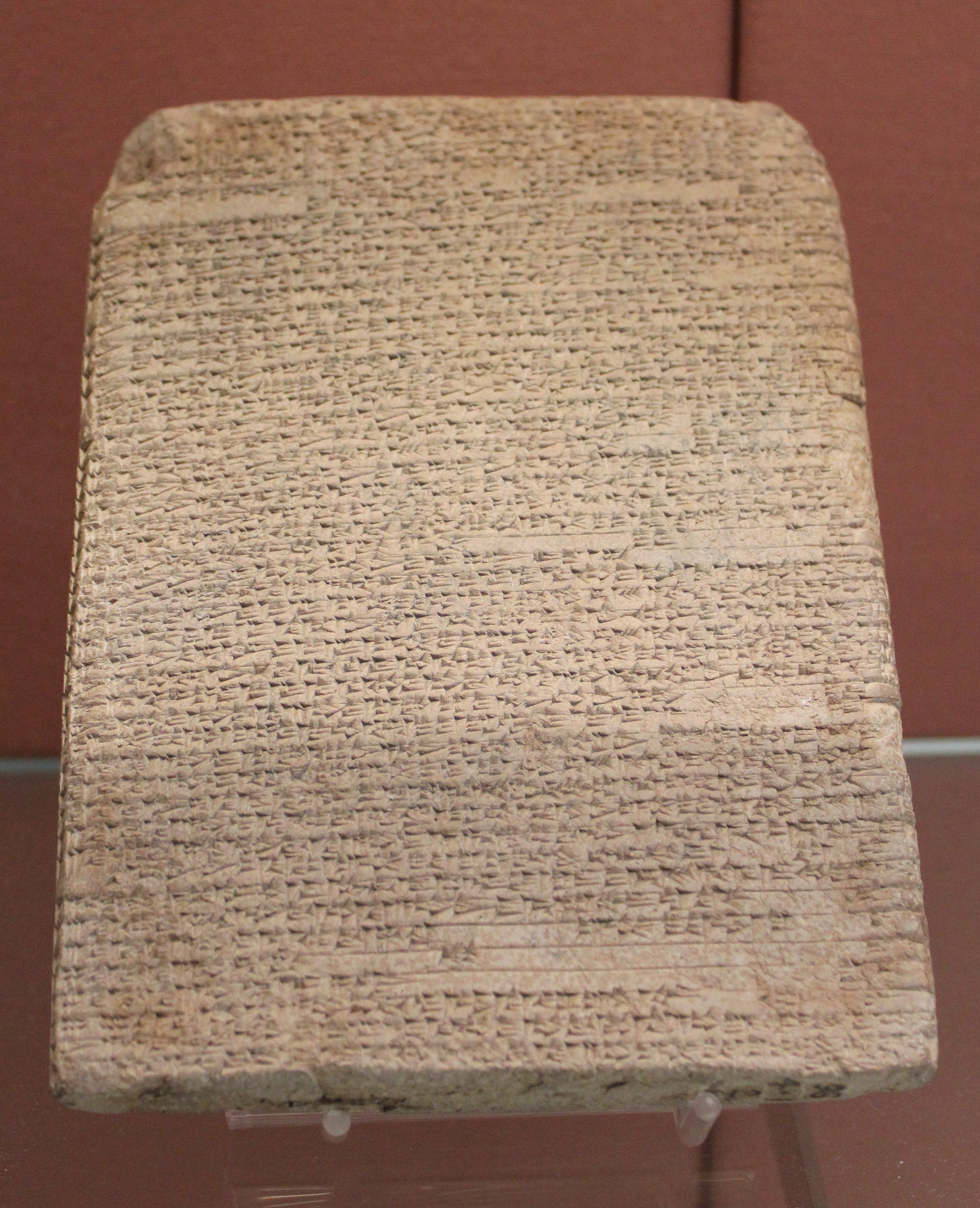
Présages par l'observation de formes de gouttes d'huile tombées dans l'eau (lécanomancie). Première moitié du IIe millénaire av. J.-C. British Museum.

Une fois les volontés divines connues, ou même quand on n'était pas parvenu à les déceler et qu'elles restaient impénétrables, il était possible de les influencer par le biais de prières adressées aux dieux. Il en existait une grande variété, comme les « chants pour calmer le cœur (d'un dieu) » ou les prières « à main levée », geste habituel de prière en Mésopotamie. Dans les cas les plus élaborés, notamment dans les rituels officiels, ces chants pouvaient être déclamés par des prêtres spécialisés, les lamentateurs et les chantres, qui les accompagnaient de musique et de danses pour avoir un impact plus fort sur le cœur des dieux qu'on souhaitait apaiser ou amadouer,,.

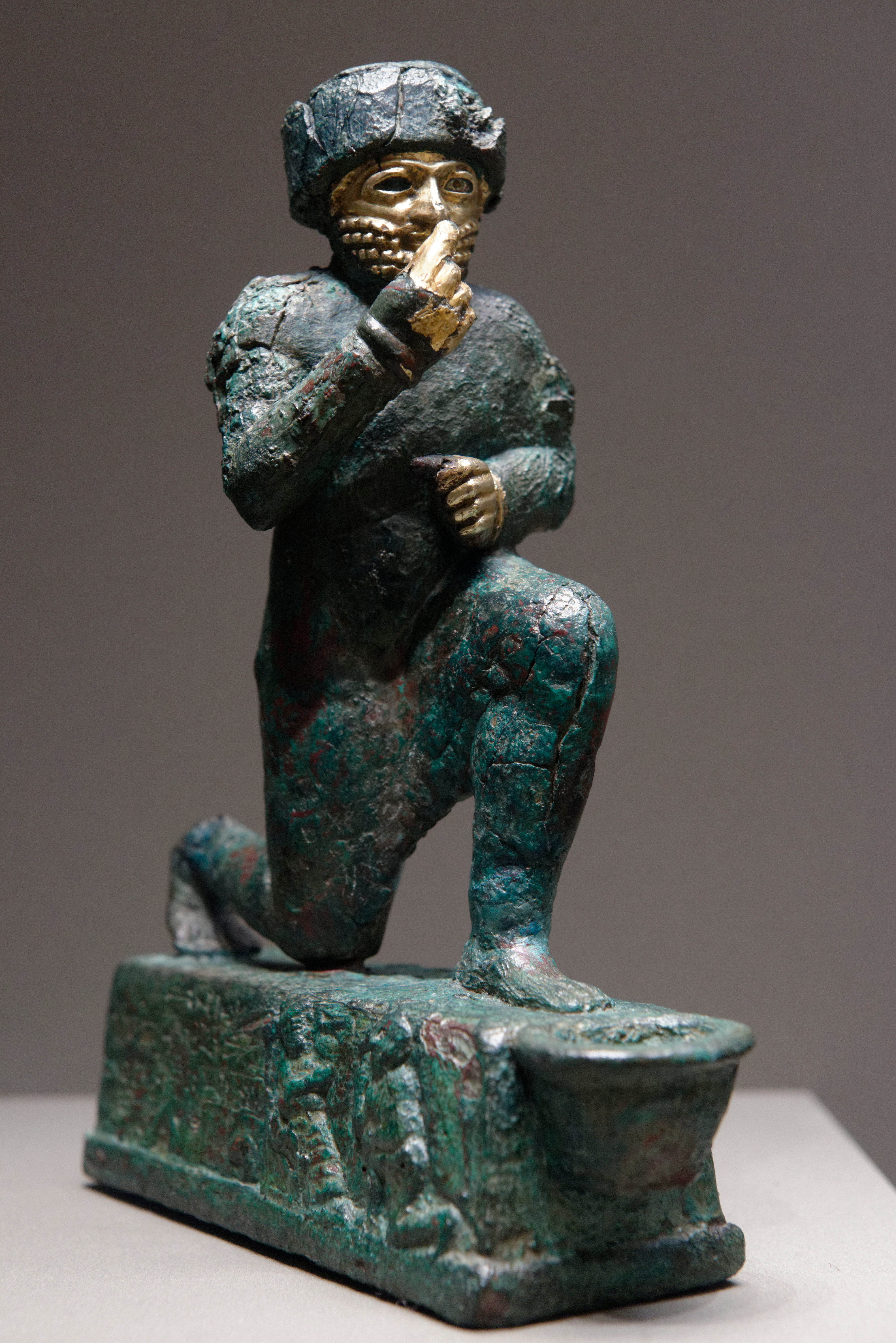
L'« adorant de Larsa », statuette d'un homme en position de prière à main levée, offerte au dieu Amurru, XVIIIe siècle av. J.-C., musée du Louvre.
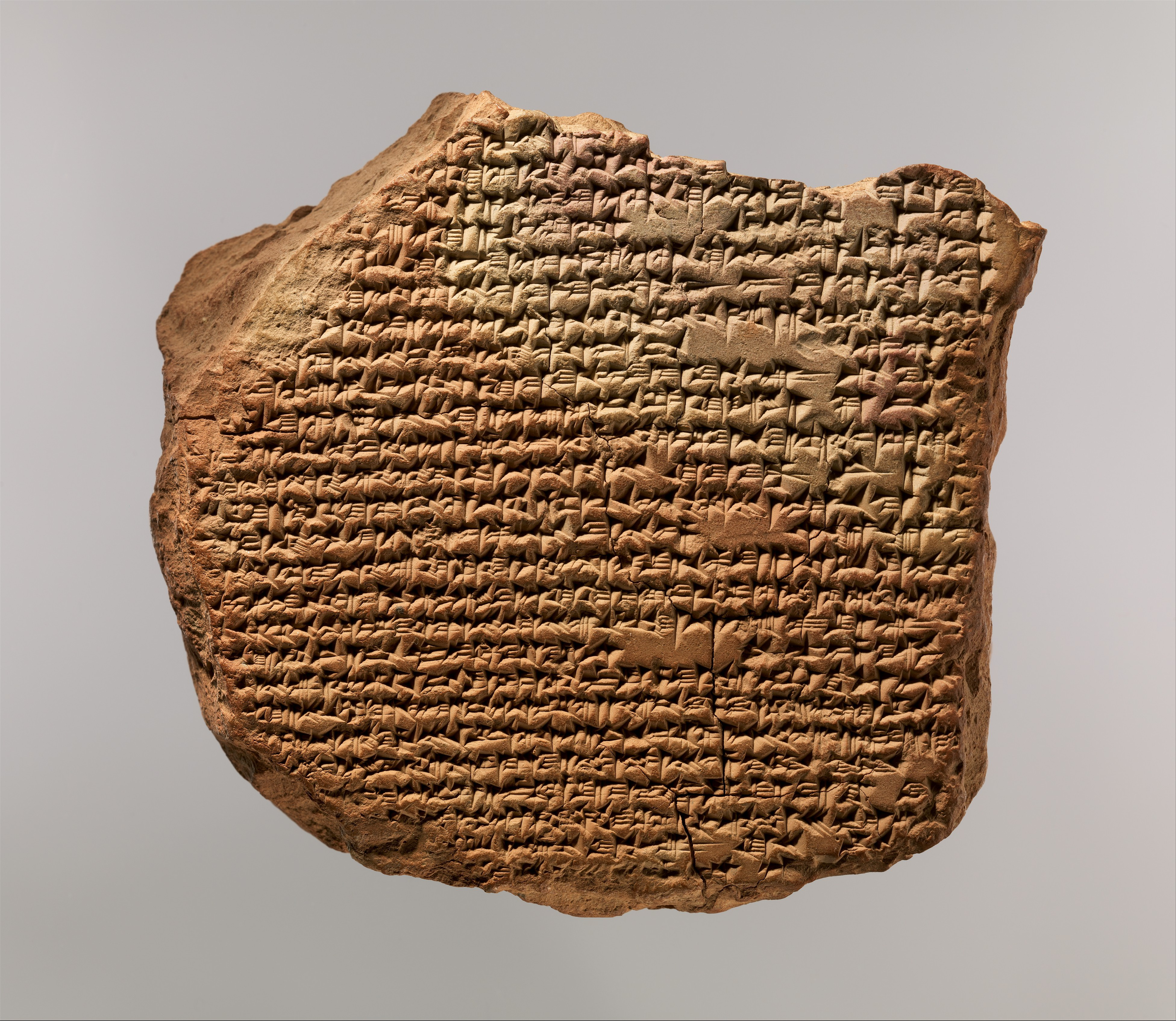
Hymne au dieu Marduk, seconde moitié du Ier millénaire av. J.-C. Metropolitan Museum of Art.

Plus largement l'interaction avec le divin et sa « manipulation » impliquait un ensemble de rituels et d'objets à caractère magique, qui, combinés avec les chants et les prières, permettaient de combattre un mal dû à une punition divine, à un mauvais génie, des spectres vengeurs ou un acte de sorcellerie commis par un autre humain. Les exorcistes qui prenaient en charge ces rituels étaient parmi les savants les mieux considérés de la Mésopotamie antique, devant, souvent de concert avec un devin, déterminer l'origine du mal puis prendre les mesures appropriées, qui pouvaient être très diverses, allant de la confection d'amulettes ou de statuettes protectrices (comme celles représentant et invoquant le démon protecteur Pazuzu), la déclamation d'incantations au sens parfois obscur (des sortes d'abracadabra) jusqu'à l'élaboration de préparations médicales avec l'aide d'un spécialiste de pharmacologie et de médecine (voir plus bas), tous les moyens étant bons pour vaincre le malheur,,.

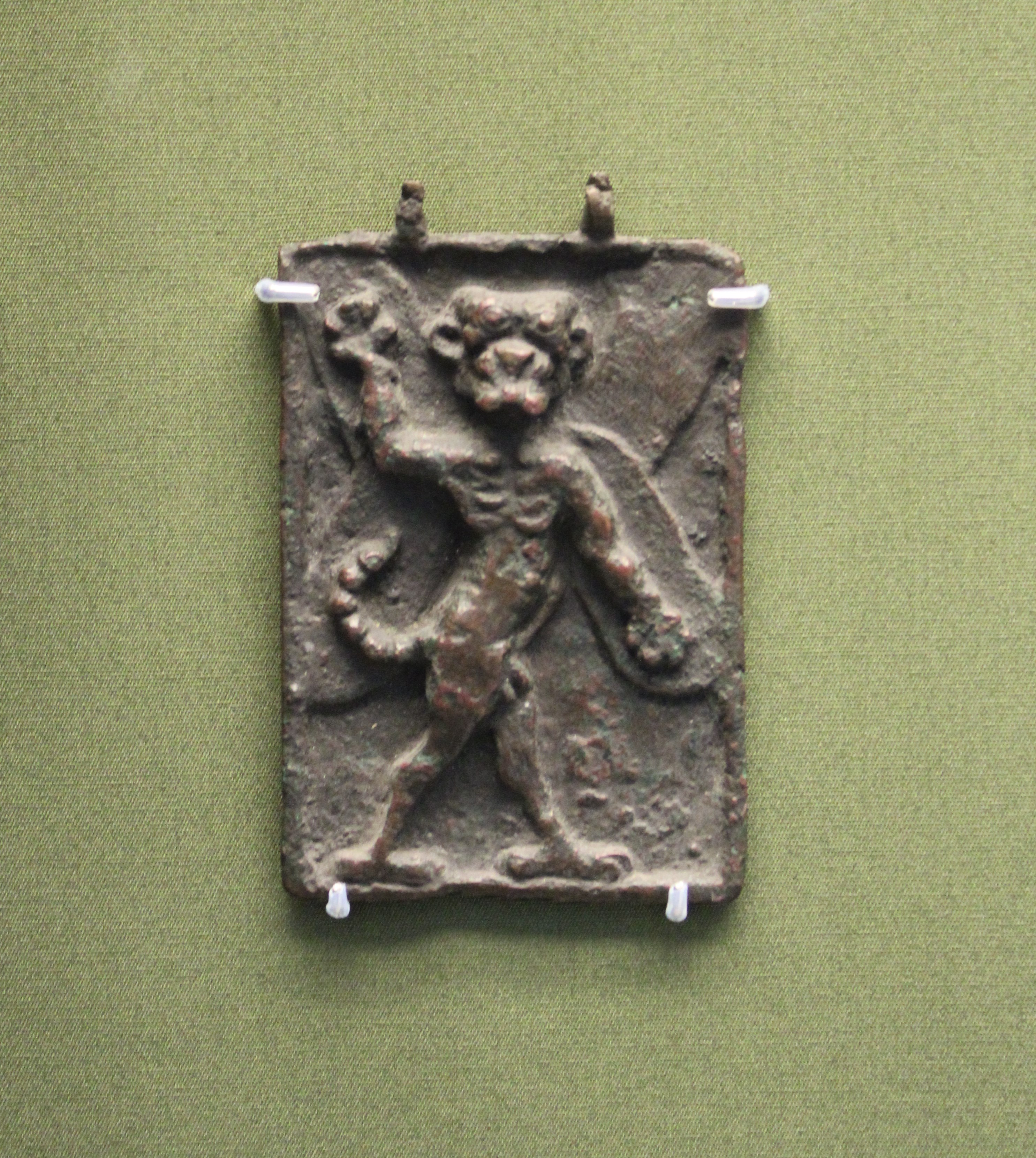
Plaque en bronze représentant Pazuzu, servant d'amulette, v. 800-500 av. J.-C. British Museum.
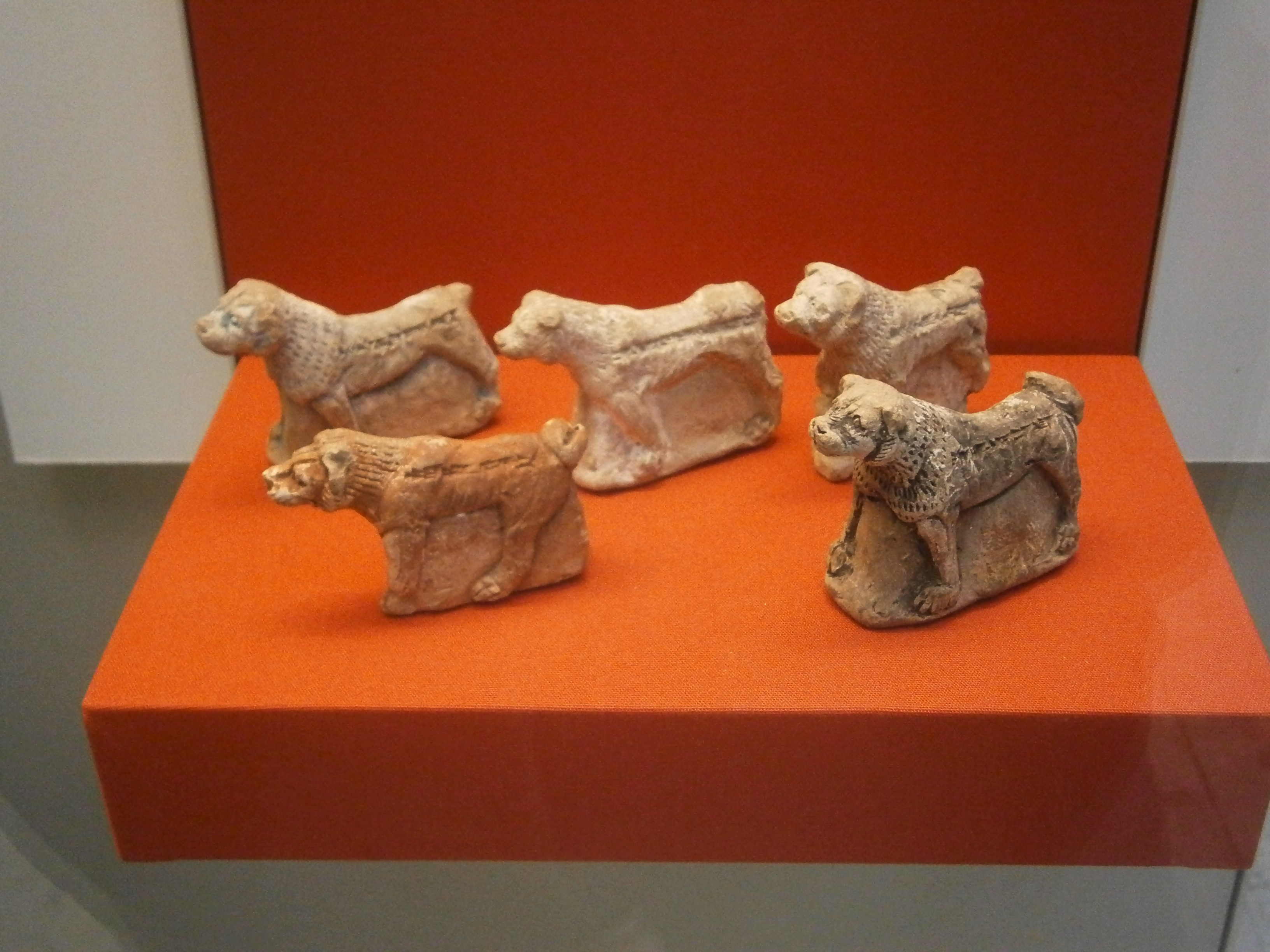
Statuettes protectrices en terre cuite représentant des chiens. Ninive, VIIe siècle av. J.-C. British Museum.
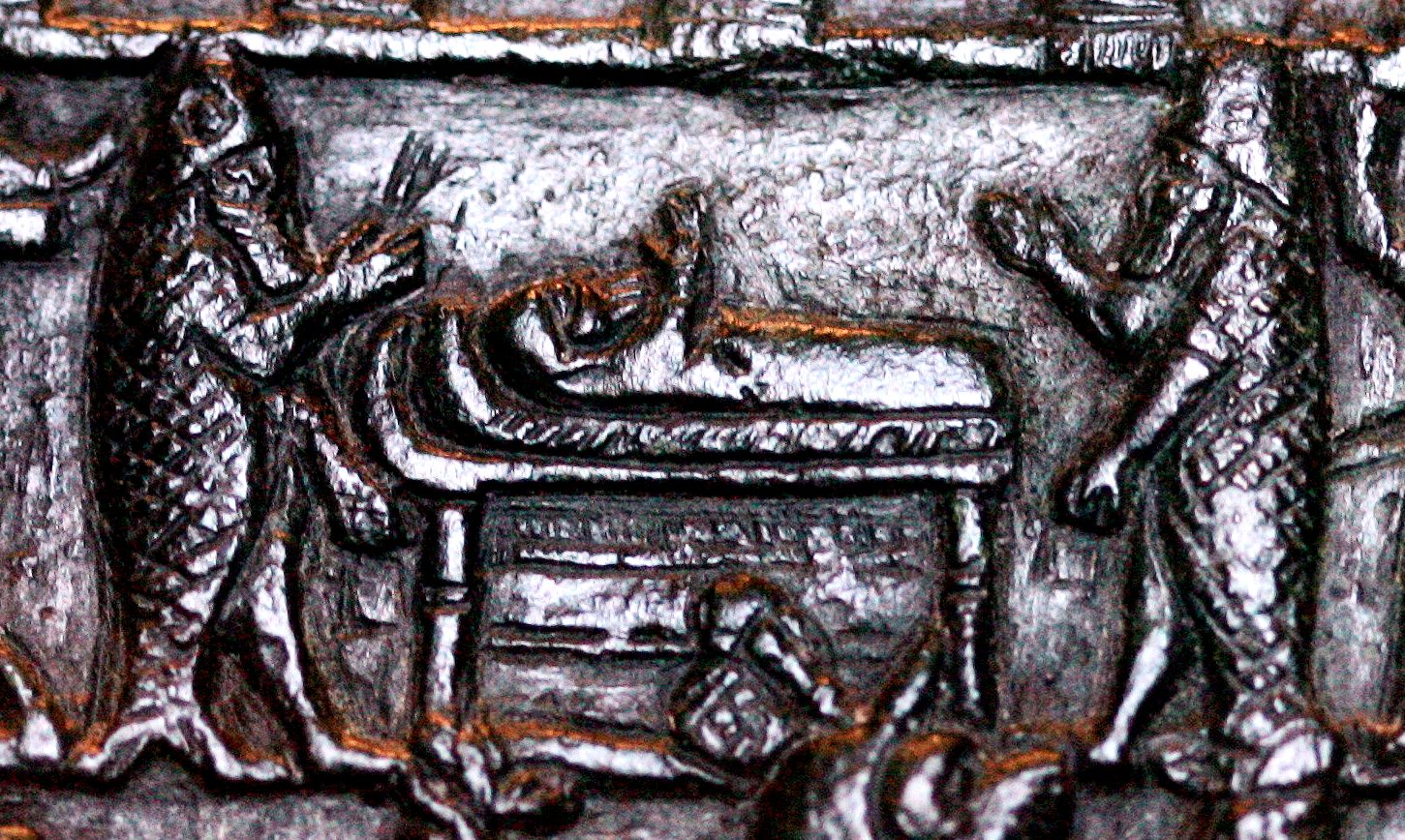
Scène de rituel de guérison d'un malade, détail de la « plaque de Lamashtu », VIIIe siècle av. J.-C. Musée du Louvre.
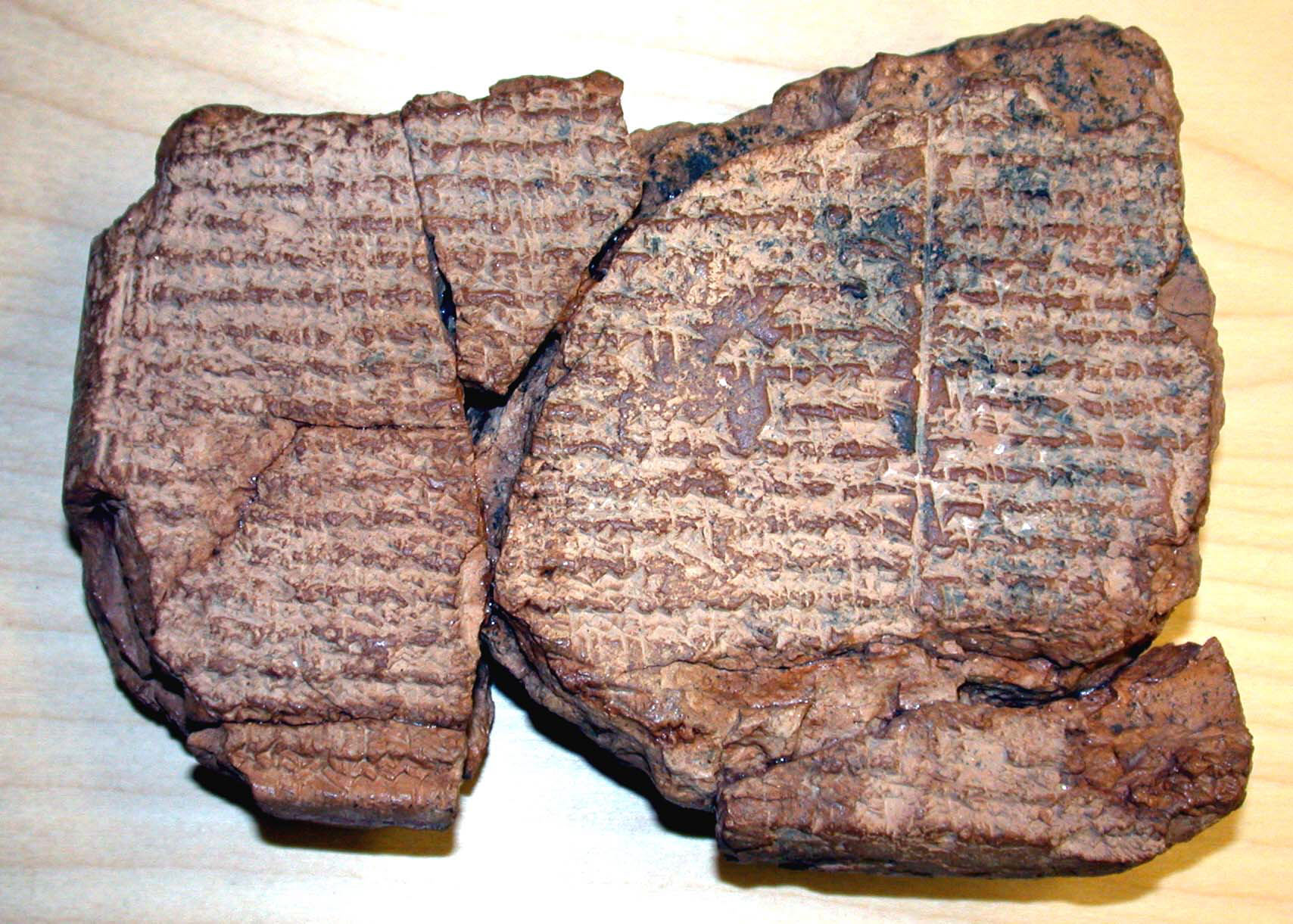
Fragments d'une tablette de rituels d'exorcismes contre les maux causés par les démons malfaisants (Utukku lemnutu). Metropolitan Museum of Art.

### Croyances et pratiques funéraires
Les Anciens Mésopotamiens croyaient qu'une personne devient à sa mort un « spectre » (gidim/eṭemmu(m)), se dirigeant vers les Enfers, un monde souterrain, alors que son cadavre se décompose. Il convient de lui fournir une sépulture adéquate afin qu'elle puisse accomplir ce voyage. Les découvertes archéologiques funéraires indiquent que les Mésopotamiens pratiquent l'inhumation, surtout dans des nécropoles, mais plusieurs cas de caveaux disposés sous des résidences urbaines sont connus (à Ur, Assur). Les rites funéraires consistent à laver le corps, à le vêtir de manière adéquate en fonction de son statut, s'accompagne de lamentations et d'autres manifestations de deuil de la part de sa famille. Dans sa tombe, il peut être accompagné par des objets lui ayant appartenu, et des offrandes funéraires. Les tombes des rois sont très peu attestées. Les plus spectaculaires sont les tombes royales d'Ur, datées du milieu du IIIe millénaire av. J.-C., qui ont livré un matériel funéraire impressionnant (parures, bijoux et vaisselle en or, lapis-lazuli, cornaline, etc.), et dans laquelle les défunts principaux sont accompagnés dans leurs morts par plusieurs de leurs serviteurs, pratique de sacrifice humain qui ne se retrouve pas ailleurs en Mésopotamie. Des tombes royales ont également été fouillées dans des palais assyriens, les tombes des reines de Nimroud ayant livré un riche matériel funéraire,.
Les textes mythologiques donnent des descriptions des Enfers, qui fonctionnent comme un pays à part, avec ses gouvernants, la déesse Ereshkigal, accompagnée de son époux Nergal dans les textes babyloniens, et d'autres divinités infernales servant à faire le gouverner, dont des juges gérant les litiges au sein de la société des défunts (parmi lesquels se trouve Gilgamesh). Ces textes donnent une image lugubre de ce monde souterrain, celle d'un pays d'où l'on ne peut revenir, où le spectre mène une existence dans des conditions largement inférieures à celle que la personne avait de son vivant. Il ne semble pas y avoir de croyance en un jugement des défunts servant à évaluer leurs mérites et à les récompenser. Un ensemble de rites existe afin d'honorer les morts, qui se déroulent dans un cadre familial, reposant essentiellement sur des offrandes alimentaires et des libations, donc une forme de culte des ancêtres (ki-a-nag'/kispu(m)). Ce culte est destiné à éviter que les défunts ne viennent tourmenter les vivants de leur famille. Une grande importance était attribuée au fait de fournir une sépulture adéquate à un défunt, et ne pas retrouver son corps était vu comme un scandale car il ne pourrait jamais être honoré. Parfois apparaît l'idée que l'accomplissement de ces rites permet aussi d'améliorer la condition d'existence d'un spectre aux Enfers, et qu'un défunt ayant laissé beaucoup de descendants qui l'honorent a la condition la plus enviable,.

## Sciences

### Mathématiques
Le système numérique employé par les Mésopotamiens repose sur une base sexagésimale (base 60), avec quelques aspects d'un système décimal. Les systèmes de mesure (de longueurs, de surfaces, de capacités) employaient chacun leur propre système de numération. Pour apprendre les mathématiques, les scribes disposaient de listes métrologiques, tables de multiplications et d'inverses (employées pour la division), d'extractions de racines carrées, et de problèmes. Dans le domaine de l'algèbre, on connaît de nombreuses tablettes de résolution d'équations du second degré, employant un raisonnement géométrique s'apparentant à la méthode de la complétion du carré, ou de troisième degré. La géométrie est très marquée par le raisonnement arithmétique,,.

### Astronomie

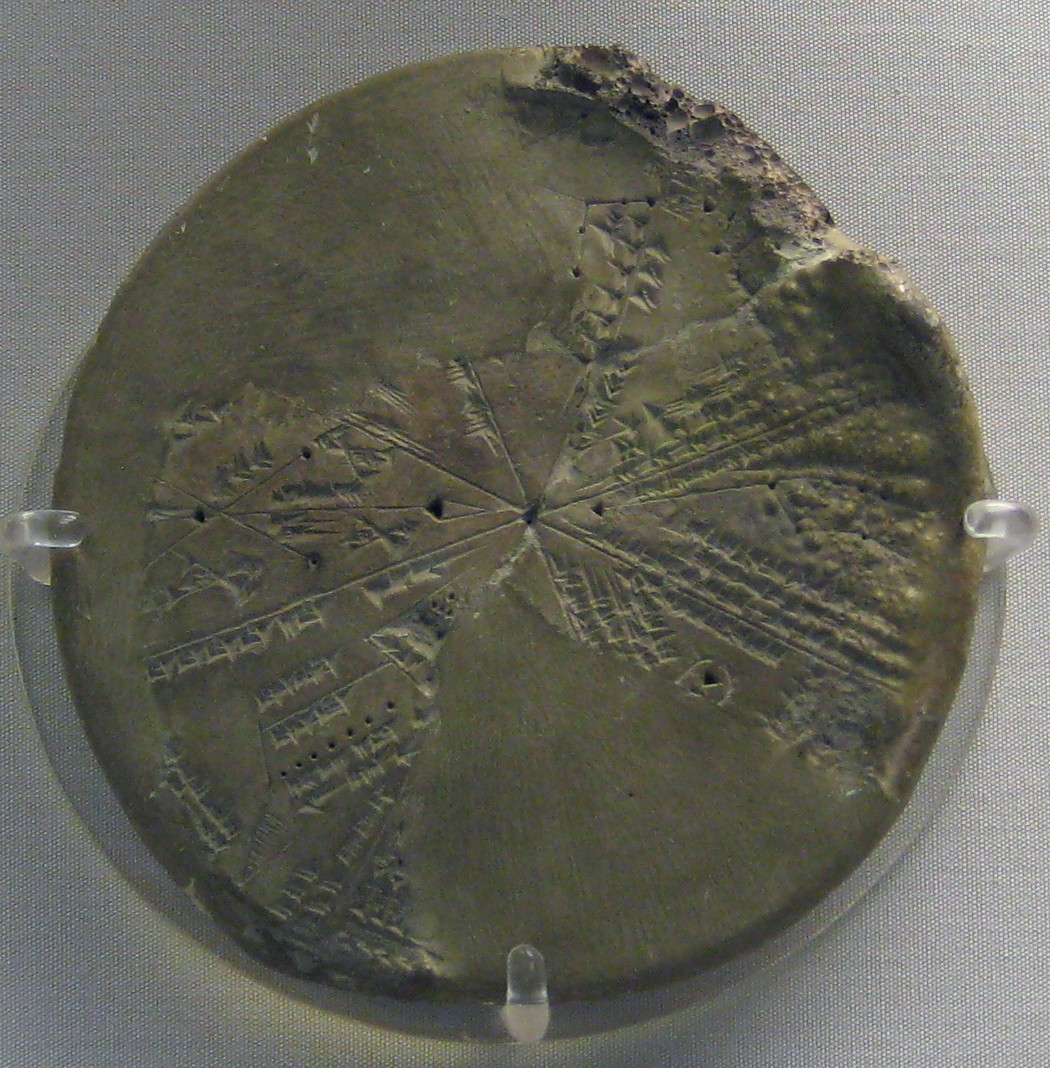
Tablette circulaire représentant un planisphère céleste indiquant la position des constellations observées la nuit du 3 au 4 janvier 650 av. J.C. autour de Ninive : le planisphère est divisé en 8 parties, dans lesquelles sont réparties des constellations. British Museum.

La séparation que l'on effectue entre astronomie et astrologie est inconnue des Anciens mésopotamiens, comme pour beaucoup d'autres peuples avant l'époque moderne. Les connaissances astronomiques des Mésopotamiens atteignent un très haut niveau durant le Ier millénaire av. J.-C., époque durant laquelle les astronomes « Chaldéens » sont réputés jusqu'en Grèce. Les Mésopotamiens mettent au point le principe de la division de la voûte céleste entre douze signes du Zodiaque, qui sont sensiblement les mêmes que les nôtres. De la même manière, ils ont déjà nommé de nombreuses constellations et connaissent cinq planètes (Mercure, Vénus, Mars, Jupiter et Saturne). Au Ier millénaire av. J.-C., les prêtres astronomes babyloniens ont compilé de longues séries de relevés de phénomènes astraux, courant sur plusieurs siècles. En les interprétant, ils établissent des éphémérides pour tous les astres observables, et réussissent presque à prédire des éclipses, dont ils ont repéré l'aspect cyclique. Ils ont également mis au point les premiers modèles mathématiques astronomiques prédictifs.

### Médecine
La médecine mésopotamienne est difficilement dissociable des pratiques curatives relevant de la magie et de l'exorcisme, qui étaient toutes imbriquées. Pour les Mésopotamiens, la maladie est une malédiction envoyée par les dieux. Maîtres de tous les humains, ceux-ci, lorsqu'ils sont insatisfaits par le comportement de certains d'entre eux, les punissent en envoyant des « démons » qui les rendent malades, à moins qu'ils ne se chargent eux-mêmes de la tâche. Guérir un malade peut donc requérir des pratiques comme la magie et la médecine empirique, qui à nos yeux sont différentes, mais qui sont vues comme complémentaires. De longs textes techniques listent des diagnostics et des remèdes. Ils s'appliquent à de multiples domaines : gynécologie, ophtalmologie, odontologie, massages, problèmes respiratoires, jusqu’à des cas psychiatriques. On dispose aussi d'une longue liste de recettes pharmacologiques,.

## Techniques

### Construction

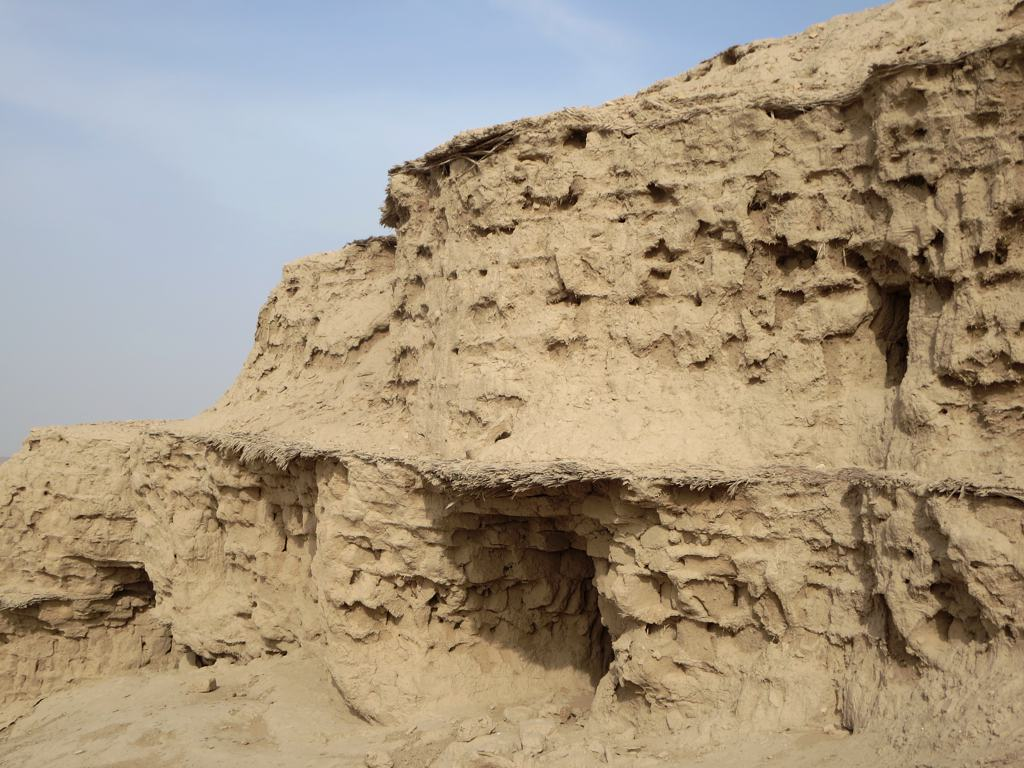
Briques crues et couches de roseaux renforçant l'armature, sur la ziggurat d'Uruk.

Pour des raisons géologiques (plaine alluviale), la matière de base utilisée pour réaliser des bâtiments en Mésopotamie n'est pas la pierre mais l'argile. On s'en sert pour réaliser des briques crues, en la mélangeant avec des matières végétales, qui ont notamment pour propriété d'être des isolants thermiques très efficaces. À cette fin, des moules à briques sont mis au point et utilisés à partir du VIe millénaire av. J.-C., permettant d'obtenir des formes standardisées, souvent adaptées à des usages précis. Exceptionnellement, les briques sont cuites dans des fours, ce qui les rend extrêmement solides. On se sert de ces briques cuites pour les revêtements extérieurs des monuments les plus importants (temples, palais, portes), ce qui explique leur meilleure préservation, même si le revers de cette solidité est qu'ils ont pu servir de carrière après leur abandon.
Plusieurs régions mésopotamiennes disposent également de pierre, notamment au nord comme l'attestent les décors sculptés des palais assyriens. Au sud le roseau est très abondant dans les marais, et donc souvent employé, que ce soit pour réaliser des chaînages, cordages, nattes renforçant les constructions en brique d'argile, ou en tant que matériau principal pour la construction de huttes. Le bois est disponible mais peu employé, les essences originaires de Mésopotamie n'étant pas très utiles pour la construction,.
Du point de vue des techniques de construction, les périodes historiques voient le développement de la voûte, en encorbellement, puis en plein cintre. Elle est employée pour des constructions de surface (notamment les escaliers) et aussi des caveaux, citernes et canalisations enterrées. L'amélioration de la technique conduit à l'élargissement des voûtes, jusqu'aux grands iwans de l'époque parthe qui peuvent mesurer jusqu'à 25 mètres. Pour les constructions monumentales, les salles à piliers (hypostyles) se développent également, même si leur usage est moins répandu en Mésopotamie qu'en Anatolie et en Iran. Les rois néo-assyriens se lancent dans la construction successive de palais visant à dépasser par leur ampleur ceux de leurs prédécesseurs, ce qui nécessite une planification très poussée, l'aménagement de grandes terrasses, de murs de soutènement, de milliers de briques, de longues poutres soutenant les toitures, etc..

### Hydraulique

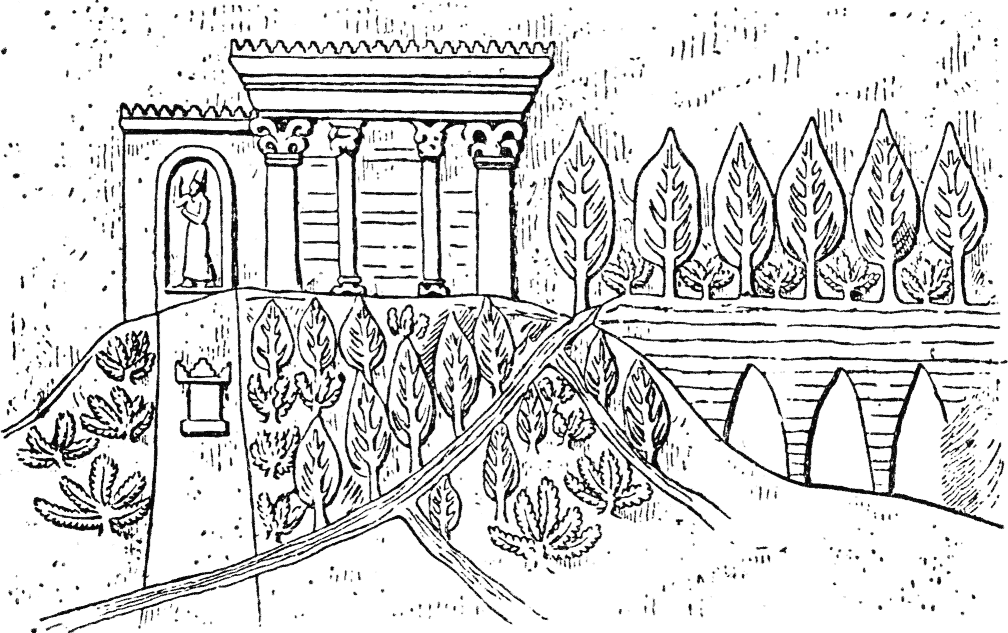
Bas-relief d'un palais de Ninive du début du représentant un canal passant sur un aqueduc et des « jardins suspendus ».

Les puits apparaissent au Proche-Orient autour de 8000 av. J.-C. au moins, et ils sont sans doute répandus dans les espaces arides mésopotamiens où se trouvent des sites éloignés de points d'eau de surface. Mais la grande étape vers l'expansion dans les zones arides est le développement des canaux, manifestement créés pour l'irrigation des champs, attestés après 6000 av. J.-C. Elle succède probablement à des premières formes de maîtrise des eaux fluviales (une « proto-irrigation »). Le principe se répand dans la plaine alluviale mésopotamienne, où les précipitations sont insuffisantes pour assurer une agriculture sans irrigation, et permet le développement agricole et donc humain de cette région durant le Néolithique tardif. Aux époques historiques les royaumes mésopotamiens construisent d'importants réseaux de canaux, servant aussi bien pour l'irrigation que le transport, ce qui leur donne un rôle à la fois dans la mise en culture et les débouchés agricoles. Ils reposent sur des canaux principaux dérivés des fleuves, puis des canaux d'importance décroissante allant aux zones mises en culture, le tout accompagné de différentes installations (réservoirs, barrages, vannes, etc.). Les champs sont alimentés par gravité (en perçant le canal pour permettre à l'eau de s'écouler dans un champ) ou par un instrument à bascule, le shadouf (attesté au IIe millénaire av. J.-C.). Cela suppose un entretien constant, et aussi d'importants travaux dont les souverains se glorifient dans leurs inscriptions. Les grands chantiers des rois néo-assyriens illustrent le plein développement de l'hydraulique mésopotamienne : les canaux d'alimentation courent sur des dizaines de kilomètres, reliant parfois deux bassins entre eux, ce qui est possible grâce à la construction d'aqueducs,,,. L'évacuation des eaux usées des habitations se fait quant à elle par des canalisations souterraines de petite dimension, faites en briques ou dalles, ou encore dans des tubes en argile.

### Transports

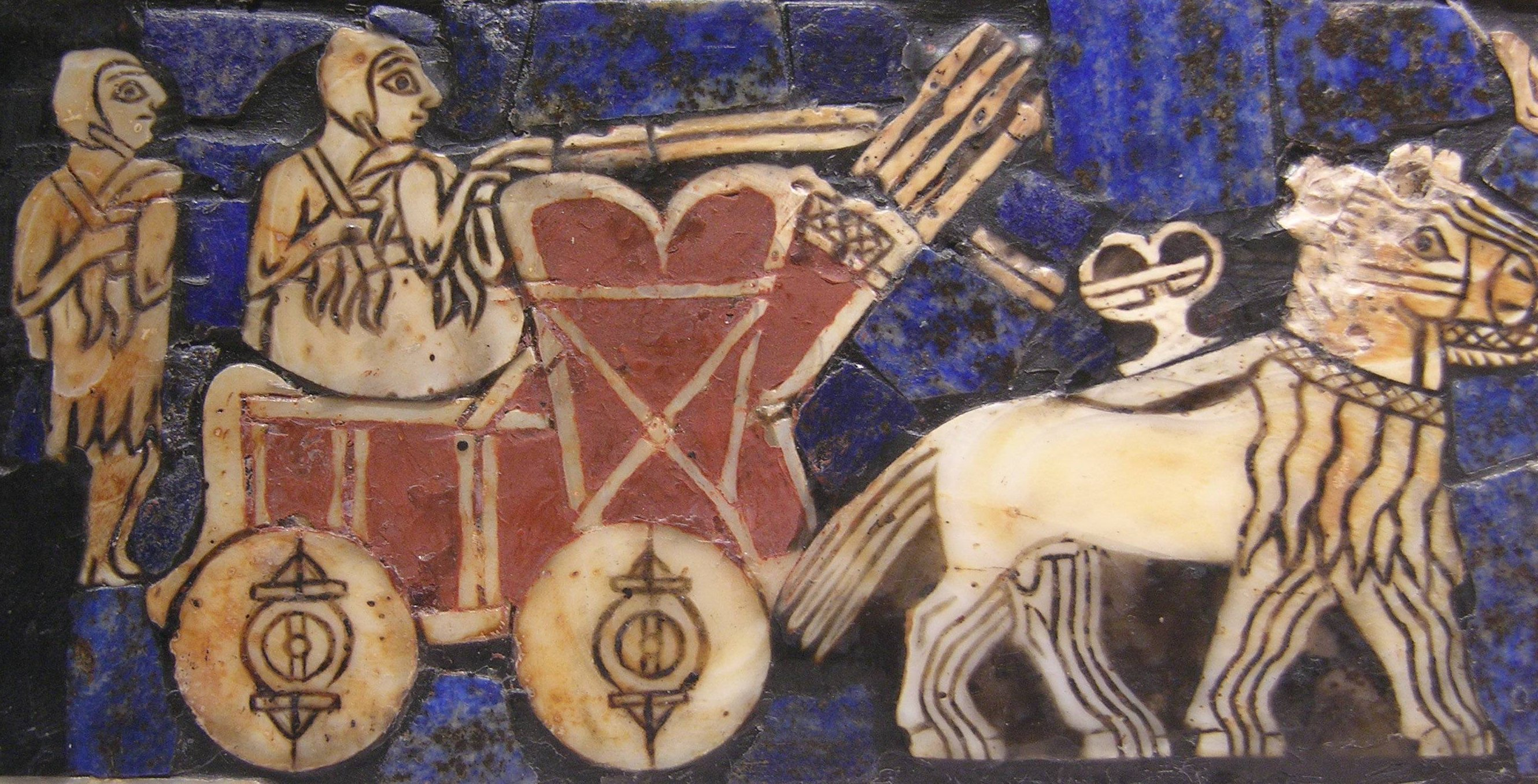
Char de combat à quatre roues pleines, tiré par quatre équidés, détail de l'« étendard d'Ur », v. 2600-2500 av. J.-C. British Museum.

Il est courant que l'invention de la roue soit mise au crédit des gens de Sumer, mais cela est loin d'être assuré. Elle apparaît en tout cas au IVe millénaire av. J.-C., en même temps que se produit la domestication de l'âne, qui devient l'animal le plus employé pour le bât et le trait, ce qui pose les conditions d'un important développement des transports terrestres, notamment avec l'apparition de la caravane pour les convois les plus importants. Les représentations indiquent que les chars du IIIe millénaire av. J.-C. ont quatre roues, puis au millénaire suivant se développe le char à deux roues, plus rapide, employé pour le combat, et en général tiré par des chevaux,.

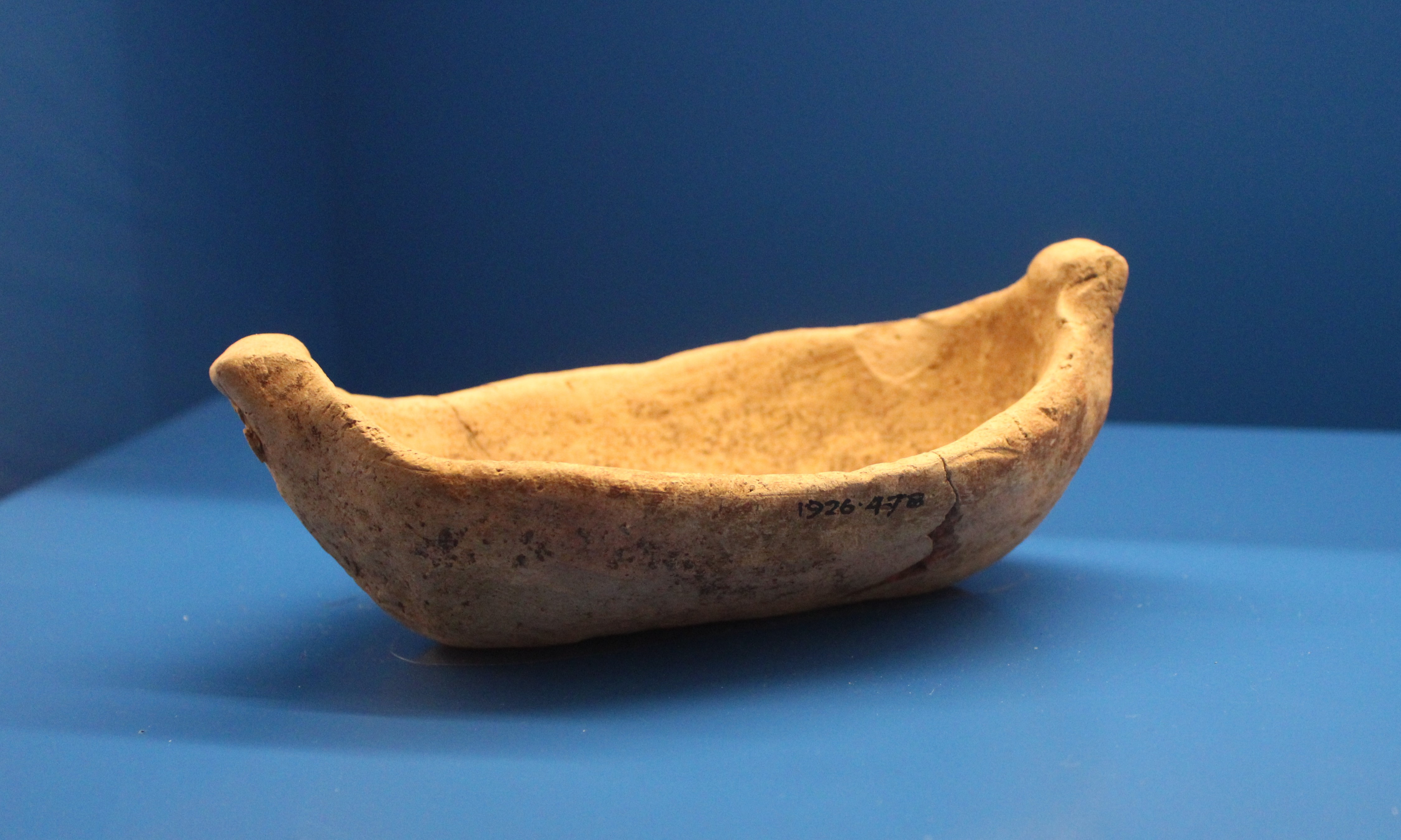
Modèle de bateau un terre cuite, type d'embarcation utilisée pour le transport ou la pêche sur les fleuves et canaux. Djemdet-Nasr, période d'Uruk finale ou période de Djemdet-Nasr (v. 3000 av. J.-C.). Ashmolean Museum.

Le transport fluvial est très employé dans le sud mésopotamien, extrêmement plat et traversé par de nombreux cours d'eau naturels ou artificiels. Mais il est aussi important sur les cours d'eau du nord. La navigation fluviale s'effectuait sur des barques de plus ou moins grande taille, en roseau ou en bois, aussi des radeaux soutenus par des outres. Les bateaux du IIIe millénaire av. J.-C. peuvent en moyenne emporter une vingtaine de tonnes de charge, mais certains atteignent la centaine de tonnes. Le développement du commerce sur le golfe Persique à cette période entraîne l'essor de la construction de bateaux destinés aux longs voyages, mais ils sont très mal connus.
Les pouvoirs royaux se soucient dès les derniers siècles du IIIe millénaire av. J.-C. de la mise en place d'un réseau de voies de communication efficace, avec des routes principales disposant de points d'étape où les voyageurs officiels pouvaient trouver un gîte et du ravitaillement, et des postes où sont installés des gardes assurant la sécurité des routes. Mais cela ne concerne que les axes majeurs, et les préoccupations de sécurité expliquent sans doute pourquoi les marchands se déplacent généralement dans des convois importants. Se déplacer en dehors des voies officielles est donc difficile et potentiellement risqué. Les empires du Ier millénaire av. J.-C. édifient un réseau de voies royales plus important et mieux organisé, avant tout pour des considérations militaires. Pour franchir les voies d'eau, en dehors du passage au gué, des ponts temporaires de bateaux peuvent être érigés, mais des ponts permanents sont également attestés,. Quant aux transports par bateau, ils s'appuient sur la présence de ports dans les principales villes, où des bassins et des quais sont aménagés.

### Métallurgie

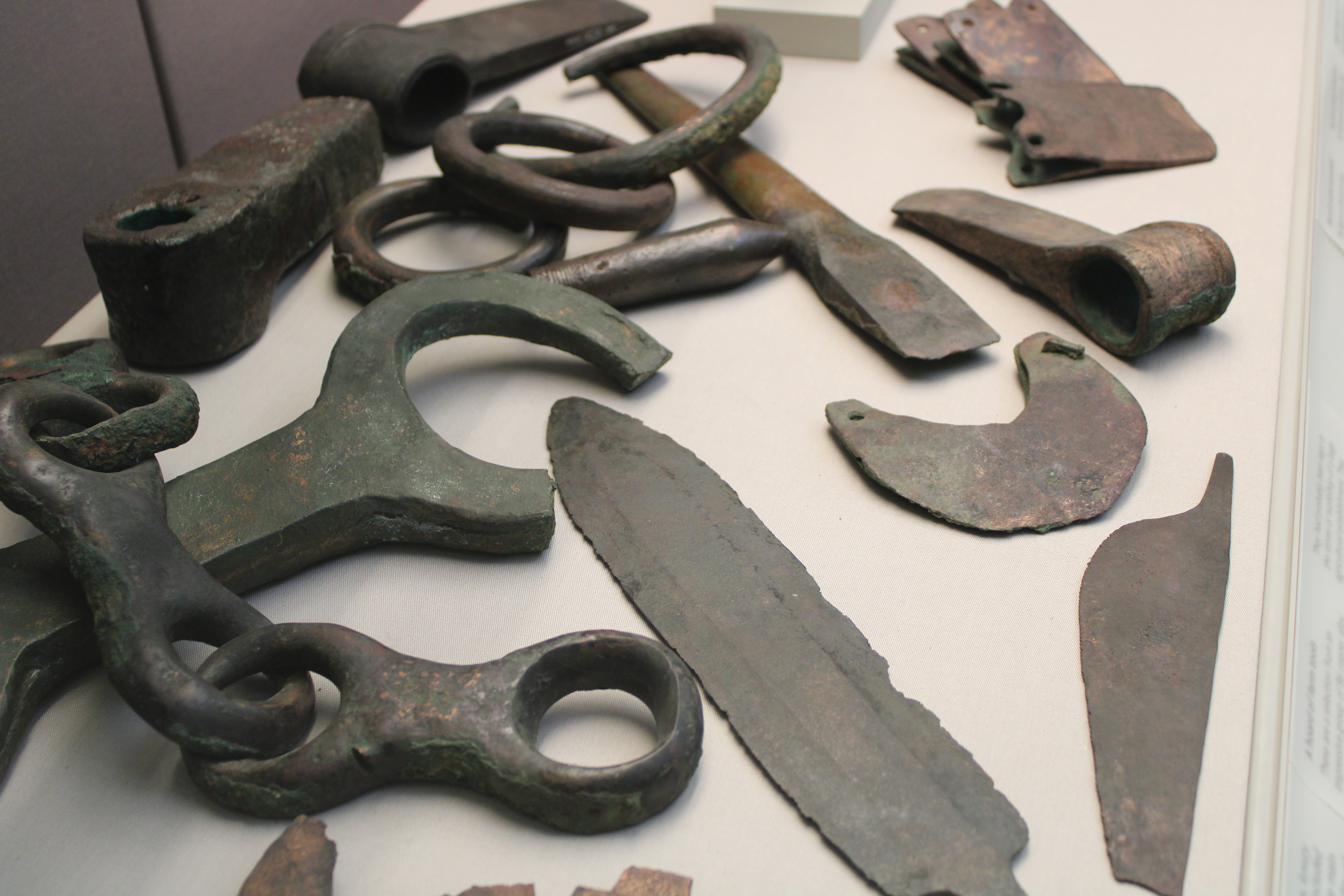
Ensemble d'objets en alliage cuivreux mis au jour à Tell Sifr (Kutalla), période paléo-babylonienne (v. 1900-1740 av. J.-C.), probablement issus d'un entrepôt d'une exploitation agricole. British Museum.

Appliqué à la Mésopotamie et au Proche-Orient ancien, le découpage classique en « âges » des métaux, forgé pour la préhistoire européenne, peut se révéler trompeur pour l'histoire des techniques. L'âge du bronze débute certes après les premières attestations d'objets en bronze (cuivre + étain) en Anatolie, mais la première partie de cette période (l'« âge du bronze ancien », couvrant en gros le IIIe millénaire av. J.-C.) est en fait dominée par les objets en cuivre, et l'alliage le plus répandu de ce dernier est celui où il est couplé à l'arsenic (le « bronze arsénié »). Ce n'est qu'à partir du début du IIe millénaire av. J.-C. que le bronze semble devenir dominant. De la même manière, le fer n'est forgé en grande quantité qu'à partir du VIIIe siècle av. J.-C. environ, et encore peu répandu au début de l'« âge du fer », vers 1200,.
Les métallurgistes de la Mésopotamie pratiquaient le martelage pour les métaux malléables (or, argent, cuivre) et la finition des objets en fer, et le moulage pour les lames des outils courants, notamment en bronze et fer ; ils connaissaient la technique de la cire perdue. Pour le travail des feuilles en métal des objets précieux les orfèvres pratiquaient dès les époques anciennes le placage, la granulation, la soudure, le filigrane (voir plus bas),. Les métallurgistes mésopotamiens, venant d'une région où le minerai était forcément importé, pratiquaient un recyclage courant des objets, et semblent avoir privilégié des techniques plus économes en métal, là où des civilisations mieux pourvues en minerai comme celles de Chine de la même période privilégiaient au contraire les méthodes plus dispendieuses.

### Matières vitreuses
La technologie des matières vitreuses se développe surtout à partir du XVIe siècle av. J.-C. en Haute Mésopotamie et en Syrie, dans la sphère du Mittani, même si ses premiers développements remontent au moins au Ve millénaire av. J.-C. Après un recul à la fin du IIe millénaire av. J.-C., la production connaît un nouvel essor à partir du IXe siècle av. J.-C., sans doute sous l'impulsion d'artisans phéniciens et syriens. Elle consiste en la fabrication de divers matériaux à partir de mélanges à base de sable et de soude, souvent colorés à l'aide de matières minérales (cuivre, manganèse, cobalt, plomb, antimoine, etc.). La glaçure (ou émaillage) consiste en un revêtement vitreux couvrant une céramique ou une brique en terre cuite. La faïence recouvre une pâte siliceuse. La fritte est produite par une demi-fusion de mélange de sable et de silice. Le verre s'obtient par une fusion complète d'une pâte à base de sable, de soude, de chaux ; dans un premier temps on recherche surtout des verres opaques colorés, puis à l'époque néo-assyrienne se développe la production de verres translucides (à l'aide d'antimoine et de manganèse). Des textes techniques de cette période décrivent les méthodes de fabrication de verre. Les matières vitreuses servent avant tout dans la fabrication de contenants en céramique et de petits objets (pendentifs, sceaux, figurines), et durant les époques néo-babylonienne et perse les décors de briques émaillés sont employés pour les monuments, notamment à Babylone (porte d'Ishtar).

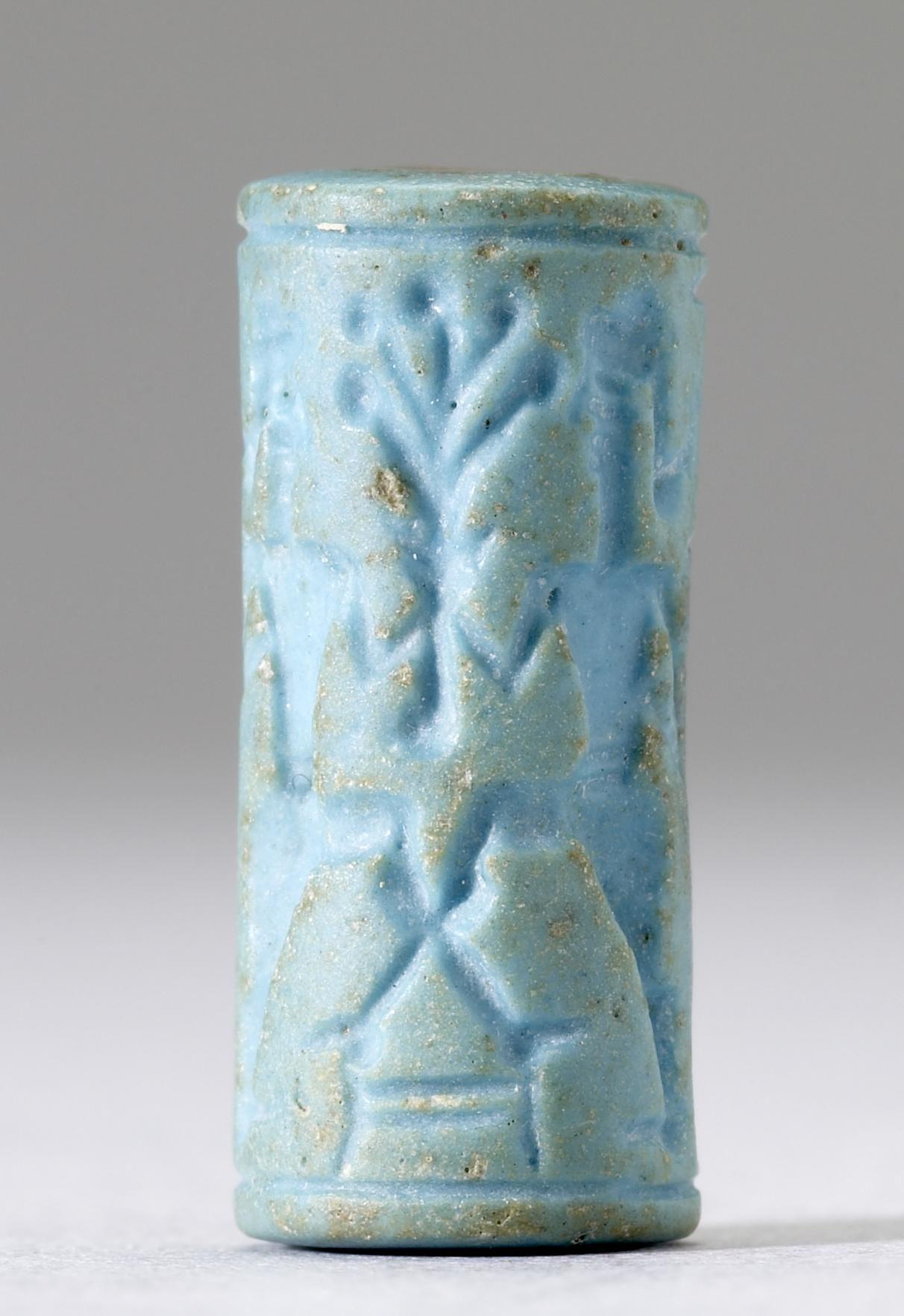
Sceau-cylindre en « faïence » de l'époque du Mittani, XVe – XIVe siècle av. J.-C., Walters Art Museum.
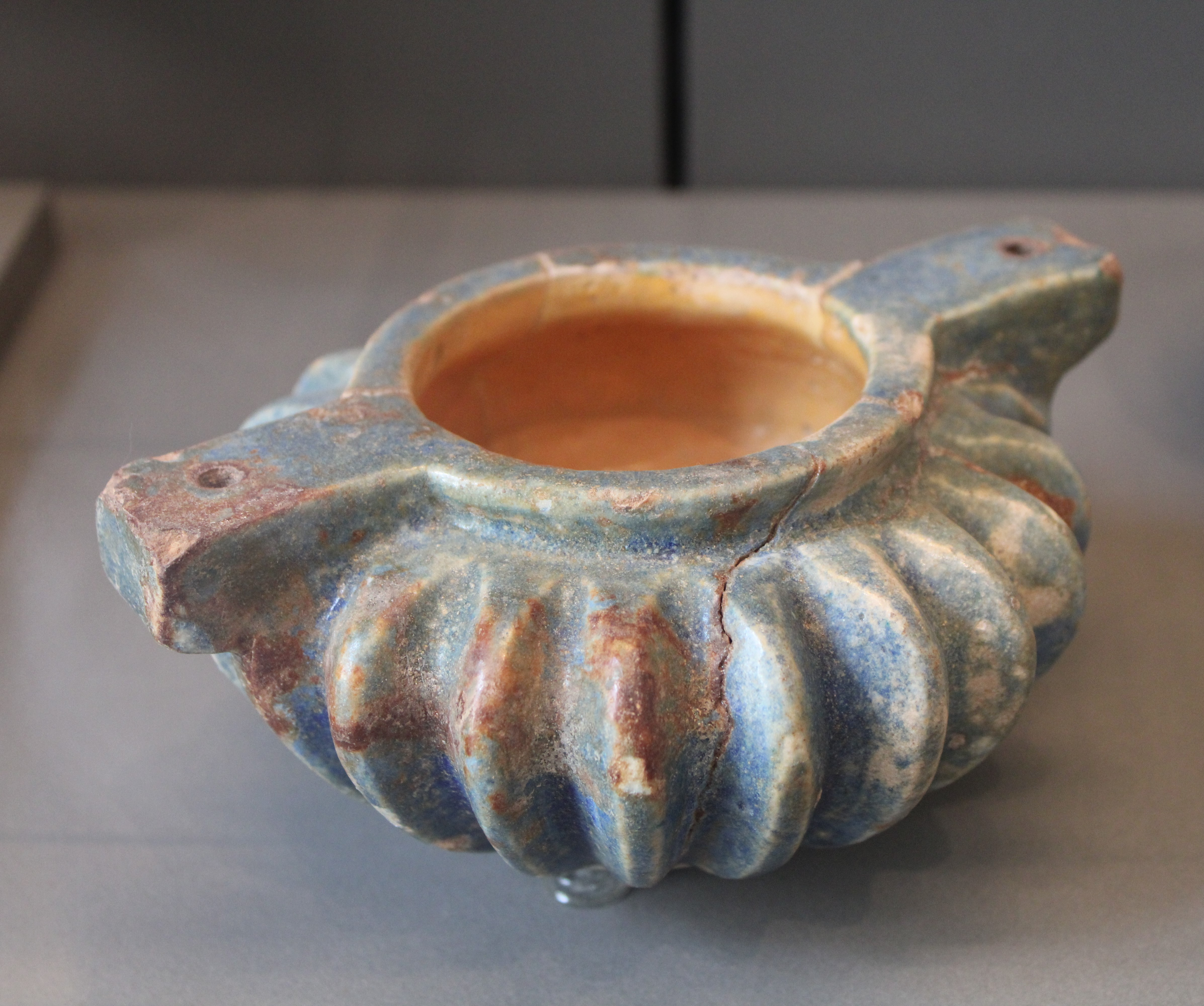
Pyxide en fritte, de facture levantine retrouvée en Mésopotamie, XIVe – XIIe siècle av. J.-C. Musée du Louvre.
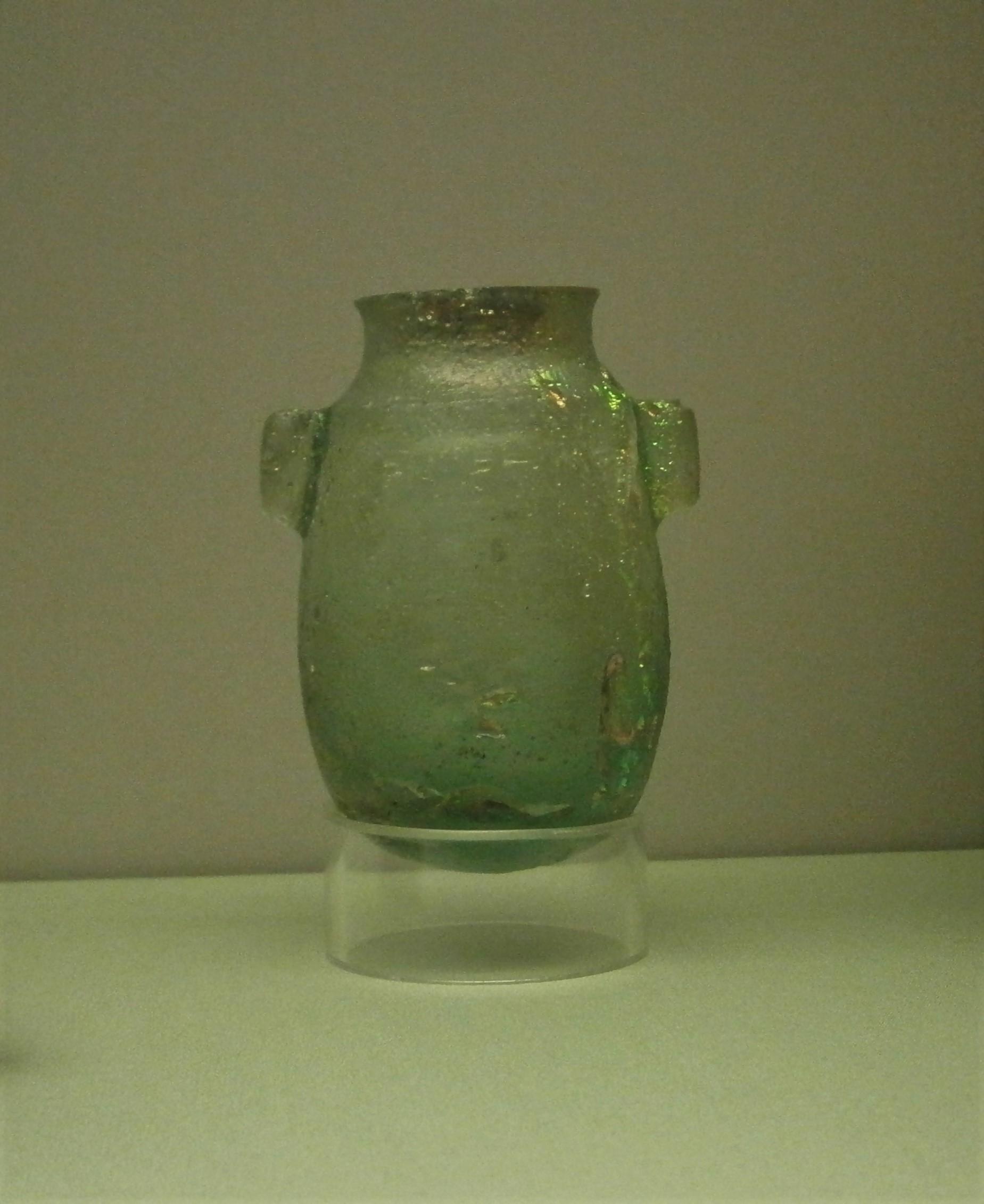
Petite jarre en verre translucide inscrite au nom de Sargon II (722-705 av. J.-C.), retrouvée dans le palais nord-ouest de Nimroud. British Museum.
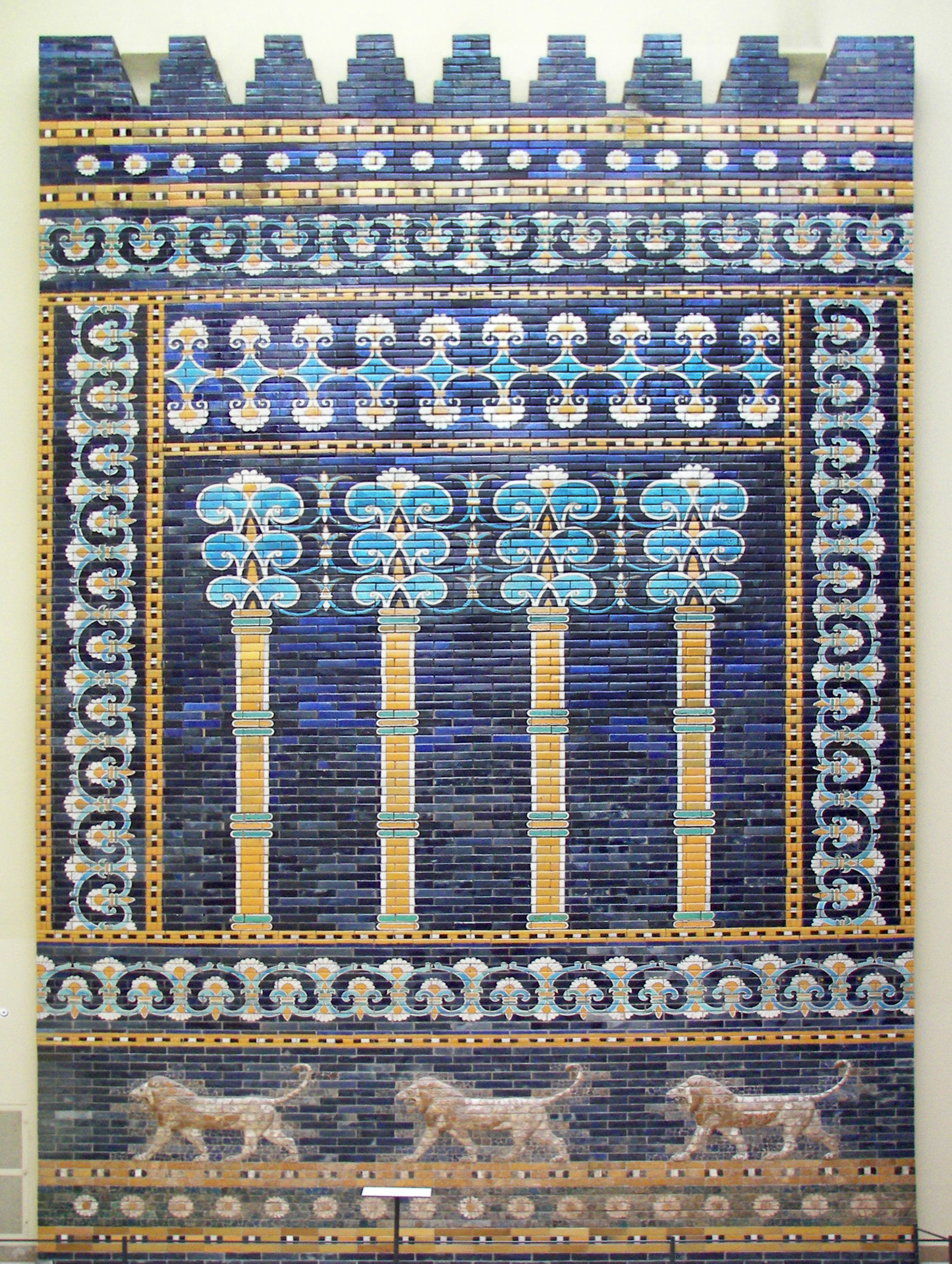
Décorations en briques à glaçure des murs de la salle du trône du Palais Sud du Babylone. VIe siècle av. J.-C., Pergamon Museum.

## Arts visuels

### L'art des sceaux
La glyptique est pour ce qui concerne la Mésopotamie l'art figurant sur les sceaux (cachets), puis les sceaux-cylindres (à partir de la période d'Uruk), généralement taillés dans de la pierre, qui comprend de nombreuses indications sur l'univers mental des anciens Mésopotamiens. Les sceaux existent dès le Néolithique tardif, servant pour l'authentification de transactions ou de scellements de magasins ou de jarres, puis ils deviennent de plus en plus importants avec le développement des institutions, des opérations économiques, et des actes juridiques écrits : son application sur un support d'argile est donc une sorte de signature. Ces sceaux servent donc à identifier une personne, et ont sans doute également une fonction magique, puisqu'ils peuvent être portés comme des amulettes. Aux images sont souvent associées des inscriptions permettant d'identifier leur possesseur, qui prennent parfois la forme de prières assez longues. La thématique des représentations est généralement religieuse : au IIIe millénaire av. J.-C. ils représentent souvent des banquets et autres rituels religieux, aussi des scènes mythologiques, puis dans les derniers siècles de ce millénaire apparaissent les scènes dites de présentation, représentant un personnage humain (le détenteur du sceau ou un roi) emmené par une divinité protectrice devant un dieu de rang supérieur (parfois un roi divinisé) ; par la suite les scènes mythologiques (notamment des combats de héros et d'animaux mythiques) et rituelles (notamment des offrandes devant des autels) restent courantes. Dans la seconde moitié dè Ier millénaire av. J.-C. les sceaux-cachets redeviennent la forme dominante.

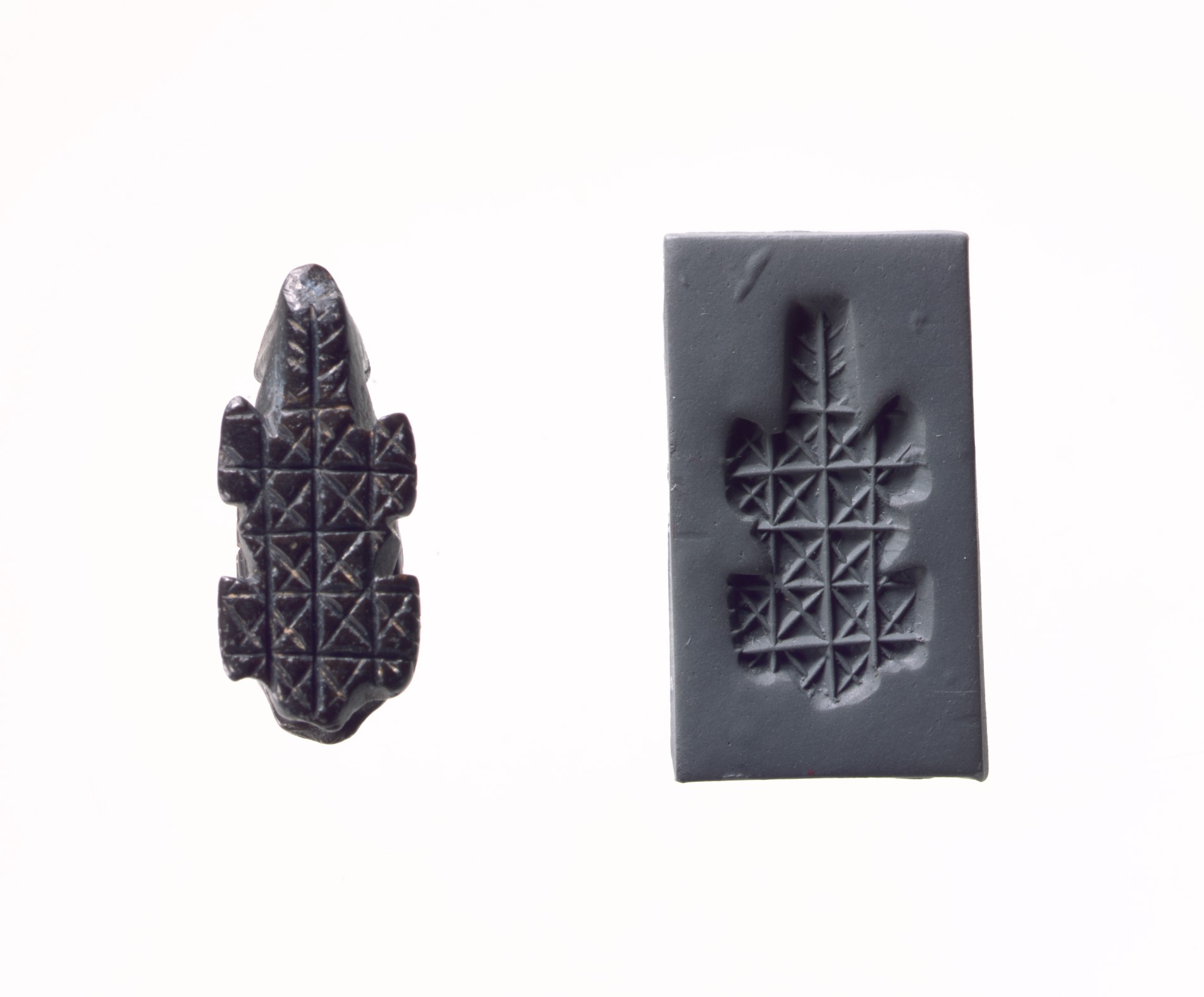
Sceau et son impression moderne avec motif géométrique de la période de Halaf. Syrie du Nord, v. 5600-5000 av. J.-C. Metropolitan Museum of Art.
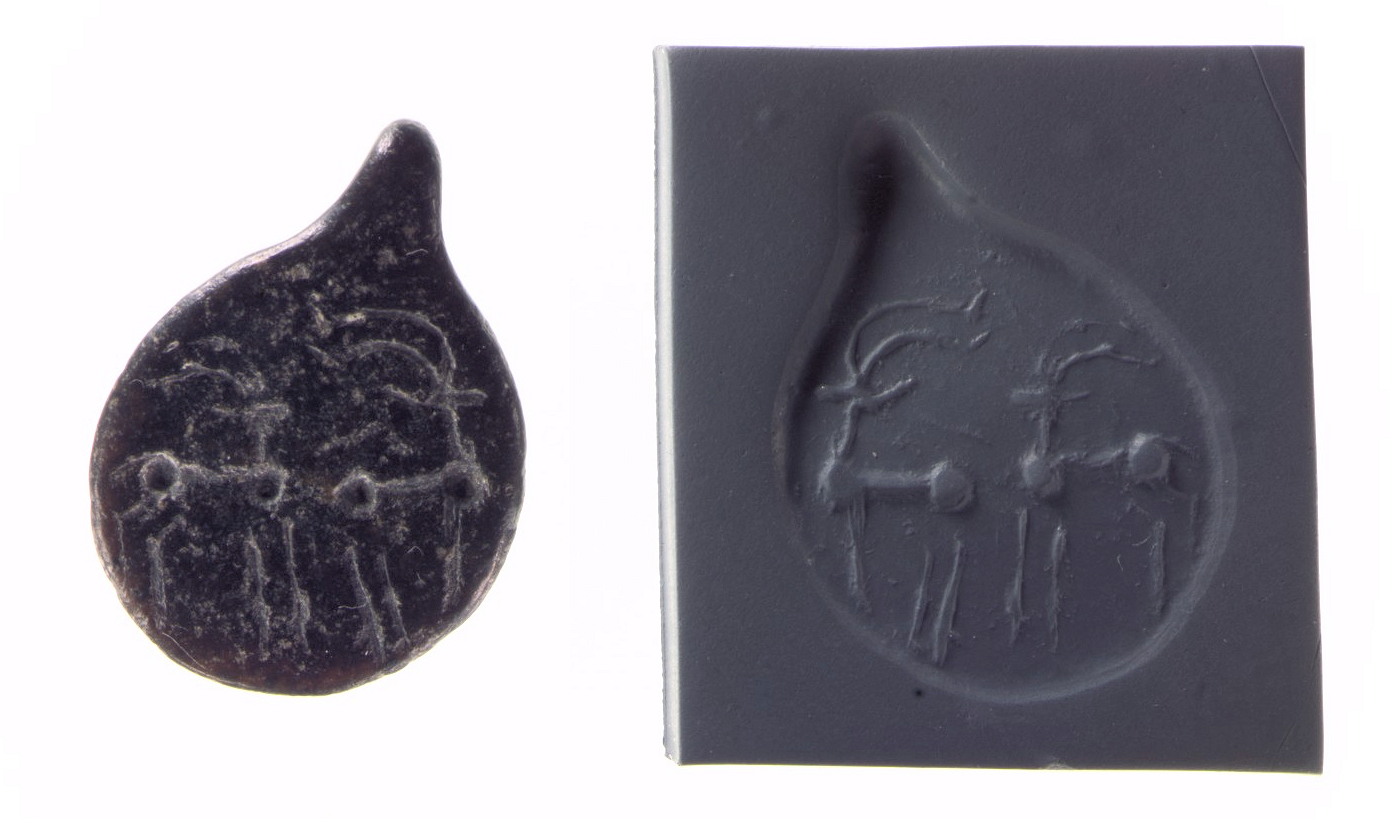
Sceau pendentif en forme de goutte avec deux quadrupèdes et son impression moderne. v. 4500–3500 av. J.-C. Fin de la période d'Obeïd - Milieu de la période de Gawra (Nord de la Mésopotamie). Metropolitan Museum of Art
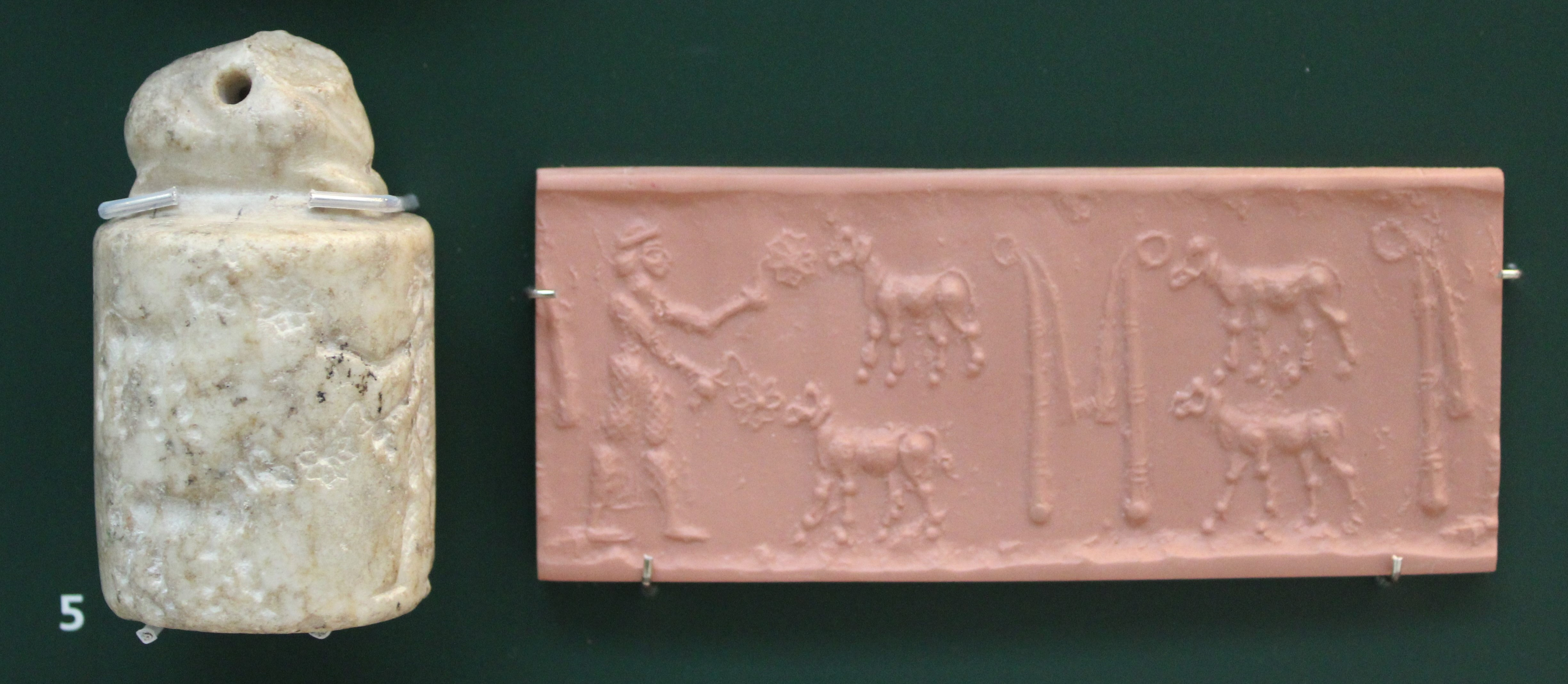
Sceau-cylindre et impression, représentant un « roi-prêtre » nourrissant des moutons. British Museum.
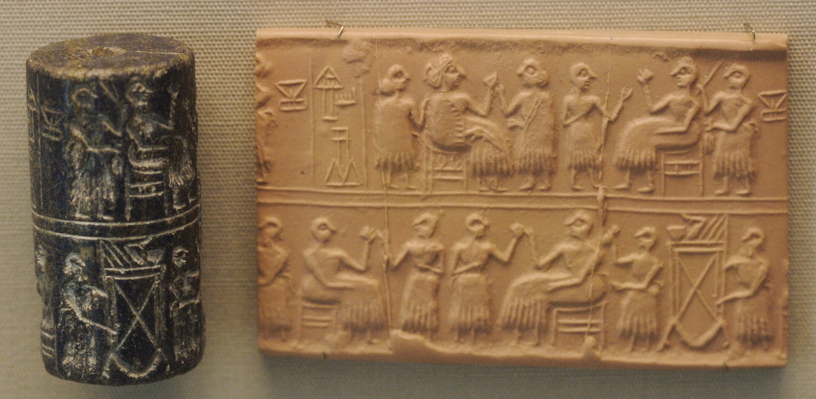
Sceau-cylindre de la « Dame » Puabi, représentant une scène de banquet. Tombes royales d'Ur, v. 2500 av. J.-C. British Museum.
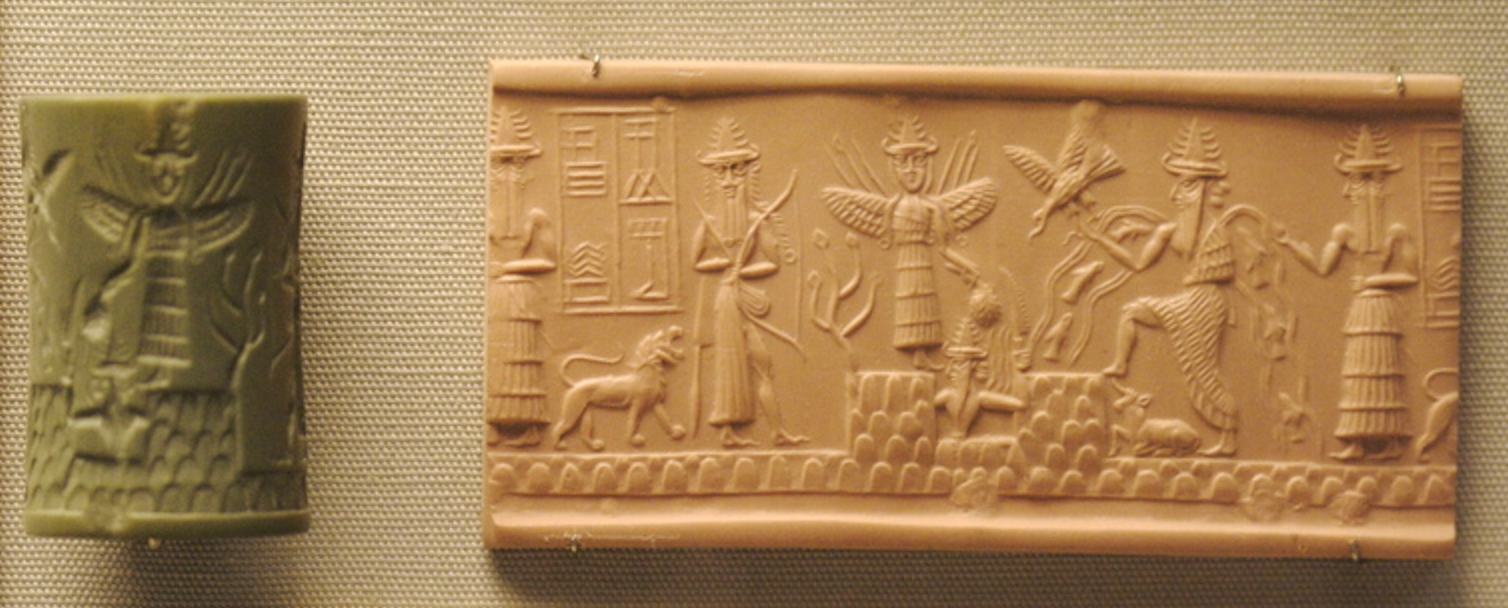
Sceau-cylindre et impression, représentant une scène d'« épiphanie » avec Enki/Ea, Ushmu, Utu/Shamash et Inanna/Ishtar. Période d'Akkad (v. 2250 av. J.-C.). British Museum.
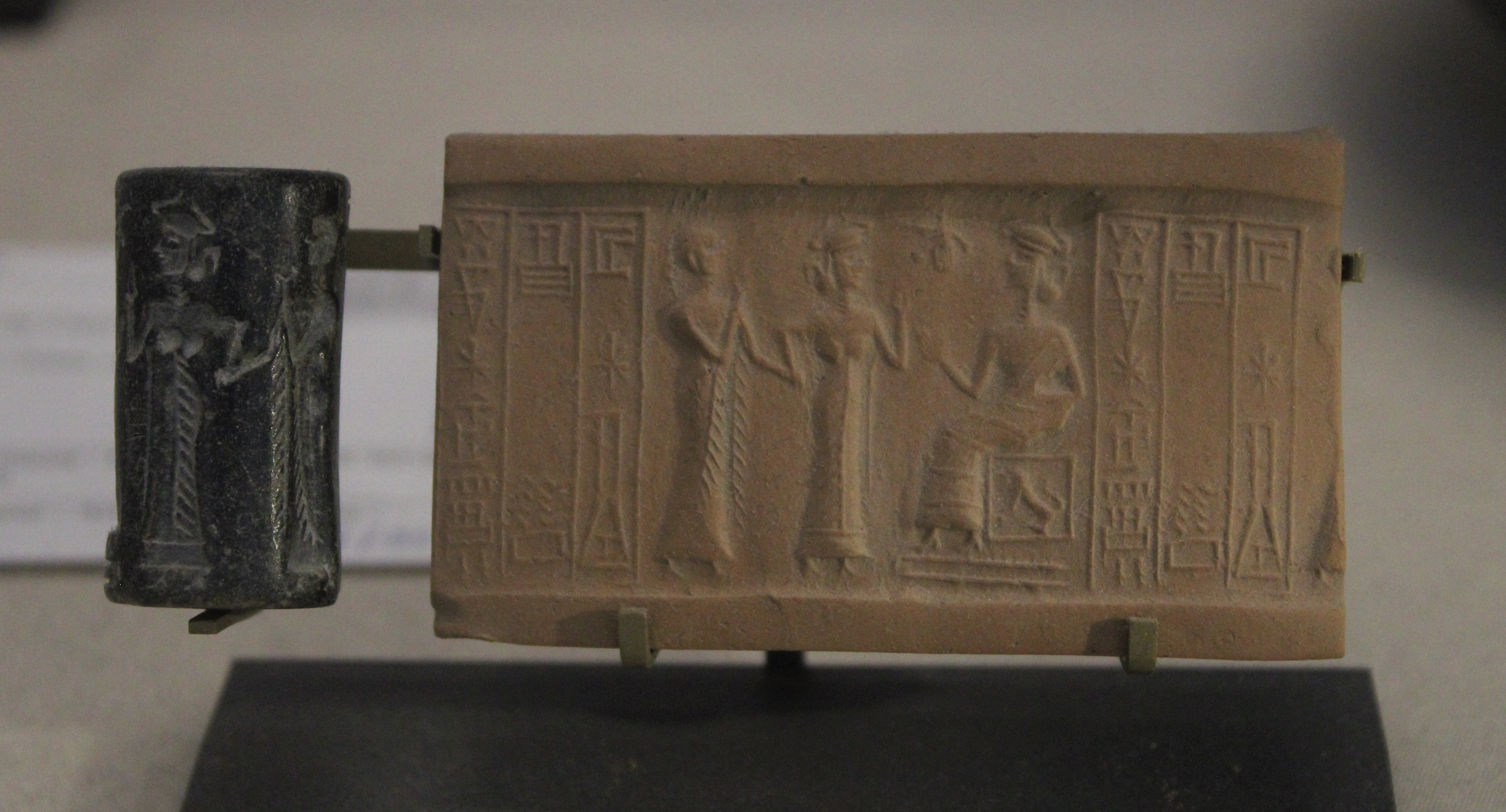
Sceau-cylindre avec impression représentant une scène de présentation devant une déesse. Girsu, période néo-sumérienne (v. 2150-2000 av. J.-C.). musée du Louvre.
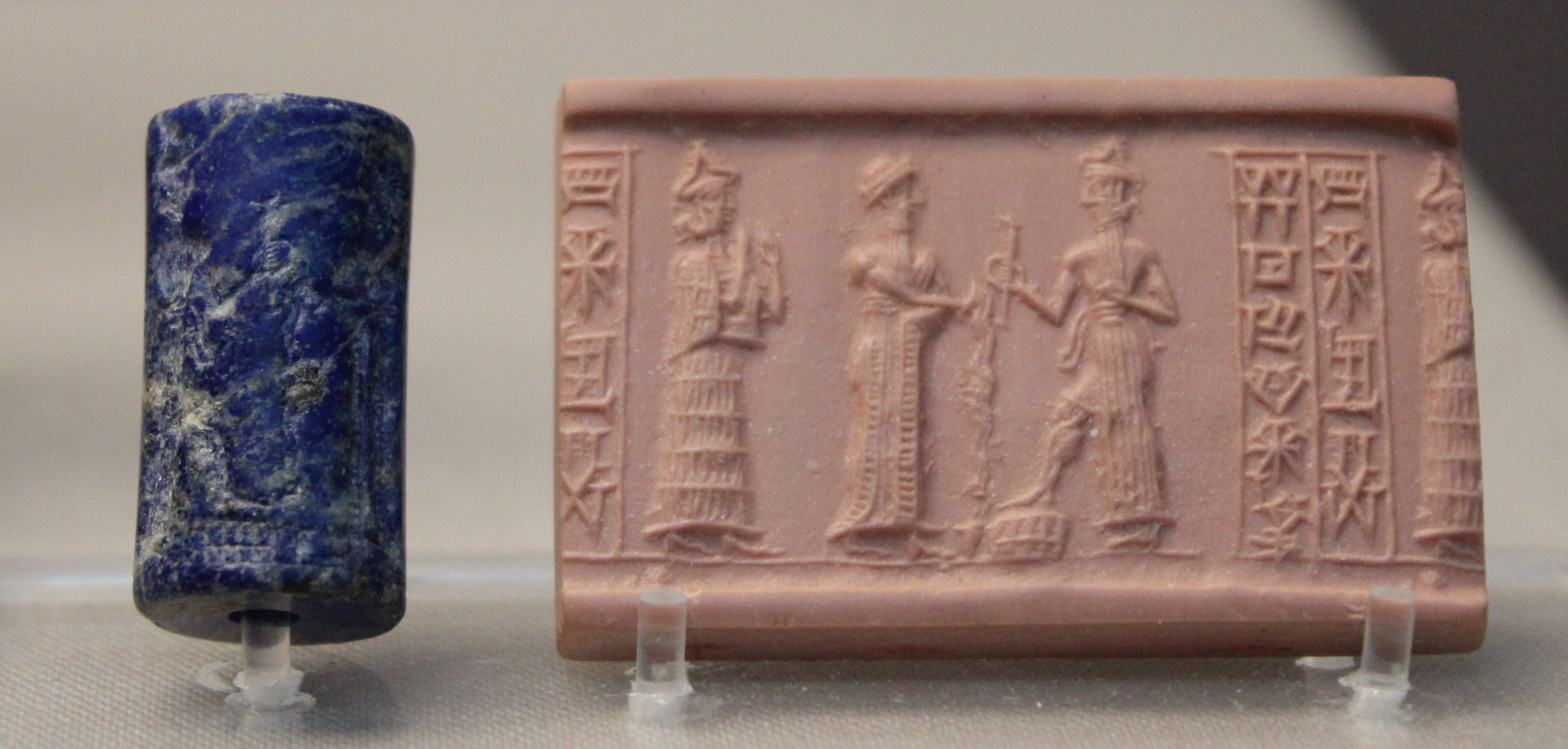
Sceau-cylindre avec impression, représentant un roi versant une libation devant Shamash, qui tient l'anneau et le bâton symbolisant l'équité. Ur, v. 1900 av. J.-C. British Museum.
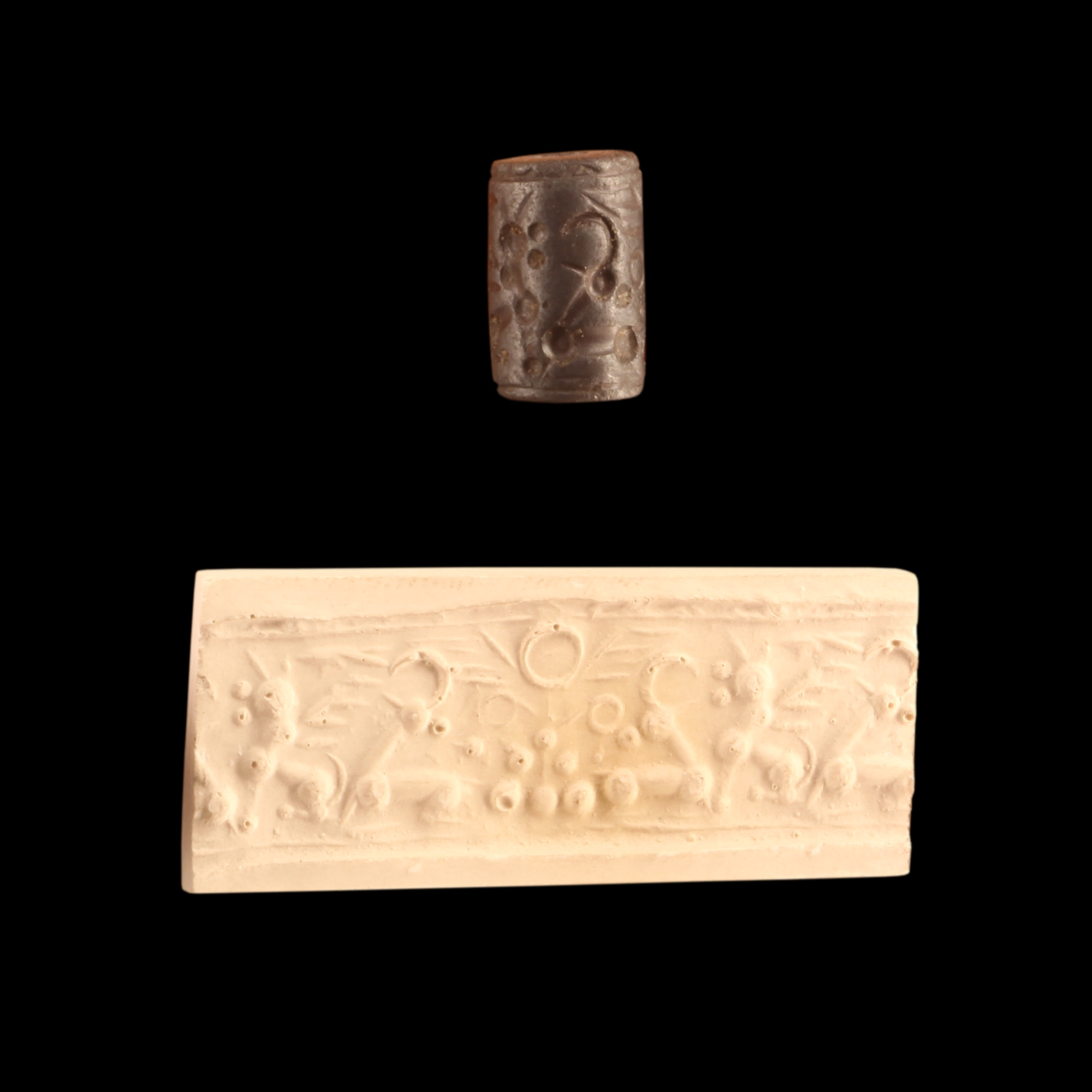
Sceau-cylindre en hématite avec son impression sur argile, représentant des griffons et des ibex disposés de façon symétrique autour d'un disque ailé, type « élaboré » du Mittani, v. 1400-1300 av. J.-C. Musée des beaux-arts de Lyon.
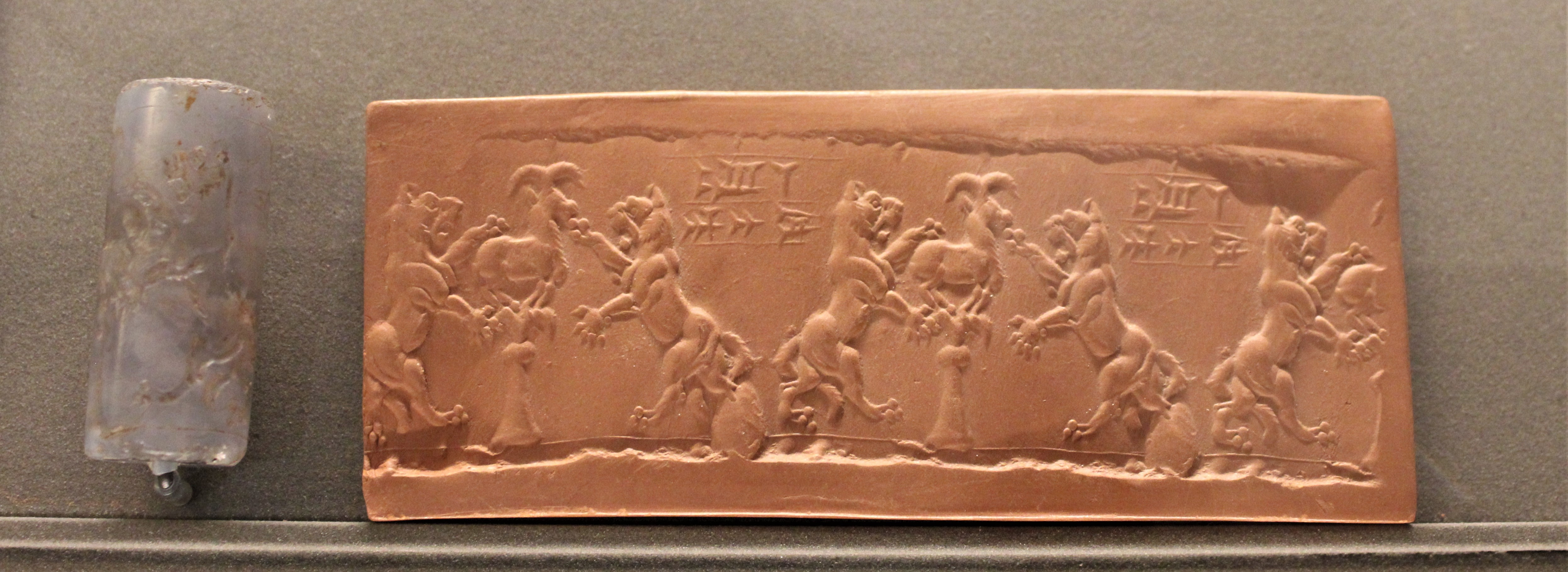
Sceau-cylindre avec impression : deux lions menaçant un chèvre. Période médio-assyrienne (v. 1400-1100 av. J.-C.). Musée du Louvre.
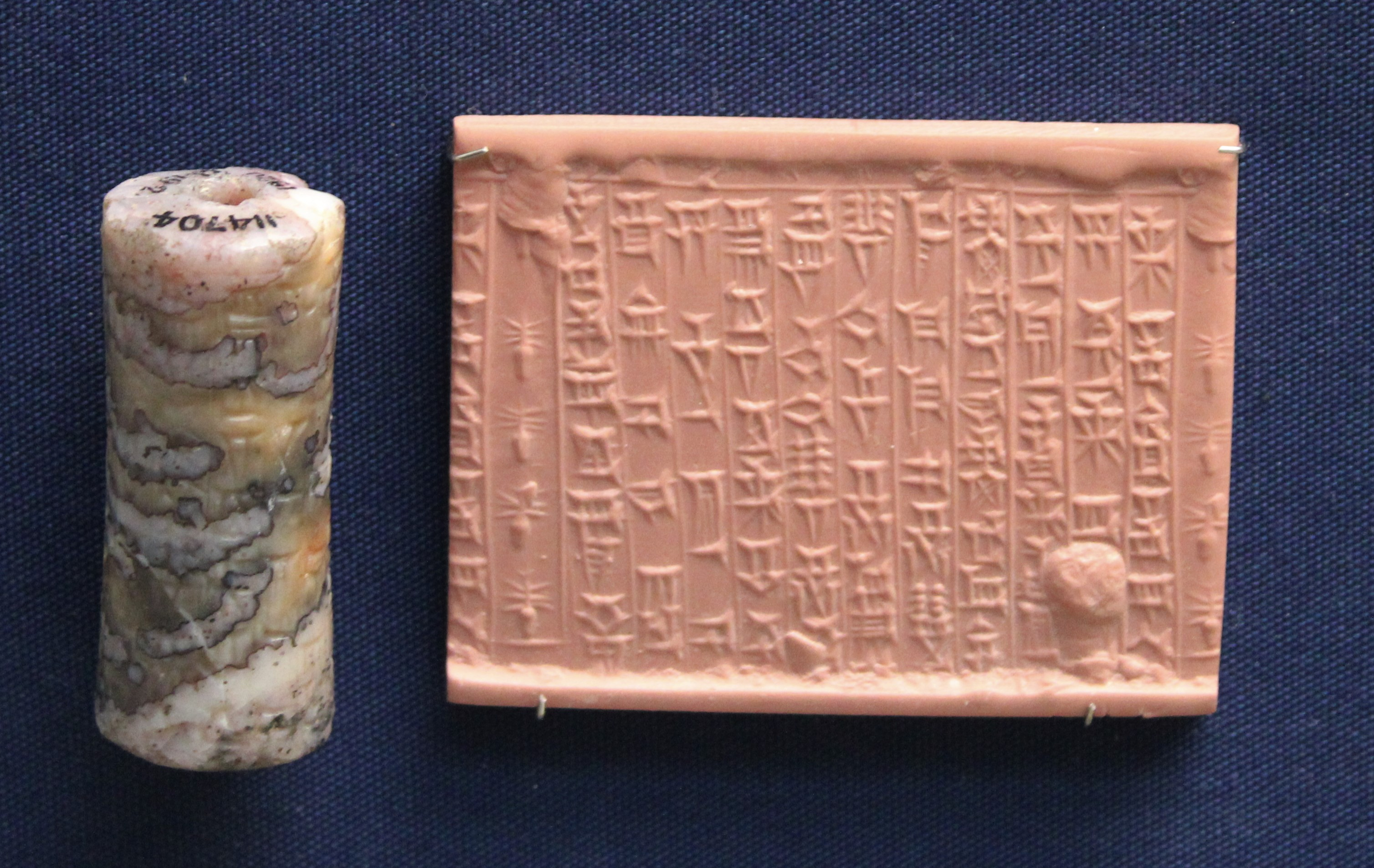
Sceau-cylindre avec impression, inscrit avec une prière à la déesse Ninsun. Période kassite, v. 1330-1300 av. J.-C. British Museum.
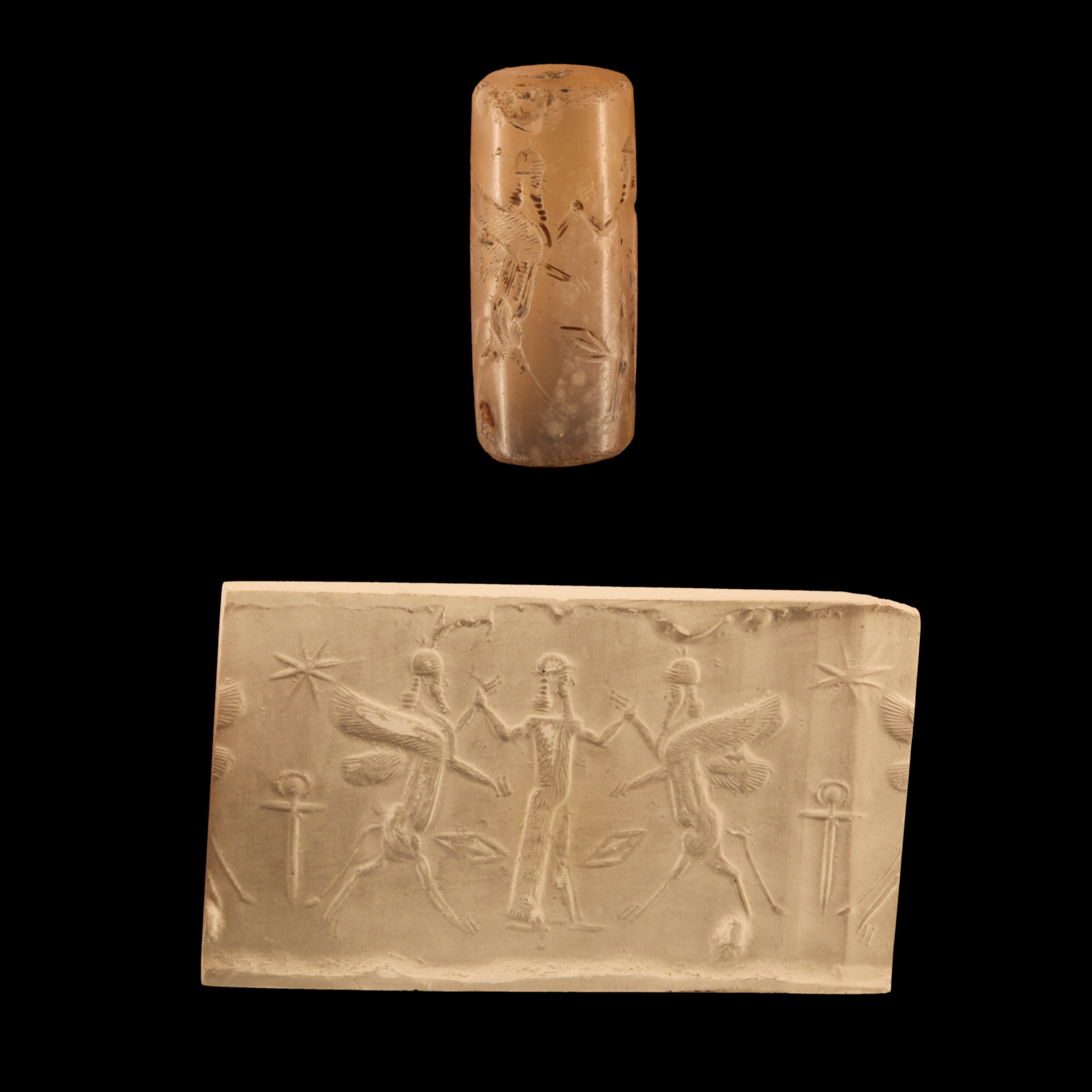
Sceau-cylindre avec empreinte moderne représentant un héros maîtrisant deux démons ailés. Période néo-assyrienne, v. 900-600 av. J.-C. Musée des beaux-arts de Lyon.
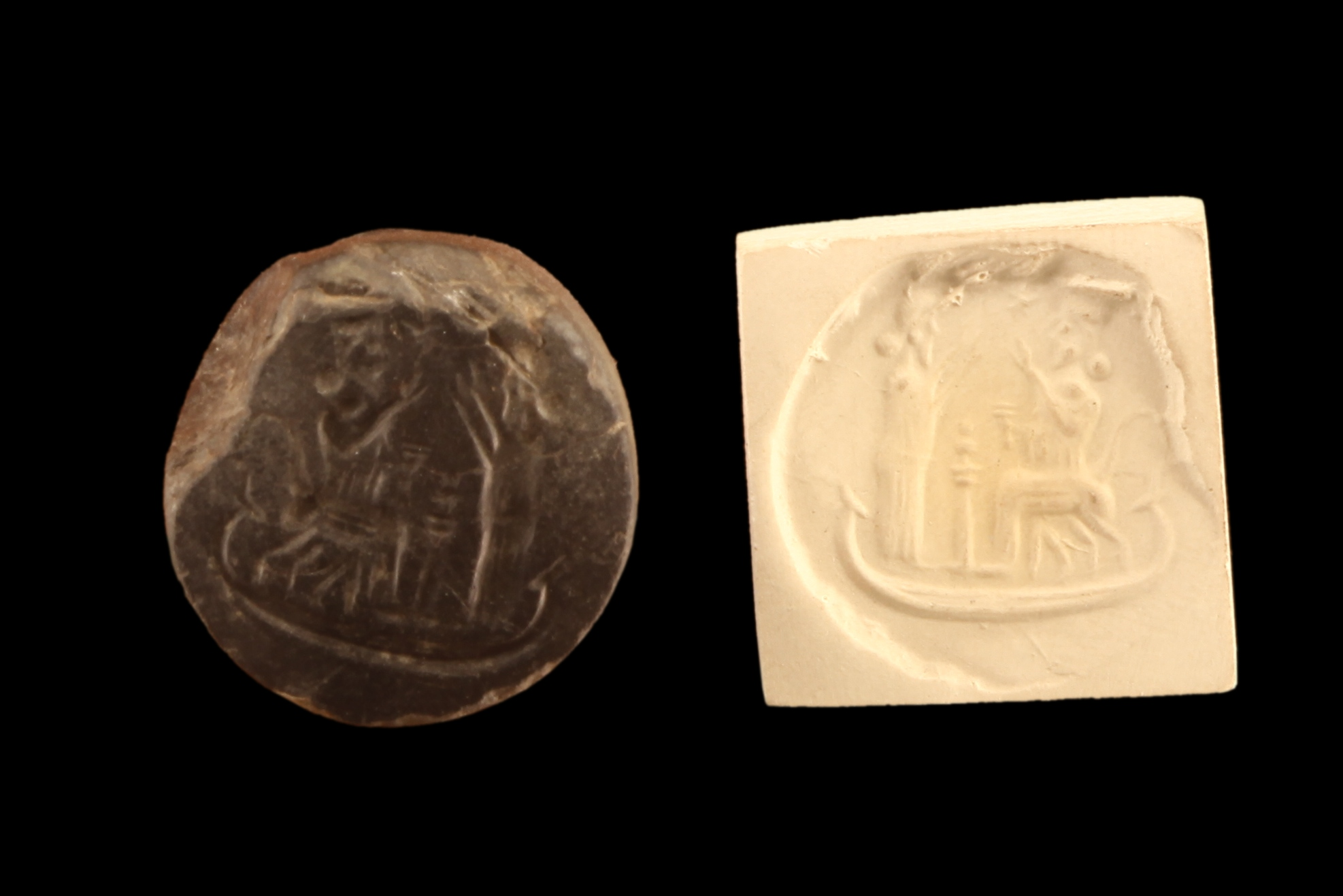
Sceau-cachet en diorite avec impression, représentant une scène d'hommage à une divinité sur un bateau. Période néo-babylonienne, v. 600-400 av. J.-C. Musée des beaux-arts de Lyon.

### Figurines et plaques en terre cuite

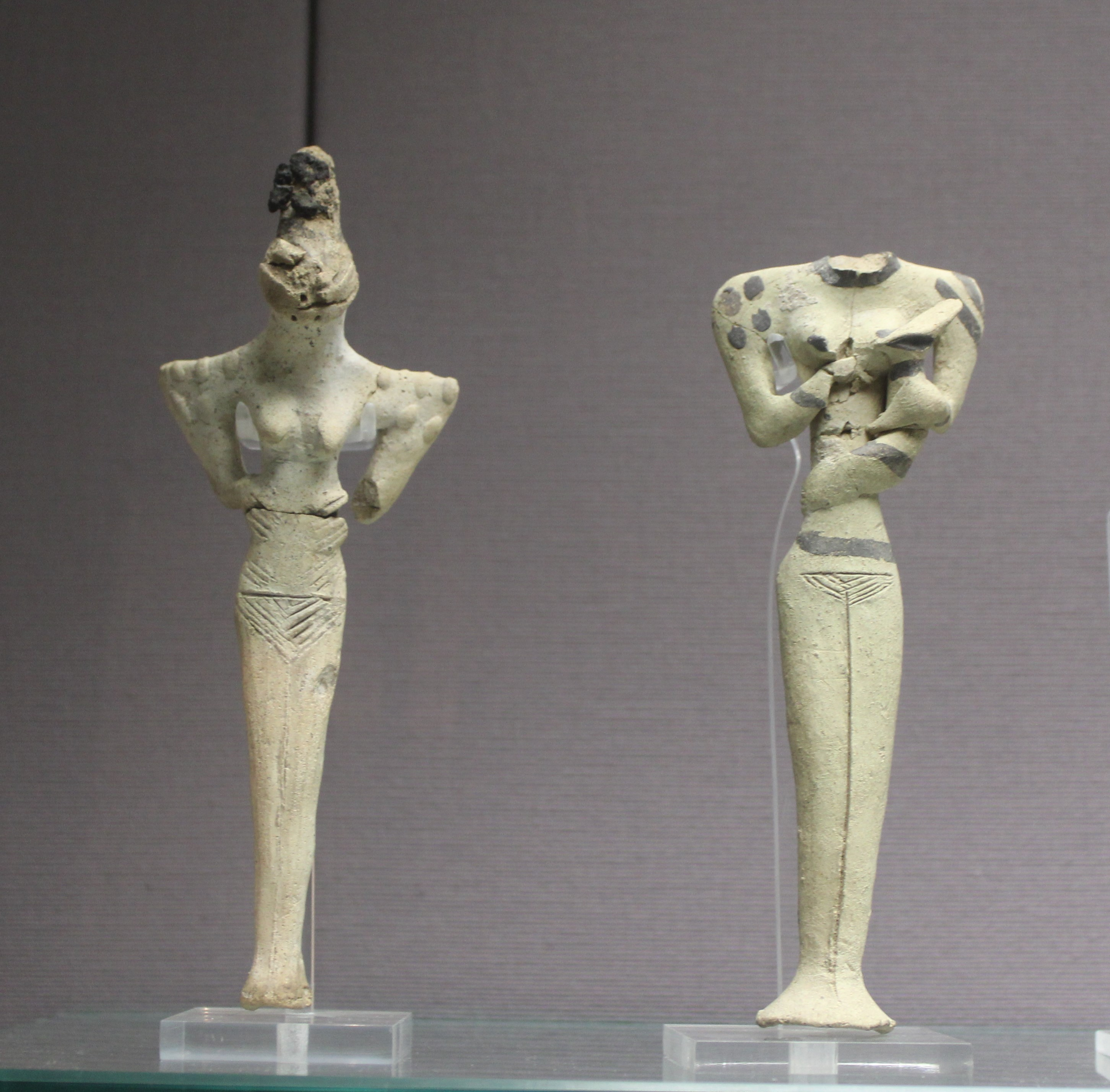
Figurines féminines en terre cuite, Ur, période d'Obeid (v. 5200-4200 av. J.-C.). British Museum.
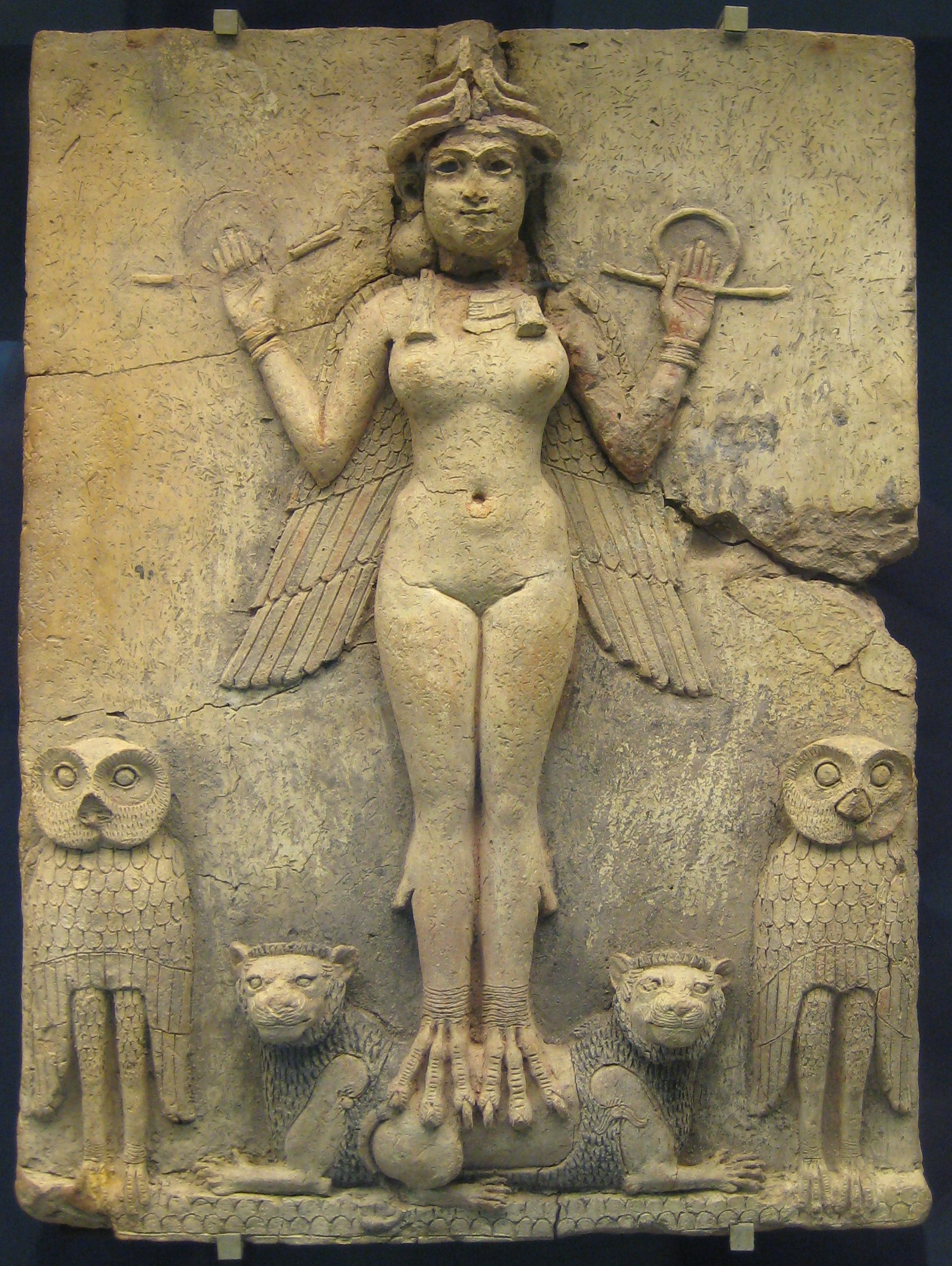
La « Reine de la nuit » (Ishtar ?), sur la plaque Burney. Babylonie, v. 1800 av. J.-C. British Museum.
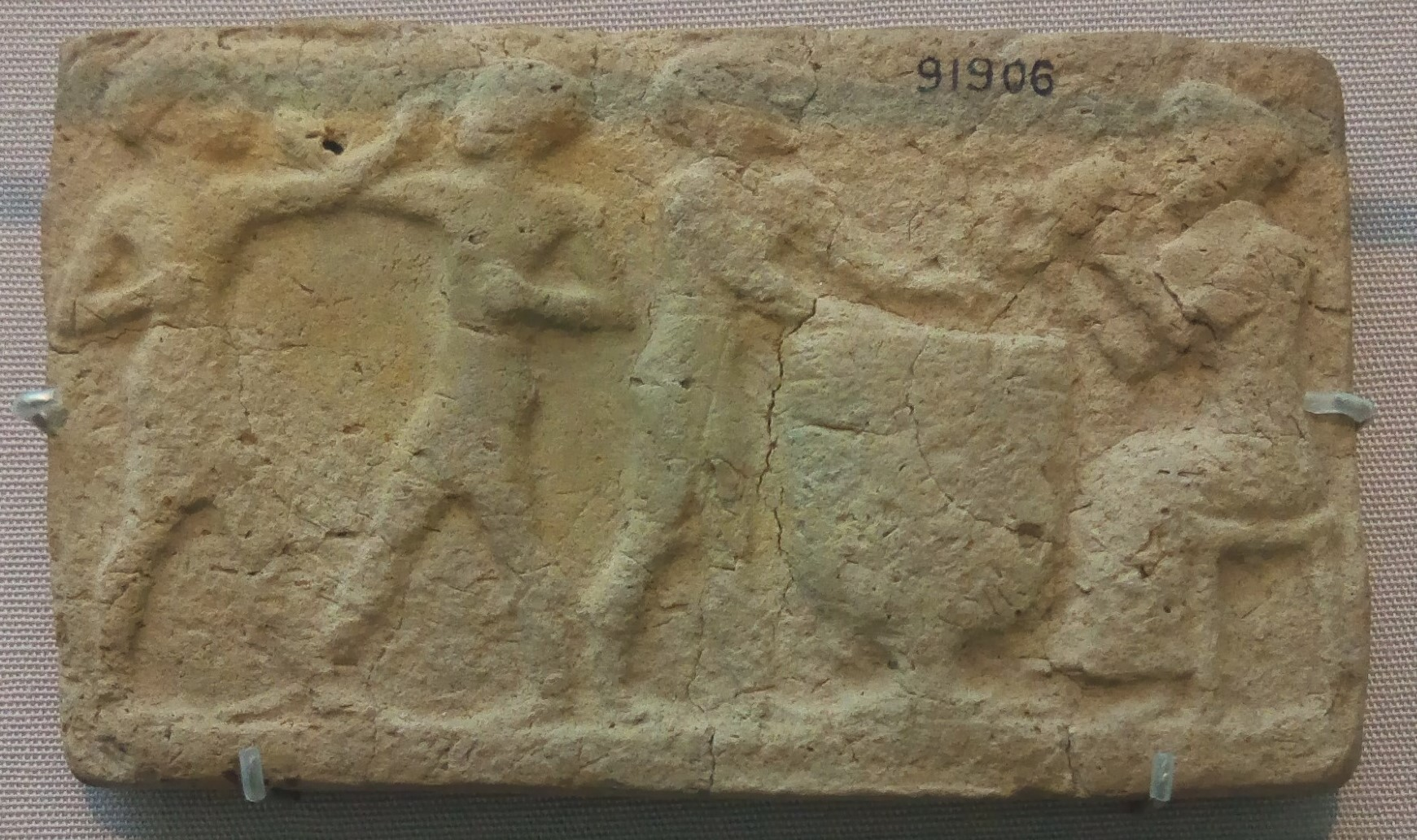
Deux hommes boxant et deux musiciens jouant du tambour et du claquoir. Début du IIe millénaire av. J.-C. Larsa, British Museum.
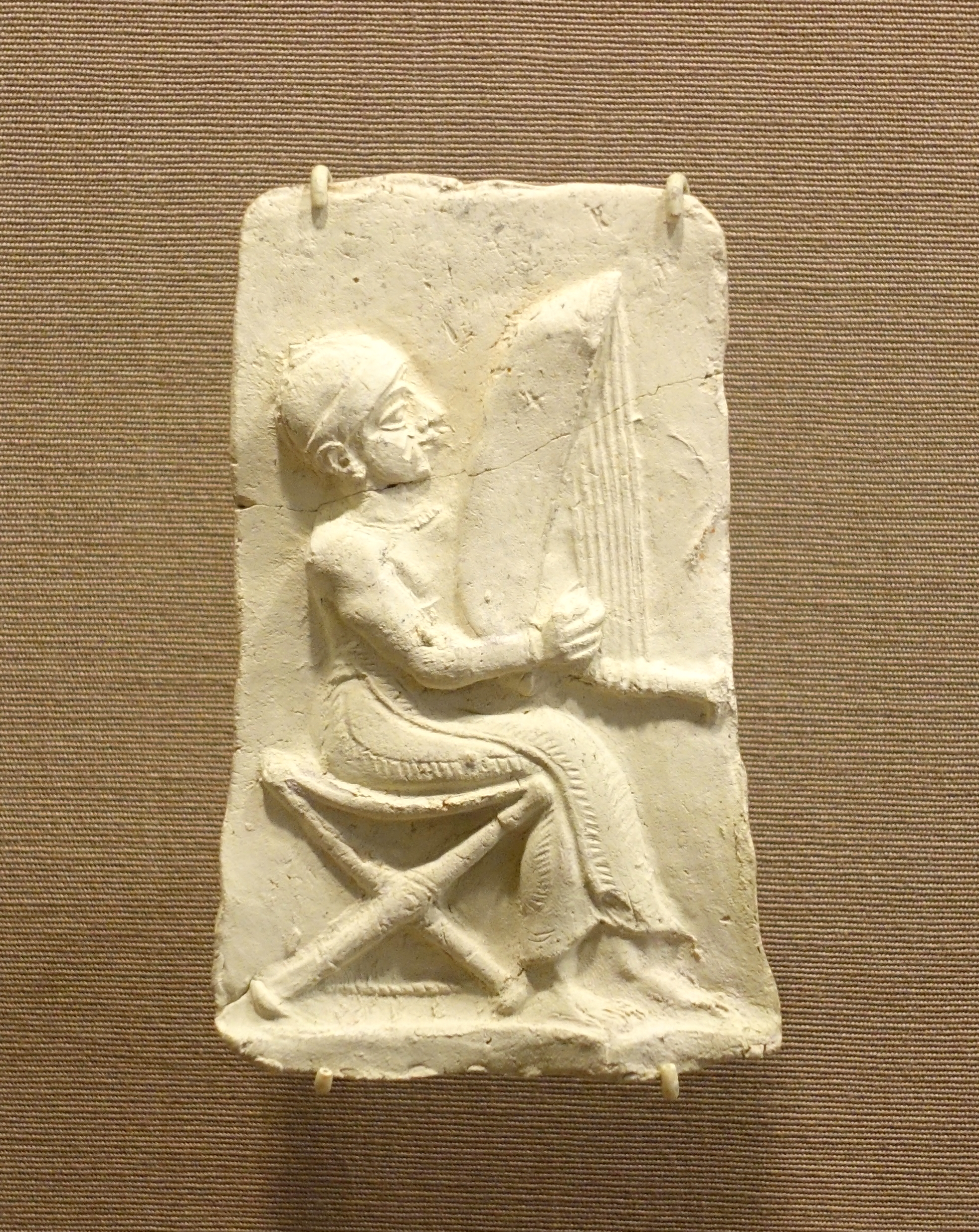
Harpiste. Début du IIe millénaire av. J.-C. Musée de l'Oriental Institute de Chicago.
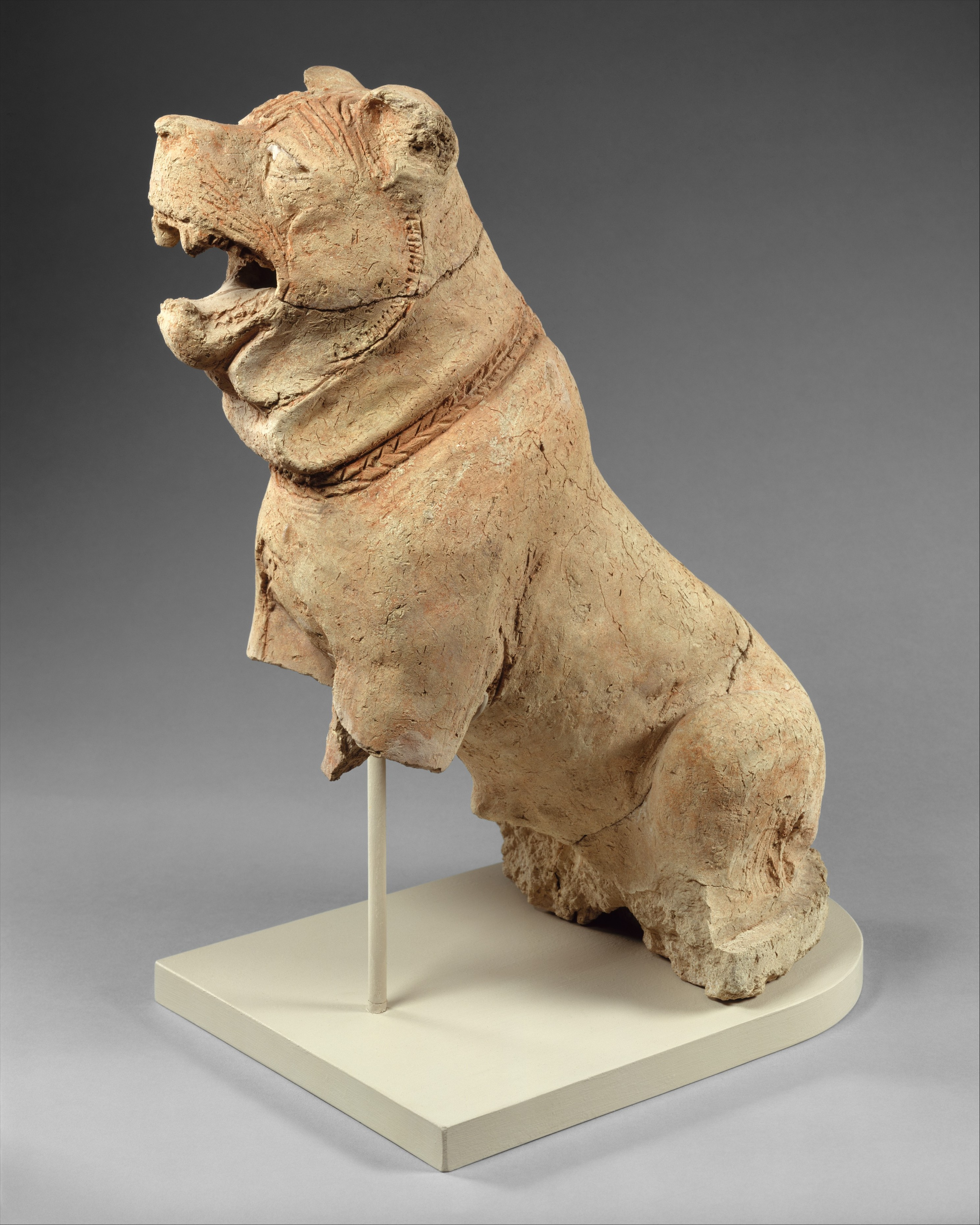
Mastiff en terre cuite, période kassite (v. 1500-1200 av. J.-C.). Metropolitan Museum of Art.
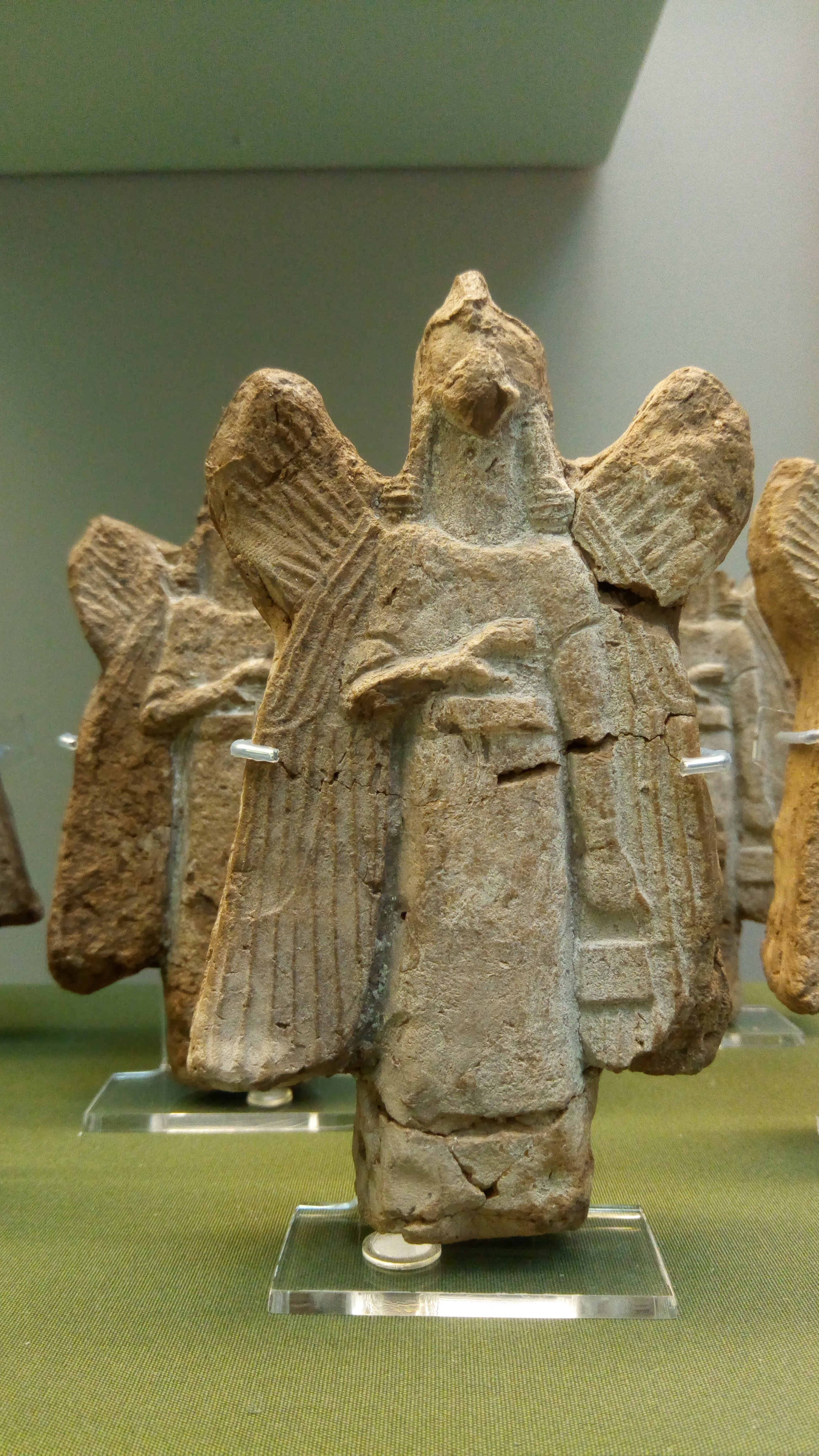
Statuettes protectrices en terre cuite représentant des génies à tête d'oiseau. Assyrie, v. 900-600 av. J.-C. British Museum.
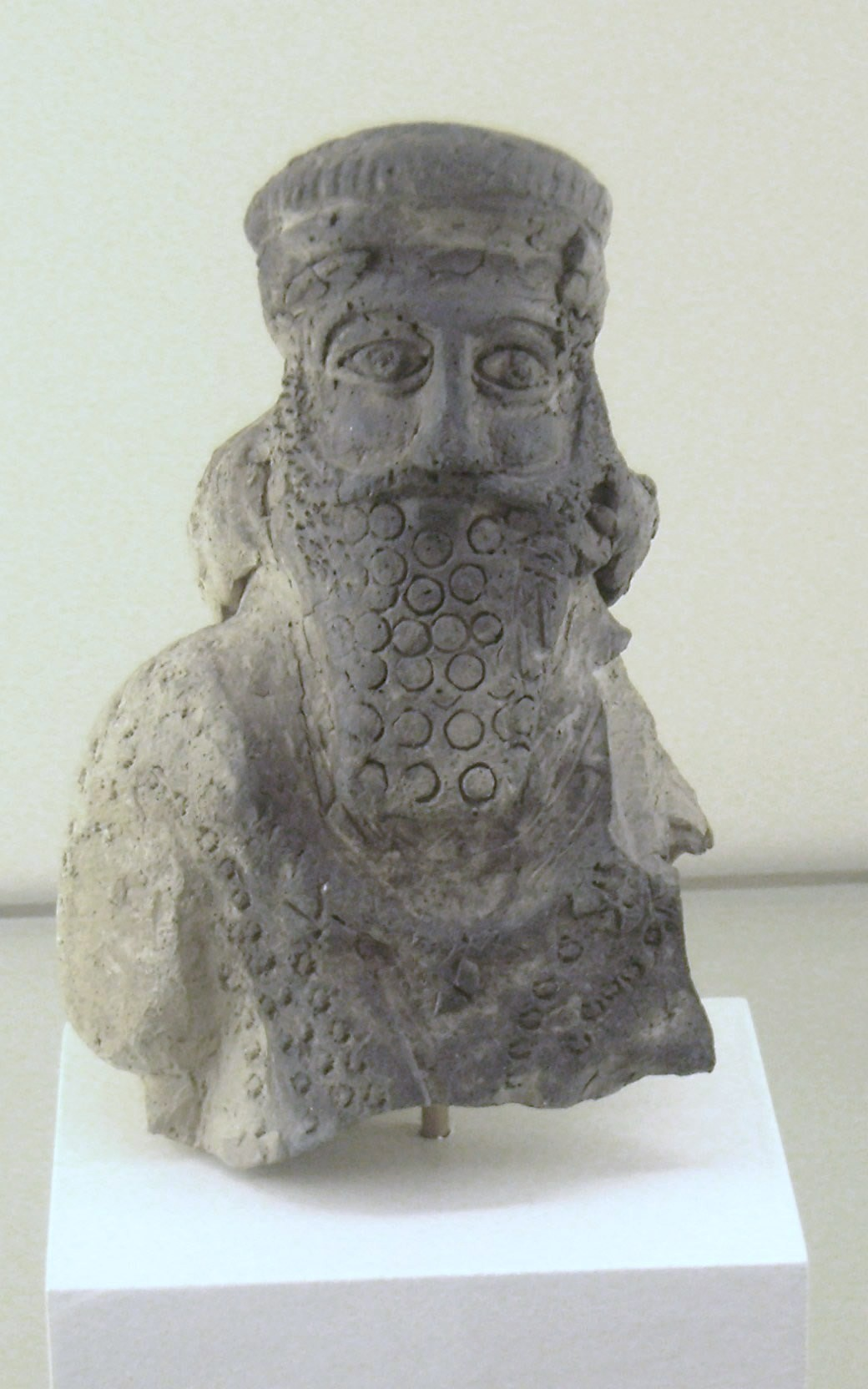
Statue en terre cuite retrouvée à Assur représentant un roi. Période parthe (v. IIe siècle) Pergamon Museum.

### Sculpture sur pierre
La sculpture sur pierre est développée dès le Néolithique. La culture de Samarra (v. 6200-5700 av. J.-C.) a ainsi vu la réalisation de statuettes en albâtre rappelant celles modelées dans de l'argile à la même période. La période d'Uruk finale (v. 3200-3000 av. J.-C.) voit le développement d'une statuaire, servant pour représenter le pouvoir politique (le « roi-prêtre »), et une première forme de narration sur bas-reliefs apparaît sur le vase d'Uruk, représentant sur plusieurs registres une procession d'offrandes tournées vers une divinité (sans doute la déesse Inanna).

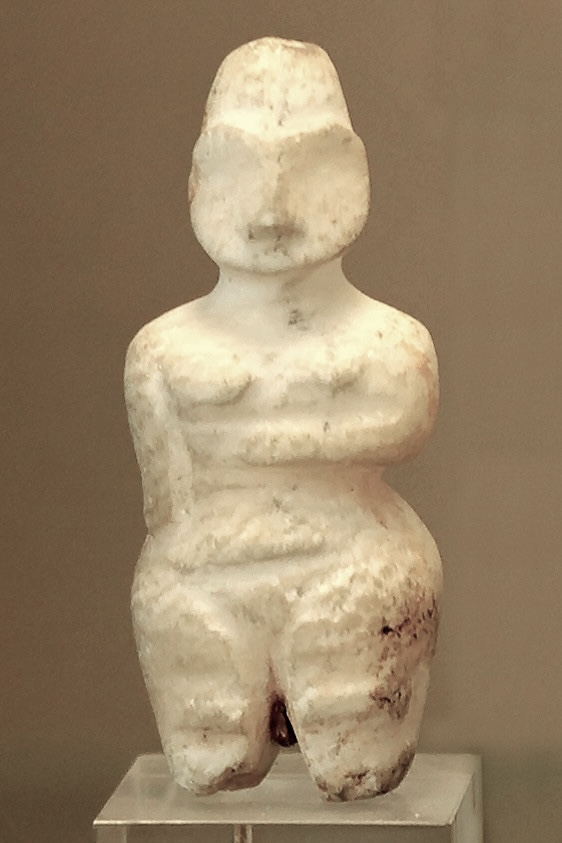
Figurine féminine en albâtre, Tell es-Sawwan, période de Samarra. Musée du Louvre.
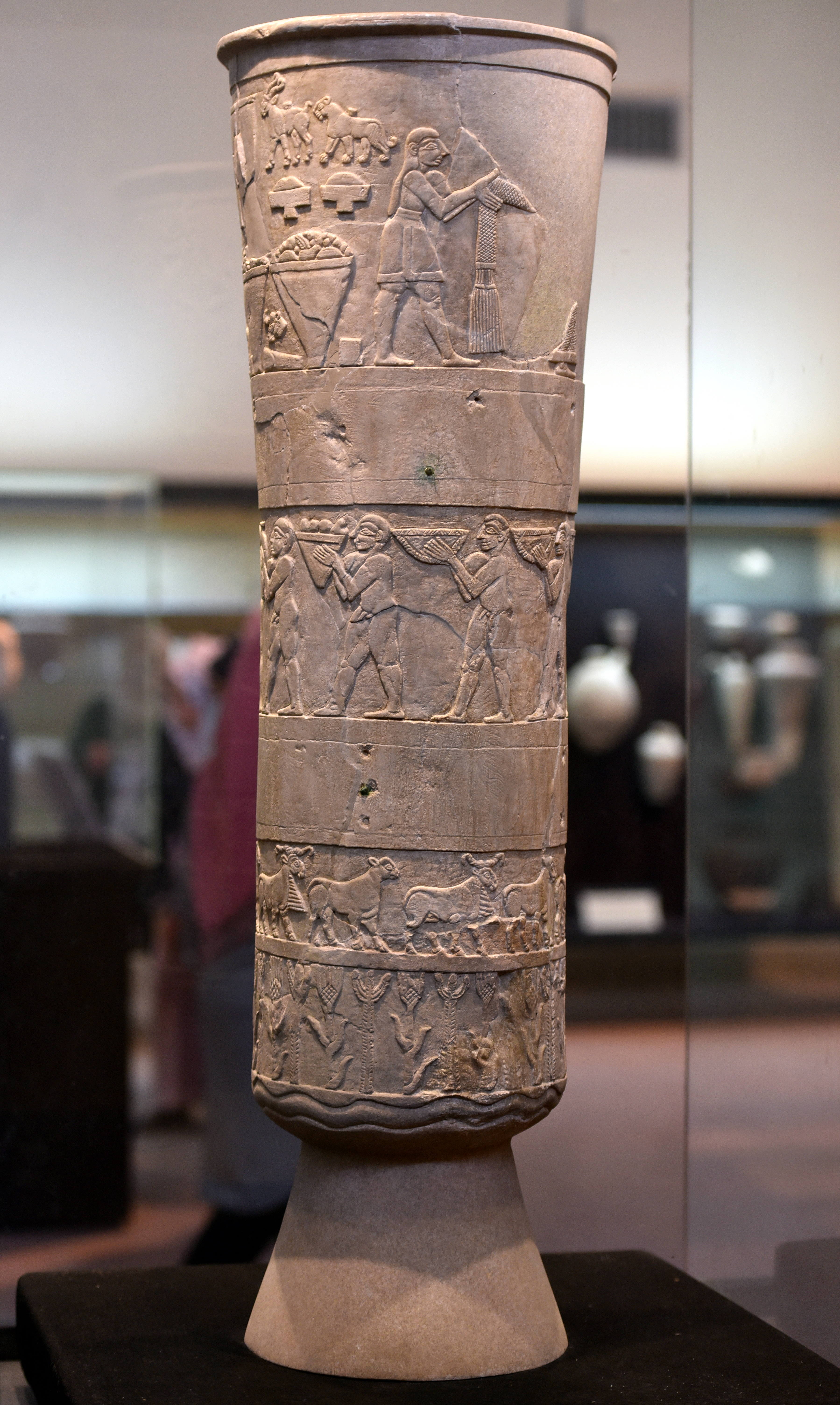
Le grand vase d'Uruk, v. 3000 av. J.-C. Musée national d'Irak.
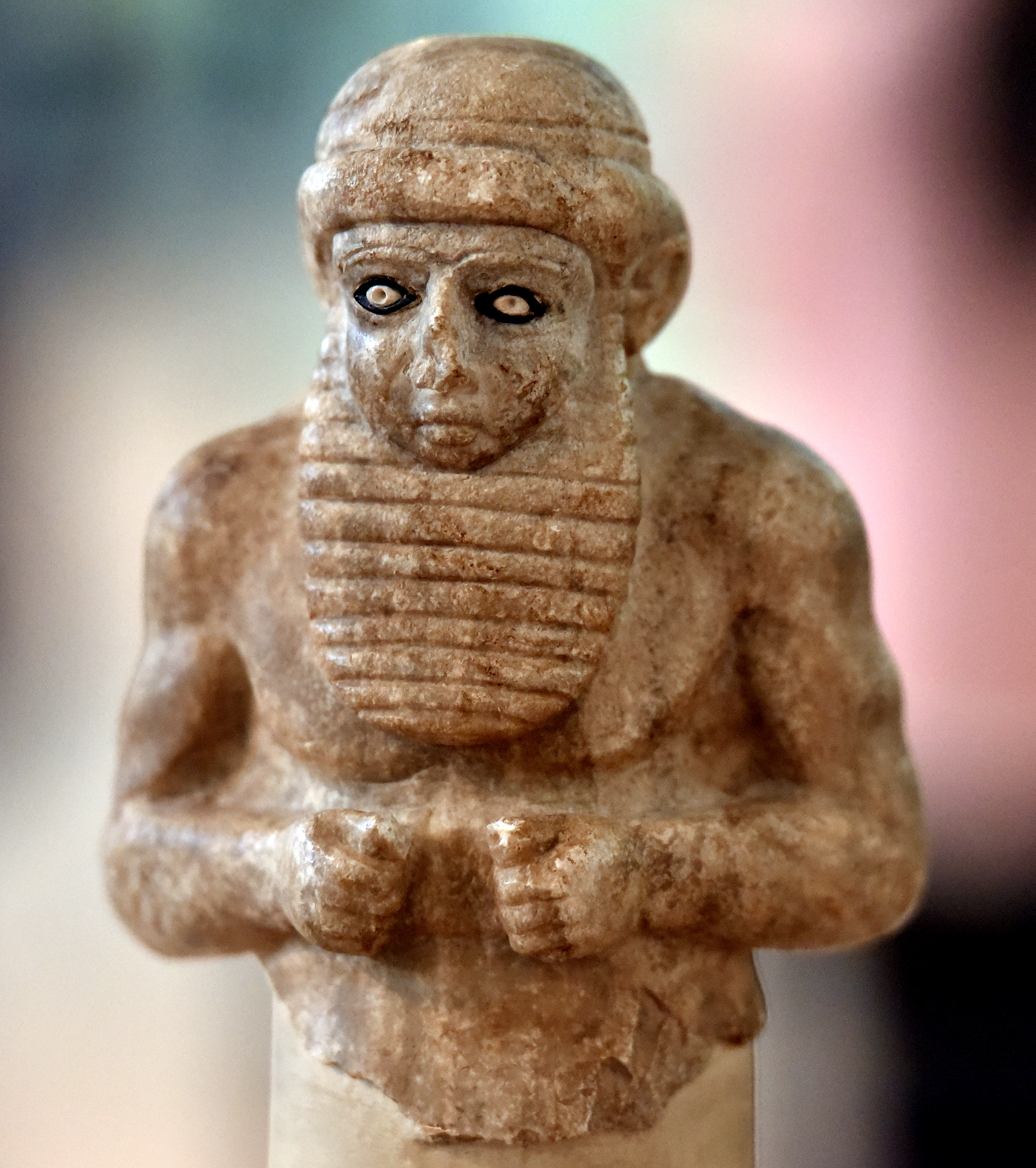
Statuette d'un « roi-prêtre », période de Djemdet-Nasr, v. 3000 av. J.-C. Musée national d'Irak.

Durant la période des dynasties archaïques au IIIe millénaire av. J.-C. la statuaire en albâtre représentant des personnages en position de prière se répand, et elle est très bien documentée grâce aux trouvailles effectuées sur les sites de la vallée de la Diyala : ces objets, déposés dans des temples auprès des divinités, permettent de faire en sorte que les suppliques leur soient adressé en permanence, puisqu'on considérait qu'une statue recelait une parcelle de la personne qu'elle représentait. Des stèles perforées sculptées, représentant aussi des scènes pieuses, sont une autre forme d'art votif caractéristique de la période. Durant la même période l'art narratif se développe, et on commence à y associer des inscriptions, profitant du développement de l'écriture (ce qui permettait de transmettre le sens de l'image à la postérité, et aussi de s'adresser aux dieux), comme dans la stèle des vautours d'E-anatum de Lagash (v. 2400 av. J.-C.) célébrant une victoire militaire sur plusieurs registres.

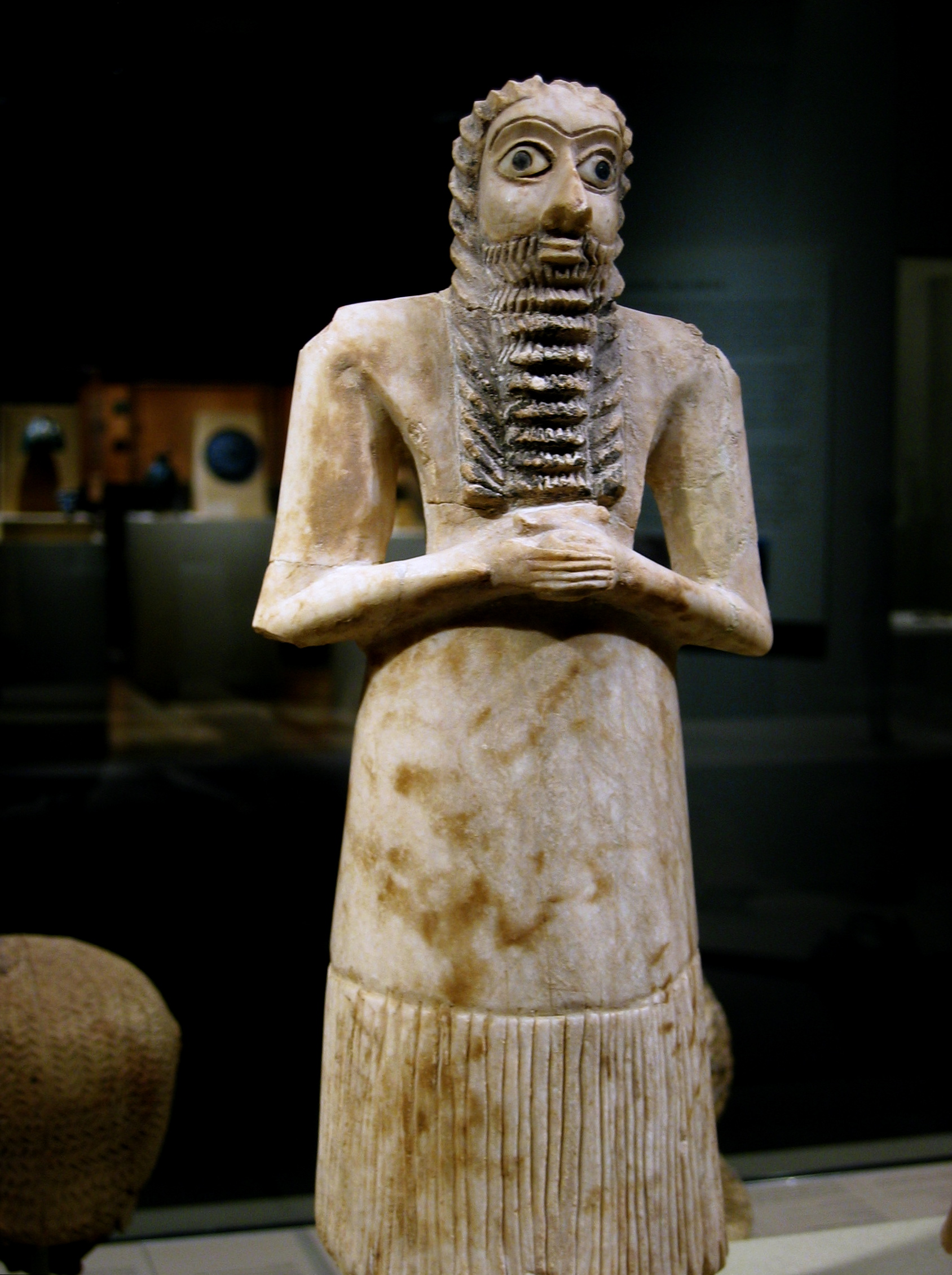
Statue d'un personnage masculin en posture d'orant, Tell Asmar, Metropolitan Museum of Art.
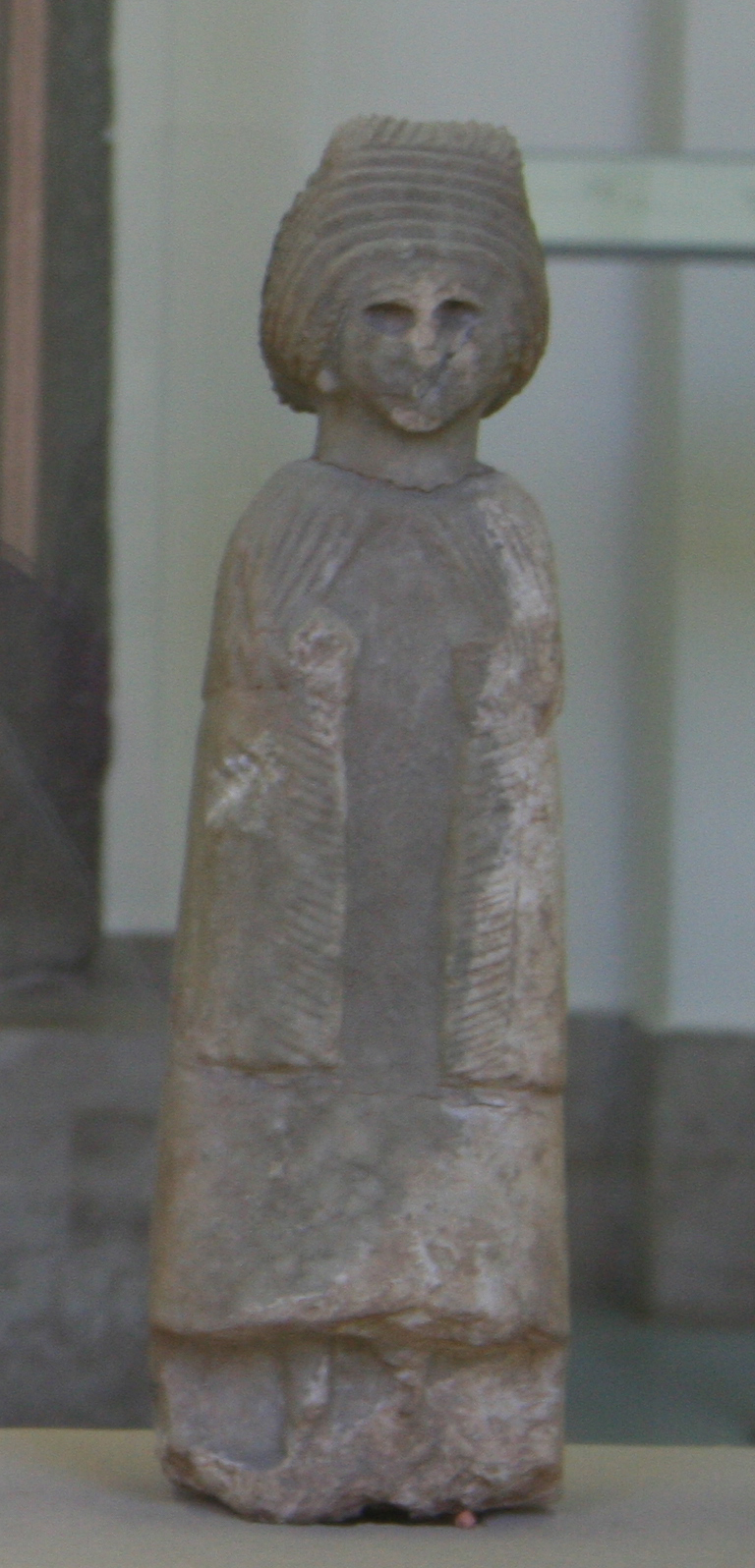
Statue de femme debout, temple d'Ishtar à Assur, v. 2500 av. J.-C. Pergamon Museum.
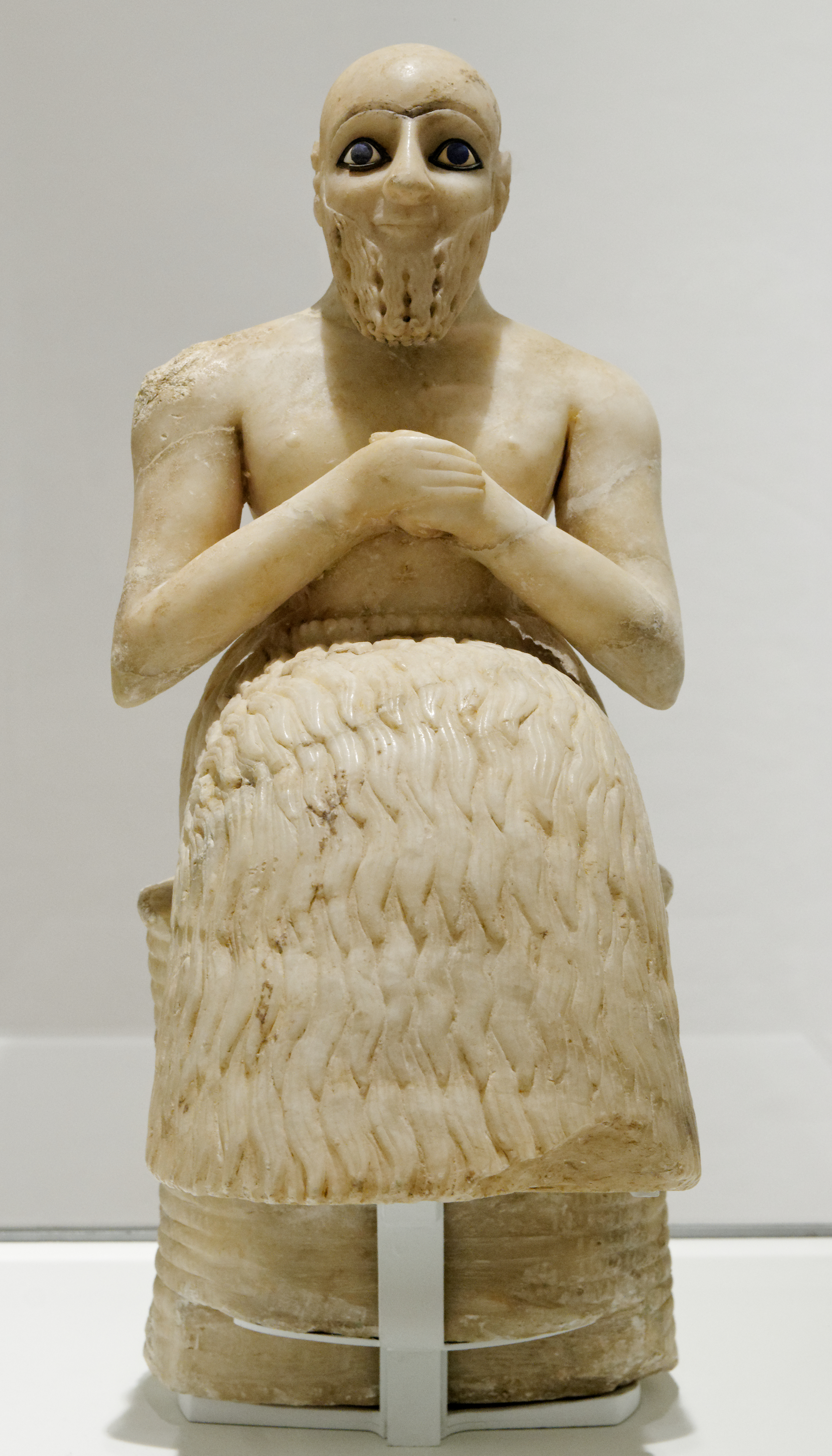
Statue de l'intendant Ebih-Il, retrouvée à Mari, DA III B, musée du Louvre.
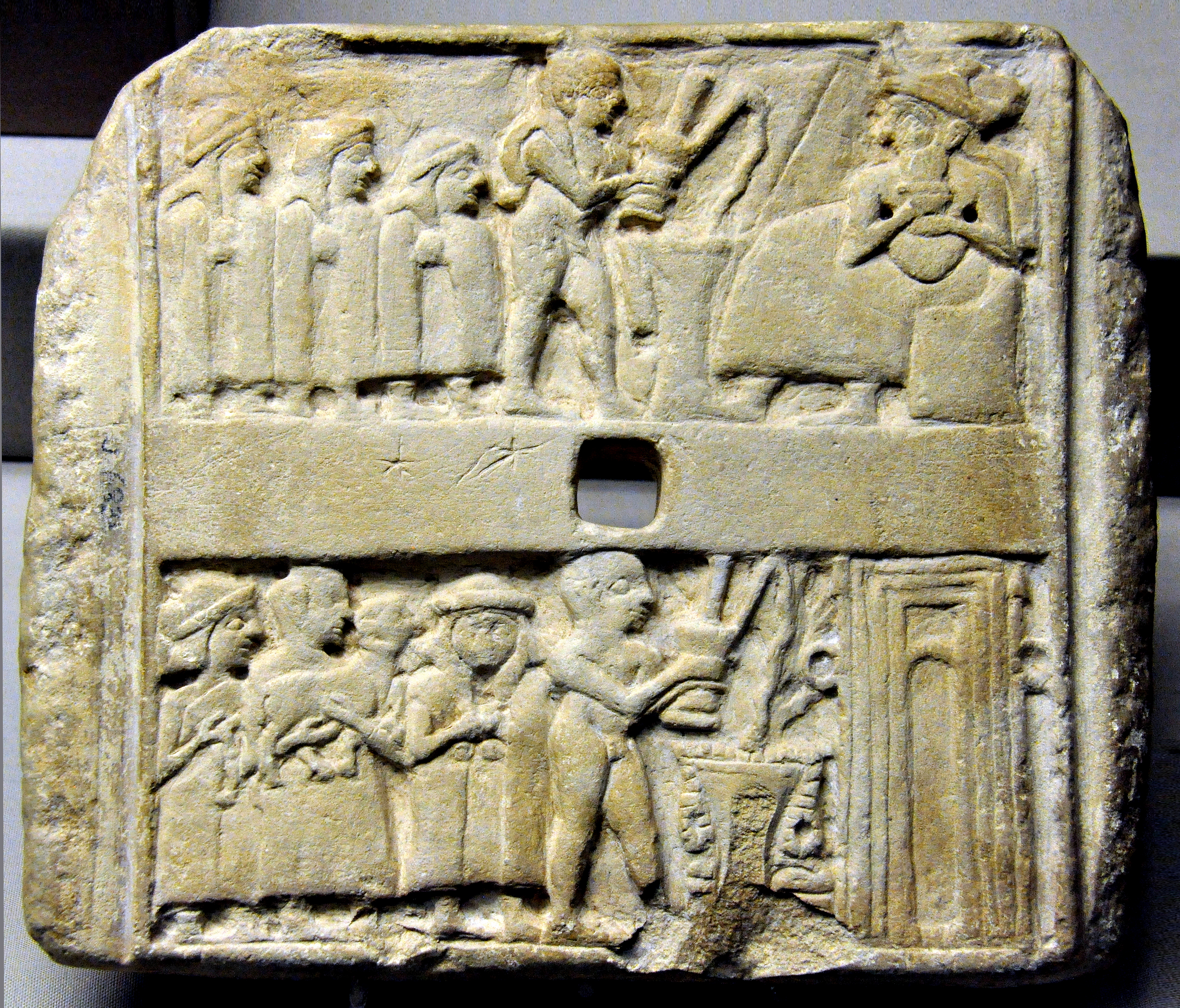
Plaque perforée en pierre montrant deux scènes de libation devant une divinité (sans doute Nanna) et un temple. Ur, v. 2500 av. J.-C. British Museum.
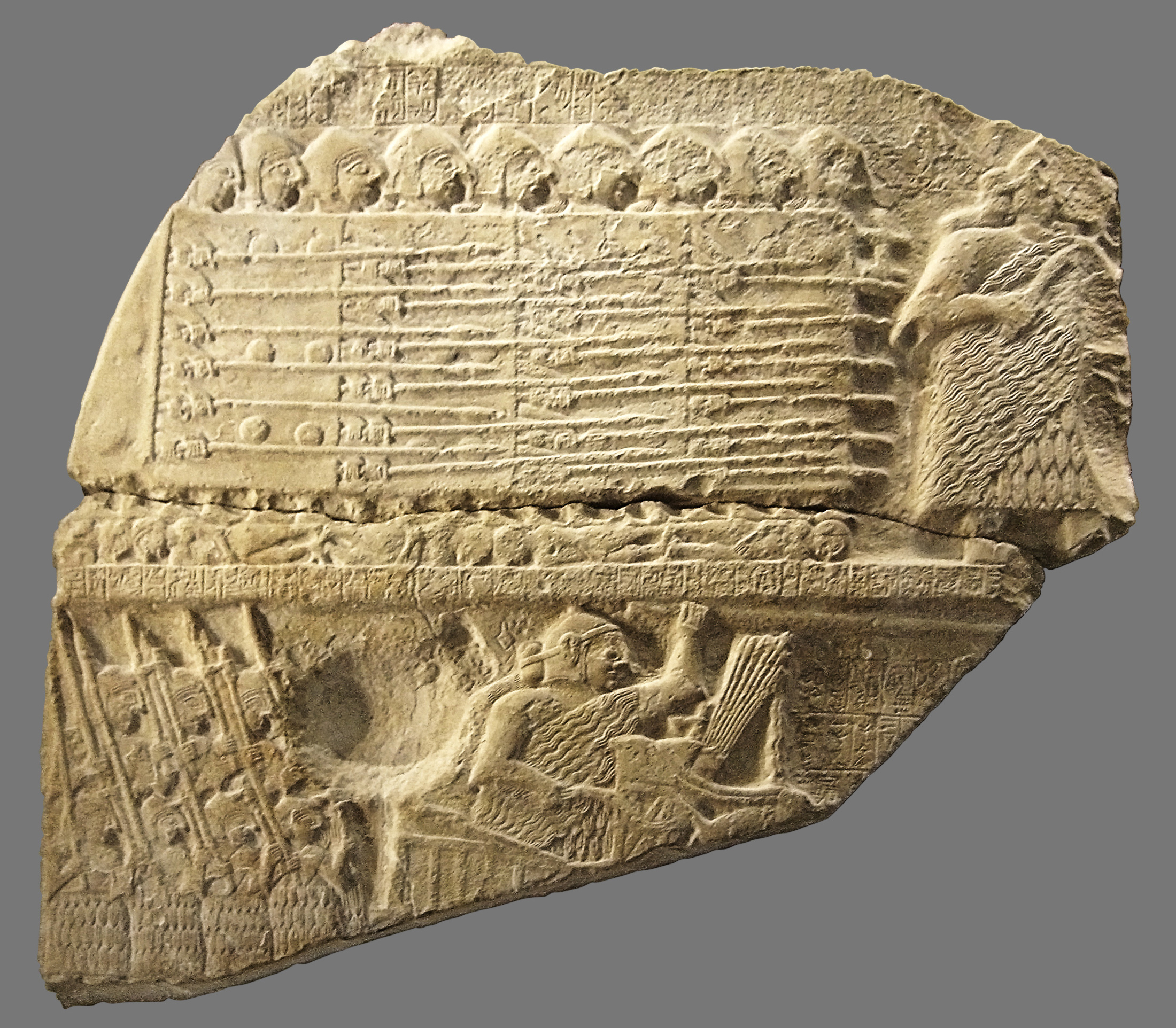
Détail de la stèle des vautours, Girsu, v. 2400 av. J.-C. Musée du Louvre.

De la période d'Akkad (v. 2340-2190 av. J.-C.) date l'une des plus remarquables stèles sculptées de la Mésopotamie, la stèle de victoire de Naram-Sîn, commémorant une victoire de ce souverain, dans une région montagneuse, composition marquée par la verticalité, dominée par un souverain qui a acquis un statut divin. La statuaire de la période néo-sumérienne (v. 2150-2000 av. J.-C.) est surtout connue par les nombreuses statues en diorite représentant le roi Gudea de Lagash, commémorant ses actes pieux, notamment la restauration du temple du dieu Ningirsu.

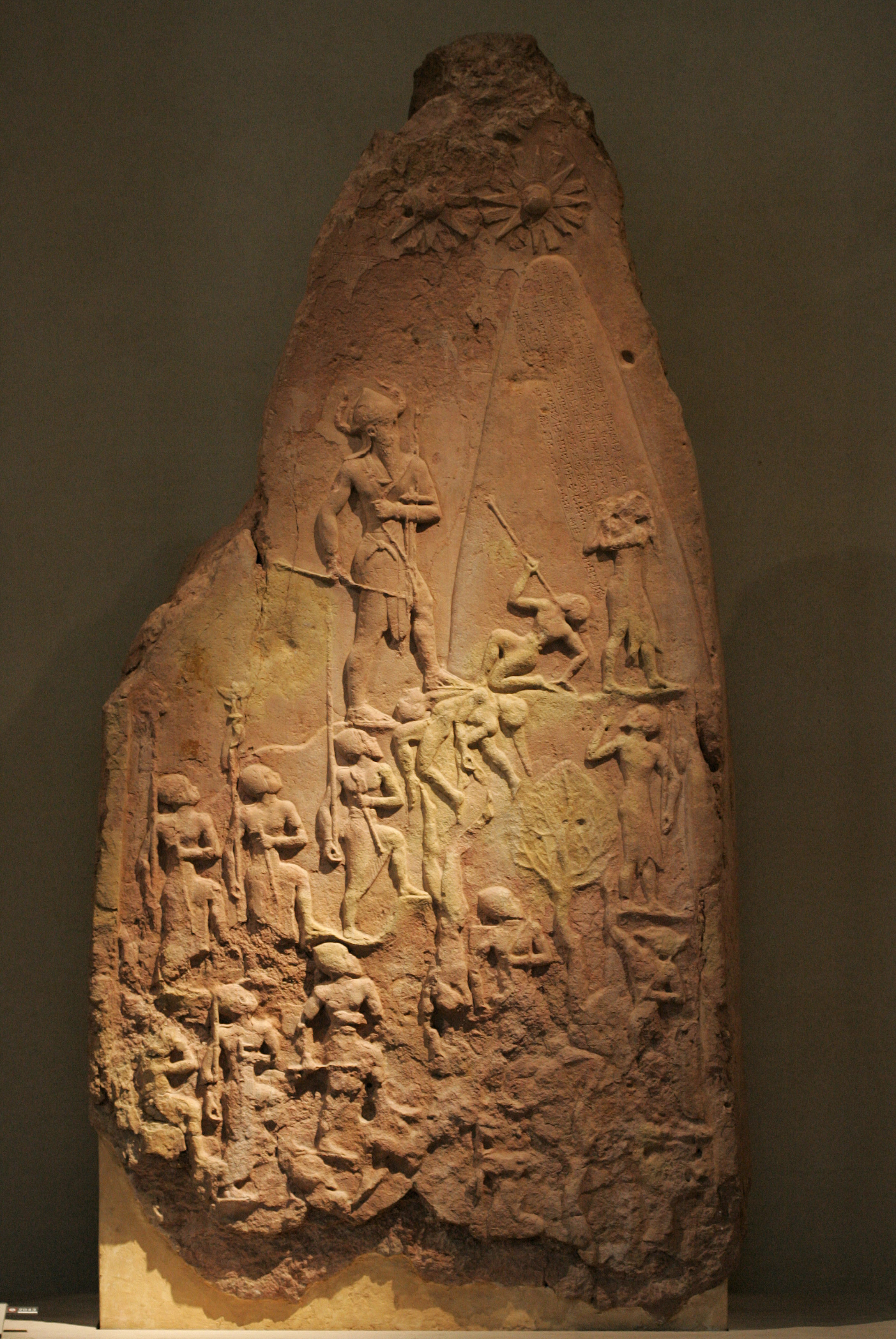
La Stèle de victoire du roi Naram-Sin, musée du Louvre.
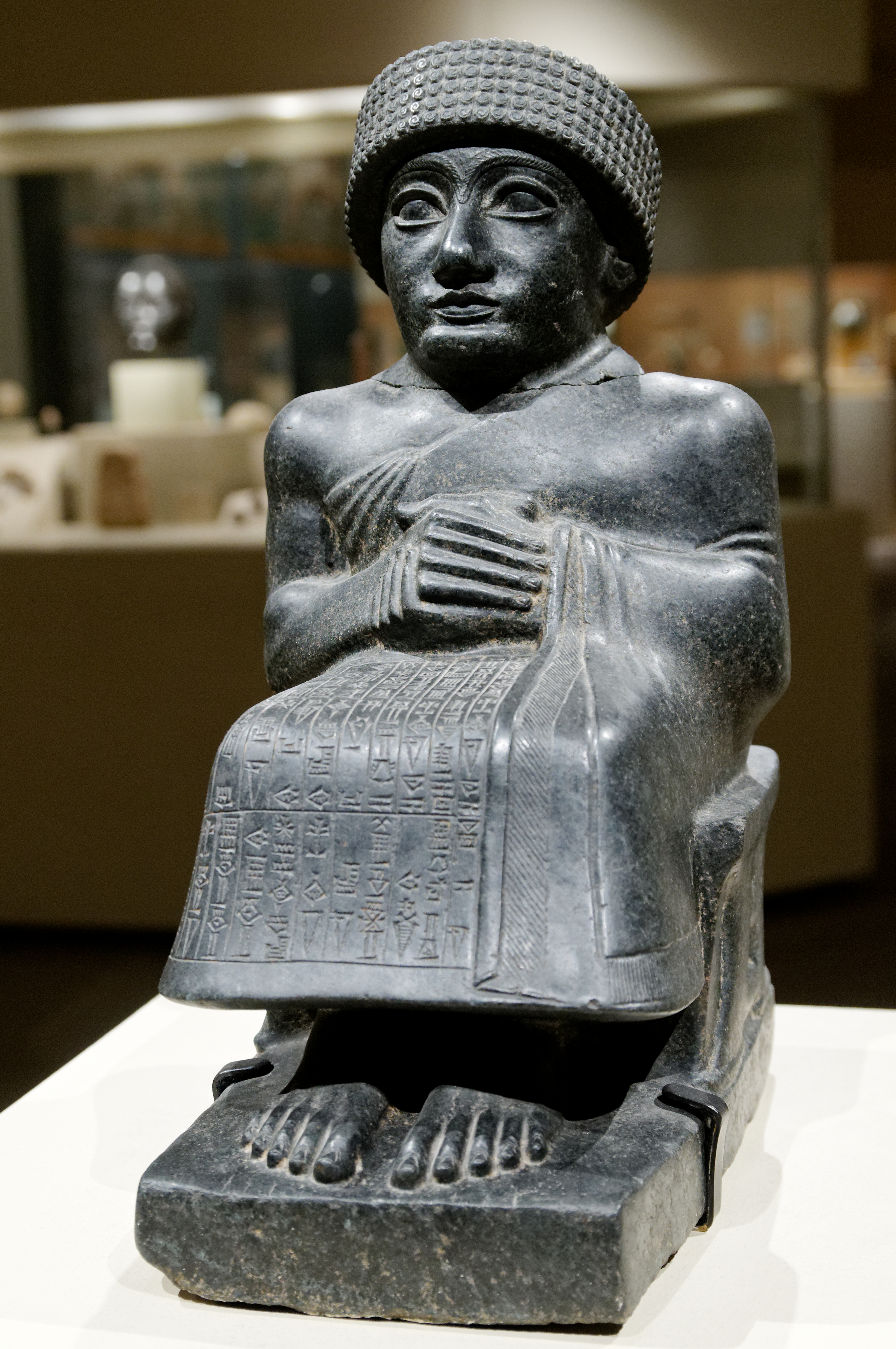
Statue du roi Gudea, Metropolitan Museum of Art.
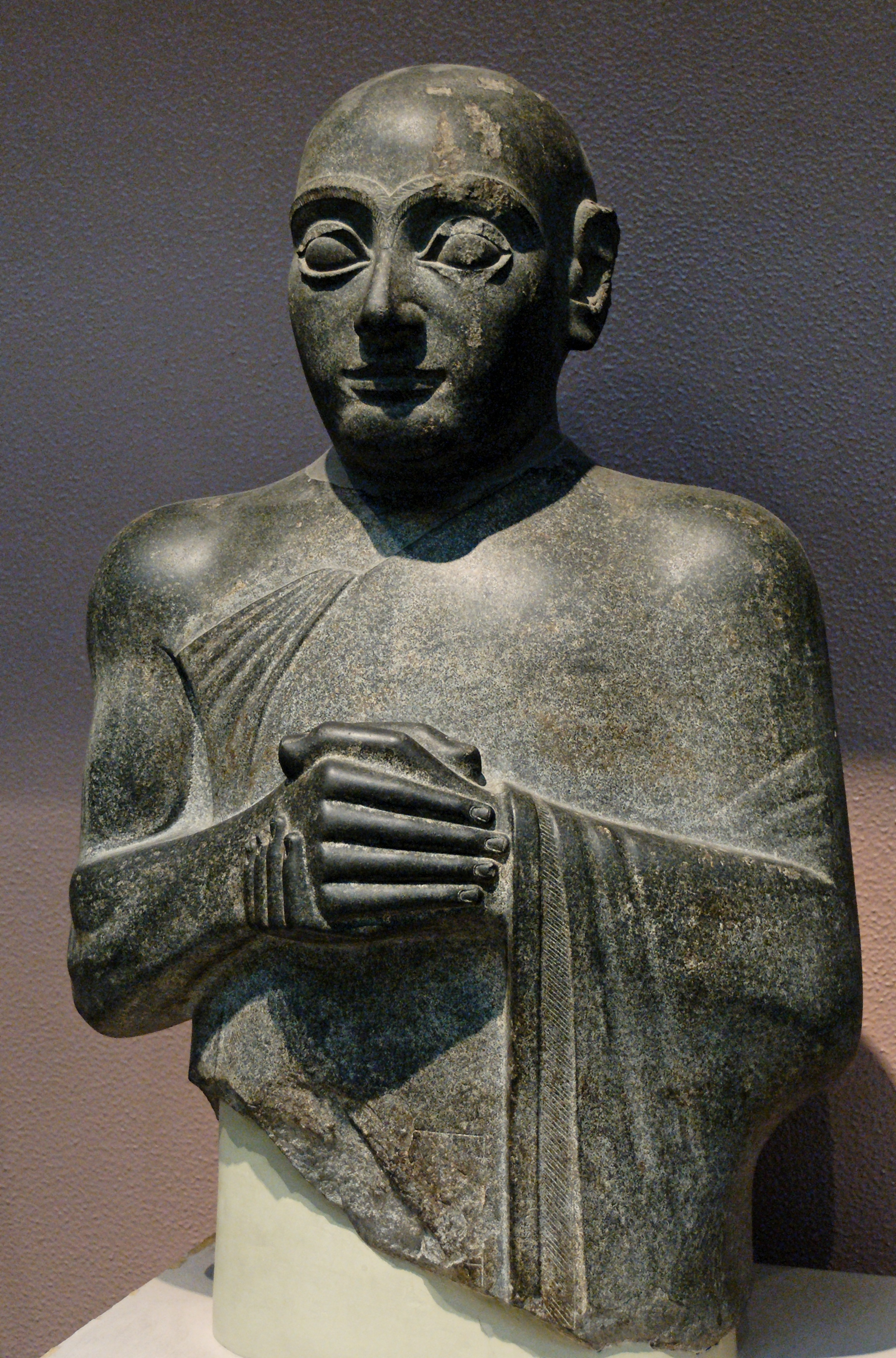
Statue de Gudea, British Museum.
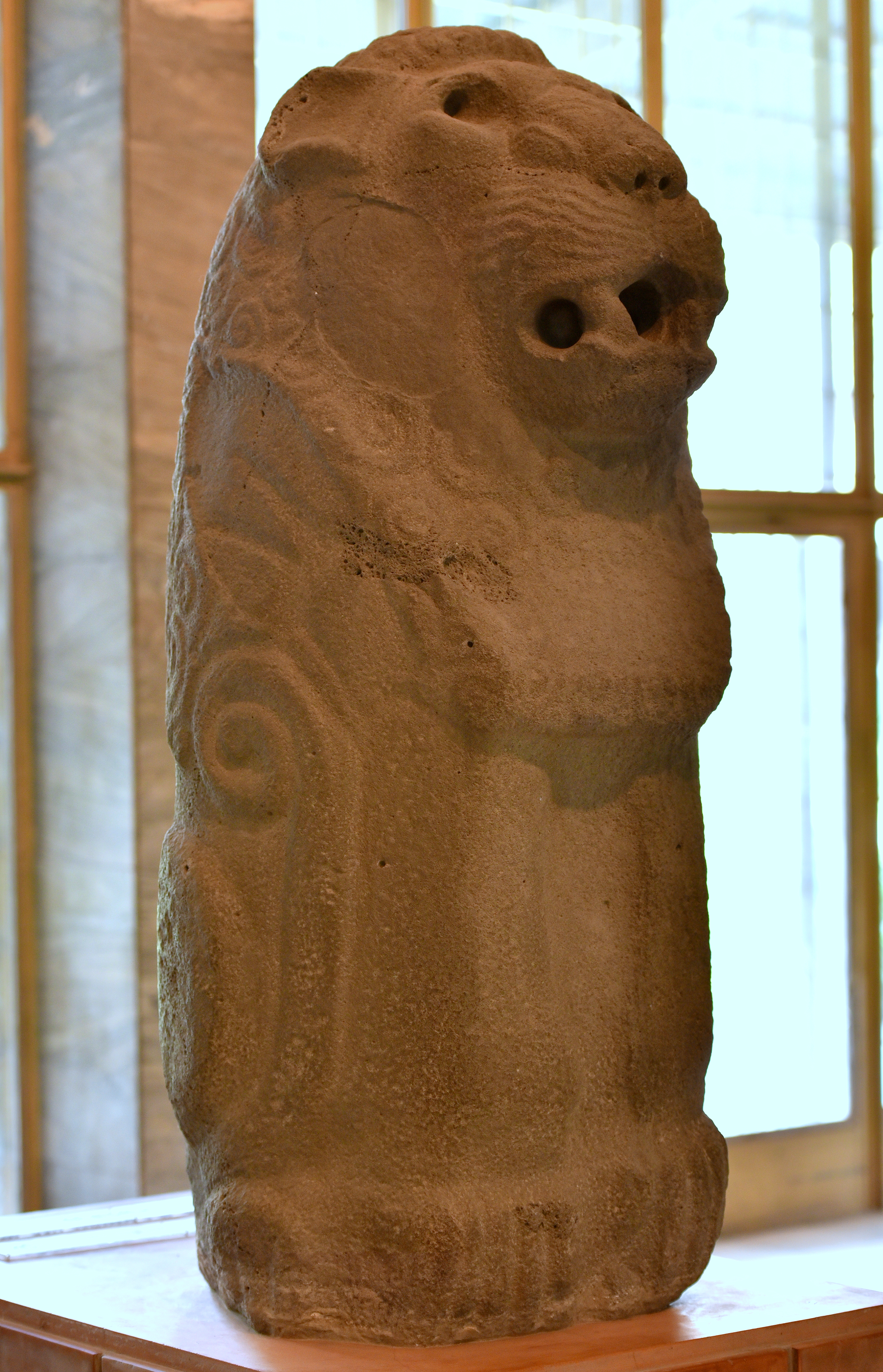
Statue d'un lion, Eridu. Musée national d'Irak.

La première moitié du IIe millénaire av. J.-C. voit la poursuite de ces formes d'art. Une statuaire royale remarquable se développe à Mari sous a dynastie des šakkanakku, et il devait en exister une similaire en Basse Mésopotamie, connue par des fragments de statues. Les stèles sculptées représentent des scènes de victoire ou des représentations pieuses, comme celle de la stèle du Code de Hammurabi qui s'inspire des scènes de présentation de la glyptique. Durant la seconde moitié du IIe millénaire av. J.-C. se développent les stèles appelées kudurru qui commémorent des donations de terres et de privilèges et plus largement des actes juridiques qui y sont reproduits, et associent le texte à des images pieuses, notamment des symboles divins, et des représentations des personnes parties à l'acte.

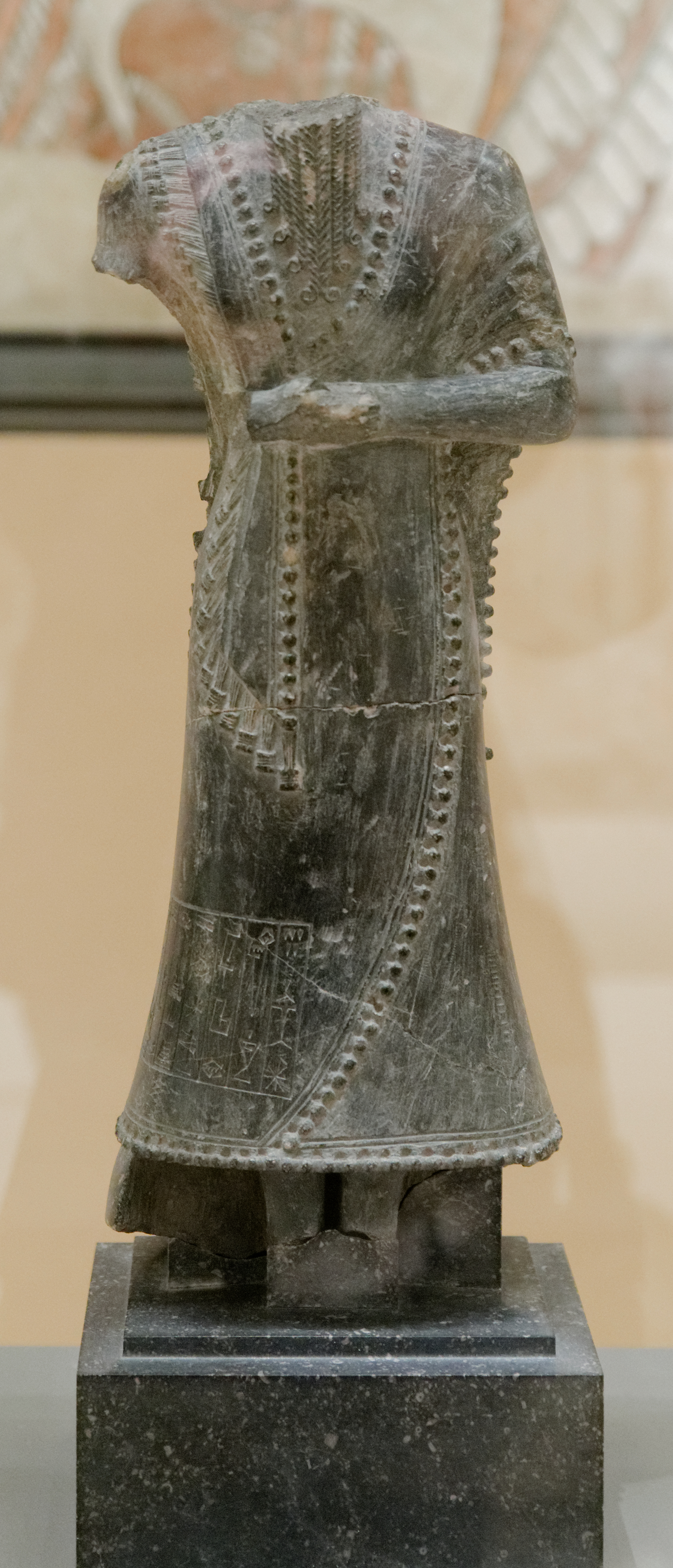
Statue d'Idi-ilum, šakkanakku de Mari, musée du Louvre.
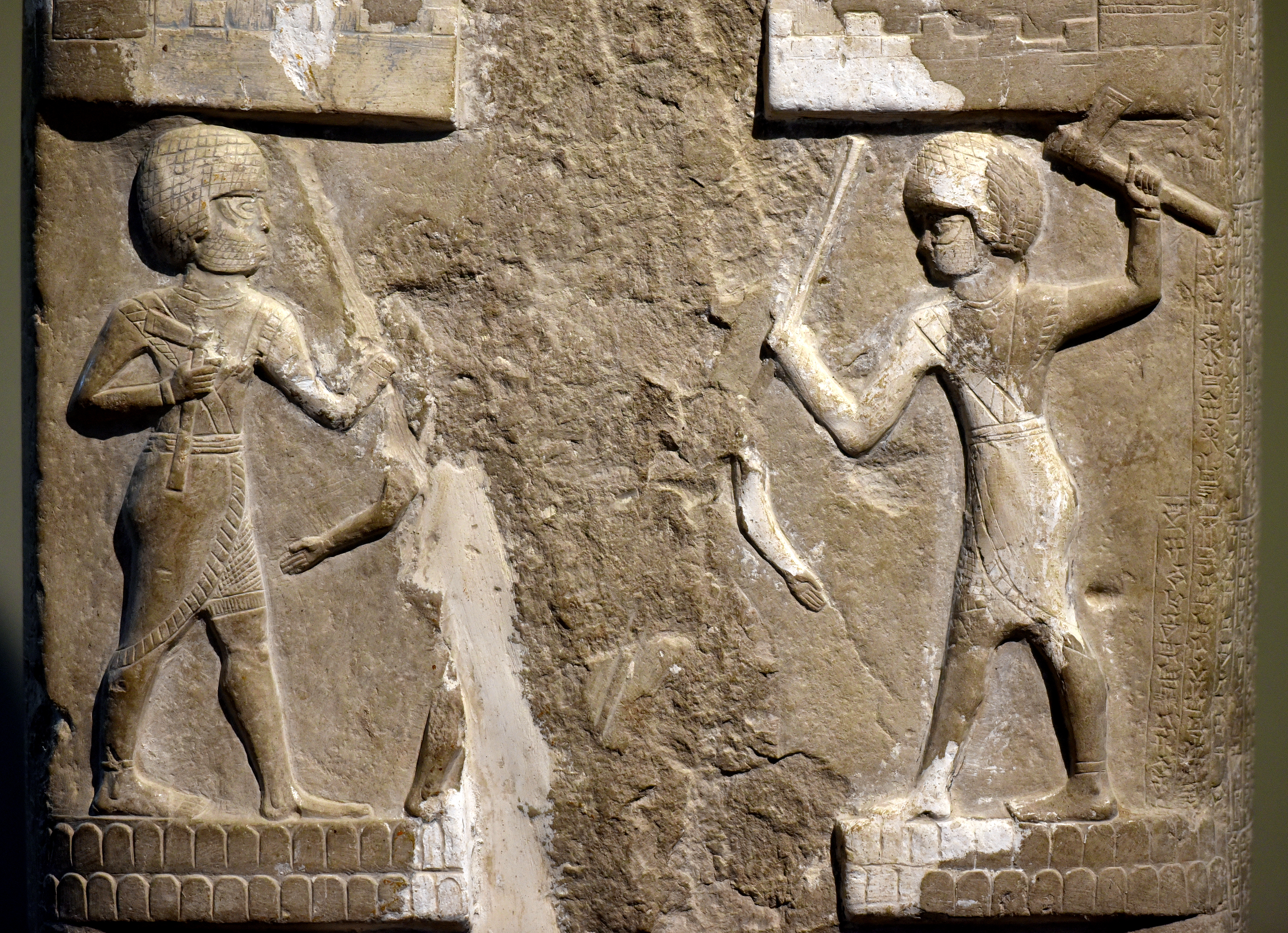
Stèle de Dadusha d'Eshnunna, début du XVIIIe siècle av. J.-C., détail : soldats attaquant des ennemis. Musée national d'Irak.
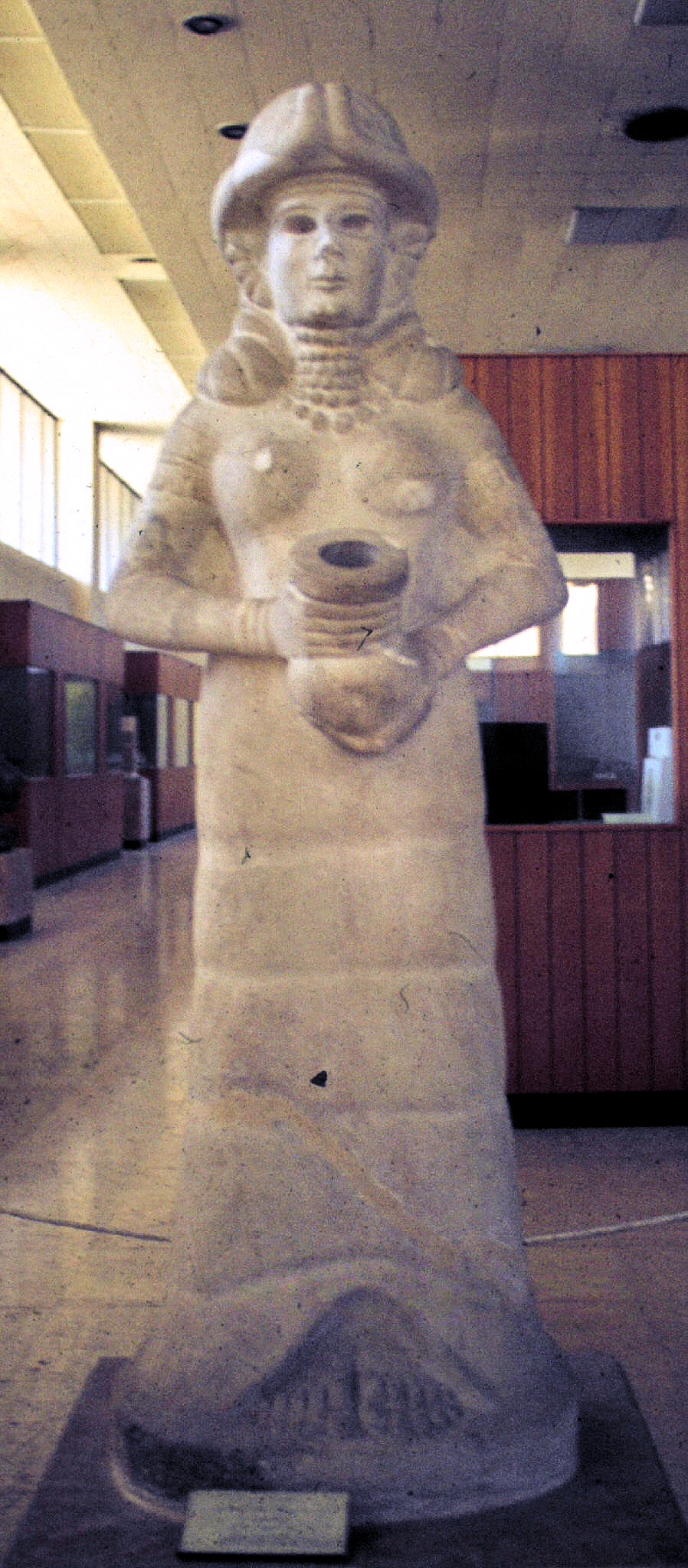
Déesse au vase jaillissant, Mari. Musée d'Alep.
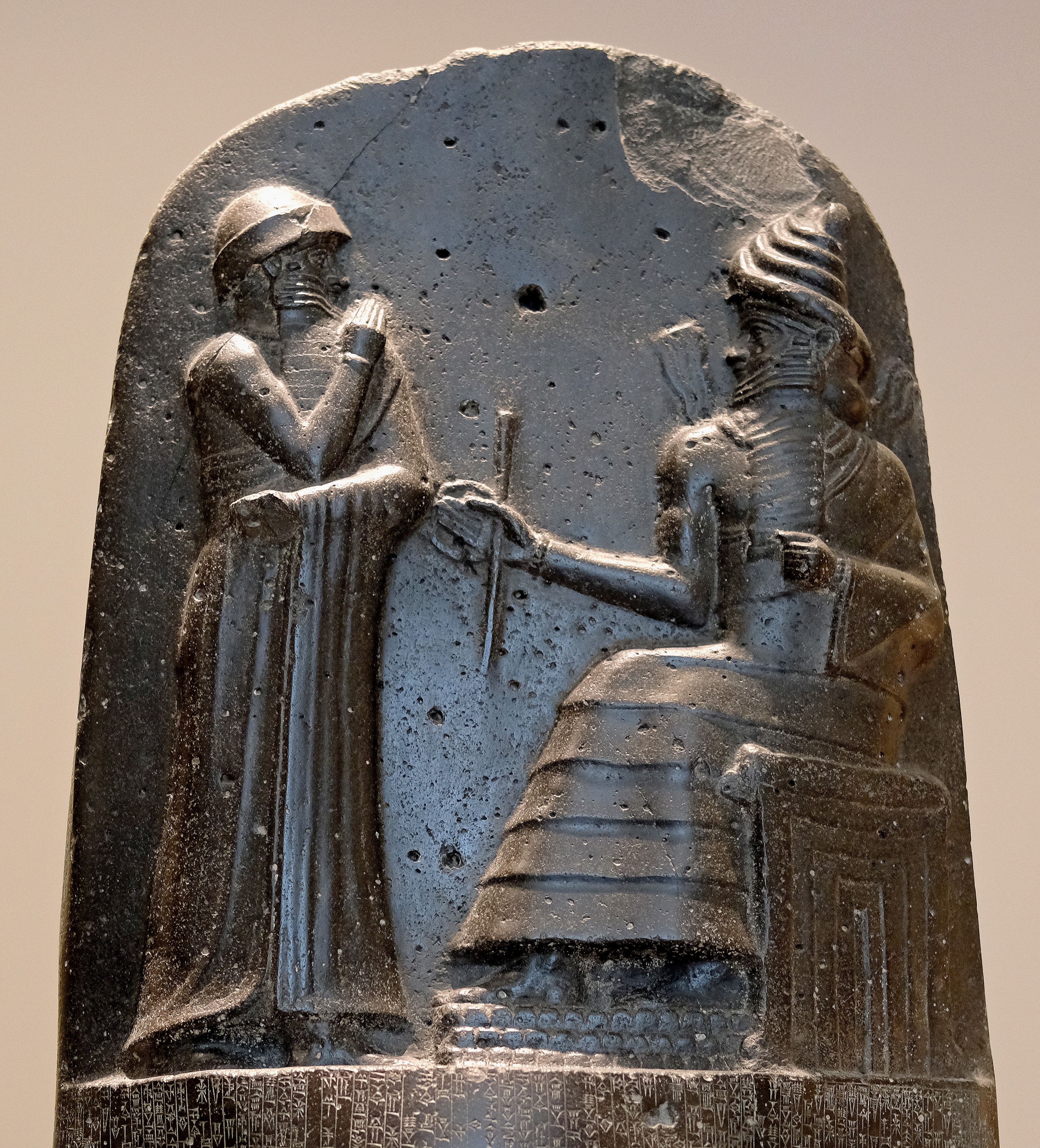
Le roi Hammurabi de Babylone face au dieu Shamash, détail de la stèle du Code de Hammurabi.
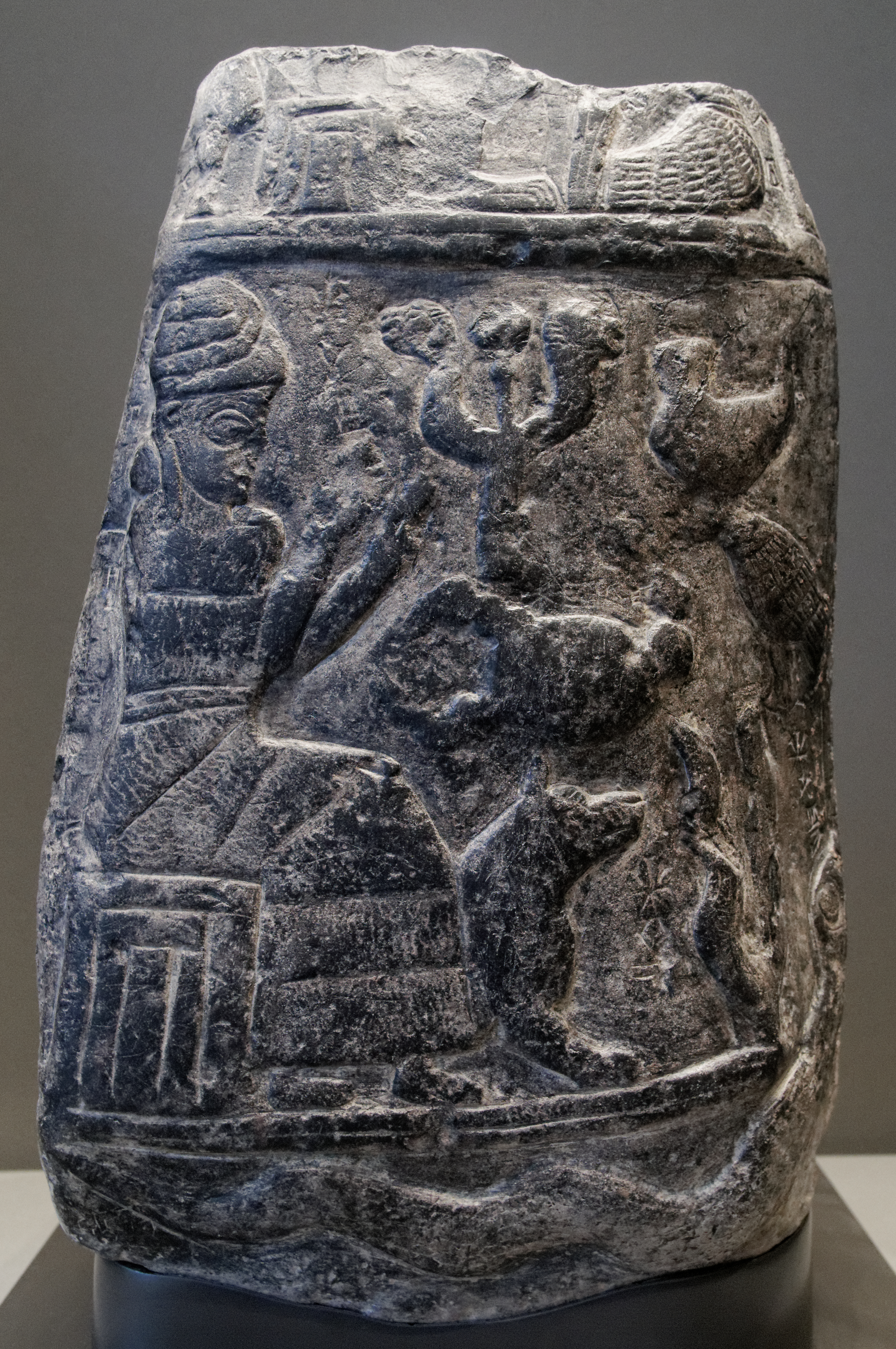
Kudurru de Marduk-apla-iddina (1171-1159 av. J.-C.), représentant la déesse Gula accompagnée de son chien, avec d'autres symboles divins. Musée du Louvre.
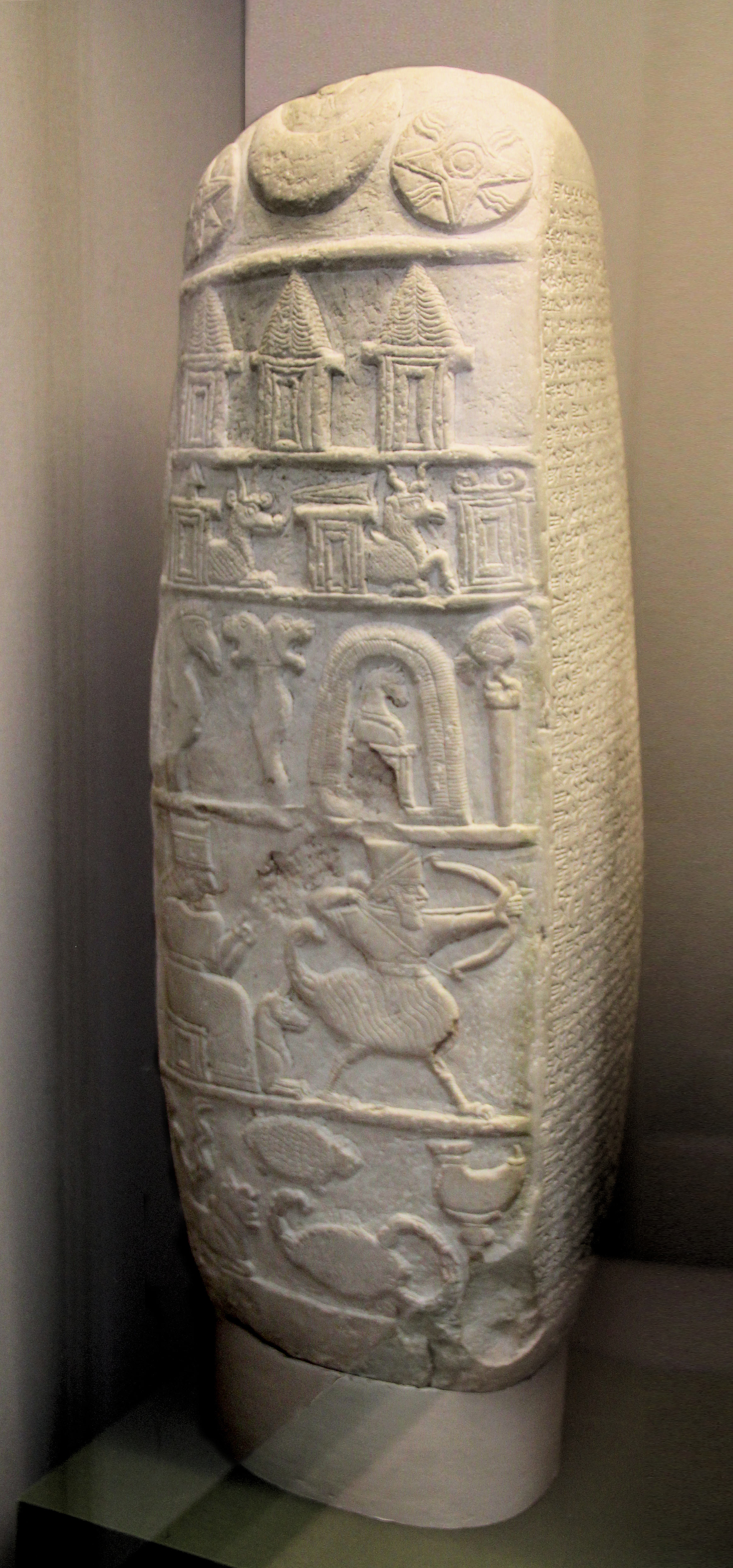
Kudurru rapportant les gratifications octroyées à Shitti-Marduk, chef des chariots de Nabuchodonosor Ier (1125-1104 av. J.-C.). British Museum.

La période néo-assyrienne (934-609 av. J.-C.) est caractérisée par le développement de l'art des bas-reliefs sur orthostates, repris de l'art syro-anatolien, qui sert avant tout à orner les palais des capitales (Nimroud, Khorsabad, Ninive), et constitue un très riche champ d'étude. Y sont représentés les triomphes militaires assyriens, illustrant ainsi les inscriptions royales (qui y sont souvent reproduites) et n'évitant pas plus que ces dernières les détails macabres, censés inspirer le respect des vaincus devant la puissance assyrienne, également des chasses qui mettent en exergue la puissance du roi triomphant sur le monde sauvage, des génies ailés, et aussi des scènes de construction. Ces bas-reliefs sont associés aux fameux taureaux et lions androcéphales ailés, et parfois à des lions, génies assurant une protection magique aux édifices. La sculpture assyrienne comprend également des bas-reliefs sur roche et sur des stèles (par exemple l'obélisque noir de Salmanazar III) et des statues royales.

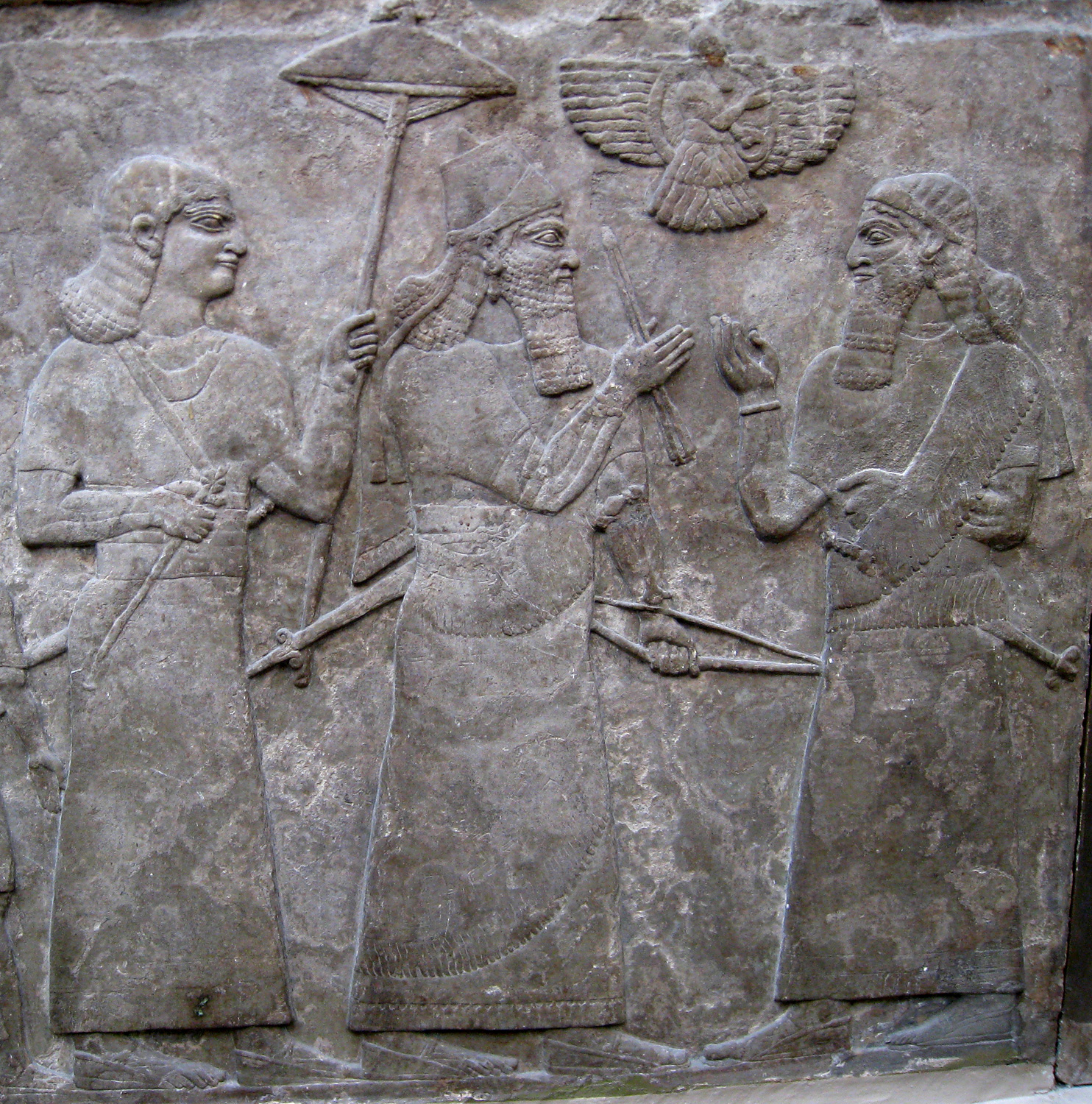
Bas-relief du Palais nord-ouest représentant le roi Assurnasirpal II et des dignitaires, palais nord-ouest de Nimroud. IXe siècle av. J.-C. British Museum.
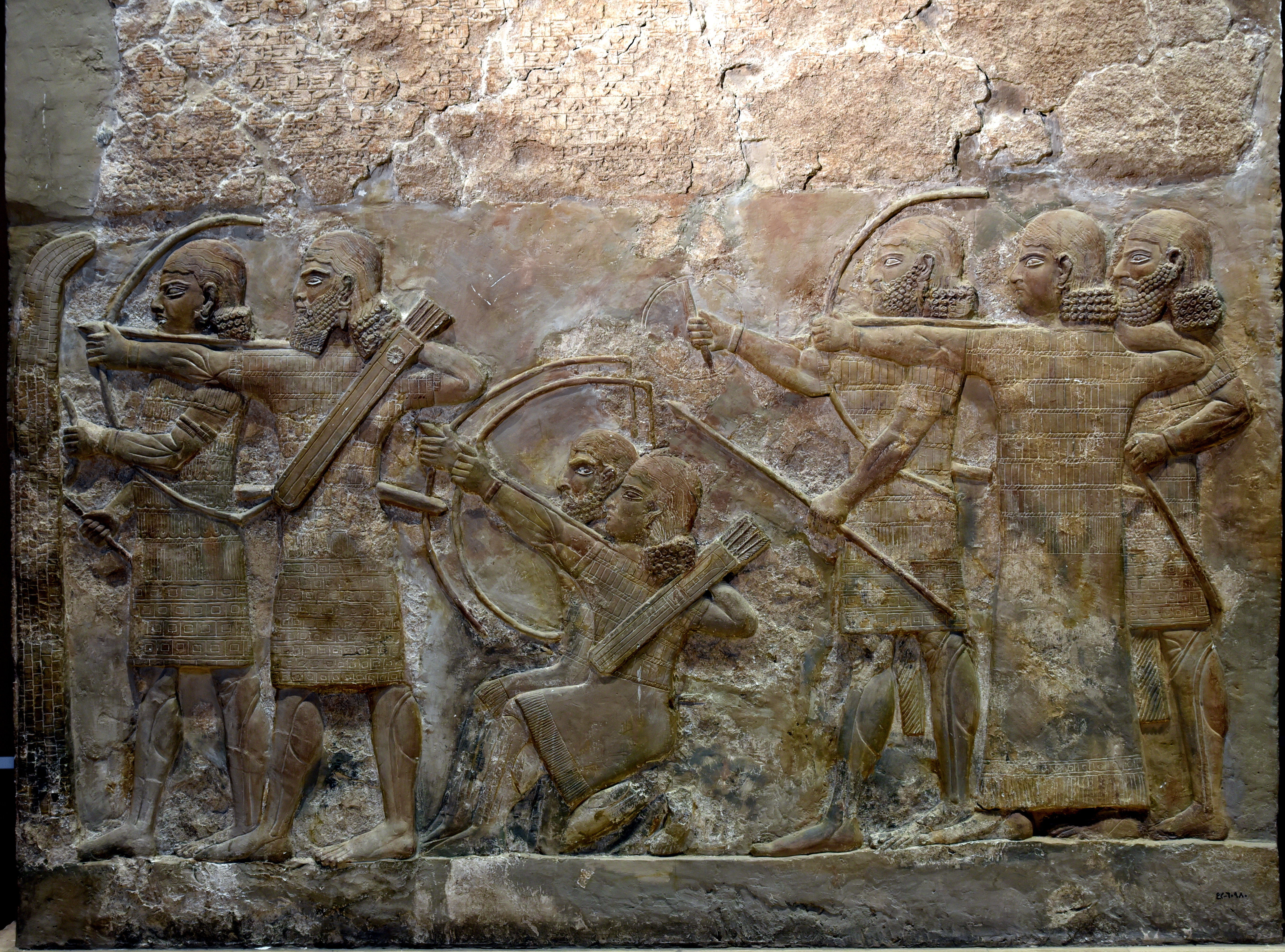
Archers assyriens à l'assaut d'une ville, bas-relief du palais de Khorsabad. Musée national d'Irak.
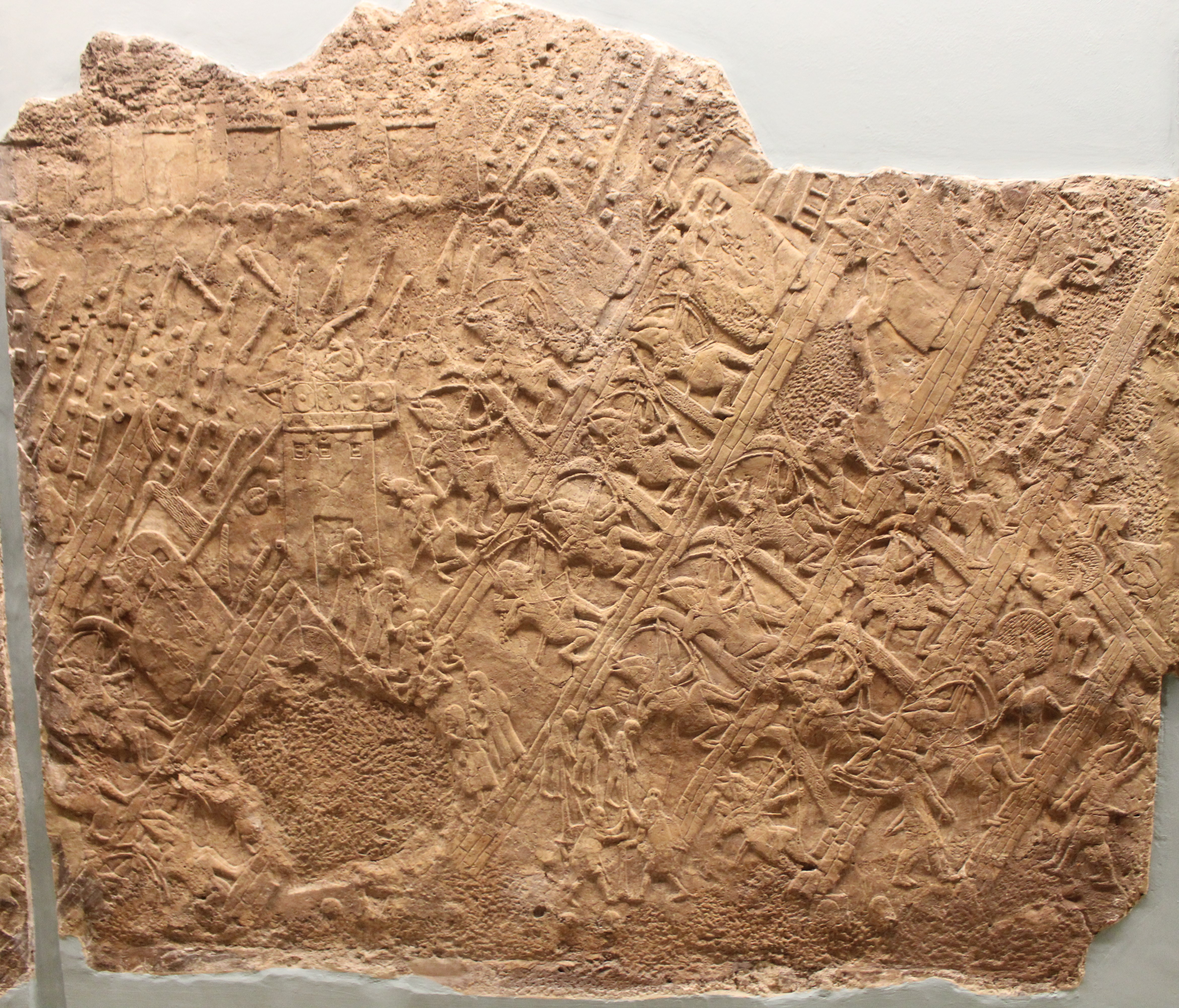
L'assaut des murailles de Lakish par les troupes assyriennes. Bas-relief du palais sud-ouest de Ninive. British Museum.
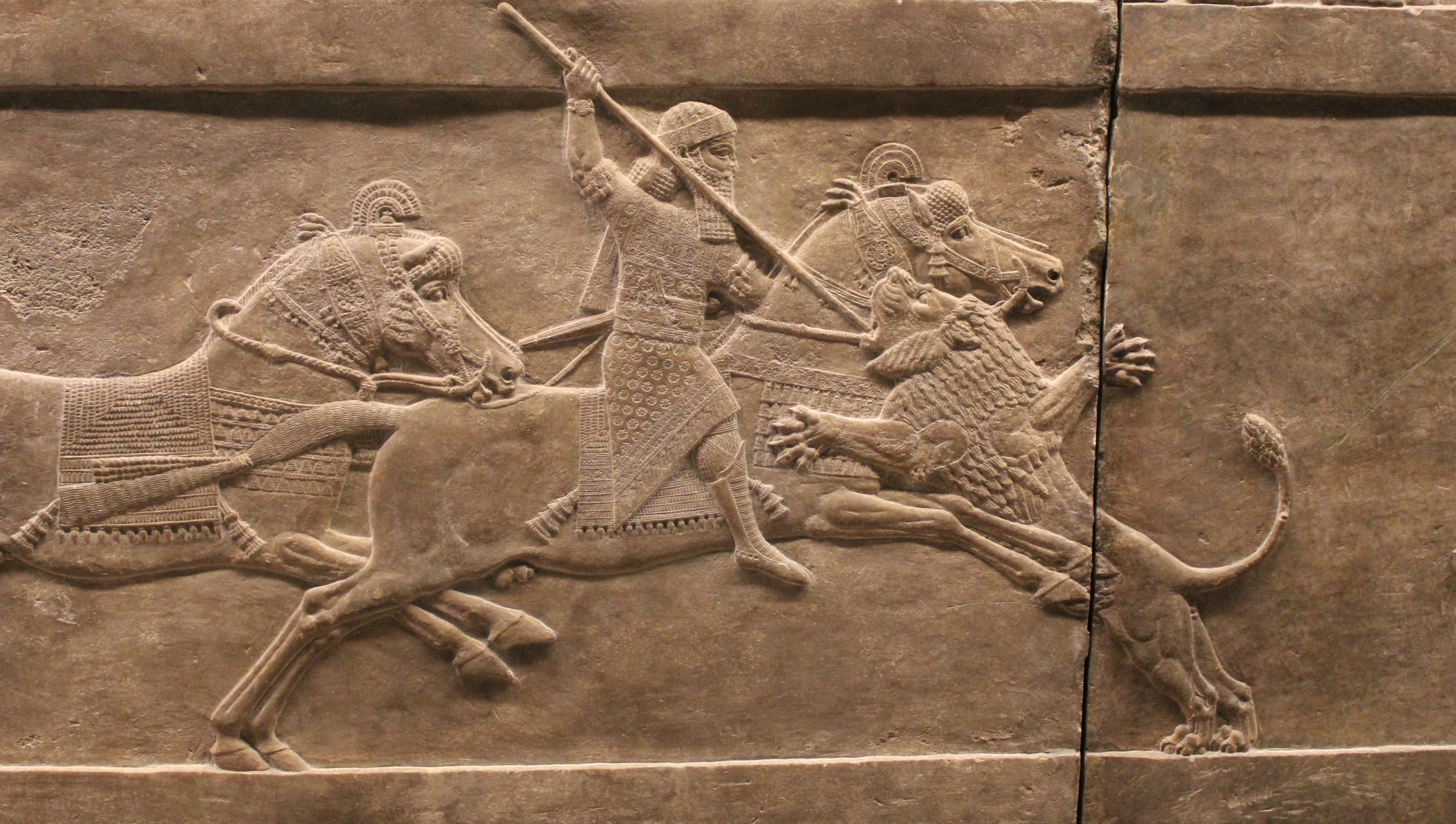
Le roi Assurbanipal, monté à cheval, plonge une lance dans un lion qui se jette sur lui. Bas-relief du palais nord de Ninive. British Museum.
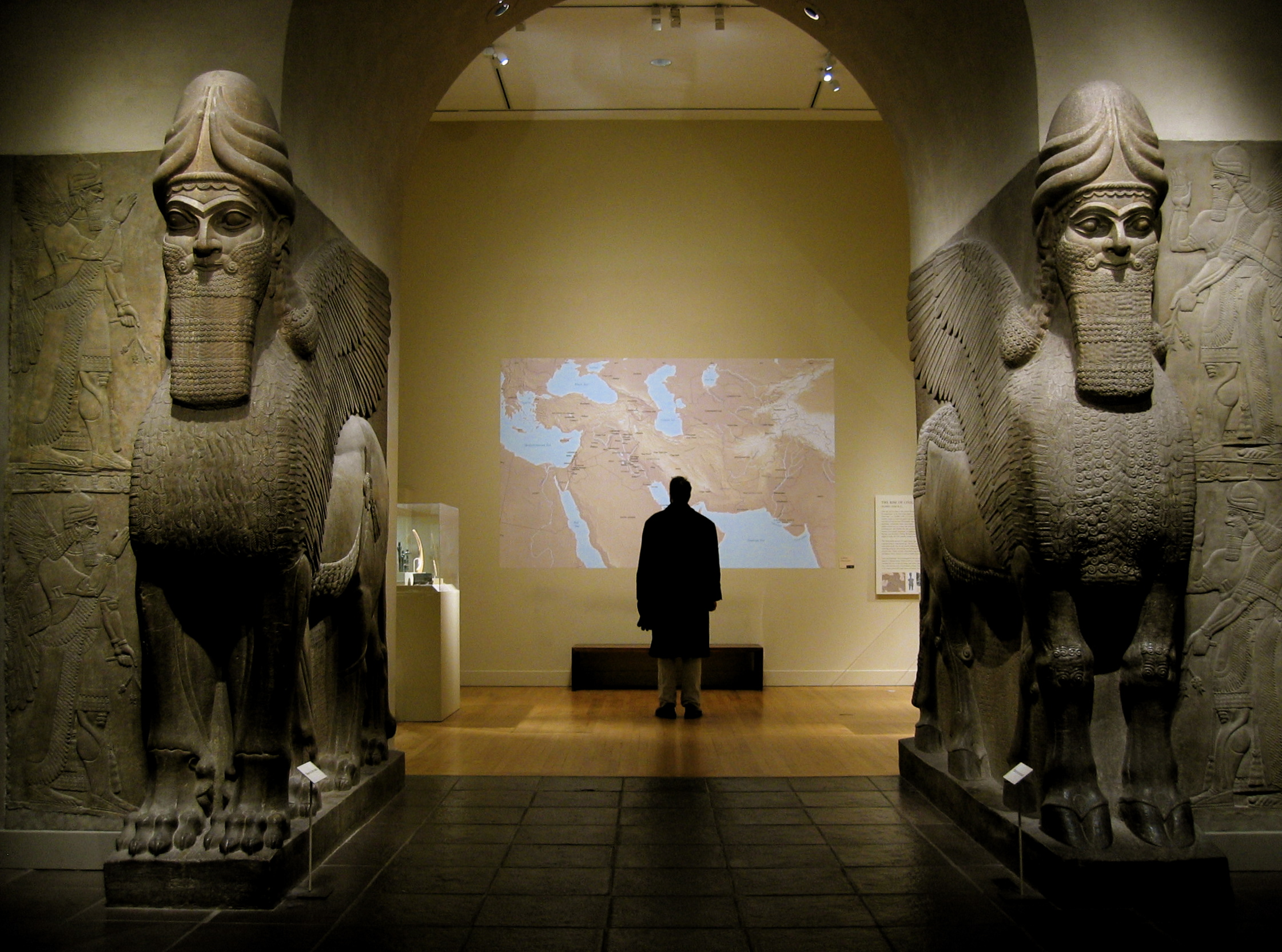
Paire de statues gardiennes d'une porte du palais nord-ouest de Nimroud. IXe siècle av. J.-C. Metropolitan Museum of Art.
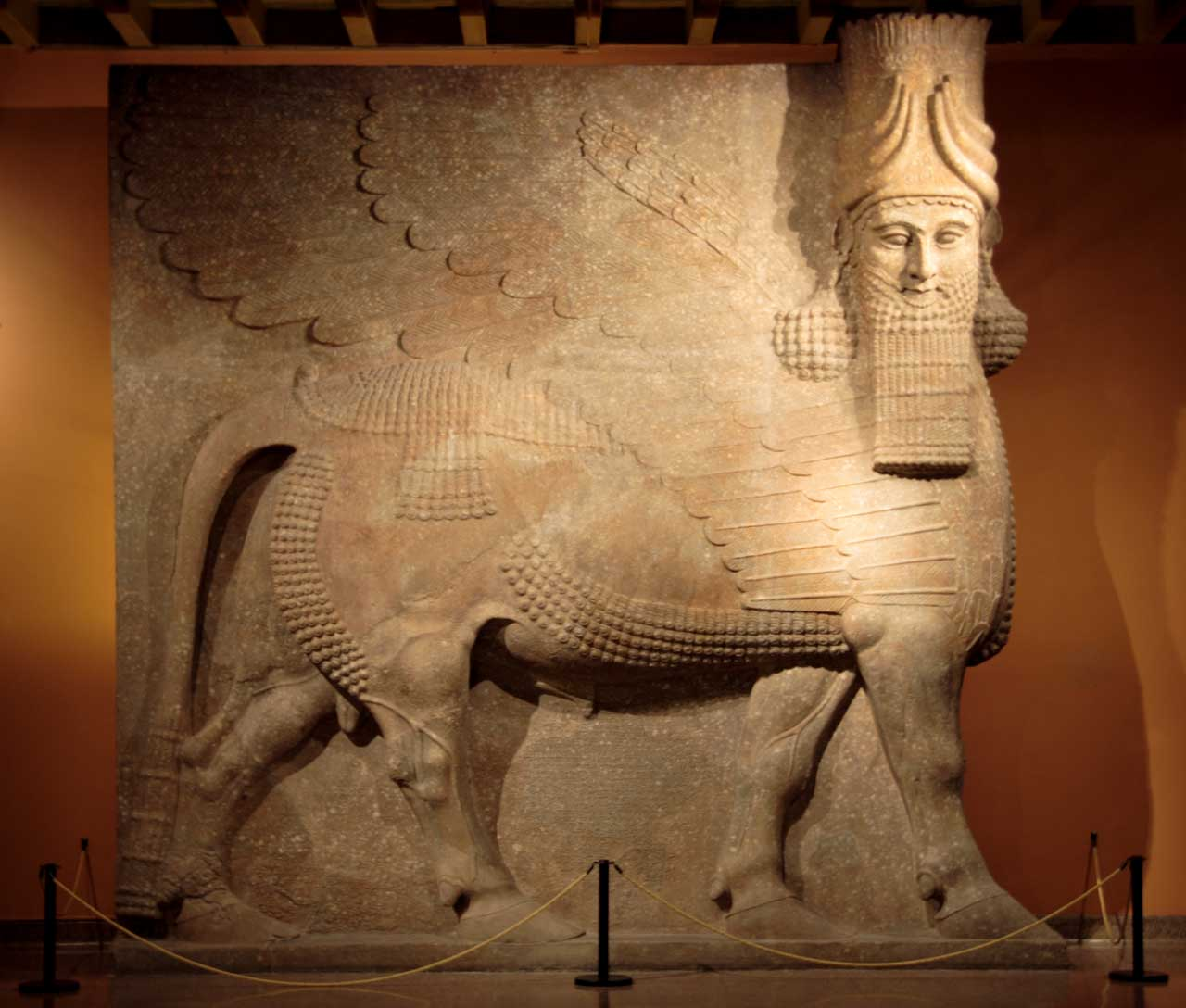
Taureau androcéphale colossal du palais royal de Khorsabad. Musée de l'Oriental Institute de Chicago.
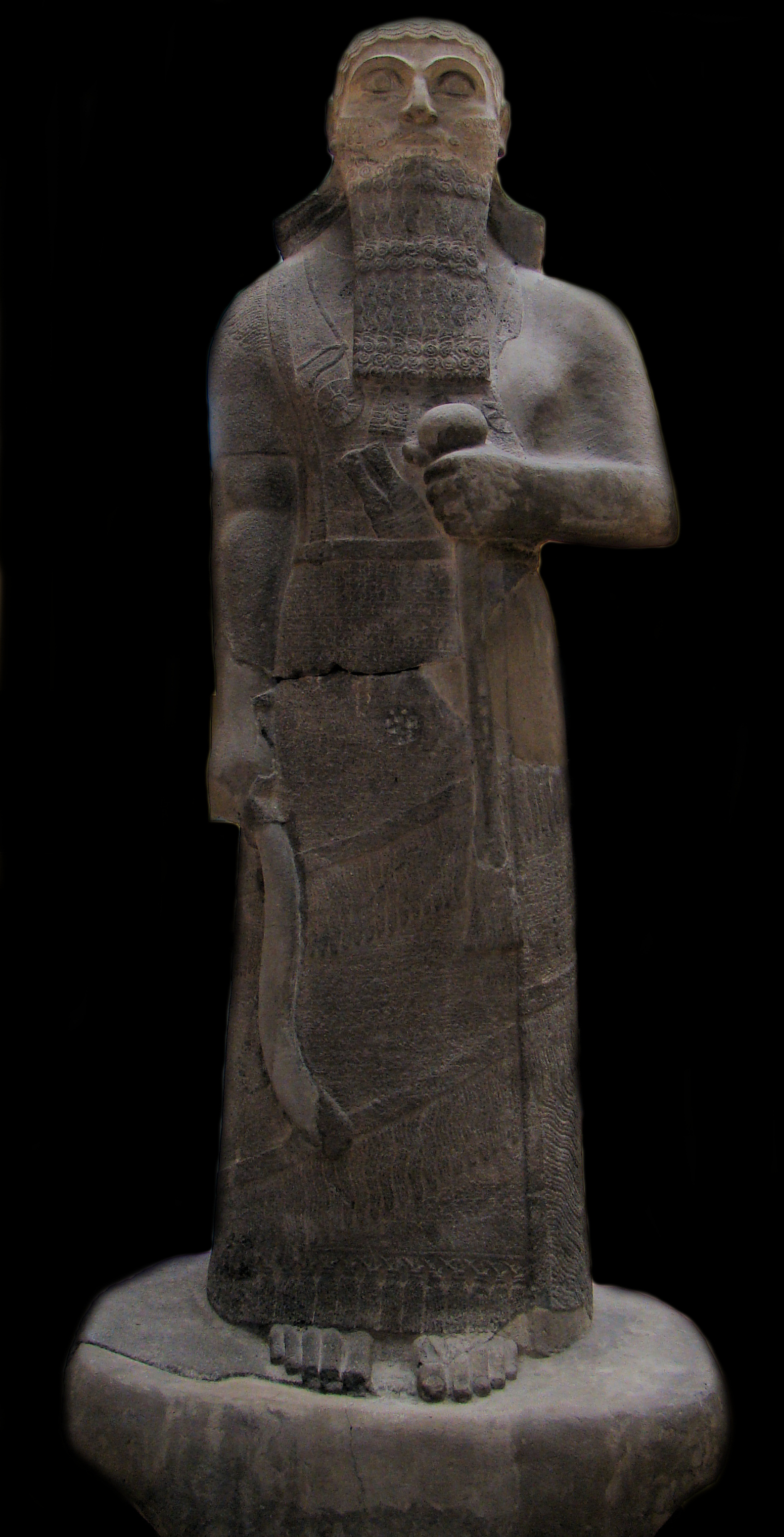
Statue du roi Salmanazar III (858-824 av. J.-C.) provenant d'Assur, Musée archéologique d'Istanbul.
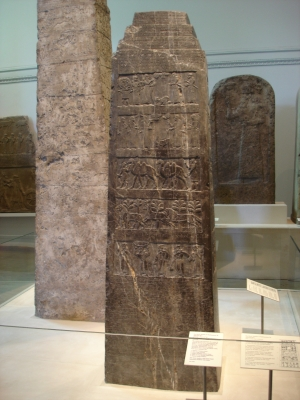
L'obélisque noir de Salmanazar III, Nimroud. IXe siècle av. J.-C. British Museum.
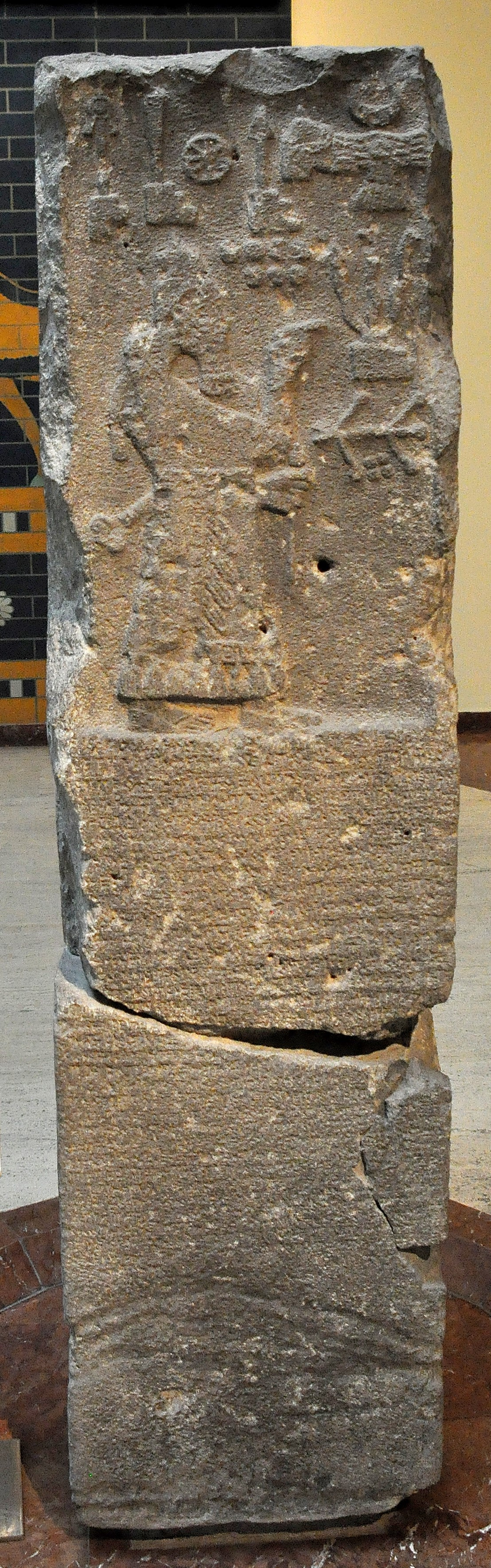
Stèle du gouverneur assyrien Nergal-eresh. Début du VIIIe siècle av. J.-C. Musée de l'Orient ancien d'Istanbul.

Un art apparenté, ayant reçu ses influences et l'ayant influencé, mais plus marqué par le style artistique syro-anatolien, se développe aussi dans les royaumes araméens de la même période, comme l'attestent les nombreux bas-reliefs sur stèles et orthostates et statues mis au jour sur l'acropole de Tell Halaf (seconde moitié du IXe siècle av. J.-C.).

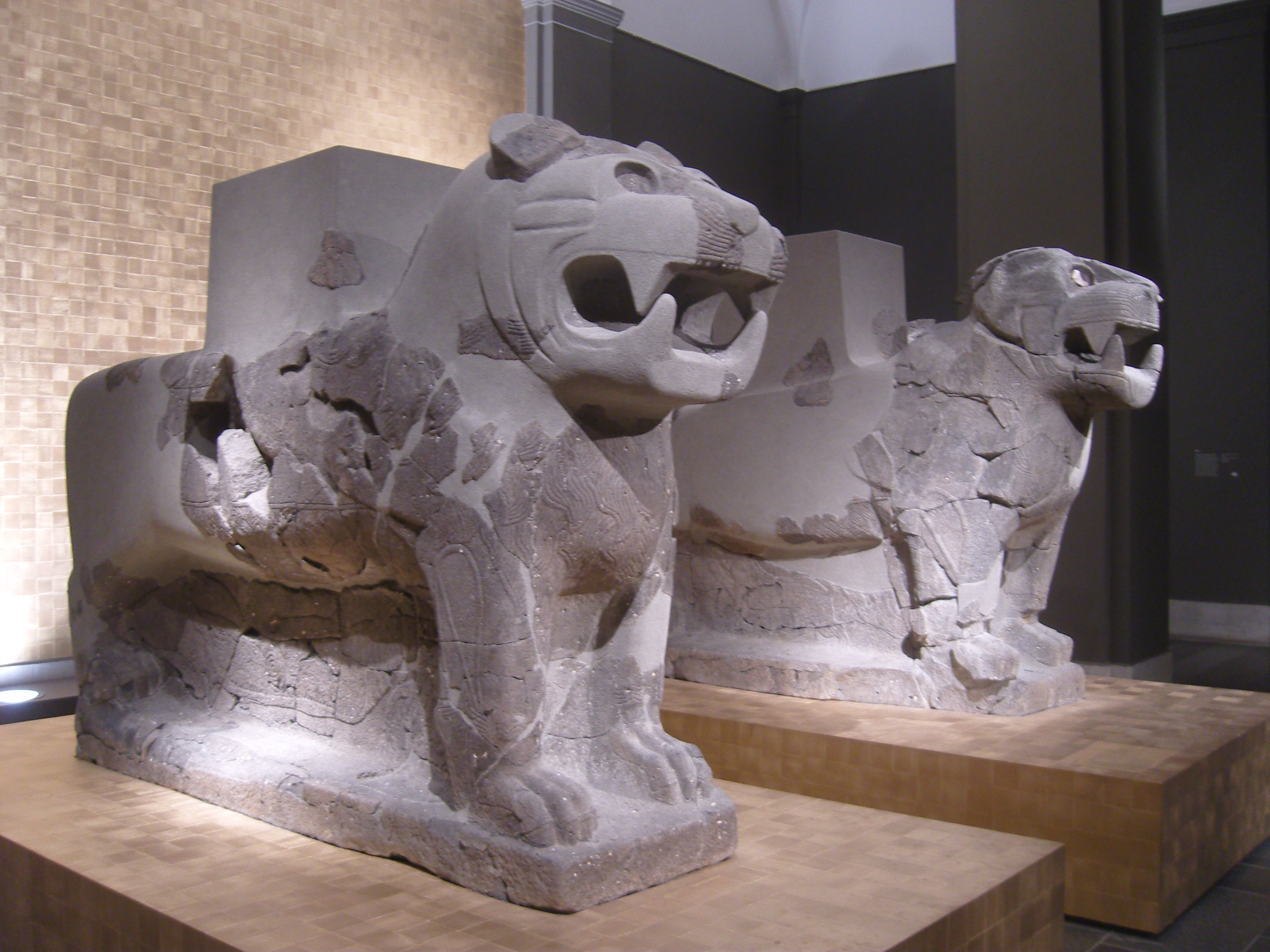
Paire de statues colossales de lions gardiens de portes, Tell Halaf. Pergamon Museum.
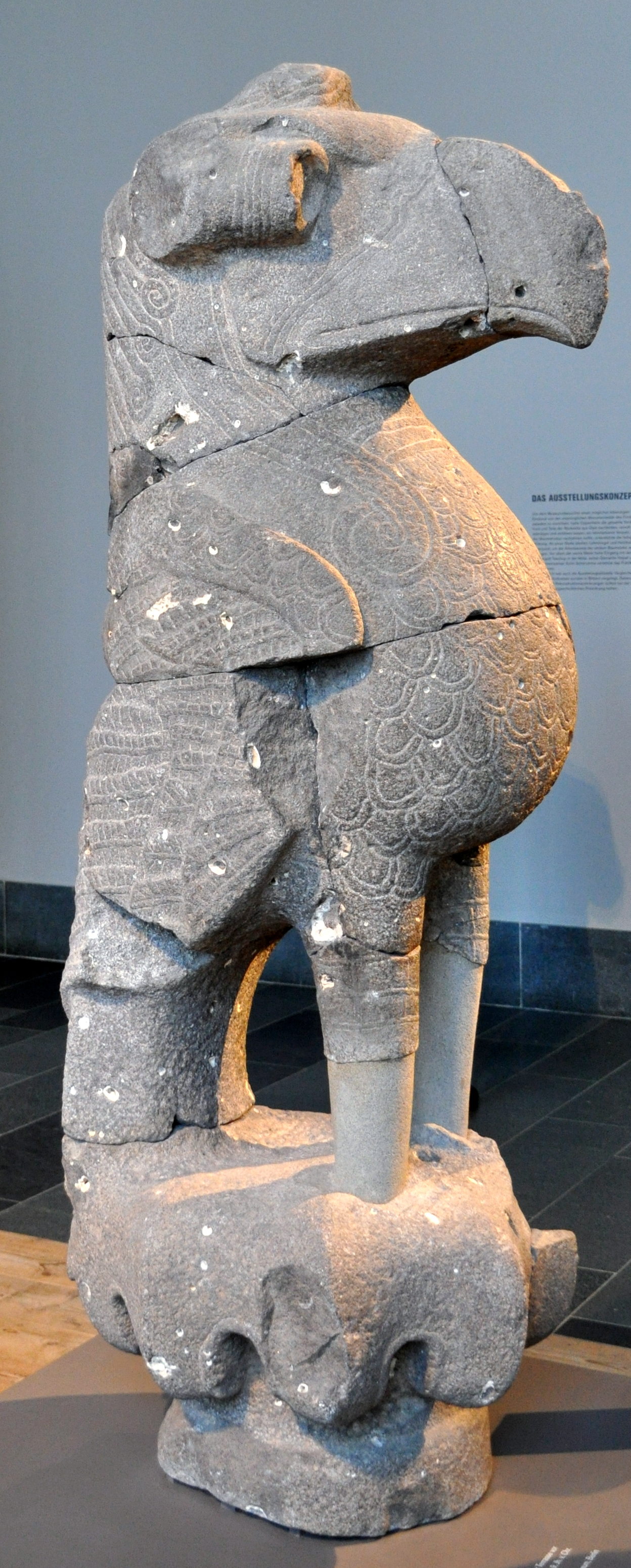
Statue colossale d'un oiseau, Tell Halaf. Pergamon Museum.
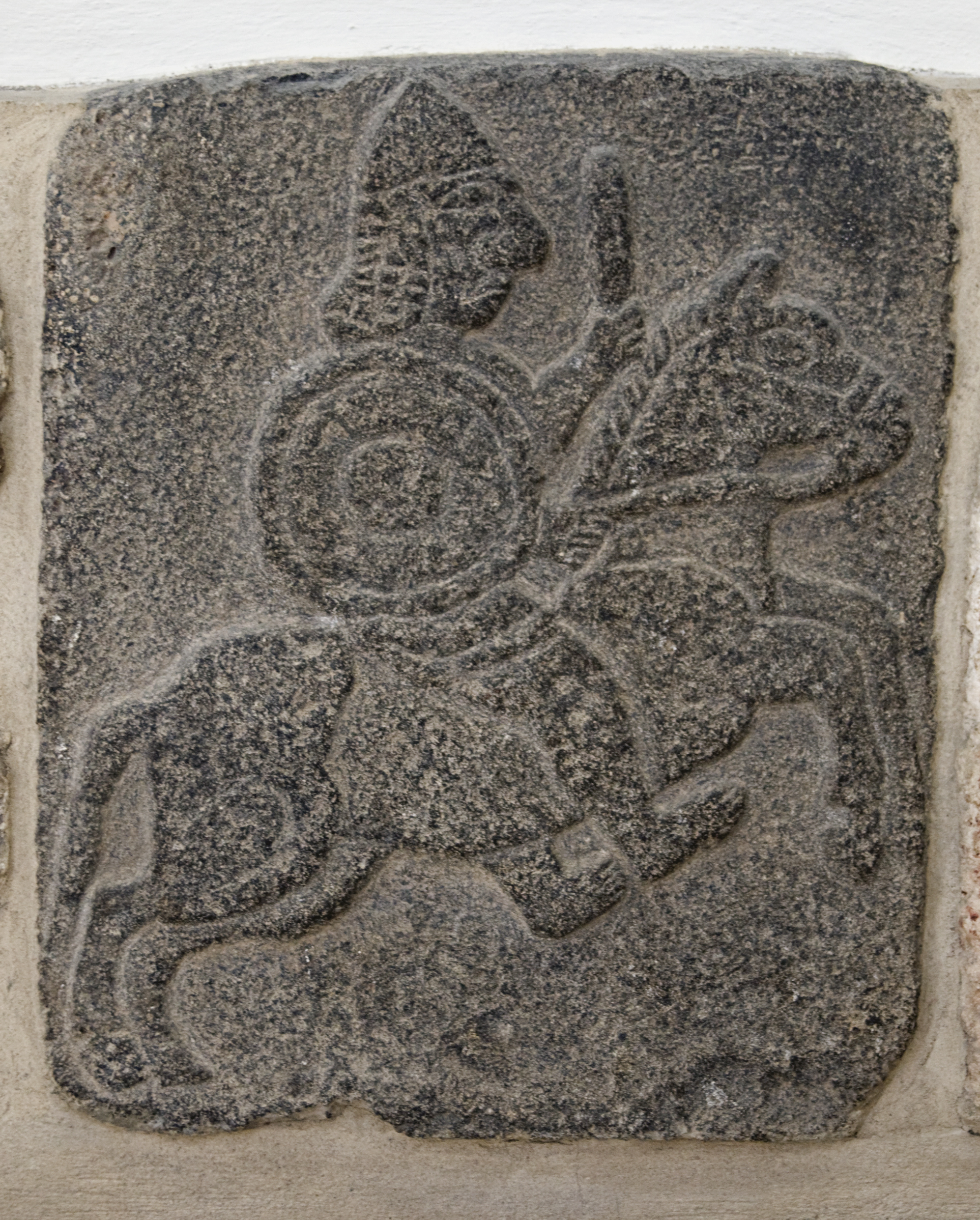
Cavalier, bas-relief sur orthostate de Tell Halaf. Pergamon Museum.
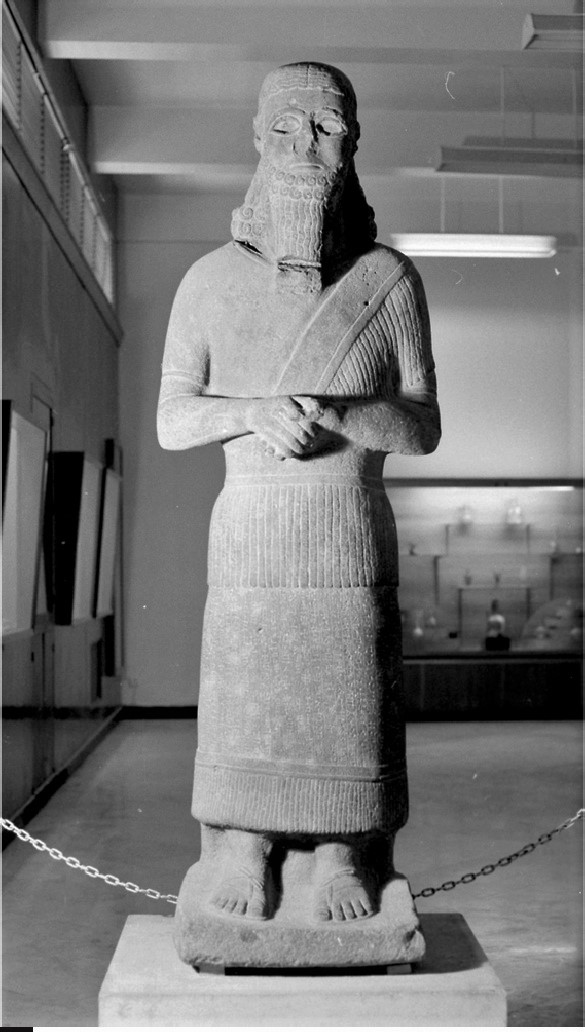
Statue de Haddayis'i de Guzana provenant de Tell Fekheriye (seconde moitié du IXe siècle av. J.-C.). Musée national de Damas.

En Babylonie la réalisation de kudurru et autres stèles sculptées (notamment la « tablette du dieu-soleil ») se poursuit jusqu'à l'empire néo-babylonien, après quoi la sculpture sur pierre se fait rare. Le dernier type de sculpture qui se développe, durant la phase tardive, sont un nouvel avatar de la longue tradition des statuettes féminines en albâtre, sans doute souvent des représentations de déesses, avec des incrustations en pierre précieuse, et un style reflétant des inspirations grecques. L'art de Hatra au IIe siècle apr. J.-C. est quant à lui très marqué par les influences gréco-romaines et parthe, bien que de nombreux éléments de continuité avec les traditions mésopotamiennes existent.

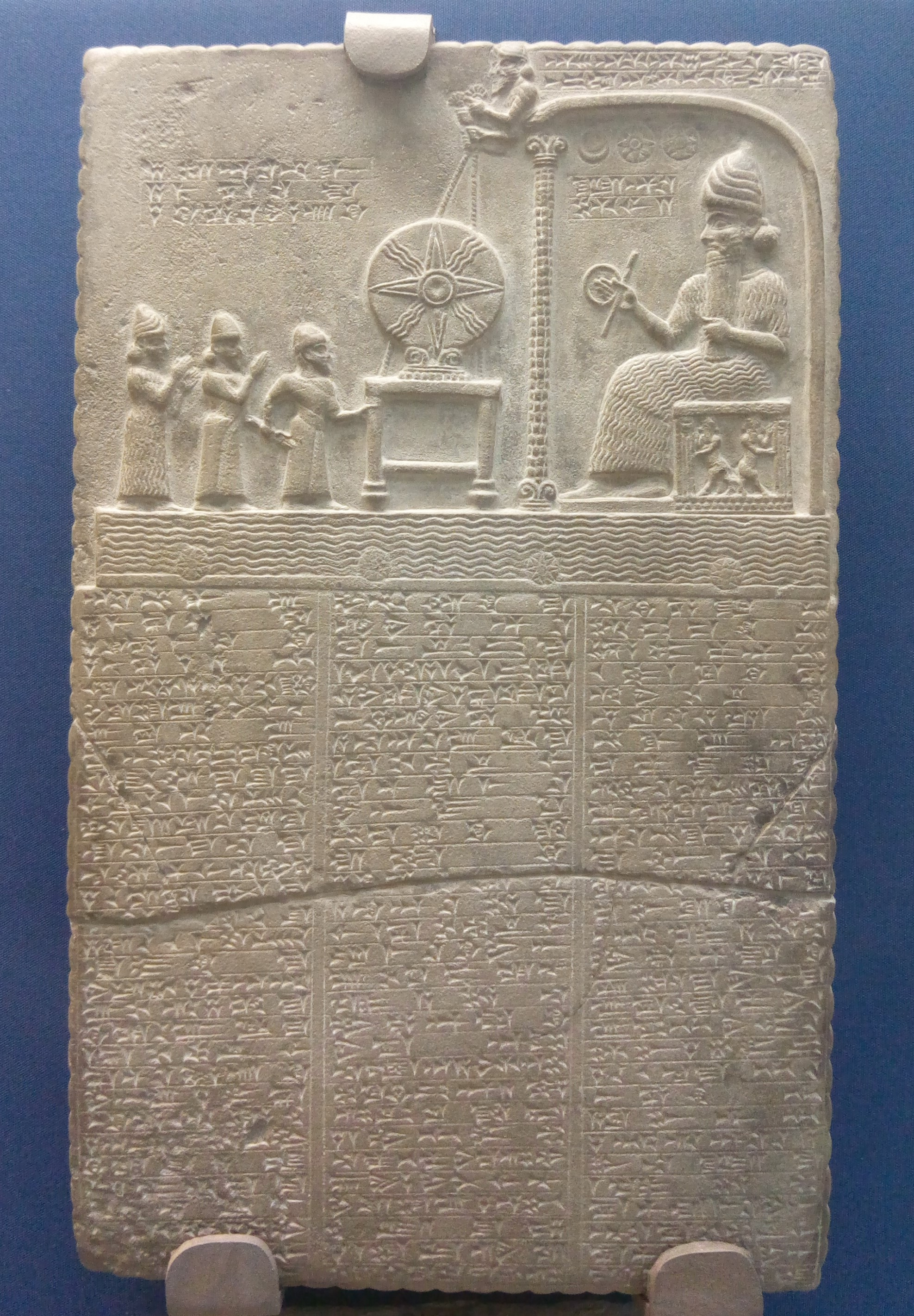
Tablette du dieu-soleil Shamash, sous sa forme de statue divine, trônant en majesté face au roi Nabû-apla-iddina (888-855 av. J.-C.). Sippar, British Museum.
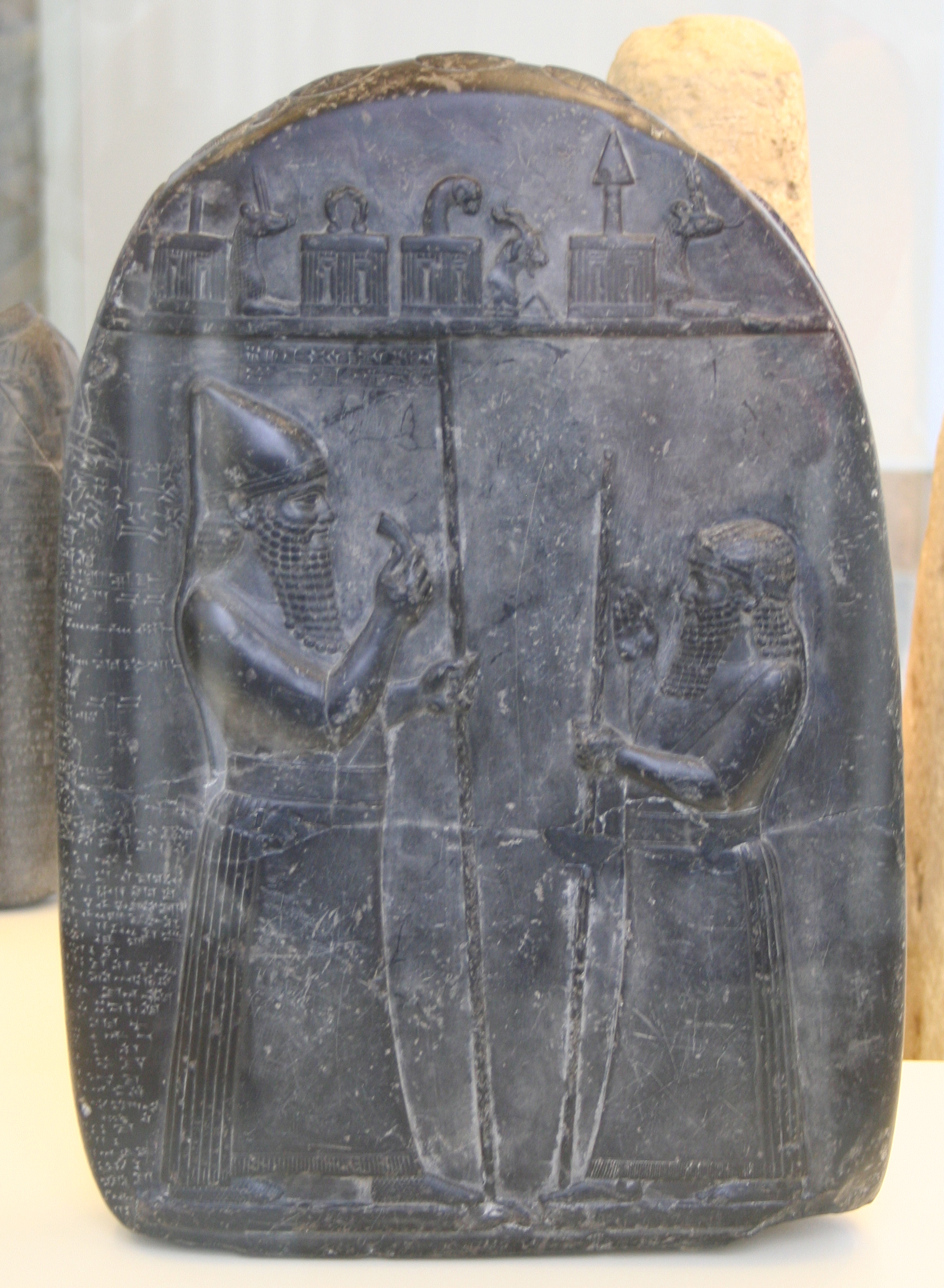
Kudurru du roi babylonien Merodach-Baladan II (Marduk-apla-iddina II). Fin du VIIe siècle av. J.-C. Pergamon Museum.
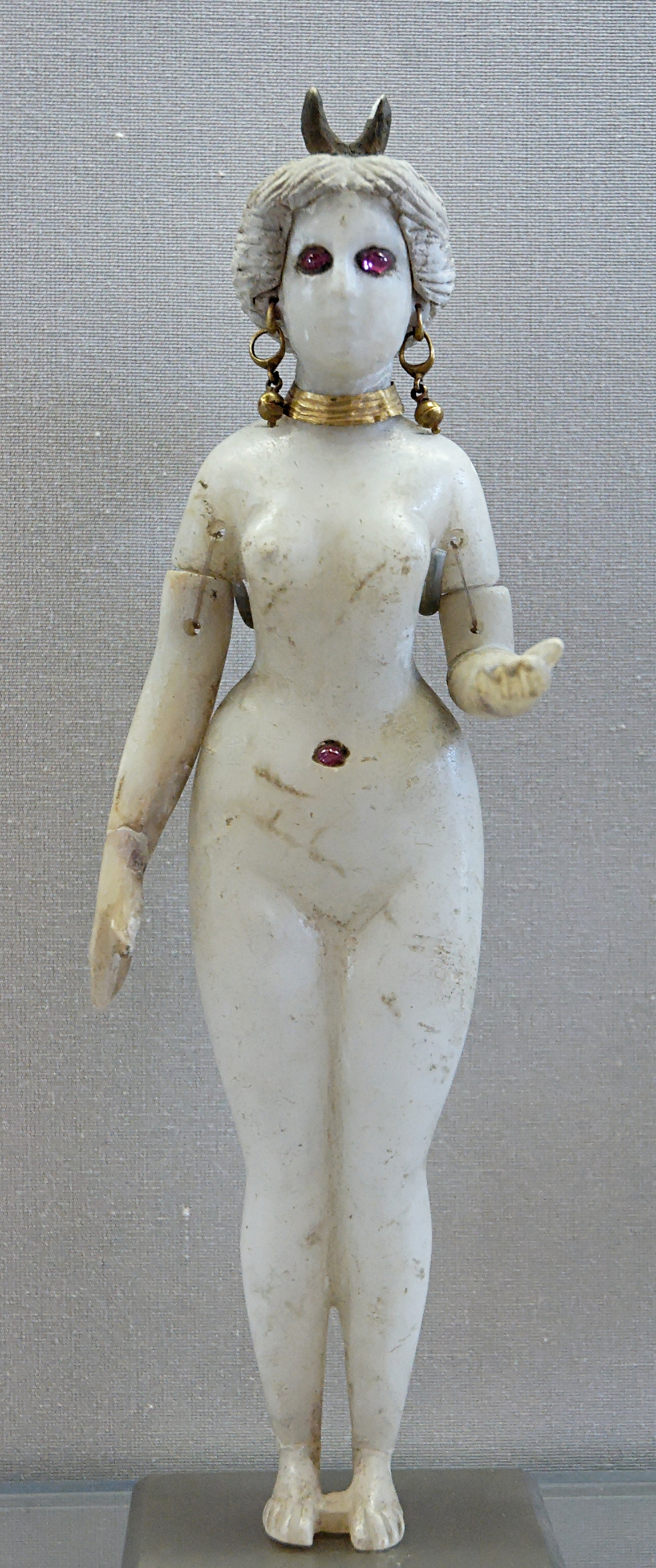
Statuette en albâtre d'une déesse nue, avec des ornements en bronze doré et rubis, provenant d'un tombeau de Babylone, Ier siècle av. J.-C. − Ier siècle apr. J.-C. Musée du Louvre.
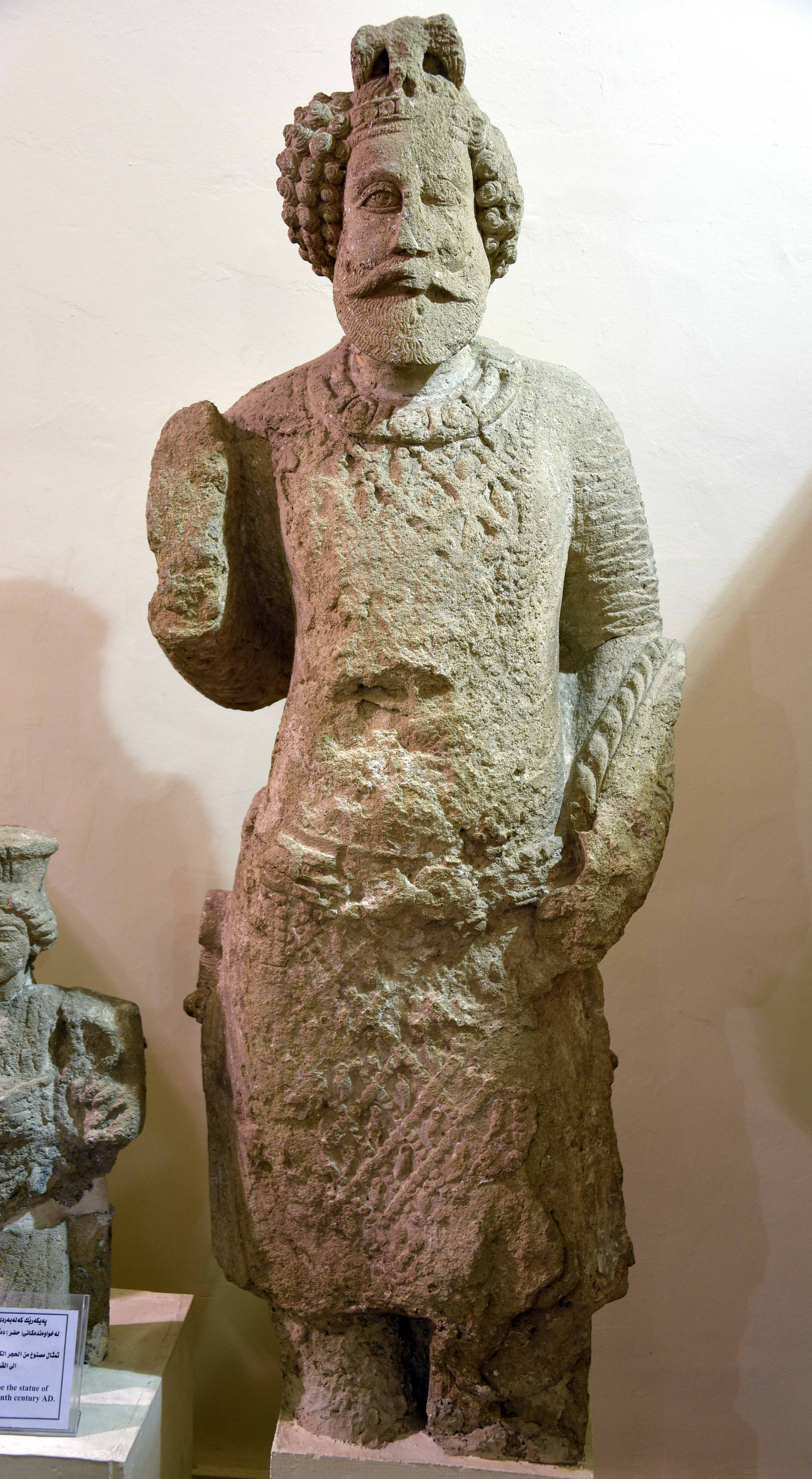
Statue du roi Sanatruq Ier de Hatra. IIe siècle apr. J.-C., Musée national d'Irak.
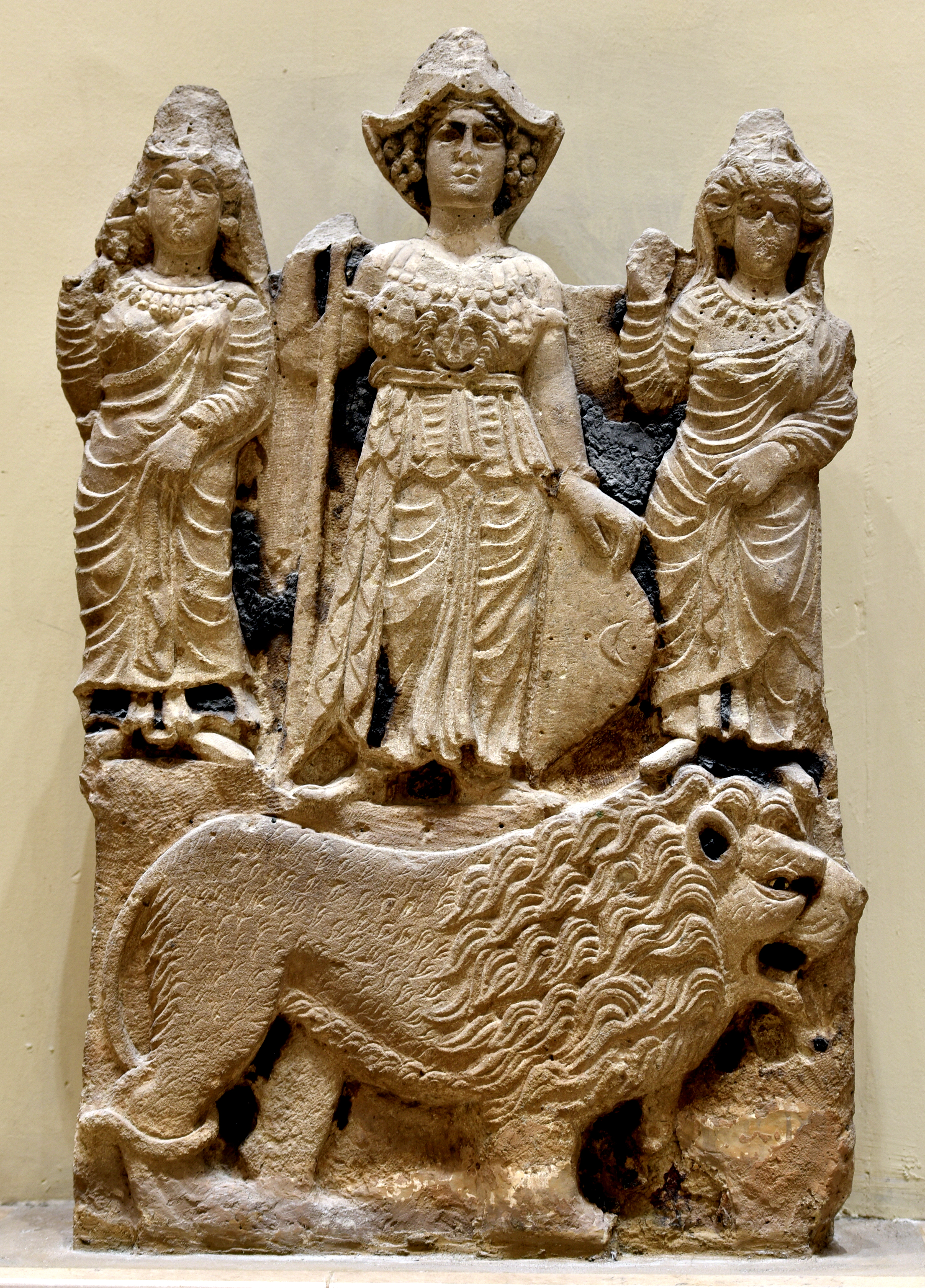
La déesse Allat accompagnée des déesses Manat et Al-Uzza, Hatra. IIe siècle apr. J.-C., Musée national d'Irak.

### Sculpture et objets en métal
Bien que venant d'un pays où l'on ne trouvait pas de minerai, les artisans métallurgistes mésopotamiens ont développé au moins dès le IIIe millénaire av. J.-C. une grande maîtrise technique. Ils pratiquaient le martelage à froid de feuilles de métal permettant de réaliser de la vaisselle en or, argent ou cuivre, et la fonte dans des moules, notamment suivant la technique de la cire perdue (illustrée par une remarquable statue de monarque de la période d'Akkad provenant de Ninive), employée pour réaliser des sculptures (généralement en cuivre ou en bronze, parfois en or) mais aussi des armes d'apparat, bijoux, amulettes et autres objets précieux ou magiques (voir plus bas). Cependant les objets en métal connus sont peu nombreux, car ils ont en général été refondus dans l'Antiquité.

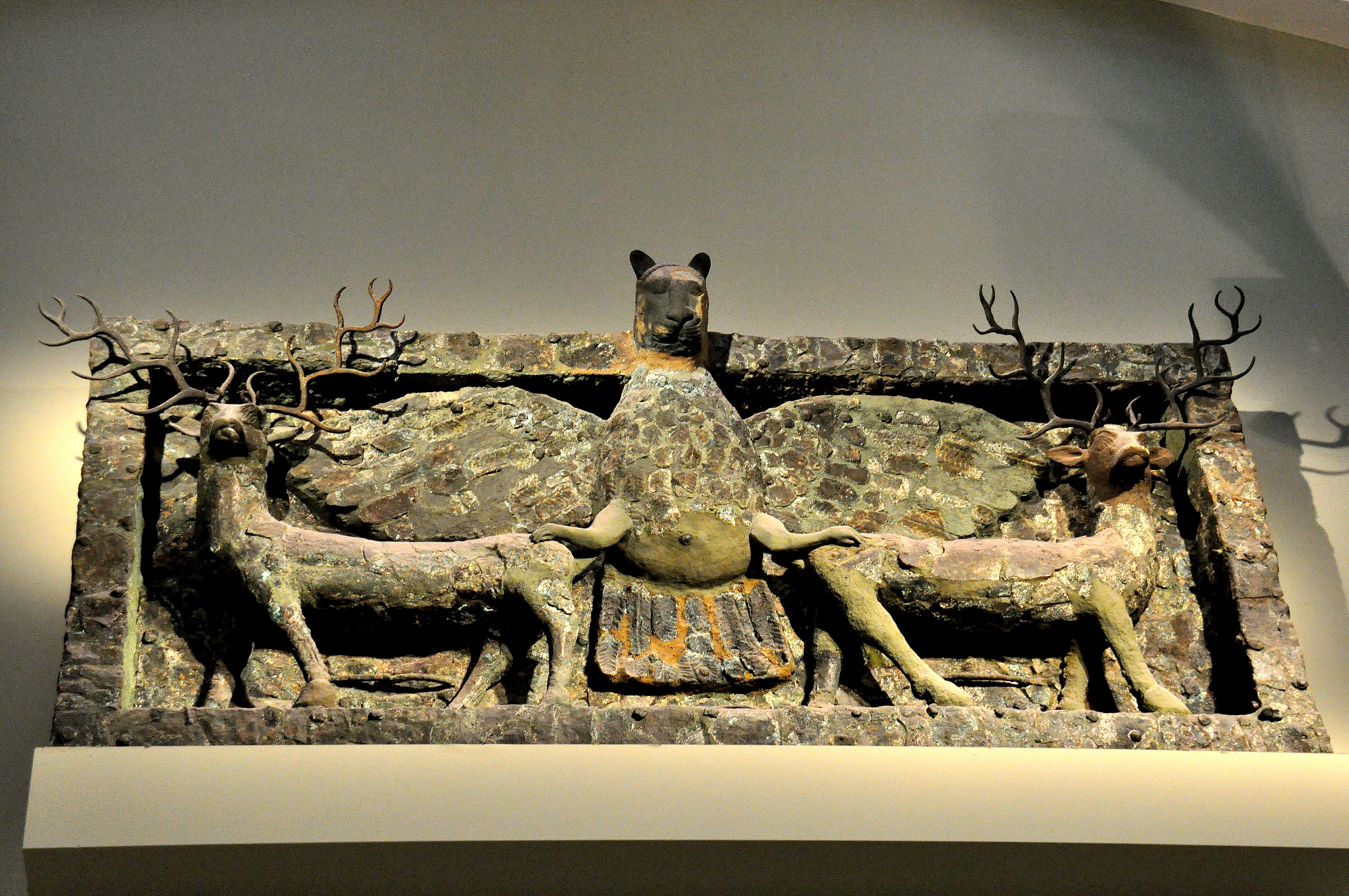
Représentation du démon Imdugud (Anzu) en aigle léontocéphale, cuivre sur support en bois. Tell Obeïd, v. 2500 av. J.-C. British Museum.
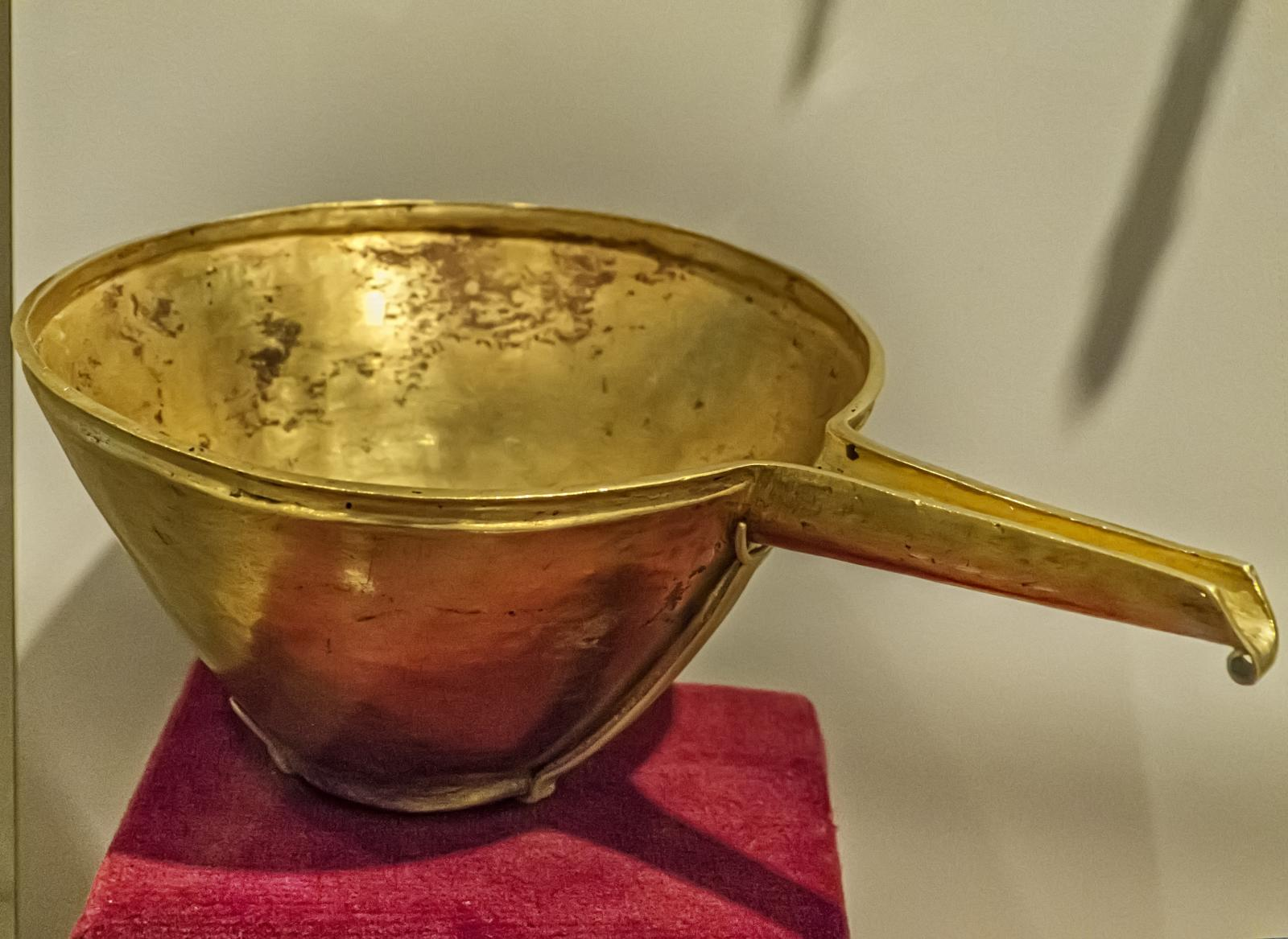
Bol à bec allongé en or, tombes royales d'Ur, v. 2500 av. J.-C. Penn Museum.
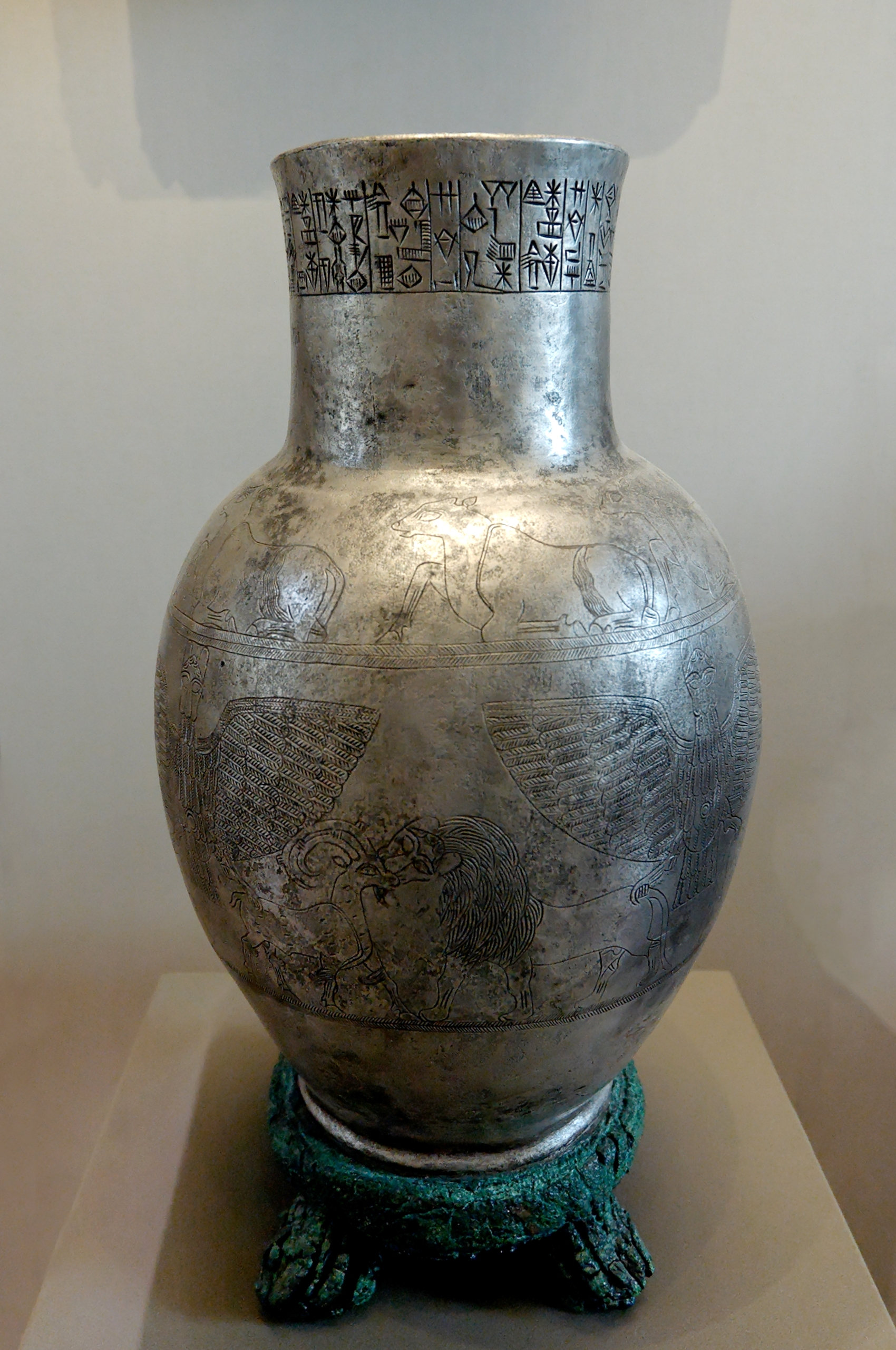
Vase en argent dédié à Ningirsu par le roi Enmetena de Lagash, v. 2400 av. J.-C. Musée du Louvre.
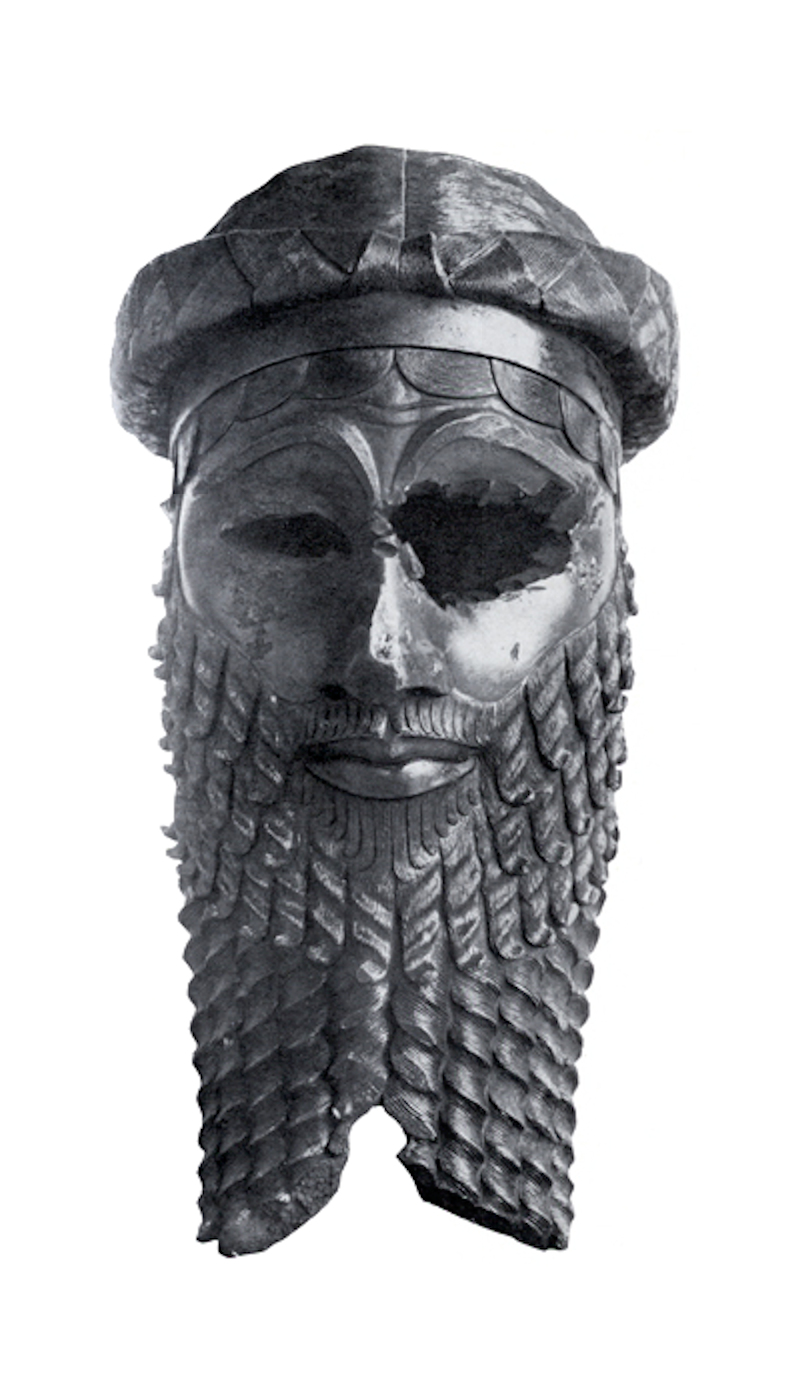
Tête en alliage cuivreux d'un roi d'Akkad retrouvée dans le temple d'Ishtar de Ninive, vers 2250 av. J.-C., Bagdad, musée national d'Irak.
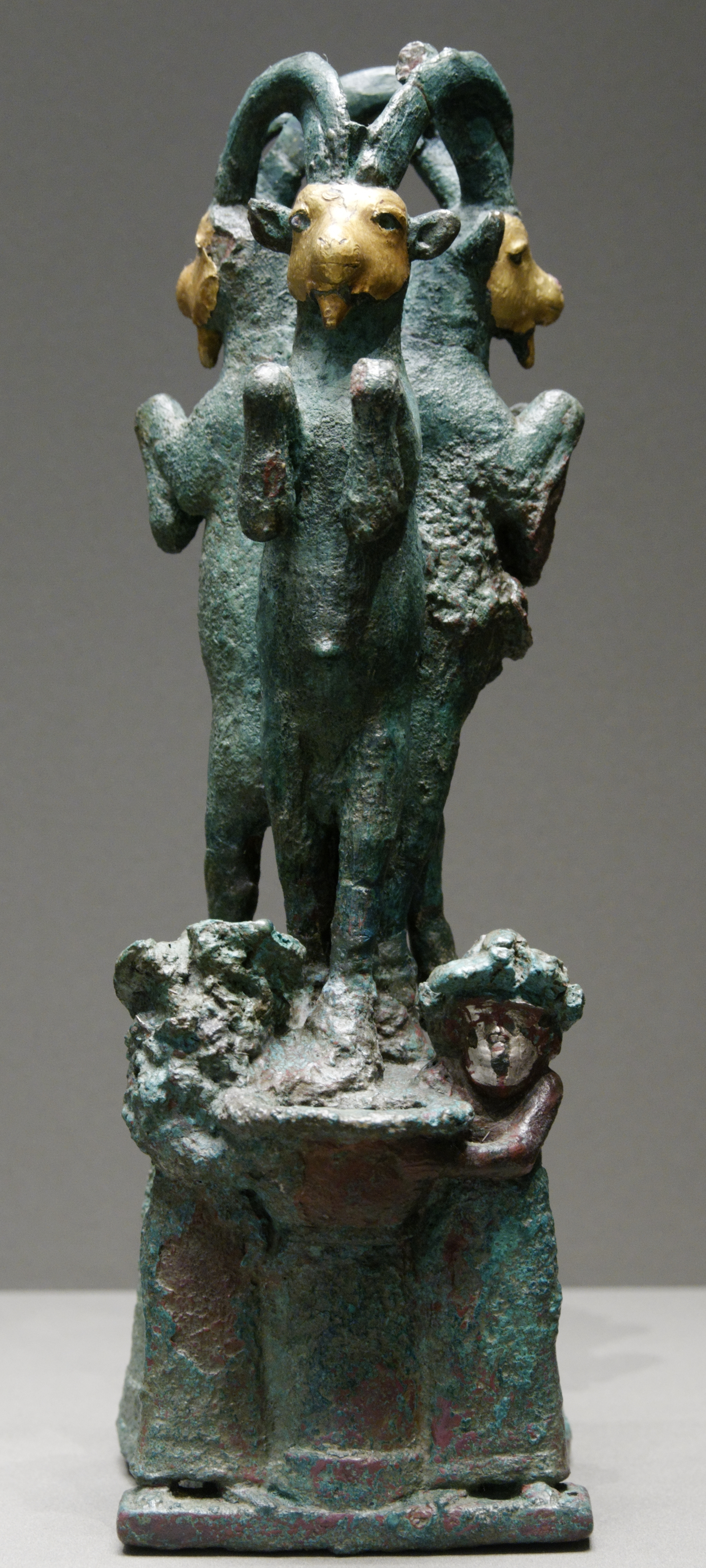
Statuette représentant trois bouquetins supportés par des divinités. Larsa, début du IIe millénaire av. J.-C. Musée du Louvre.
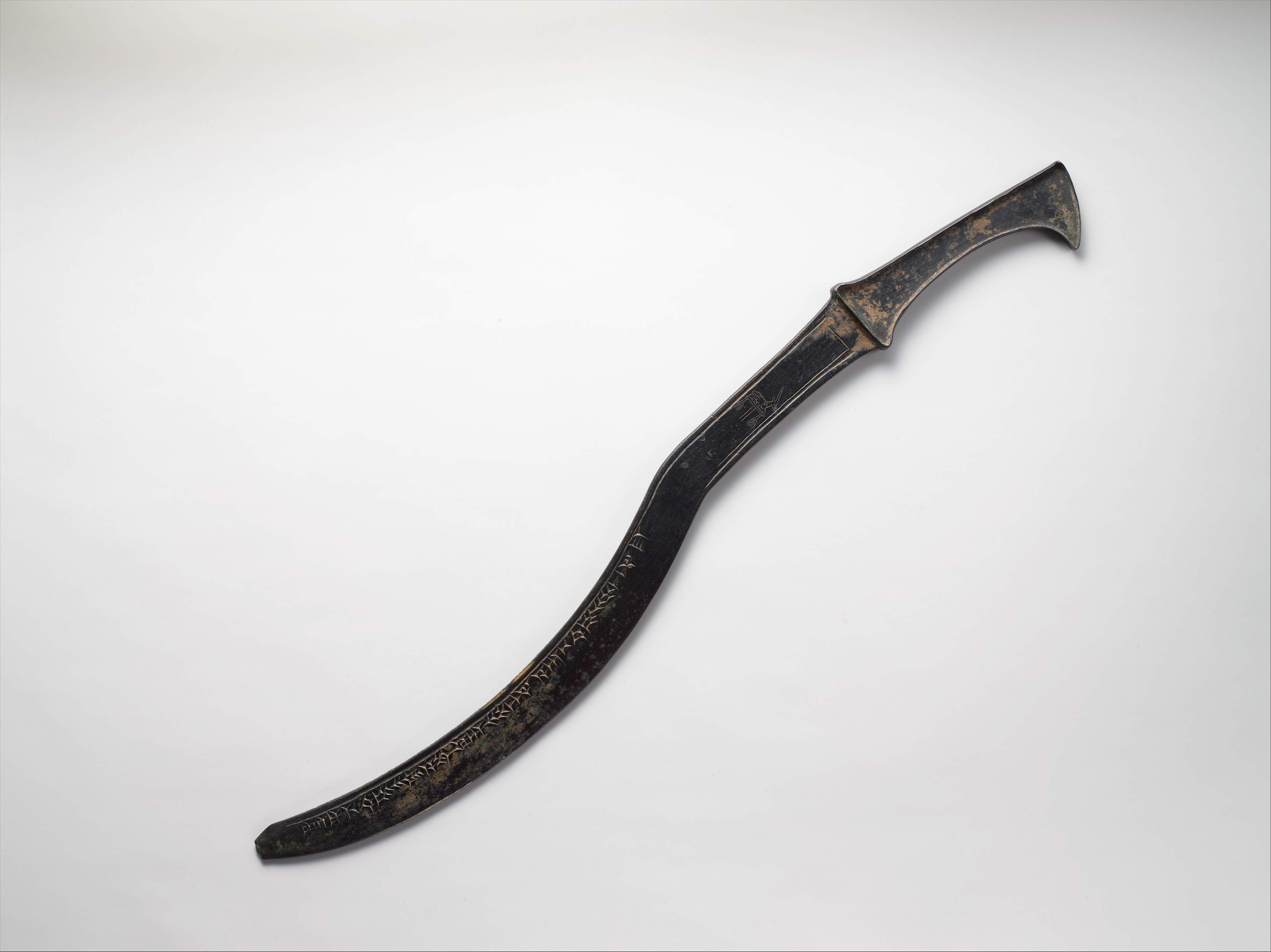
Épée recourbée en bronze portant une inscription du roi Adad-nerari Ier (1307–1275 av. J.-C.). Metropolitan Museum of Art.
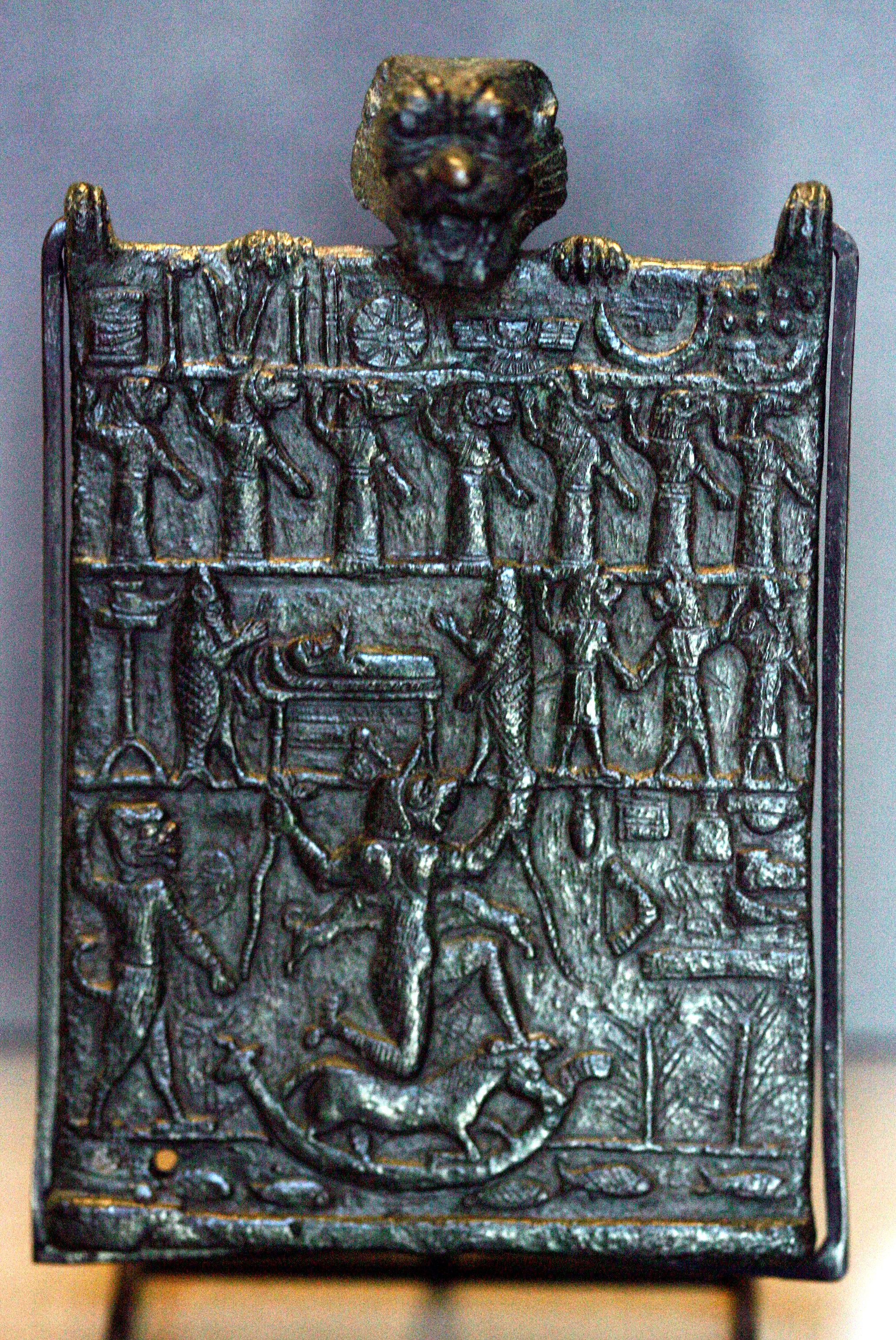
Plaque en bronze de protection contre la démone Lamashtu. Assyrie, VIIe siècle av. J.-C., musée du Louvre.

### Orfèvrerie
L'orfèvrerie est assez peu représentée pour les mêmes raisons que la métallurgie, mais des bijoux de grande qualité ont été mis au jour, en particulier dans les tombes royales d'Ur (v. 2500 av. J.-C.) et les tombes des reines de Nimroud (IXe – VIIIe siècle av. J.-C.). Les représentations de bijoux sur des bas-reliefs complètent la connaissance de ce domaine de l'art mésopotamien. Les orfèvres mésopotamiens étaient passés experts dans la réalisation de feuilles en or, employaient les techniques du filigrane et de la granulation pour décorer des bijoux tels que des bagues, réalisaient des parures alliant pierres et métaux précieux (or, argent, lapis-lazuli, cornaline, etc.).

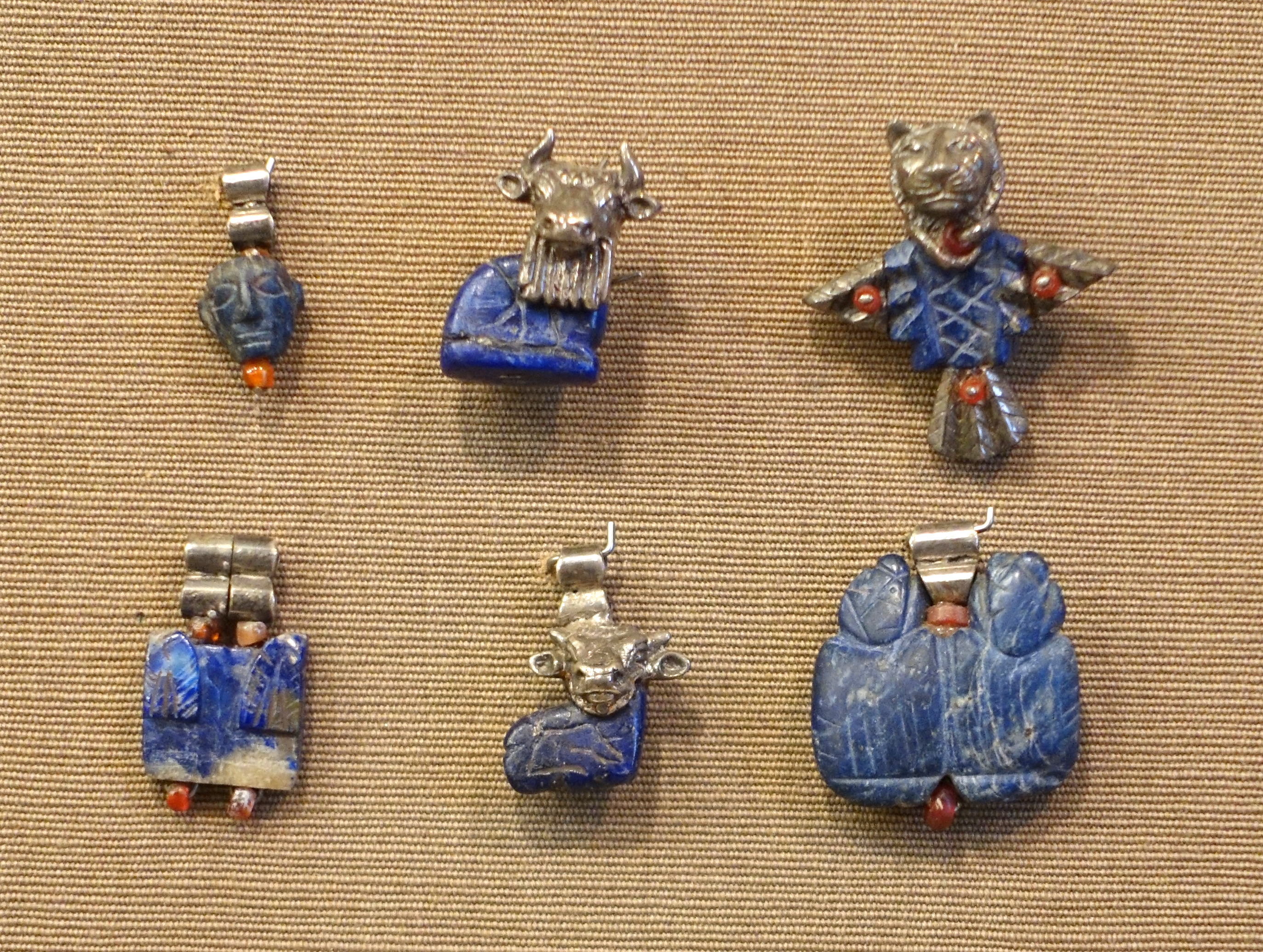
Pendentifs à motifs animaliers en lapis-lazuli, argent et cornaline, provenant du Palais Nord de Tell Asmar. Musée de l'Oriental Institute de Chicago.
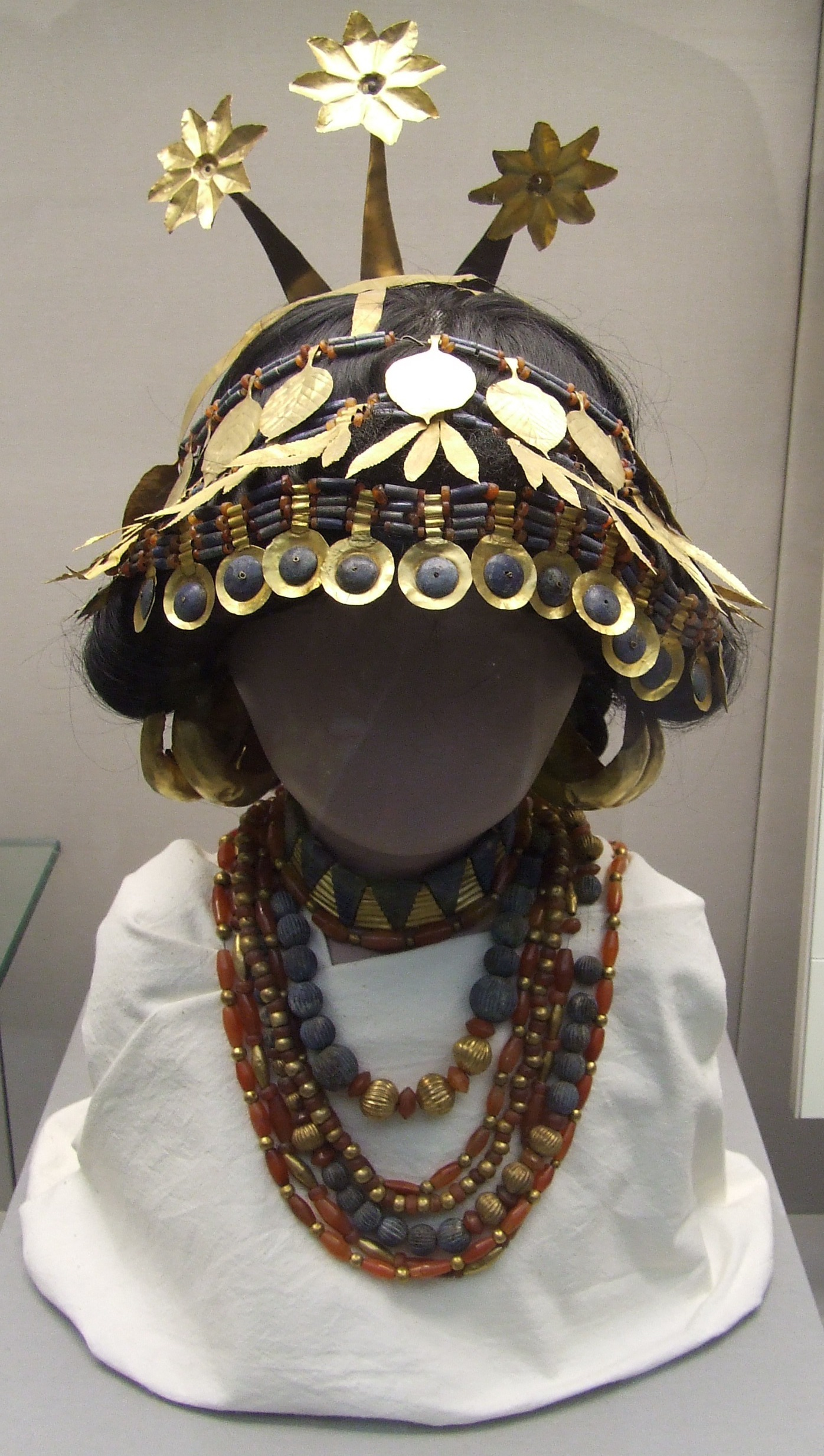
Parure de Pu-abi provenant des les tombes royales d'Ur : diadème en feuilles d'or et pierres précieuses, colliers en pierres précieuses. British Museum.
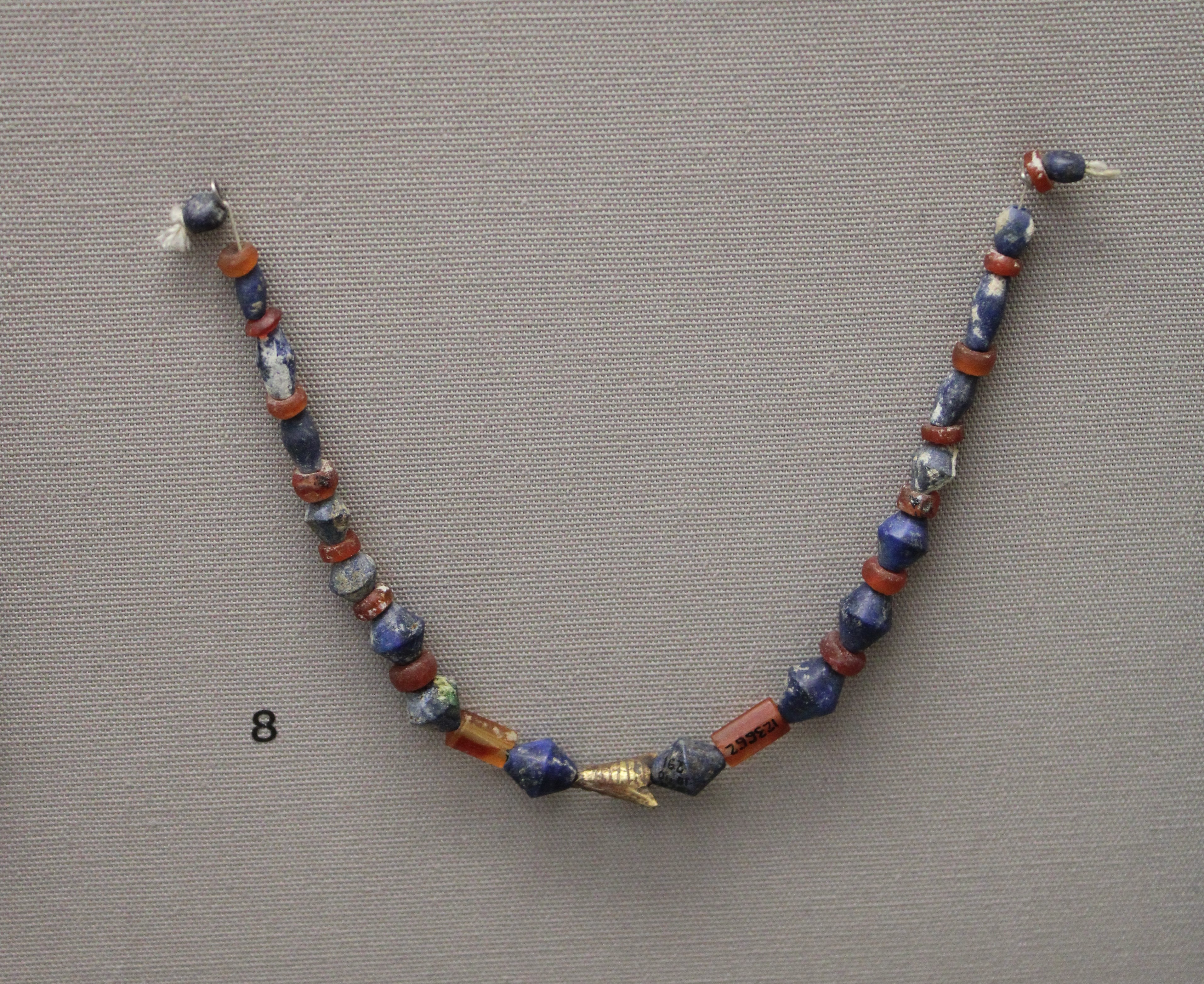
Collier en perles de cornaline et lapis lazuli, amulette en or en forme de mouche, provenant des tombes royales d'Ur. British Museum.
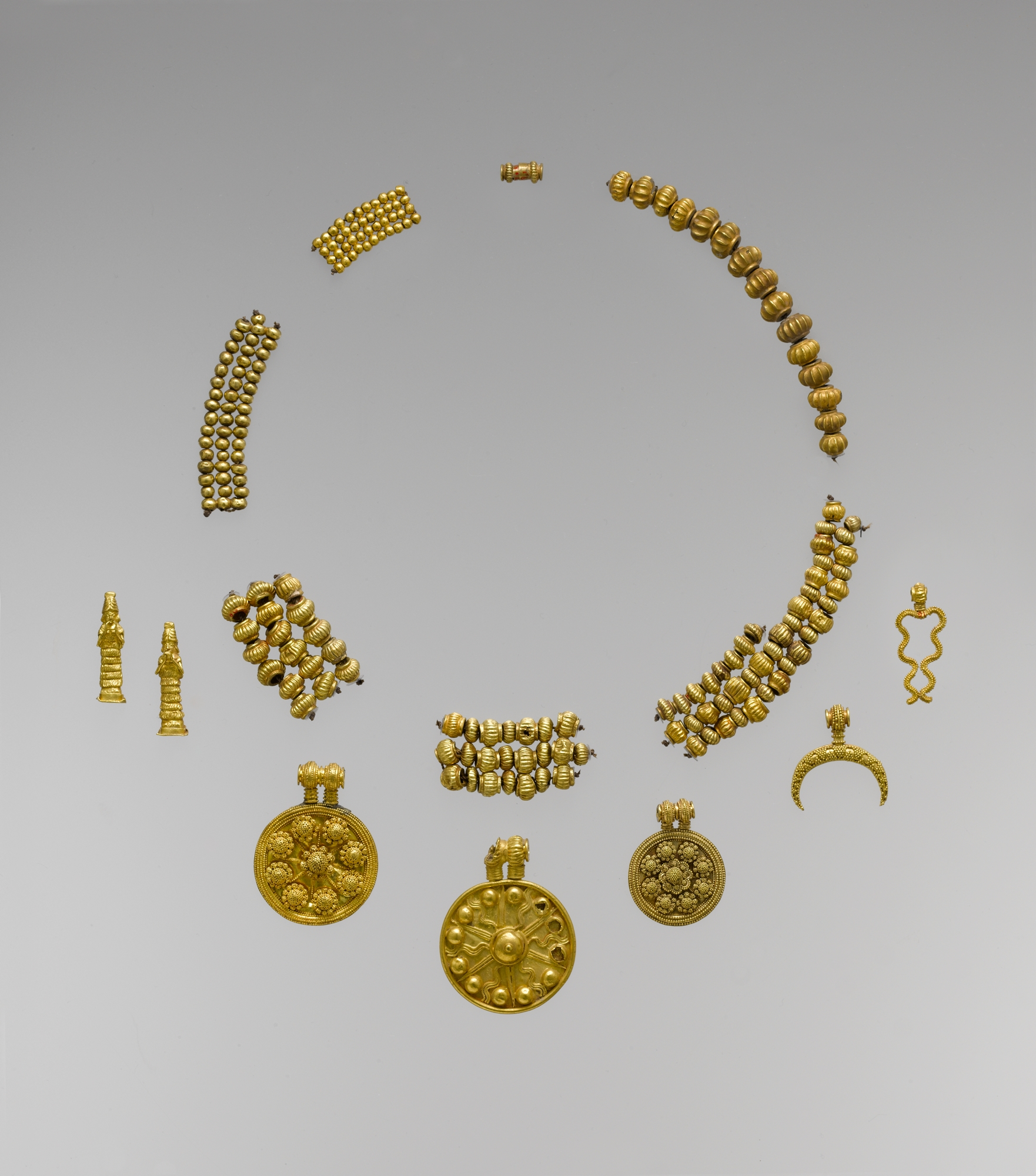
Perles en or formant un collier et pendentifs symbolisant des divinités trouvés dans le « trésor de Dilbat », milieu du IIe millénaire av. J.-C. Metropolitan Museum of Art.
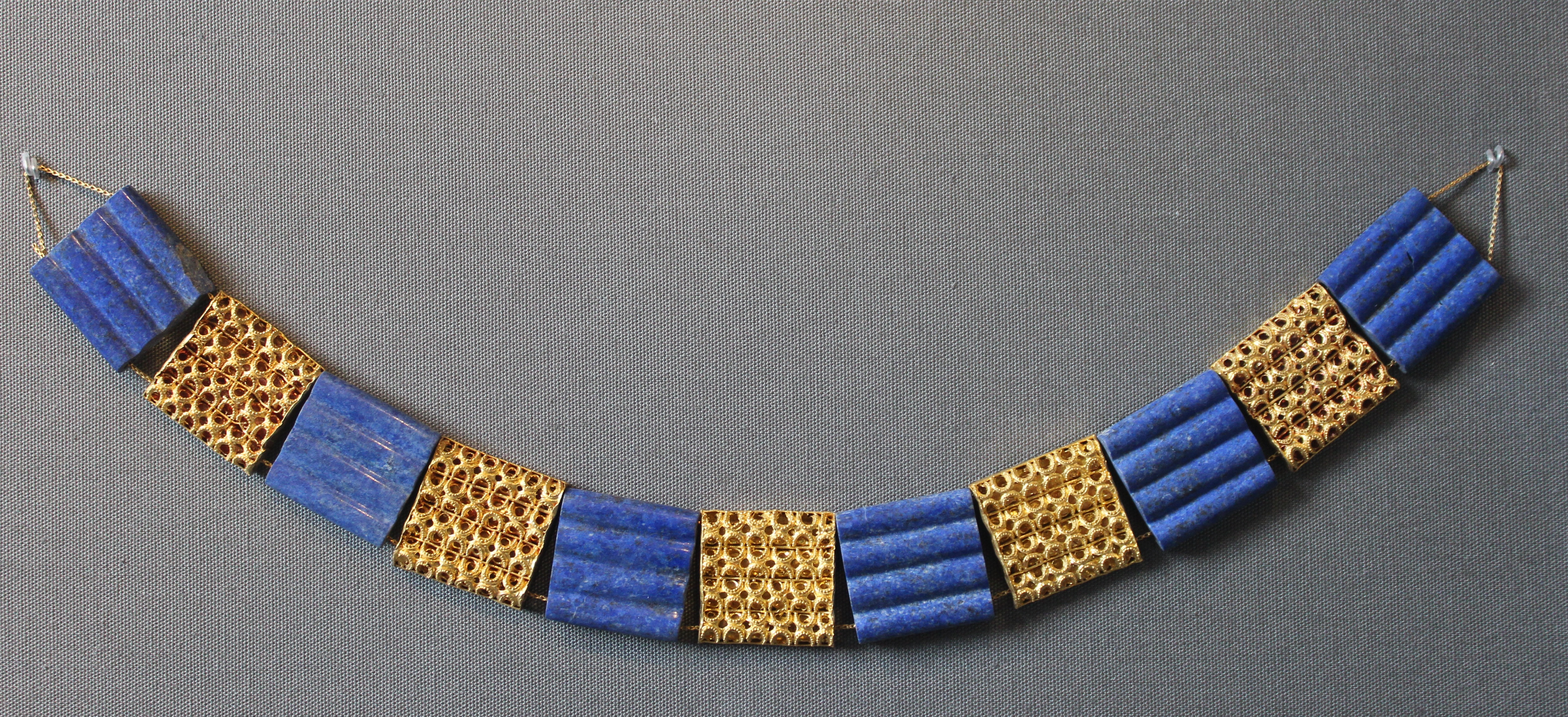
Collier en or et lapis-lazuli provenant d'une tombe d'Assur, XIVe – XIIIe siècle av. J.-C. Pergamon Museum.
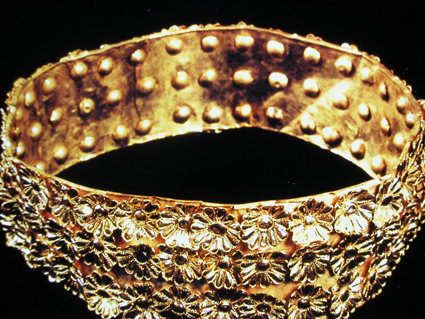
Couronne mise au jour dans une tombe des reines de Nimroud, VIIIe siècle av. J.-C. Musée national d'Irak.

## Architecture

### Résidences
Les maisons apparaissent durant le Néolithique, elles sont rondes au début puis prennent progressivement leur forme quadrangulaire qui reste par la suite. Leur organisation s’étoffe progressivement, ce qui marque le fait qu'elles deviennent de véritables « foyers » reflétant l'identité et les activités de la maisonnée qui y réside. Les maisons mésopotamiennes de la fin du Néolithique et du Chalcolithique (périodes de Samarra et d'Obeïd) sont généralement de plan tripartite, organisées autour d'une unité centrale où se trouve la pièce principale, bordée sur deux côtés opposées par deux autres unités disposant de plusieurs pièces. Puis se développe ensuite le principe de la maison à espace central, dont on discute s'il est ouvert (auquel cas c'est une cour intérieure) ou non, qui organise la circulation dans la résidence. L'architecture des maisons est surtout connue dans les villes, où les évolutions du bâti et les divisions ou acquisitions de résidences entraînent en pratique des arrangements très variés, divergeant souvent du modèle de la maison à espace central (par exemple des maisons de plan linéaire ou irrégulier), ce qui reflète aussi le fait qu'elles peuvent avoir des surfaces très diverses, allant de la petite maison à deux-trois pièces jusqu'à la grande résidence cossue de l'élite sociale, s'approchant par moments du modèle du palais. Les pièces n'ont pas forcément des fonctions uniques, même si on reconnaît dans plusieurs cas des pièces de réception, des cuisines, des salles d'eau (ce que confirment des textes). Selon les endroits, les maisons peuvent avoir des étages, qui semblent notamment comprendre les pièces à coucher, et leurs toits, en terrasse, doivent aussi servir de lieux d'activité,.

Une résidence du pays de Sumer : le « no 1 Old Street » d'Ur, résidence du marchand Ea-nasir au début du XVIIIe siècle av. J.-C. Fonctions possibles des salles : 1. vestibules ; 2. espace central ; 3. couloir menant à un escalier permettant d'accéder à l'étage ; 4. pièce d'eau ; 5. salle de réception ; 6. chapelle.
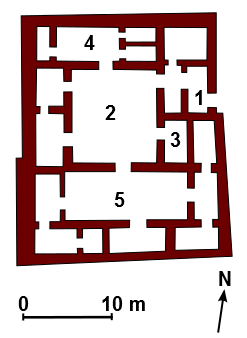
Une des résidences mises au jour dans le quartier du Merkes de Babylone, VIe siècle av. J.-C. 1. vestibule 2. cour principale 3. toilettes 4. cuisine 5. pièces résidentielles privées.
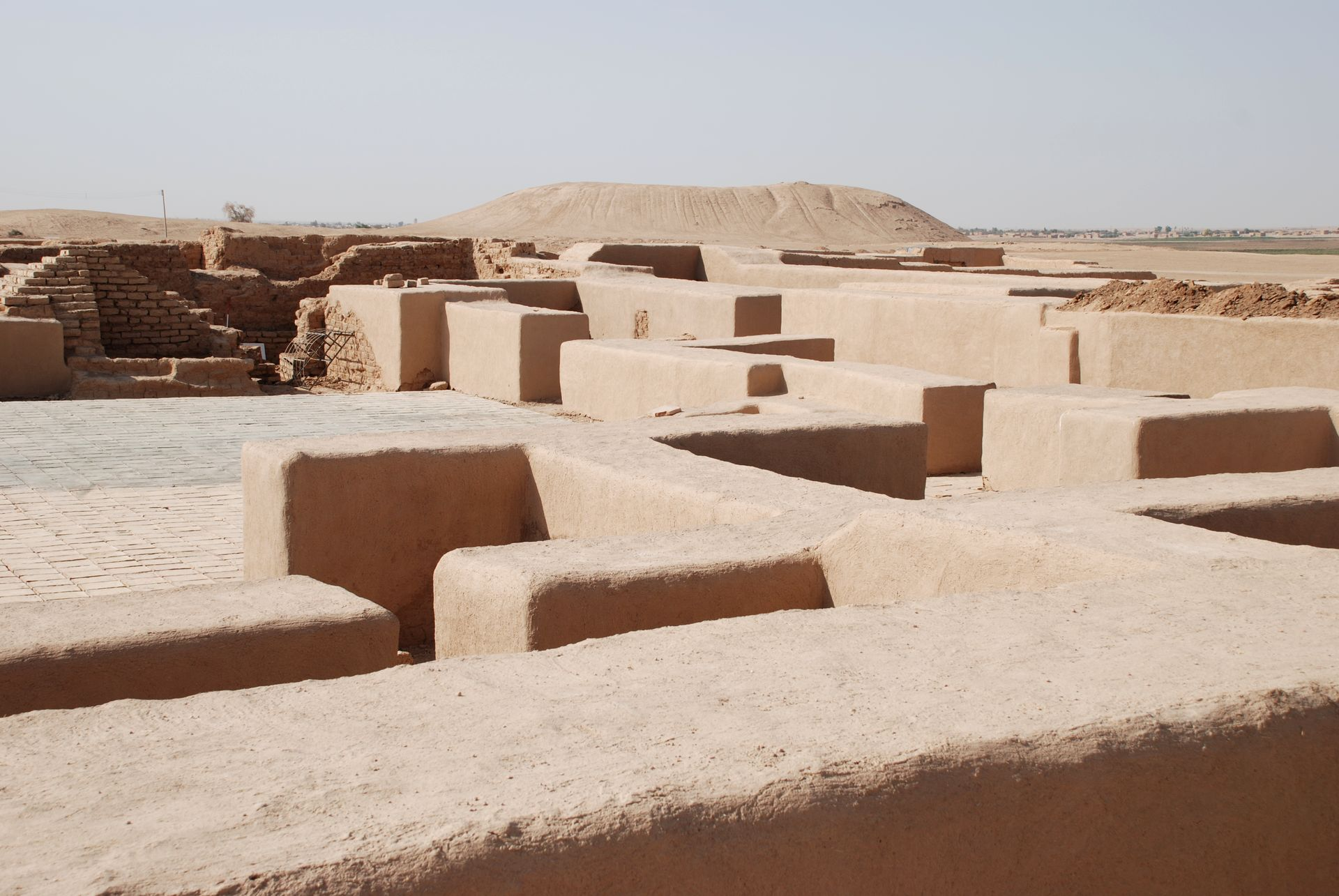
Ruines de la « Maison Rouge » de Dur-Katlimmu (Tell Sheikh Hamad, Assyrie), vaste résidence du VIIe siècle av. J.-C. de 5 400 m2 occupée par un haut dignitaire assyrien[290].

### Temples et autres constructions sacrées
Les premiers villages se dotent de constructions ayant des fonctions autres que résidentielles, jouant un rôle spécial pour la communauté qui les a érigés, servant manifestement de lieux de rituels ou du moins de réunions, mais leur finalité exacte est généralement énigmatique, si tant est qu'il faille n'en chercher qu'une. Les premiers édifices mésopotamiens identifiés comme des temples datent de la période d'Obeïd et se trouvent à Eridu, et suivent le plan tripartite classique des résidences de la période. La période d'Uruk voit la monumentalité franchir un nouveau stade, avec l'érection d'édifices plus vastes à plans plus variés, mais même si plusieurs d'entre eux sont désignés comme des « temples », leur fonction exacte est souvent débattue. Les édifices érigés sur des terrasses hautes à Uruk, Tell Brak et Tell Uqair sont cependant considérés avec plus d'assurance comme des temples. Le développement de l'écriture et l'affirmation de principes architecturaux plus spécifiques pour la construction des lieux de culte permet de les identifier avec bien plus d'assurance au IIIe millénaire av. J.-C. Le modèle suit encore celui des résidences, avec l'affirmation du temple organisé autour d'une cour centrale ; cette période est aussi marquée par la construction de temples construits dans des enceintes ovales, qui disparaît ensuite. La fin du millénaire voit l'apparition de la ziggurat, édifice à degré servant à supporter un temple, manifestement une évolution du temple sur terrasse des périodes antérieures. Les grands sanctuaires mésopotamiens deviennent alors de véritables complexes dotés d'enceintes délimitant l'espace sacré, de plusieurs cours principales et esplanades, souvent plusieurs chapelles où sont vénérées différents dieux, et dans plusieurs cas une ziggurat, en plus d'autres dépendances servant au culte et à son personnel (cuisines, brasseries, résidences, magasins, bureaux, etc.). Le temple en lui-même est organisé autour d'une cour principale, qui conduit à la pièce où se trouve la statue de culte marquant la présence réelle de la divinité (que l'on désigne souvent par le terme latin cella, voire le grec naos, ou « saint des saints » d'après la Bible), puisqu'elle fonctionne comme sa résidence. Les Mésopotamiens désignent du reste par les mêmes mots, le sumérien é et l'akkadien bītu(m), les maisons des humains (y compris les palais) et celles des dieux,.

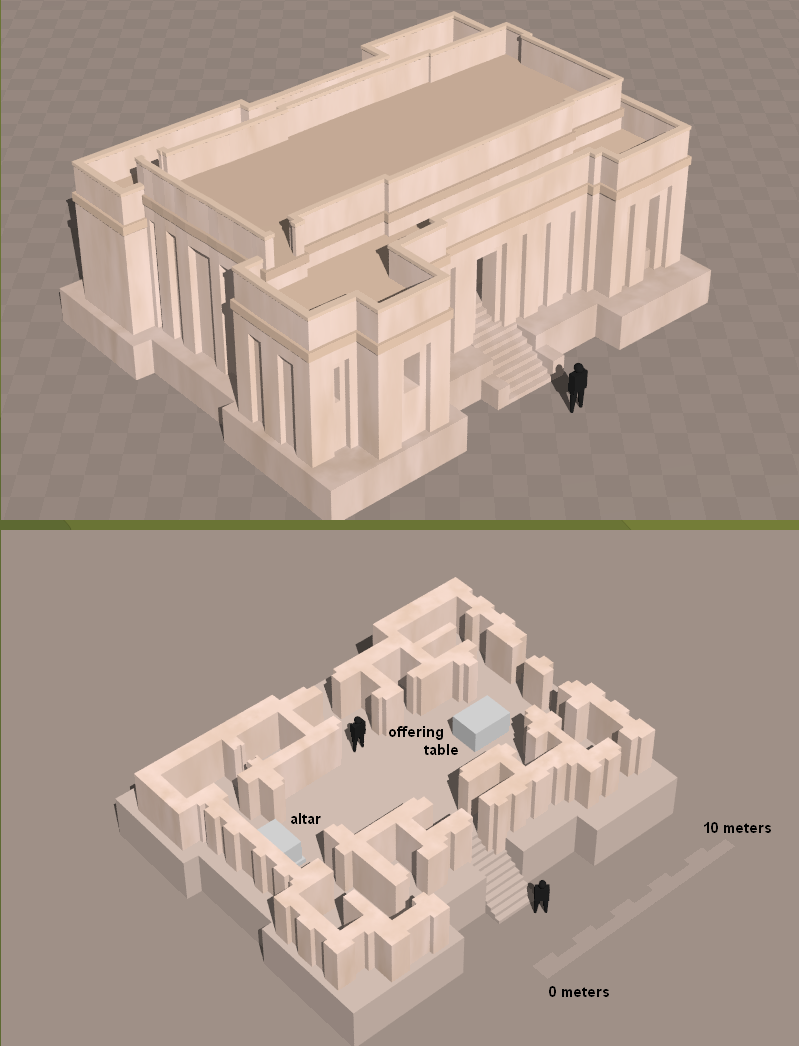
Le temple du niveau VII d'Eridu, fin du Ve millénaire av. J.-C.
Plan du temple d'Assur à Assur, à gauche sous le règne de Samsi-Addu, début XVIIIe siècle av. J.-C.
Plan de l'Ekur, temple d'Enlil à Nippur : 1. Ziggurat 2. « Temple cuisine » 3. Chapelle de la cour sud-est.
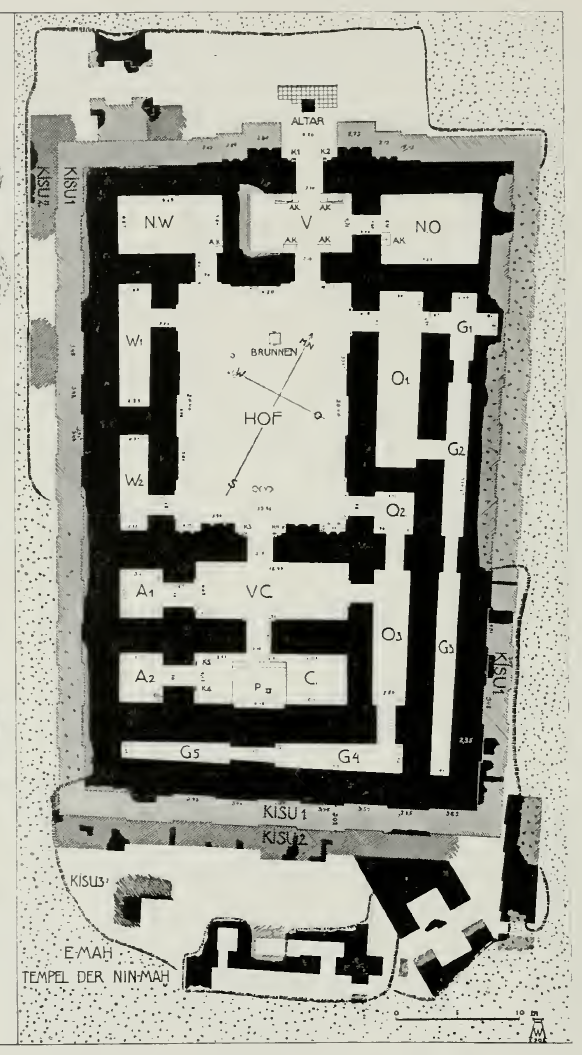
Plan de l'E-mah, temple de Ninmah à Babylone, VIe siècle av. J.-C.
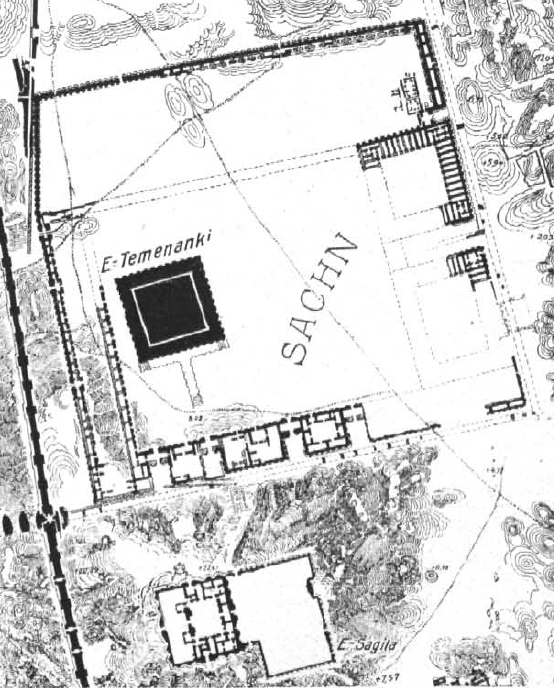
Plan des zones fouillées dans le complexe du dieu Marduk à Babylone, VIe siècle av. J.-C. : au sud son grand temple, l'Esagil, et au nord la ziggurat Etemenanki dans sa grande enceinte.
Plan du grand temple de Hatra, IIe siècle apr. J.-C. 1. iwan sud 2. iwan central 3. double iwan nord 4. édifice carré.

### Palais

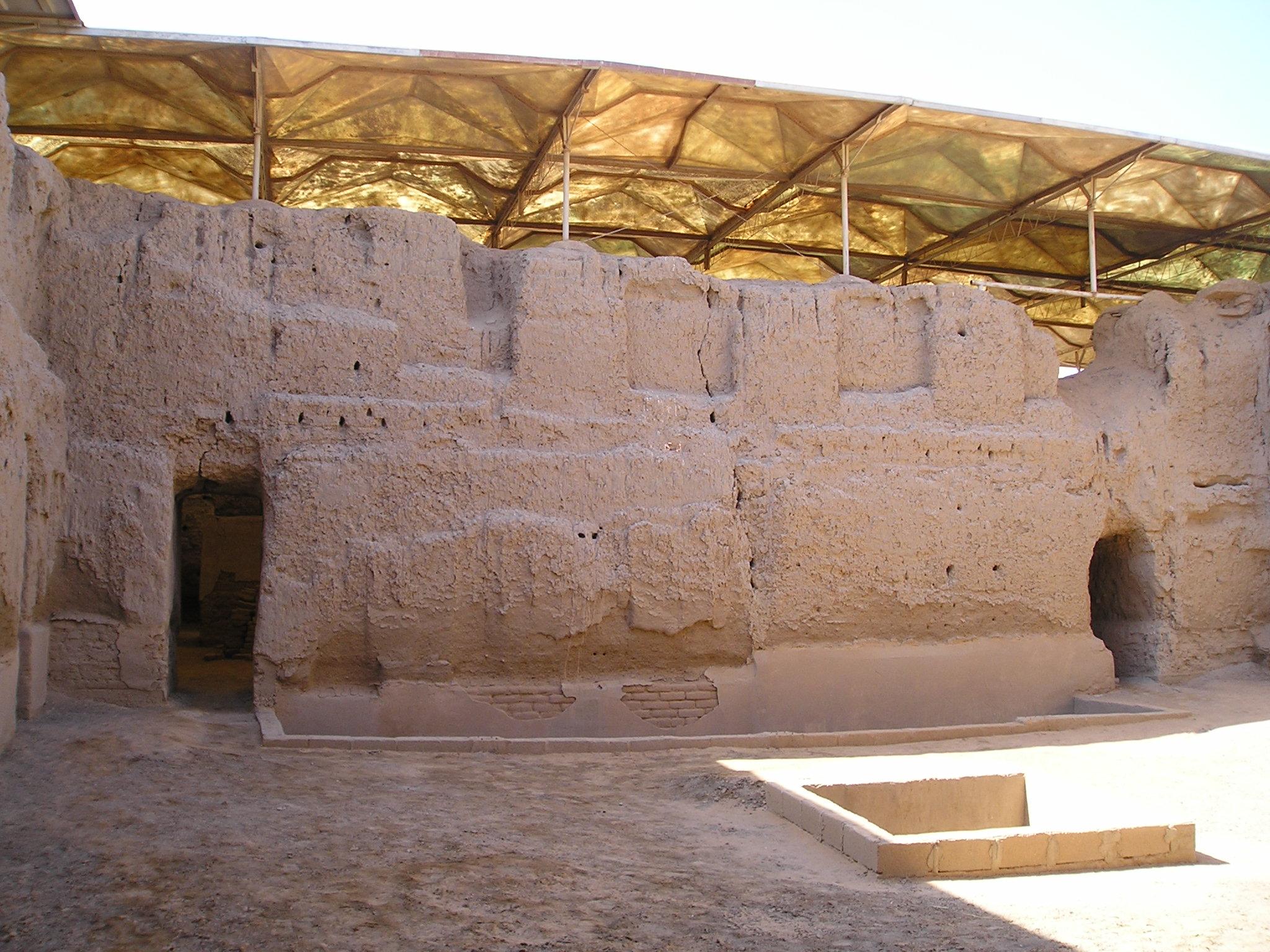
Cour intérieure du palais de Zimri-Lim à Mari, Haute-Mésopotamie,

De la même manière que pour les temples, il est difficile de déterminer avec certitude la date d'apparition des palais, qui sont le fruit d'une longue évolution à partir des modèles offerts par les résidences et les constructions collectives. Certaines grandes maisons des époques préhistoriques sont peut-être des résidences de chefs, mais ce n'est qu'avec l'apparition claire de l'institution royale et de grands bâtiments n'ayant manifestement pas une fonction cultuelle, au IIIe millénaire av. J.-C., que des palais sont plus assurément identifiés, bien qu'ils ne présentent pas à ce stade de caractéristiques architecturales spécifiques, et ne semblent pas encore bien distingués des temples sur ce point. Les palais du IIe millénaire av. J.-C. (Mari, Larsa, Uruk, Nuzi, Dur-Kurigalzu, etc.) sont dotés d'une salle du trône, qui occupe une fonction centrale, et la circulation s'y organise comme pour les autres résidences autour de cours, la différence étant qu'ici il y en a souvent plusieurs par édifice. On y repère des secteurs officiels et administratifs avec des salles d'audience, des magasins, des bureaux, et des secteurs privés où la circulation est plus strictement contrôlée (notamment pour les espaces de résidence des femmes, des harems), et certains ont des étages. La première moitié du Ier millénaire av. J.-C. est marquée par la construction des vastes palais assyriens (à Assur, Nimroud, Dur-Sharrukin, Ninive), avec de grandes cours et la salle du trône qui sert de jonction entre les différents espaces. Le soin pris à leur aménagement et leur décoration, constaté lors des fouilles ou bien par l'analyse des textes commémoratifs décrivant longuement leur construction (notamment la statuaire et les reliefs, les peintures, et bien des ornements qui ont disparu), indique qu'ils ont pris une importance nouvelle qui leur donne un statut que bien des temples peuvent leur envier. Le palais Sud de Babylone, a de son côté un plan original, autour de cinq unités disposant chacune d'une cour centrale, produit d'une histoire complexe,.

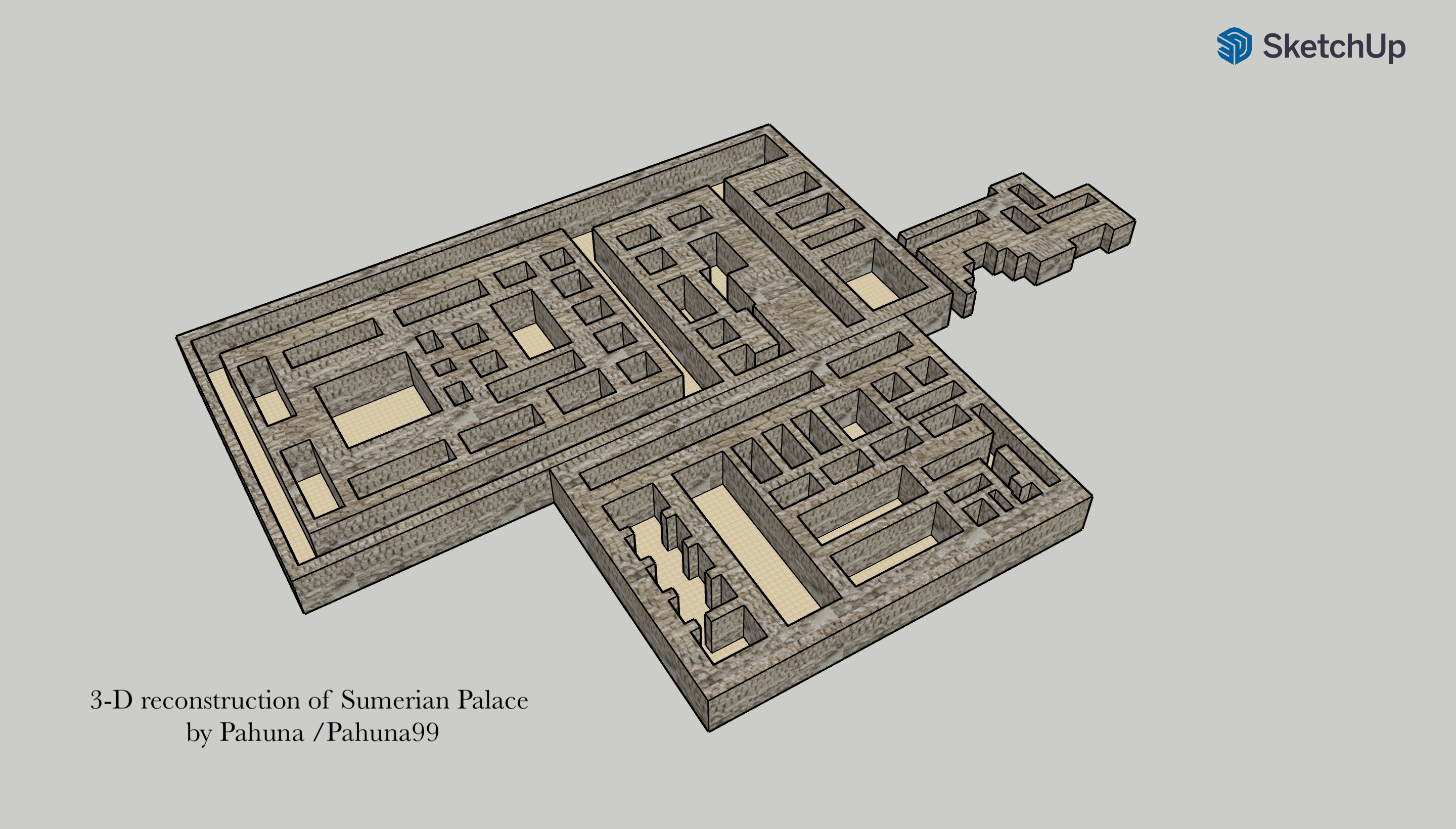
Reconstitution du « Palais A » de Kish, possible édifice palatial de la période des dynasties archaïques (v. 2600-2500 av. J.-C.).
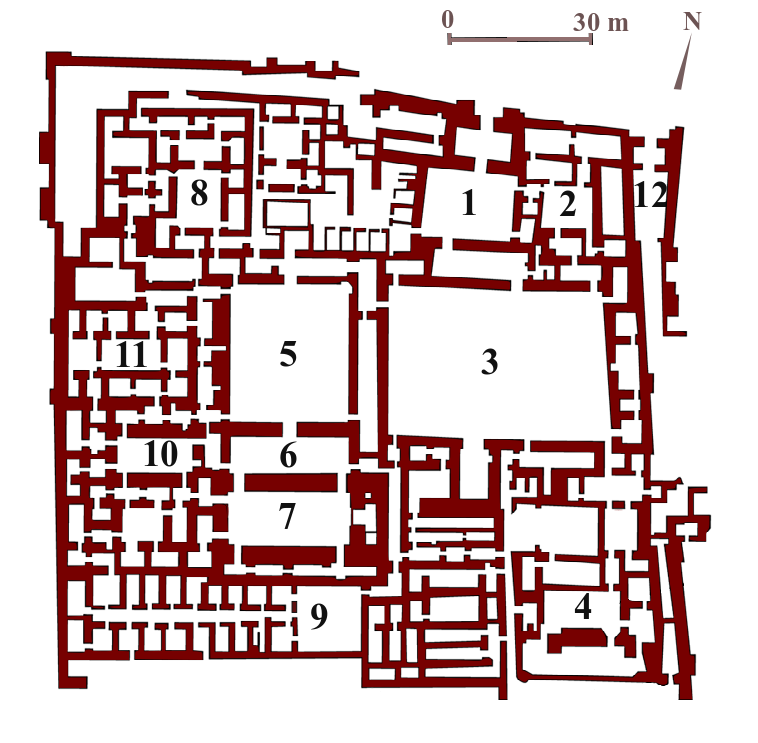
Plan du palais royal de Mari sous le règne de Zimri-Lim (1775-1760 av. J.-C.). 1. cour d'entrée 2. intendance 3. cour du bâtiment aux peintures 4. temple de la Dame du palais 5. cour du palmier 6. vestibule 7. salle du trône 8. harem, maison des femmes 9. logements des serviteurs 10. cuisines 11. secteur administratif du harem 12. porte de Nergal.
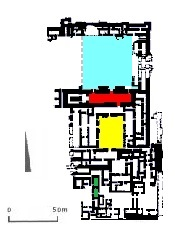
Plan du palais nord-ouest de Nimroud, Assyrie, IXe siècle av. J.-C. En jaune, la cour principale de la zone privée, en bleu la cour principale de la zone publique, et en rouge la salle du trône.
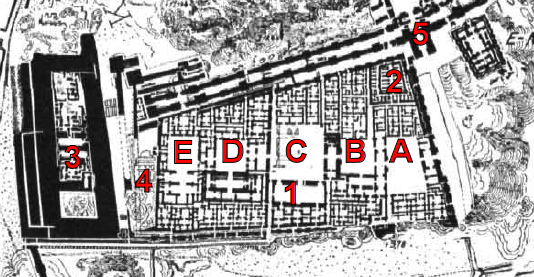
Plan du palais Sud de Babylone (VIe – Ve siècle av. J.-C.) : A, B, C, D, E : cours principales. 1 : Salle du trône, 2 : Bâtiment voûté, 3 : Bastion ouest, 4 : Bâtiment perse, 5 : porte d'Ishtar.

## Postérité
L'« héritage » de la civilisation mésopotamienne, c'est-à-dire ce que les civilisations qui lui ont succédé ont repris de ces accomplissements, se mesure avant tout dans un ensemble de changements décisifs dans l'histoire humaine auxquels elle contribue pour beaucoup (avec l’Égypte), qui sont souvent évoqués comme étant les « origines » ou les « premières fois » de toutes sortes de choses (État, villes, administration, impérialisme, écriture, etc.),.
Ainsi, l'héritage mésopotamien comprend les éléments suivants :
- Apparition des villes et constitution des premières sociétés urbaines : la ville devient durant ces époques un des cadres de vie essentiels des humains.
- Apparition d'une autorité royale et d'un gouvernement : la figure du monarque, avec ses rôles symboliques (protection de son peuple) s'impose à cette période et devient le mode de gouvernement le plus répandu.
- Apparition de l'écriture : l'écriture cunéiforme est une innovation cruciale dans l'histoire humaine, accomplies en même temps que l'écriture hiéroglyphique égyptienne.
- Apparition d'une « bureaucratie » et d'un archivage des informations : c'est la conséquence des évolutions précédentes, et d'une importance capitale pour la vie des humains ; avec l'écriture, il est possible d'enregistrer des informations et les savoirs, de les conserver et de les accumuler dans une multitude de domaines de la vie pratique et savante.
- Apparition d'un esprit juridique et d'un sens de la justice (de l'équité), développés dans les cercles du pouvoir.
- Apparition d'une littérature : des genres littéraires mésopotamiens (et égyptiens) se sont transmis dans les civilisations postérieures, par le biais de la Bible notamment, parce qu'elle relevait des mêmes traditions et s'en était inspiré ; l'impact de ces littératures sur la période classique reste encore mal établi, mais il est manifestement à prendre en considération.
- Apparition d'un esprit encyclopédiste : les anciens Mésopotamiens développent dès l'apparition de l'écriture un goût pour la compilation des informations dans de longues listes lexicales, puis élaborent des « séries », longs textes techniques censés renfermer le savoir d'une discipline ; cela reflète une approche différente de la généralisation qui est caractéristique de l'esprit scientifique des Grecs, mais qui survit dans la vie intellectuelle des civilisations suivantes.
- Dans le domaine intellectuel plus largement la Mésopotamie (là encore avec l’Égypte) pose les bases des savoirs mathématiques, médicaux et astronomiques repris et améliorés dans les civilisations classiques ; elles inventent aussi des lieux d'enseignement et des bibliothèques servant à conserver et transmettre le savoir.
- Apparition d'un mode de découpage du temps : l'année divisée en 12 mois calquée sur le rythme de la Lune et du Soleil, et la semaine de sept jours apparaissent en Mésopotamie et au Proche-Orient antiques.

En particulier, la question des emprunts faits par la Bible hébraïque à la culture mésopotamienne antique font l'objet de débats depuis l'époque de la redécouverte des premiers textes mésopotamiens qui ont présenté des parallèles avec des récits bibliques (en premier lieu le récit du Déluge de l’Épopée de Gilgamesh). Ces discussions ont été très animées durant les premiers temps de l'assyriologie, avant de s'apaiser et de perdre en importance tout en revenant régulièrement. La civilisation mésopotamienne ayant procédé à de nombreux échanges culturels, dans les deux sens, avec les autres civilisations du Proche-Orient ancien, il n'est guère étonnant de retrouver des similitudes entre sa culture et celle de l'Israël antique, sans que cela ne relève forcément d'emprunts des auteurs bibliques à la Mésopotamie. Mais la présence d'une communauté juive importante en Babylonie après sa déportation au début du VIe siècle av. J.-C., qui joue un grand rôle dans la rédaction des textes de la Bible hébraïque dans les siècles suivants (qui correspondent à sa principale phase de mise en forme), puis de la tradition talmudique, fixée durant l'Antiquité tardive, explique la présence d'emprunts évidents à la culture babylonienne antique, qui se retrouvent dans divers domaines (croyances religieuses, magie, littérature, médecine, droit, etc.).

### Introductions
- Michael Roaf (trad. de l'anglais par Philippe Tallon), Atlas de la Mésopotamie et du Proche-Orient ancien, Turnhout, Brepols, 1991, 237 p. (ISBN 2-503-50046-3)
- Georges Roux, La Mésopotamie, Paris, Le Seuil, coll. « Points Histoire », 1995, 327 p. (ISBN 2-02-023636-2)
- (de) Barthel Hrouda, Mesopotamien : Die antiken Kulturen zwischen Euphrat und Tigris, Munich, C. H. Beck, 1997
- Jean-Jacques Glassner, La Mésopotamie, Paris, Les Belles Lettres, coll. « Guide Belles Lettres des civilisations », 2002
- (en) Benjamin R. Foster et Karen Polinger-Foster, Civilizations of ancient Iraq, Princeton, Princeton University Press, 2009
- Véronique Grandpierre, Histoire de la Mésopotamie, Paris, Gallimard, coll. « Folio Histoire no 175 », 2010
- Ariane Thomas (dir.), L'histoire commence en Mésopotamie, Gand et Lens, Snoeck et Louvre-Lens, 2017
- (de) Karen Radner, Mesopotamien : Die frühen Hochkulturen an Euphrat und Tigris, Munich, C. H. Beck, 2017
- Pascal Butterlin, Histoire de la Mésopotamie : Dieux, héros et cités légendaires, Paris, Ellipses, 2019
- L'Histoire collections, no 99 « Mésopotamie, là où tout a commencé », avril-juin 2023
- Dominique Charpin, L'assyriologie, Presses universitaires de France, coll. « Que-sais-je ? » (no 4239), 2023

### Proche-Orient ancien
- Paul Garelli, Jean-Marie Durand, Hatice Gonnet et Catherine Breniquet, Le Proche-Orient asiatique, tome 1 : Des origines aux invasions des peuples de la mer, Paris, Presses universitaires de France, coll. « La Nouvelle Clio », 1997
- Paul Garelli et André Lemaire, Le Proche-Orient Asiatique, tome 2 : Les empires mésopotamiens, Israël, Paris, Presses universitaires de France, coll. « La Nouvelle Clio », 2001
- (en) Jack M. Sasson (dir.), Civilizations of the Ancient Near East, New York, Scribner, 1995
- (en) Daniel C. Snell (dir.), A Companion to the Ancient Near East, Malden et Oxford, Blackwell Publishing, 2020 (1re éd. 2005)
- (en) Marc Van de Mieroop, A History of the Ancient Near East : ca. 3000-323 BC, Malden et Oxford, Blackwell Publishing, 2007
- Pierre Bordreuil, Françoise Briquel-Chatonnet et Cécile Michel (dir.), Les débuts de l'histoire : Le Proche-Orient, de l’invention de l’écriture à la naissance du monothéisme, Paris, Éditions de la Martinière, 2008
- (en) Mario Liverani, The Ancient Near East : History, society and economy, Londres et New York, Routledge, 2014
- Martin Sauvage (dir.), Atlas historique du Proche-Orient ancien, Paris, Les Belles Lettres, 2020 (ISBN 978-2-251-45113-8)

### Mésopotamie: présentations d'ensemble
- (en) John Nicholas Postgate, Early Mesopotamia : Society and Economy at the Dawn of History, Londres et New York, Routledge, 1992
- Francis Joannès (dir.), Dictionnaire de la civilisation mésopotamienne, Paris, Éditions Robert Laffont, coll. « Bouquins », 2001
- Bertrand Lafont, Aline Tenu, Philippe Clancier et Francis Joannès, Mésopotamie : De Gilgamesh à Artaban (3300-120 av. J.-C.), Paris, Belin, coll. « Mondes anciens », 2017
- (en) Laura Culbertson et Gonzalo Rubio (dir.), Society and the Individual in Ancient Mesopotamia, Boston et Berlin, De Gruyter, 2024

### Civilisations et royaumes de la Mésopotamie

#### Sumer et Akkad
- Jean-Louis Huot, Les Sumériens : entre le Tigre et l'Euphrate, Paris, coll. « Néréides », 1989
- « Sumer », dans Jacques Briend et Michel Quesnel (dir.), Supplément au Dictionnaire de la Bible fasc. 72-73, Letouzey & Ané, 1999-2002, col. 77-359
- (de) Gebhard J. Selz, Sumerer und Akkader : Geschichte, Gesellschaft, Kultur, Munich, C. H. Beck, 2005
- (en) Harriet Crawford (dir.), The Sumerian World, Londres et New York, Routledge, coll. « The Routledge words », 2013

#### Babylone
- (de) Michael Jursa, Die Babylonier : Geschichte, Gesellschaft, Kultur, Munich, C. H. Beck, 2004
- (en) Gwendolyn Leick (dir.), The Babylonian World, Londres et New York, Routledge, 2007
- Béatrice André-Salvini (dir.), Babylone, Paris, Hazan - Musée du Louvre éditions, 2008
- (en) Paul-Alain Beaulieu, A History of Babylon, 2200 BC - AD 75, Malden, Wiley-Blackwell, 2017

#### Assyrie
- (de) Eva Cancik-Kirschbaum, Die Assyrer : Geschichte, Gesellschaft, Kultur, Munich, C. H. Beck, 2003
- (en) Karen Radner, Ancient Assyria : A Very Short Introduction, Oxford, Oxford University Press, 2015
- (en) Eckart Frahm (dir.), A Companion to Assyria, Malden, Wiley-Blackwell, 2017
- (en) Eckart Frahm, Assyria : The Rise and Fall of the World's First Empire, Londres, Bloomsbury Publishing, 2023

### Art et archéologie
- Pierre Amiet, L'Art antique du Moyen-Orient, Paris, Citadelles et Mazenod, 1977
- (en) Joan Aruz (dir.), Art of the first cities : The Third millennium B.C. from the Mediterranean to the Indus, New Haven et Londres, The Metropolitan Museum of New York et Yale University Press, 2003 (lire en ligne)
- (en) Eric M. Meyers (dir.), Oxford Encyclopaedia of Archaeology in the Near East, Oxford et New York, Oxford University Press, 1997 (ISBN 0-19-506512-3)
- Jean-Claude Margueron, Les Mésopotamiens, Paris, Picard, 2003, 447 p. (ISBN 2-7084-0693-0)
- Agnès Benoit, Art et archéologie : les civilisations du Proche-Orient ancien, Paris, RMN, coll. « Petits Manuels de l'École du Louvre », 2011
- Jean-Louis Huot, Une archéologie des peuples du Proche-Orient : tome I, des peuples villageois aux cités-États (Xe-IIIe millénaire av. J.-C.), Paris, Errance, 2004
- Jean-Louis Huot, Une archéologie des peuples du Proche-Orient : tome II, Des hommes des Palais aux sujets des premiers empires (IIe-Ier millénaire av. J-C), Paris, Errances, 2004
- Giovanni Curatola (dir.), L'art en Mésopotamie, Paris, Hazan, 2006
- (en) Daniel T. Potts, Mesopotamian Civilization : The Material Foundations, Londres, Cornell University Press, 1997
- (en) Daniel T. Potts (dir.), A Companion to the Archaeology of the Ancient Near East, Malden et Oxford, Blackwell Publishers, coll. « Blackwell companions to the ancient world », 2012
- (en) Zainab Bahrani, Mesopotamia : Ancient Art and Architecture, Londres, Thames & Hudson, 2017

### Religion et savoirs
- Jean Bottéro, Mésopotamie : L'écriture, la raison et les dieux, Paris, Éditions Gallimard, coll. « Folio Histoire », 1997 (1re éd. 1987)
- Jean Bottéro, La plus vieille religion : en Mésopotamie, Paris, Éditions Gallimard, coll. « Folio Histoire », 1998
- (en) Jeremy Black et Anthony Green, Gods, Demons and Symbols of Ancient Mesopotamia, Londres, British Museum, 1998
- Dominique Charpin, Lire et écrire à Babylone, Paris, Presses universitaires de France, 2008, 314 p. (ISBN 978-2-13-056740-0)
- (en) Karen Radner et Eleanor Robson (dir.), The Oxford Handbook of Cuneiform Culture, Oxford, Oxford University Press, 2011, 805 p. (ISBN 978-0-19-955730-1, lire en ligne)

### Recueils de textes
- (en) Jeremy Black, Graham Cunningham, Eleanor Robson et Gábor Zólyomi, Literature of Ancient Sumer, Oxford, 2004
- Jean Bottéro et Samuel Noah Kramer, Lorsque les Dieux faisaient l'Homme, Paris, Éditions Gallimard, coll. « NRF », 1989
- (en) Benjamin Foster, Before the Muses: an Anthology of Akkadian Literature, Bethesda, 2005
- (en) Benjamin R. Foster et Karen Polinger-Foster, A Mesopotamian Miscellany, Piscataway, Gorgias Press, 2020
- (en) William W. Hallo (dir.), The Context of Scripture, Leyde et Boston, Brill, 2003
- Samuel Noah Kramer, L'histoire commence à Sumer, Paris, Flammarion, coll. « Champs », 2009
- (en) James B. Pritchard (dir.), Ancient Near Eastern Texts Relating to Old Testament, Princeton, 1969

#### Bases de données et dictionnaires
- Ressource relative à la santé :   - Medical Subject Headings
- Ressource relative à la bande dessinée :   - Comic Vine
- Ressource relative aux beaux-arts :   - Grove Art Online
- Ressource relative à l'audiovisuel :   - France 24
- Notices dans des dictionnaires ou encyclopédies généralistes :   - Den Store Danske Encyklopædi
  - Dizionario di Storia
  - Enciclopedia italiana
  - Gran Enciclopèdia Catalana
  - Internetowa encyklopedia PWN
  - Larousse
  - Nationalencyklopedin
  - Store norske leksikon
  - Treccani
  - Universalis
- Notices d'autorité :   - VIAF
  - LCCN
  - GND
  - Israël
  - Suède
  - Tchéquie
  - Lettonie